# Seznam osobností Prahy
Toto je neúplný seznam významných osob a osobností narozených v Praze.

## Osobnosti podle data narození

### 10. až 17. století

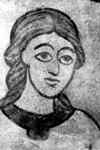
Boleslav II. Pobožný (freska ze Znojemské rotundy)

Svatá Anežka Česká

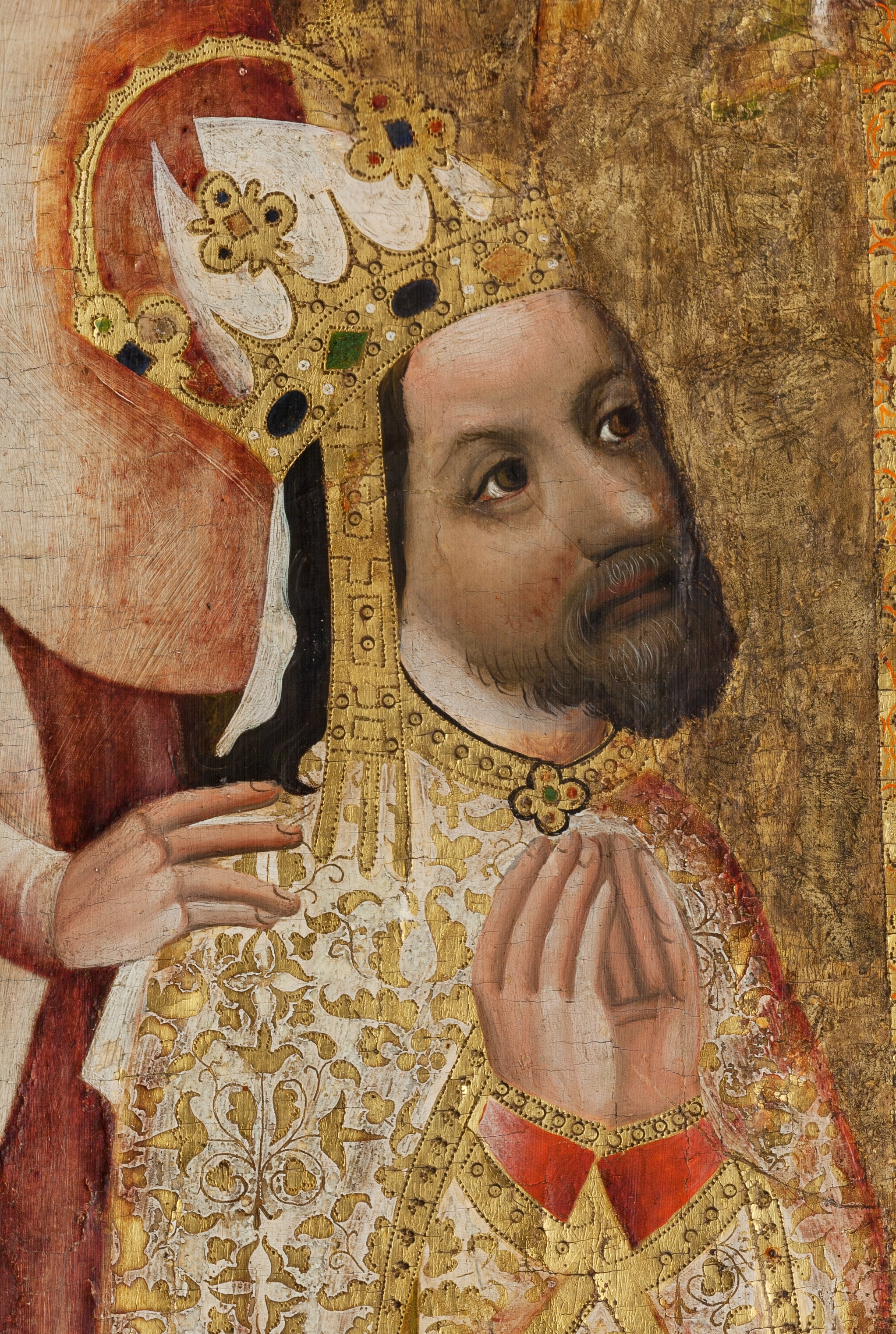
Karel IV.

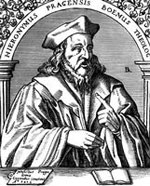
Jeroným Pražský

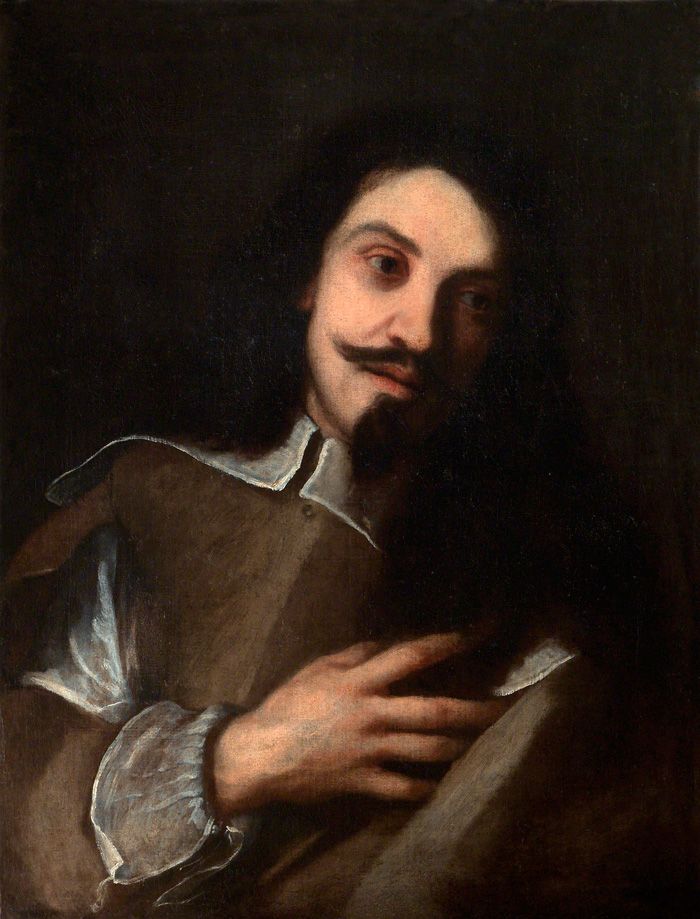
Karel Škréta

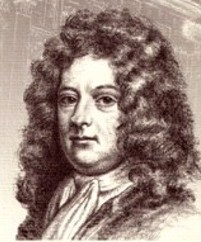
František Maxmilián Kaňka (1674–1766)

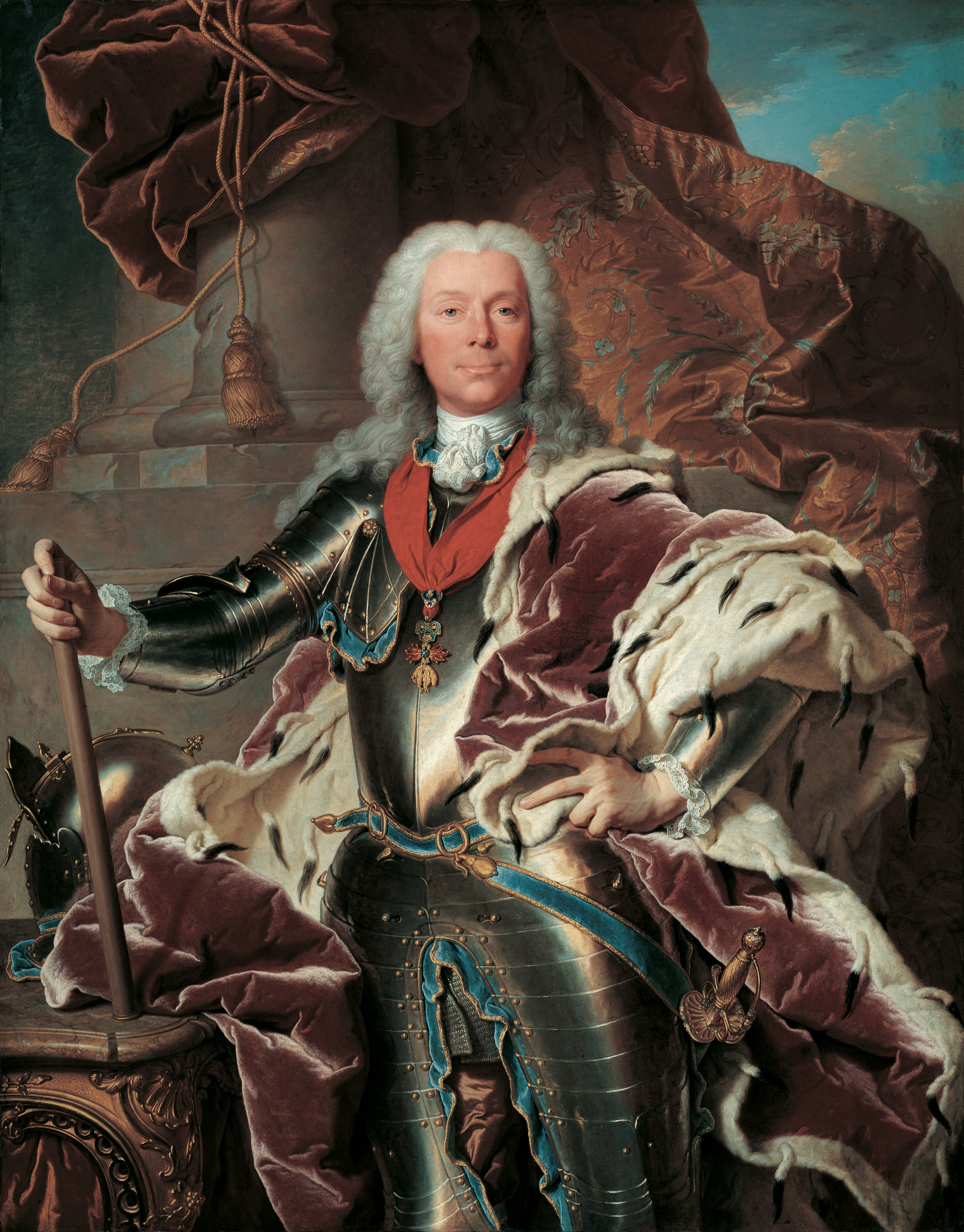
Josef Václav z Lichtenštejna

#### 10. století
- Boleslav II. Pobožný (932 ? –999), český kníže z rodu Přemyslovců v letech 967/972–999
- Boleslav III. Ryšavý (okolo 965 –1037), český kníže v letech 999–1002 a nakrátko znovu v roce 1003

#### 11. století
- Bořivoj II. (okolo 1064–1124), český kníže v letech 1100–1107 a 1117–1120
- Břetislav II. (* snad Praha 1100), český kníže (1092–1100) z rodu Přemyslovců, nejstarší syn knížete a krále Vratislava II. a jeho druhé manželky Adléty Arpádovny Uherské
- Soběslav I. (1090, Praha? –1140), český kníže od 12. dubna 1125 do 14. února 1140

#### 12. století
- Vladislav II. (* snad Praha, kolem roku 1110 –1174), od roku 1140 český kníže a v letech 1158–1172 jako Vladislav I. druhý český král z rodu Přemyslovců
- Soběslav II. (asi 1128–1180), český kníže (1173–1178) z dynastie Přemyslovců, druhorozený syn Soběslava I. a jeho manželky Adléty Uherské
- Bedřich (okolo 1141/2–1189), syn krále Vladislava II. a český kníže a kníže olomouckého údělu z rodu Přemyslovců
- Přemysl Otakar I. (1155/1167? –1230), český kníže (1192–1193 a 1197–1198) a třetí český král (1198–1230) z rodu Přemyslovců, první český král, kterému se podařilo dědičně zajistit královský titul i pro své potomky.
- Vladislav Jindřich, jako Vladislav III., v latinských listinách Heinricus (asi 1160/1165 – 12. srpna 1222), kníže český a markrabě moravský, druhorozený syn Vladislava II. a jeho druhé manželky Judity Durynské

#### 13. století
- Anna Lehnická (1201/1204? zřejmě v Praze –1265), česká princezna, slezská a polská kněžna, dcera krále Přemysla Otakara I., manželka Jindřicha II. Pobožného
- Václav I. Jednooký (1205–1253), čtvrtý český král z rodu Přemyslovců, druhorozený syn Přemysla Otakara I. a jeho druhé manželky Konstancie Uherské
- sv. Anežka Česká (1211–1282), dcera krále Přemysla Otakara I. a Konstancie Uherské
- Václav II. (1271–1305), král český a polský, syn Přemysla Otakara II. a jeho druhé manželky Kunhuty
- Heřman Pražský (kolem 1280–1349), 9. pražský biskup
- Václav III. (1289–1306), král byl český, polský a uherský, syn Václava II. a jeho manželky Guty Habsburské
- František Pražský (asi 1290 – po 1353, tradičně 1362), kronikář doby Karla IV.
- Eliška Přemyslovna (1292–1330), poslední příslušník přemyslovské královské dynastie
- Markéta Přemyslovna (1296 –1322), dcera krále Václava II. a Guty Habsburské, manželka Boleslava III. Lehnického

#### 14. století
- Karel IV. (1316–1378), římsko-německý král a císař, král český, „Otec vlasti“
- Jan Jindřich (1322–1375), hrabě tyrolský a markrabě moravský
- Mikuláš Lucemburský (1322–1358), patriarcha akvilejský
- Václav Lucemburský (1350–1351), první mužský potomek krále Karla IV.
- Václav I. Lucemburský (1337–1383), vévoda lucemburský, autor lyrické sbírky
- Kateřina Lucemburská (1342–1395), dcera císaře Karla IV.
- Jan z Jenštejna (1347/50–1400), biskup, arcibiskup a patriarcha alexandrijský
- Alžběta Lucemburská (1358–1373), dcera císaře Karla IV.
- Jan Parléř (1359–1405/06), architekt, syn Petra Parléře
- Jindřich IV. Parléř (* 14. století), pražský kameník, sochař a stavitel, synovec Petra Parléře a vnuk Jindřicha Parléře staršího
- Anna Lucemburská (1366–1394), anglická královna jako manželka krále Richarda II.
- Jan (1370–1396), vévoda zhořelecký
- Jeroným Pražský (1377 nebo 1378–1416), český filozof a teolog, mistr čtyř evropských univerzit

#### 15. století
- Arnold Pannartz († před květnem 1476), křesťanský mnich a typograf z Čech. Společně s Konradem Sweynheymem přinesli do Itálie techniku rukotisku
- Mistr Hanuš (Jan) zvaný Růže († po roce 1497), pražský staroměstský zámečník, hodinář a orlojník, údajný tvůrce Staroměstského orloje
- Alžběta Lucemburská (1409–1442), dcera císaře Zikmunda
- Pavel Žídek/Paulus Paulirinus (1413–?), polyhistor
- Hynek z Poděbrad (1452–1492), říšský hrabě a hrabě haličský, autor dvorské lyriky
- Jan Černý-Niger (1456–1530), lékař a duchovní
- Abrahám ben Moše Jaffe, známý též jako Abrahám z Čech, hebrejsky אברהם בן משה יפה מבוהמיה, či pod latinským jménem Abraham Judaeus Bohemus (pol. 15. století –1535), prominentní dvorní Žid (faktor), bankéř a výběrčí daní
- Lukáš Pražský (kolem 1460–1528), teolog a biskup
- Bartoš Písař (kolem 1470–1535), historiograf a kupec
- Jakub Čech († 1540), hodinář a orlojník Staroměstského orloje
- Geršom ben Šlomo Kohen Kac (1475–1541), pražský židovský knihtiskař
- Šimon Hájek (asi 1485–1551), český měšťan, spisovatel, intelektuál, otec Tadeáše Hájka z Hájku
- Zikmund Hrubý z Jelení/Sigismundus Gelenius (1497–1554), spisovatel, filolog a učenec

#### 16. století
- Joachim Gans (16. století), důlní expert z Čech a první doložený Žid žijící v Severní Americe
- Bartoloměj Netolický z Netolic († okolo roku 1562), pražský tiskař
- Jan Augusta (1500–1572), biskup
- Mordechaj Cemach Kac, pražský židovský knihtiskař a rabín
- Ludvík Jagellonský (1506–1526), král český, uherský a chorvatský
- Tadeáš Hájek z Hájku/Thaddaeus Hagecius (1525–1600), astronom a lékař
- Anna Habsburská (1528–1590), arcivévodkyně rakouská a vévodkyně bavorská
- Mordechaj Maisel (1528–1601), dvorní bankéř, filantrop a mecenáš
- Prokop Lupáč z Hlaváčova (kolem 1530–1587), spisovatel a historik
- Lippold ben Chluchim (1530–1573), dvorský činitel a mincmistr
- Mordechaj ben Abraham Jaffe (mezi lety 1530 a 1535–1612), rabín, roš ješiva, posek a významný renesanční učenec
- Marie Habsburská (1531–1581), arcivévodkyně rakouská, dcera českého krále Ferdinanda I.
- Daniel Adam z Veleslavína (1546–1599), nakladatel, spisovatel, bohemista, lexikograf, historik, filozof, překladatel, humanista a vysokoškolský pedagog
- Johana Habsburská (1547–1578), arcivévodkyně rakouská
- Ješaja Horowitz (1565–1630), talmudista, kabalista a vrchní rabín
- Šabtaj Šeftl ben Akiva ha-Levi Horowitz (1565–1619), kabalista, působící v Praze v 16. a 17. století
- Jiří Carolides z Karlsperka (1569–1612), humanista a básník
- Alessandro Abondio, též Abondi (kolem roku 1570 - 1648), italský medailér, ceroplastik a zlatník, syn dvorního umělce Antonia Abondia, dvorní umělec císařů Rudolfa II. a Matyáše I. v Praze
- Eva Bacharachová (kolem 1580–1652), hebraistka
- Julio Caesar/Julius d’Austria (1586–1609), syn císaře Rudolfa II.
- Francesco Turini (kolem 1595–1656), italský hudební skladatel a varhaník
- František z Magni (1598–1652), šlechtic a generál-polní maršál

#### 17. století

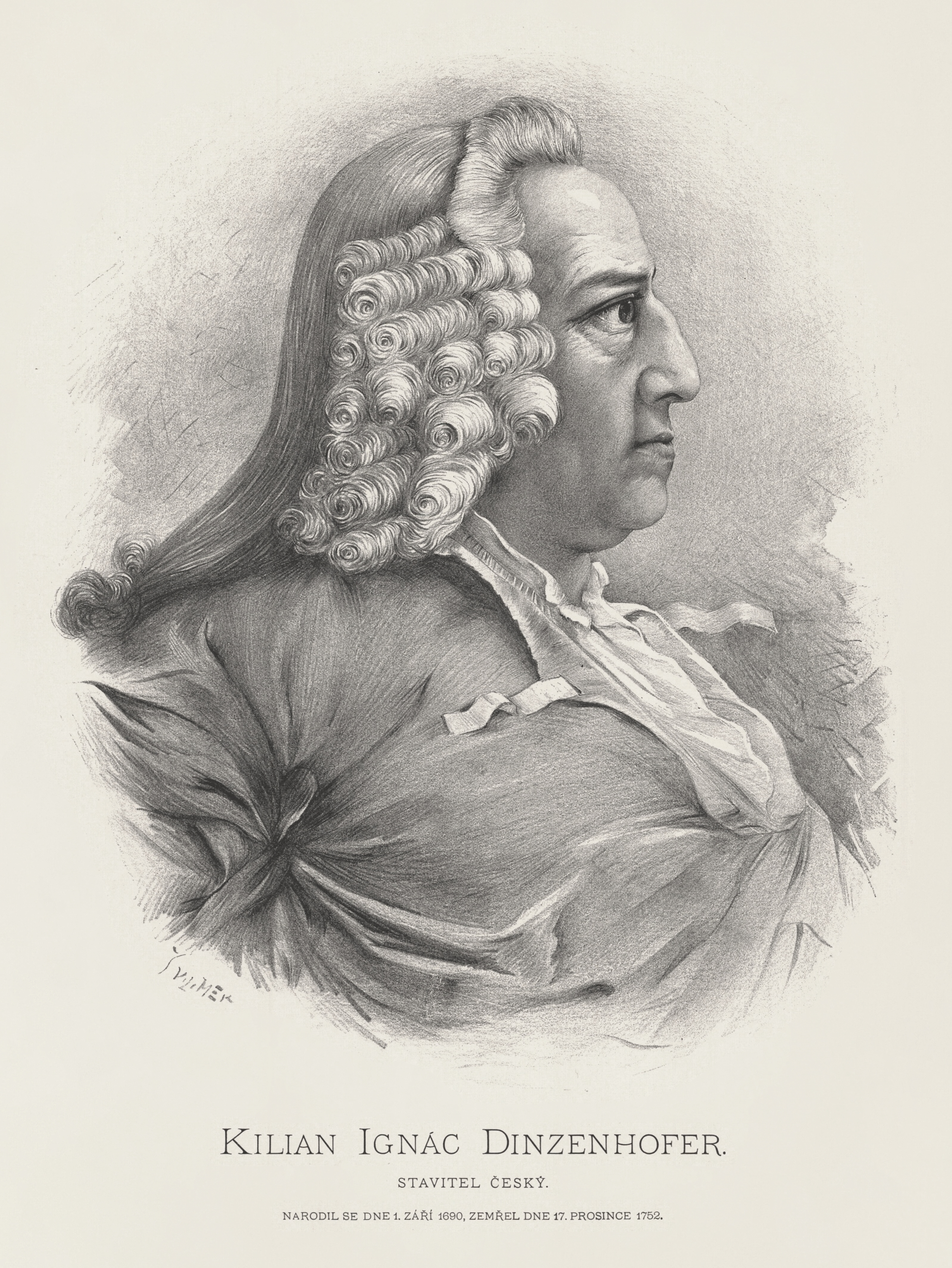
Kilián Ignác Dientzenhofer, architekt

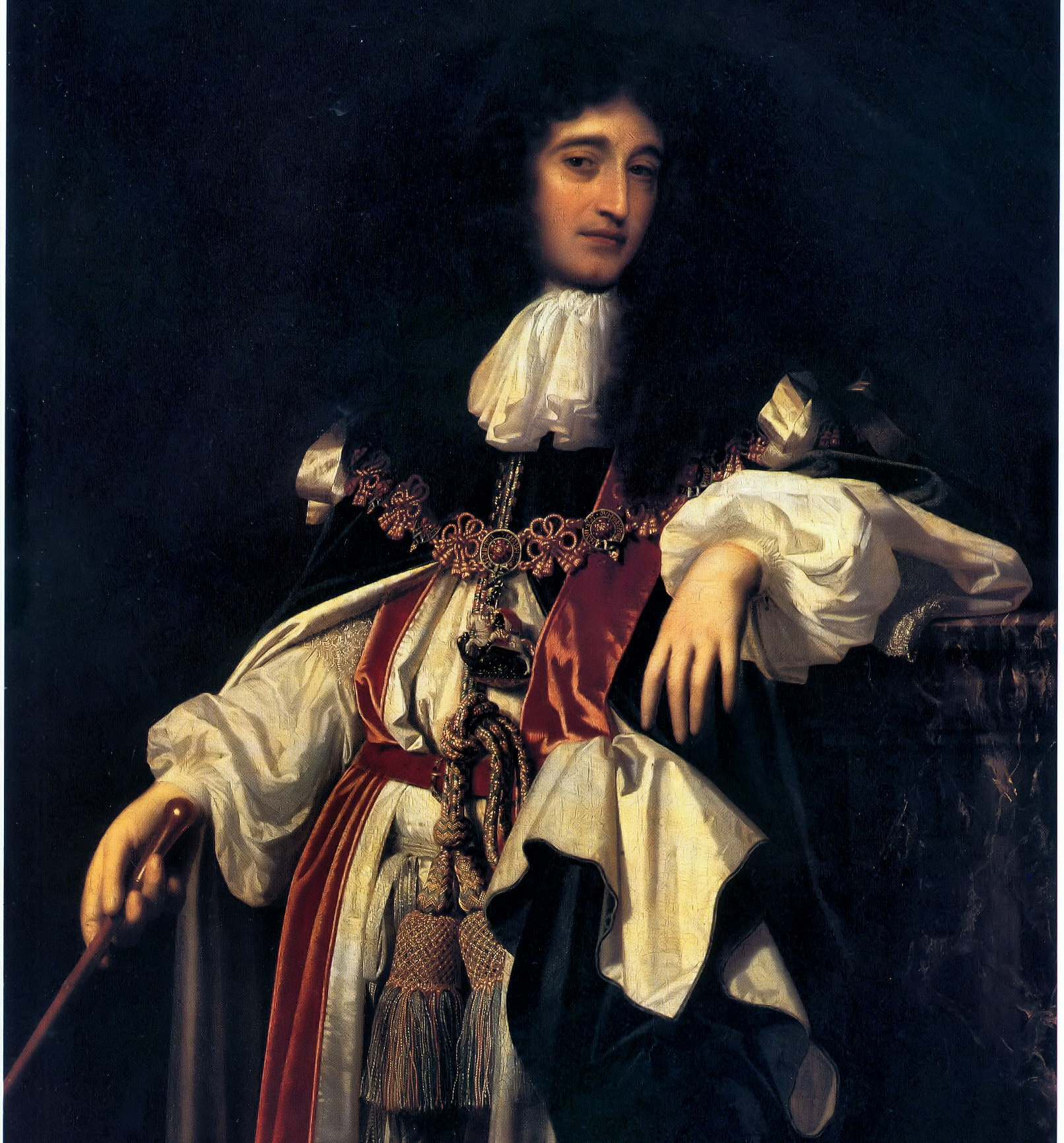
Falcký princ, protestantský generál Ruprecht Falcký

- Re'uven Hoške ha-Kohen Sofer (* 17. století –1673), pražský rabín a kabalista
- Vilém Albrecht hrabě Krakovský z Kolovrat (1600–1688), český aristokrat, politik a mecenáš
- Zikmund Jan Myslík z Hyršova (1606 ?– 1666) český šlechtic a významný císařský vojevůdce z rodu Myslíků z Hyršova
- Sylvie Kateřina Černínová z Caretto-Millesima (1607–1664), manželka císařského polního maršála Leopolda Viléma Bádenského
- Václav Hollar (1607–1677), kreslíř a mědirytec
- Antonín Arnošt Stevens ze Steinfelsu (asi 1608- asi 1675), pražský barokní malíř
- Václav Eusebius Popel z Lobkovic (1609–1677), český šlechtic a vojevůdce, druhý panující kníže z Lobkovic, vévoda zaháňský
- Karel Škréta (1610–1674), barokní malíř
- Jindřich Kozel z Peclinovce (1616–1657), český právník
- Ruprecht Falcký (1619–1682), anglický generalissimus, zakladatel a prezident Společnosti Hudsonova zálivu, syn "zimního krále" Fridricha Falckého
- Jan Jiří Bendl (před rokem 1620–1680), pražský sochař
- August Augšpurský (1620–1675), německý lyrik, překladatel a epigramik
- Me’ir ben Jehuda Leib Poppers (1624?– únor nebo březen 1662), rabín a kabalista z Čech
- Izák ben Jehuda Judles Kac (1628–1690), pražský židovský knihtiskař
- Matěj Václav Šteyer (1630–1692), jezuitský kněz, kazatel, pedagog, překladatel a duchovní spisovatel
- Ferdinand Bonaventura I. hrabě z Harrachu (1636–1706), rakouský státník, diplomat a dvořan, rytíř Řádu zlatého rouna
- Avraham ben Ša'ul Broda[zdroj⁠?!] (kolem roku 1640–1717), český talmudista
- Julius František (1641–1689), vévoda sasko-lauenburský
- Jaroslav Ignác ze Šternberka (1641–1709), biskup litoměřický
- Jan Arnošt z Thunu a Hohenštejna (1643–1709), kníže-arcibiskup salcburský
- Vít Václav Kaňka (1650–1727), český stavitel a pražský měšťan
- Jan Jakub Stevens ze Steinfelsu (1651–1730), barokní malíř
- Jan Ignác František Vojta, (před 1660 – před rokem 1725), český lékař, houslista a barokní hudební skladatel
- František Preiss (kolem roku 1660–1712), český barokní sochař-řezbář
- Elija Špira (též Špira, "Šapira" nebo "Šapiro", 1660–1712), pražský rabín a roš ješiva
- Jákob ben Josef Reischer (Bakofen, 1661–1733), pražský rabín a halachista
- Maxmilián Guidobald hrabě z Martinic (1664–1733), český šlechtic a vysoký císařský úředník
- Apolonie Rozálie Šporková, roz. Vratislavová z Mitrovic (1666–1747), česká šlechtična z rodu Vratislavů z Mitrovic, manželka hraběte Ferdinanda Leopolda Šporka, matka Jana Josefa.
- Petr Jan Brandl (1668–1735), německý barokní malíř
- Jan Václav Vratislav z Mitrovic (1669–1712), český politik a diplomat
- Jan Josef Ignác Loew z Erlsfeldu (1673–1716), právník
- Franz Retz (1673–1750), 15. generál řádu jezuitů
- František Maxmilián Kaňka (1674–1766), architekt
- Jan Blažej Santini-Aichel (1677–1723), architekt a malíř
- František Ferdinand Kinský (1678–1741), český šlechtic, diplomat a politik
- Vilém Albrecht II. hrabě Krakovský z Kolovrat (1678–1738), český šlechtic, nejvyšší kancléř Českého království
- Jan Jiří Achbauer mladší (1680–1737), stavitel
- František Santini-Aichel (1680–1709), kameník
- Šimon Abeles (asi 1681 –1694), pražský židovský chlapec, který zemřel za nejasných okolností ve věku dvanácti let
- Jan Bedřich Kohl-Severa (1681–1736), pražský sochař
- Filip Nerius hrabě Krakovský z Kolovrat (1686–1773), český šlechtic, nejvyšší purkrabí Českého království
- Jan Jiří Kristián z Lobkovic (1686–1753 nebo 1755), český šlechtic z rodu Lobkoviců, rakouský vojevůdce, polní maršál
- Kilián Ignác Dientzenhofer (1689–1751), stavitel
- Václav Vavřinec Reiner (1689–1743), malíř a freskant
- Antonín Ferdinand hrabě Feuerstein (1691–1780), česko-rakouský důstojník, polní maršál
- Antonín Koniáš (1691–1760), jezuitský kněz, misionář a duchovní spisovatel
- Siard Nosecký (1693–1753), malíř fresek a člen kapituly
- Antonín Reichenauer (kolem 1694–1730), hudební skladatel
- Jan Josef Dietzler (1694–1744), pražský barokní malíř, kreslíř a kartograf
- Jan Josef Špork (1693–1749), český šlechtic
- Jan Rudolf hrabě Špork (1695 nebo 1696–1759), český římskokatolický kněz, pomocný biskup pražský, sběratel umění a kreslíř
- Josef Václav I. (1696–1772), 4. kníže z Lichtenštejna
- František Josef hrabě Černín z Chudenic (1697–1733), český šlechtic
- Jan Antonín Scrinci (1697–1773), český lékař a fyzik, rektor Univerzity Karlovy

### 18. století

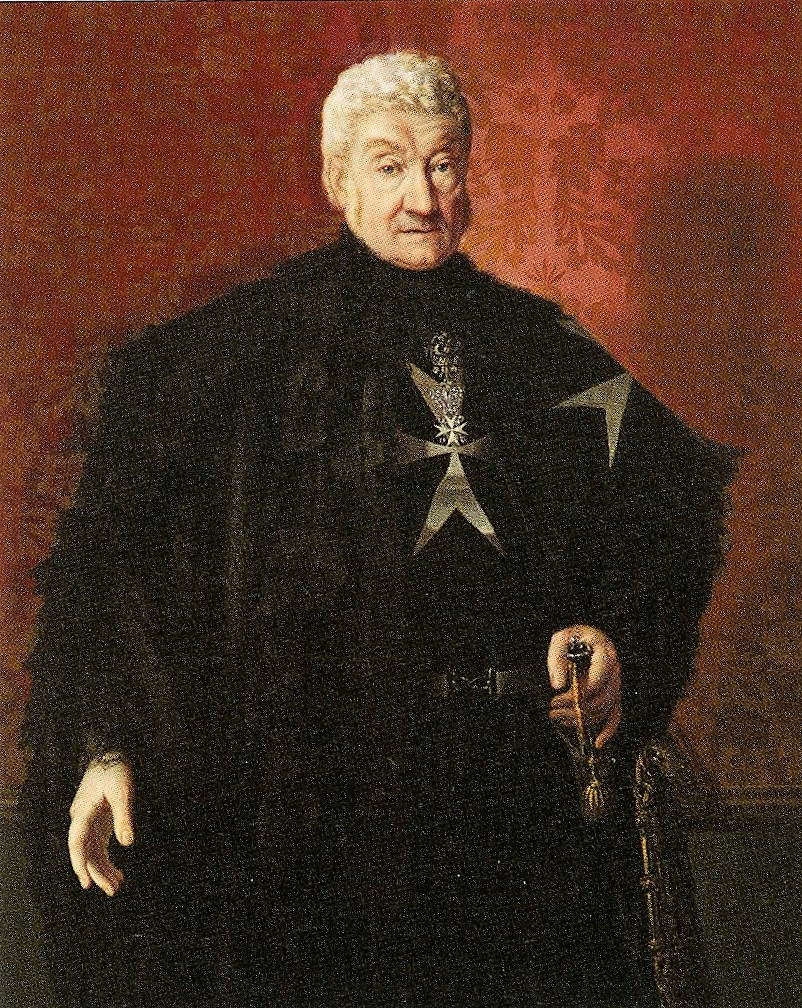
Emanuel Václav hrabě Krakowský z Kolowrat, velkopřevor Maltézského řádu

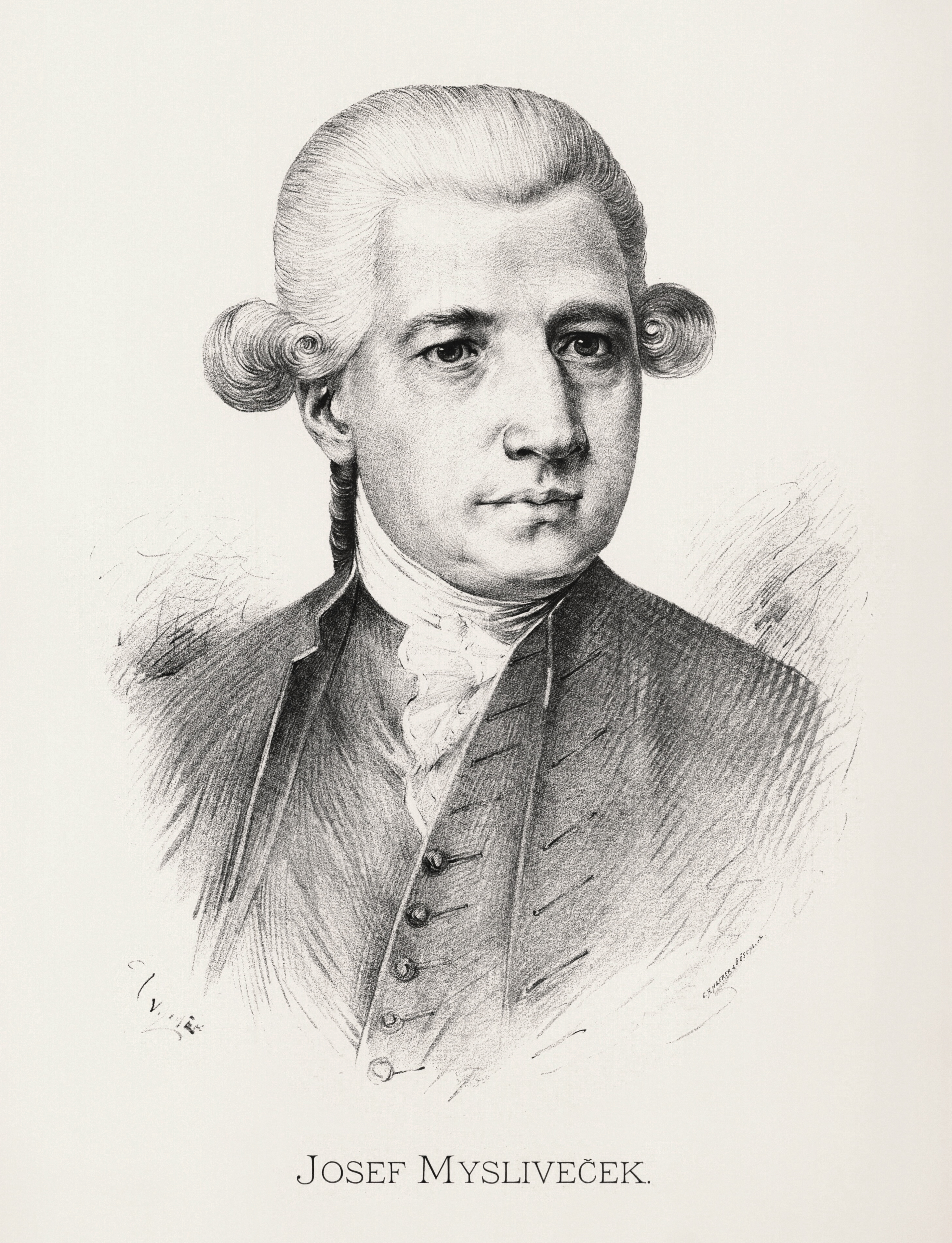
Josef Mysliveček

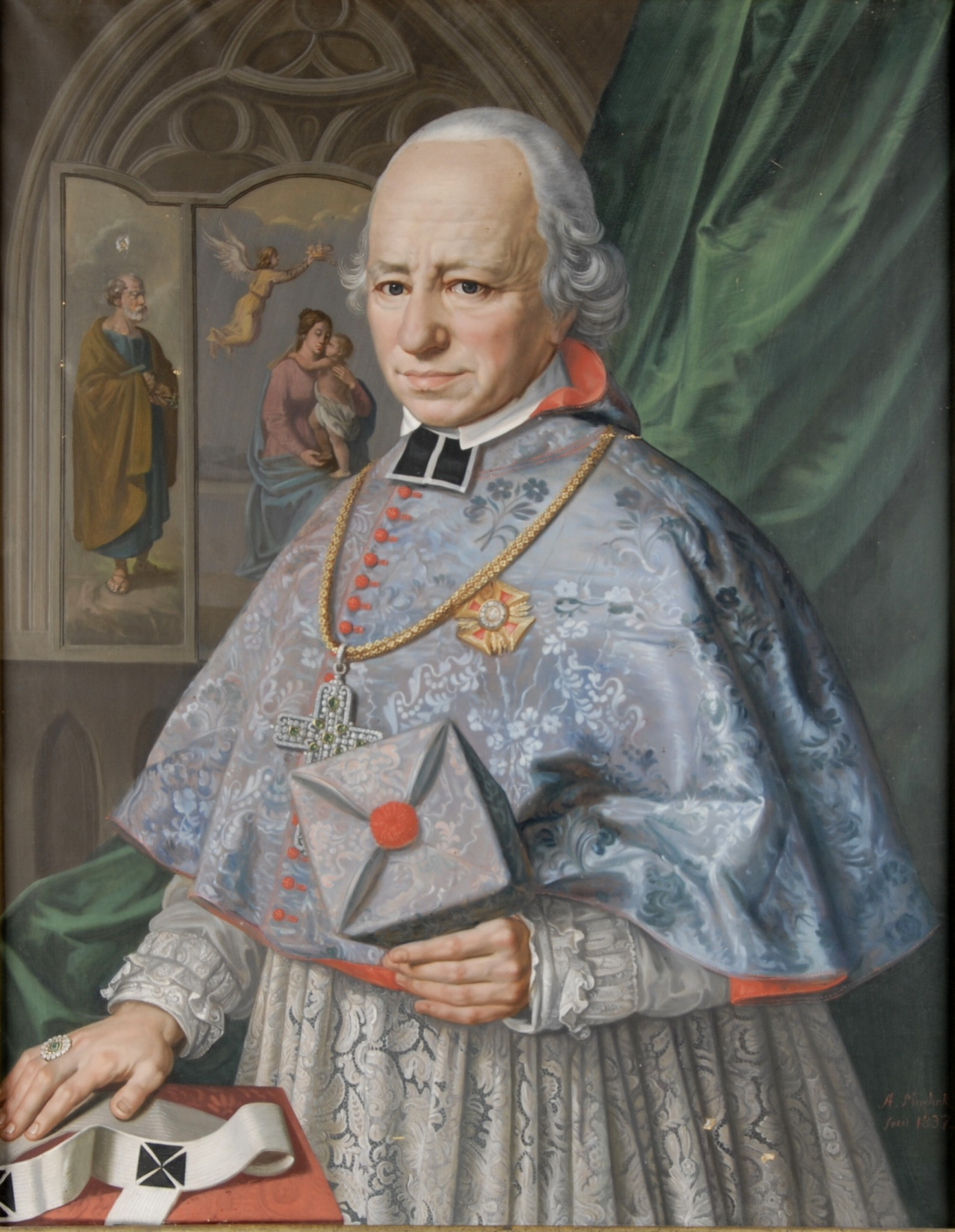
Alois Josef hrabě Krakovský z Kolovrat

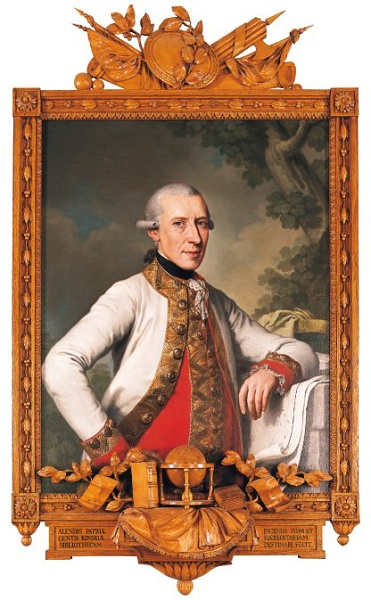
František Josef Kinský

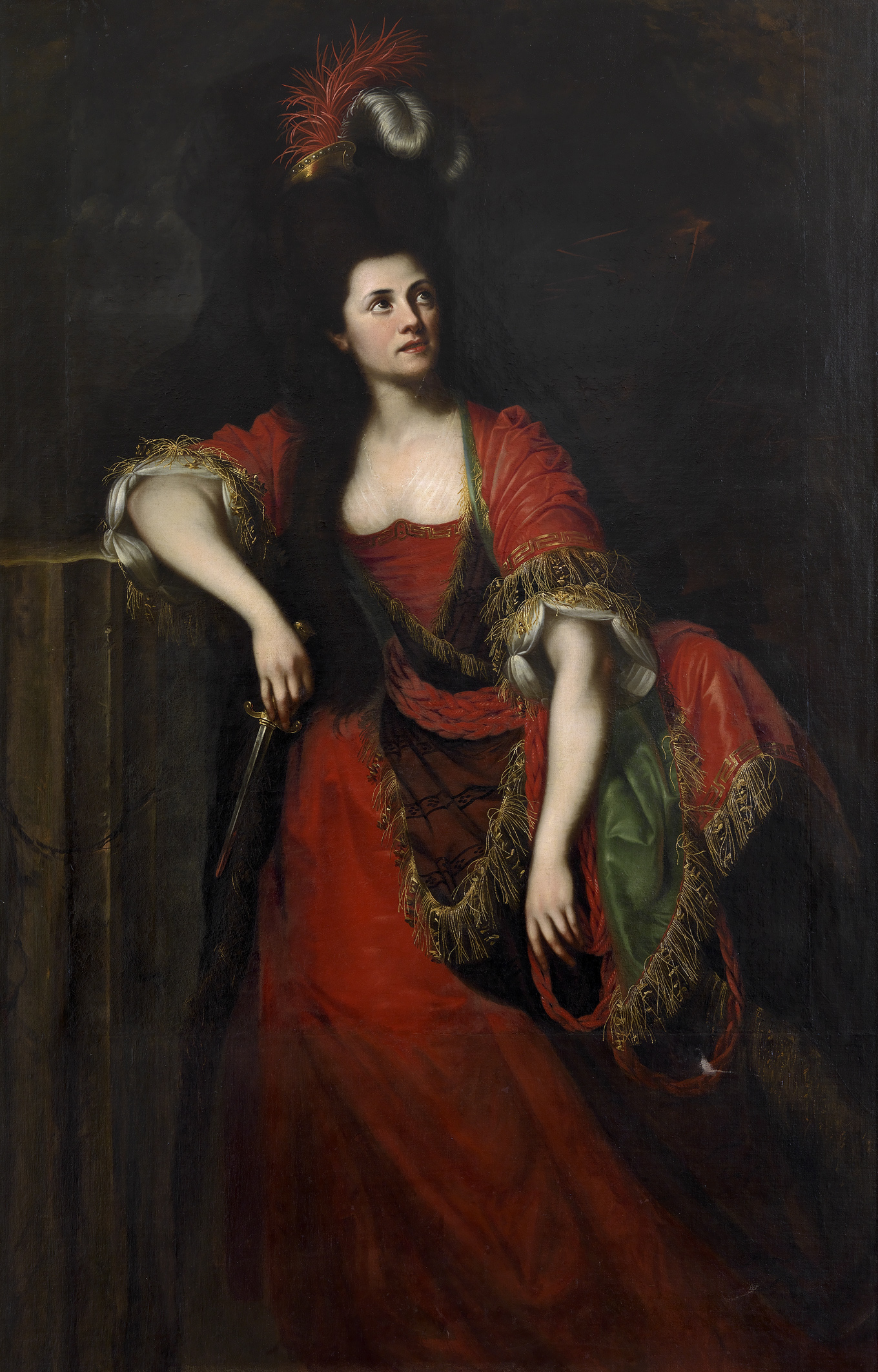
Johanna Sacco

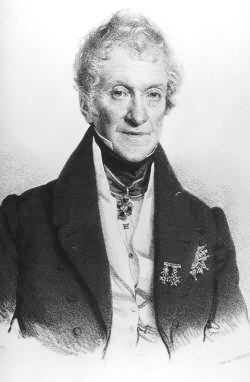
Kašpar Maria hrabě ze Šternberka

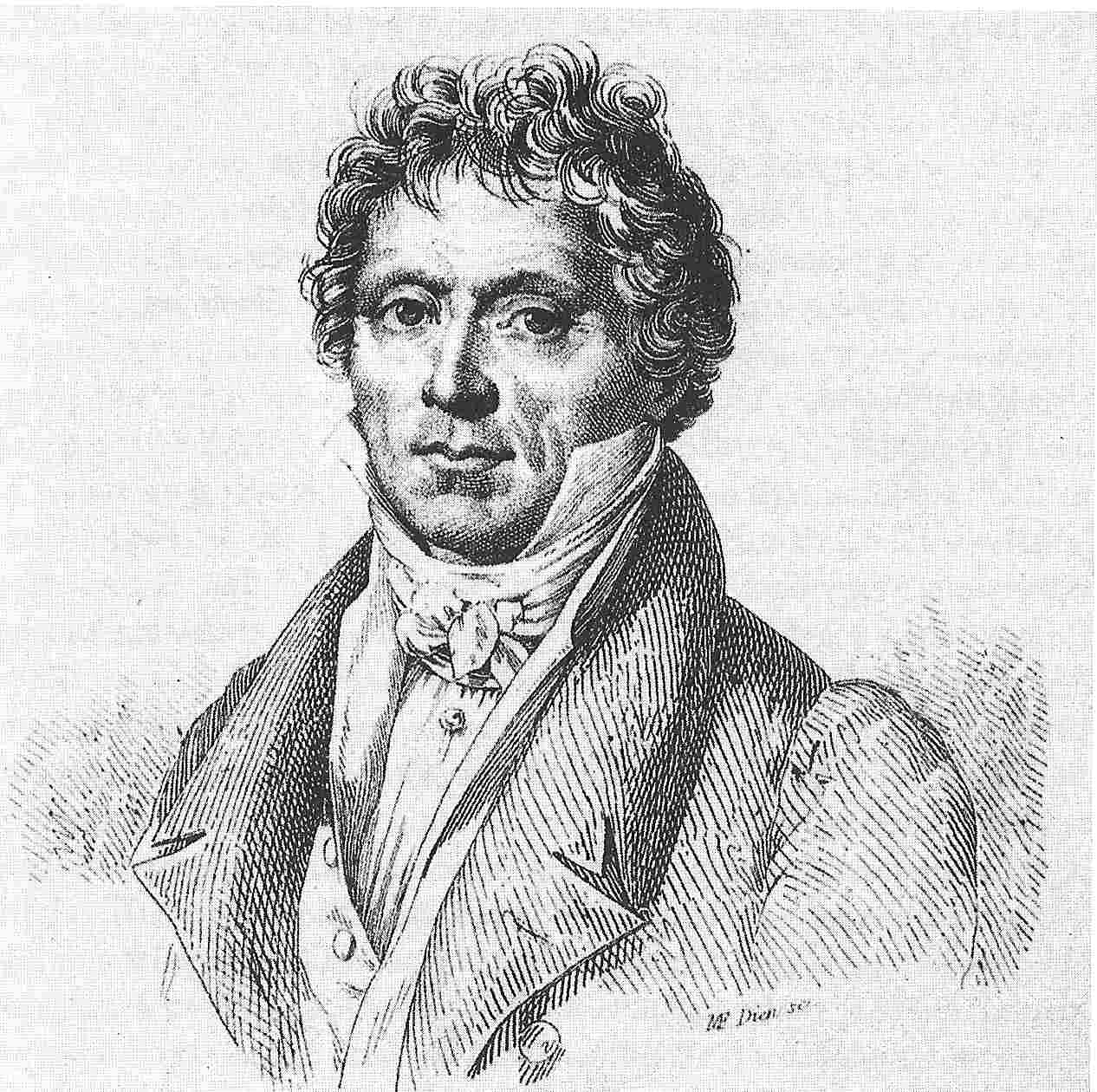
Antonín Rejcha

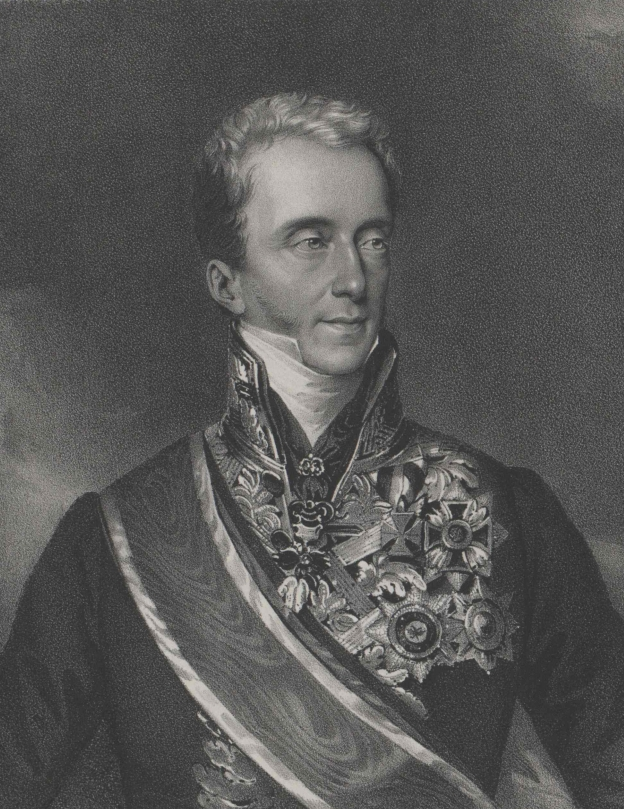
František Antonín II. Libštejnský z Kolovrat

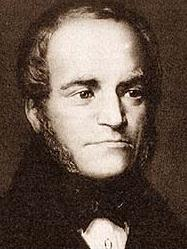
František Antonín von Gerstner

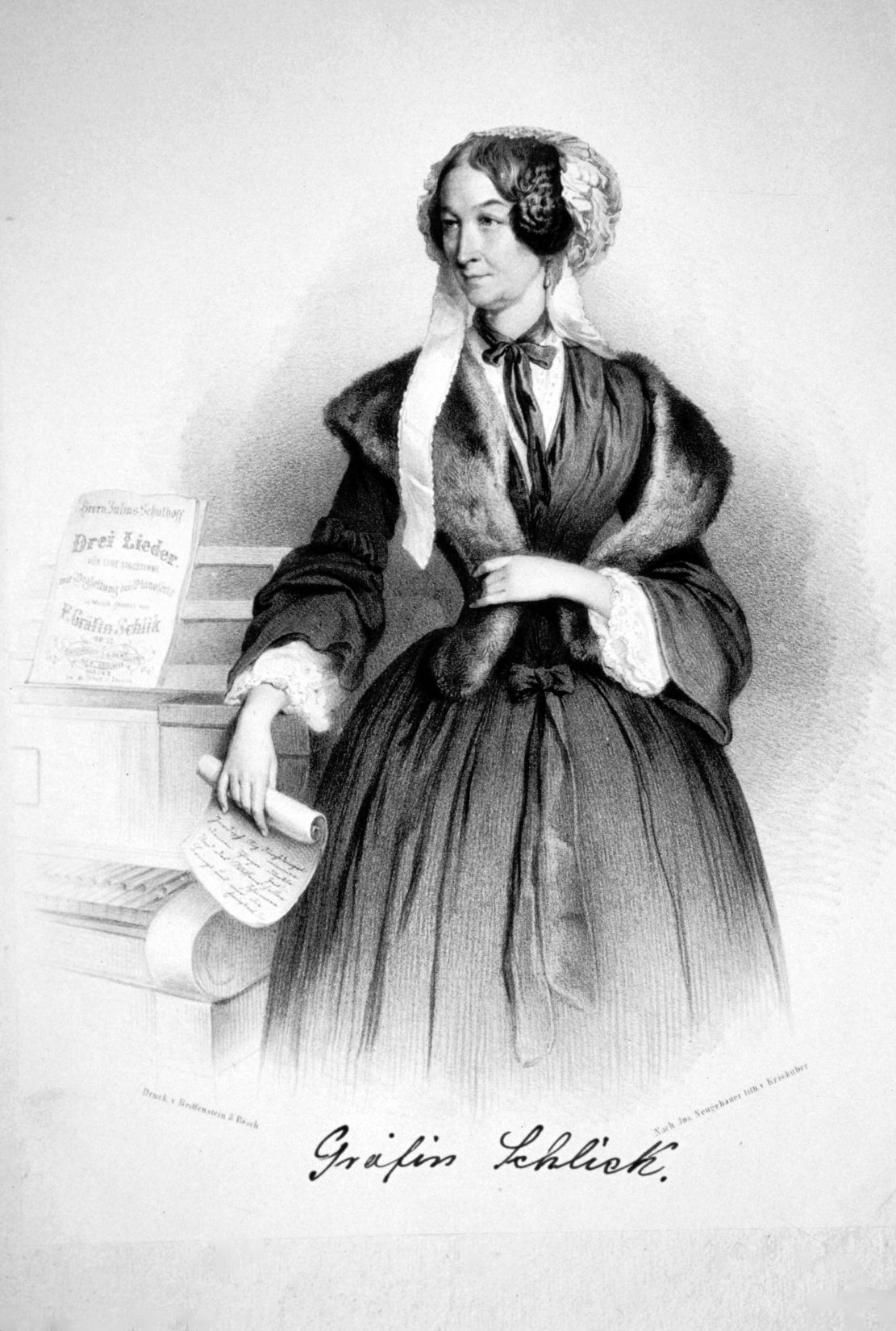
Marie Alžběta Šliková (1790-1855), klavíristka, skladatelka a básnířka, (kolem roku 1850)

- Filip Josef Kinský (1700–1749), šlechtic, diplomat a politik
- Emanuel Václav hrabě Krakovský z Kolovrat (1700–1769) velkopřevor řádu Maltézských rytířů (1754–1769)
- Jakub svobodný pán Wimmer (1754–1822), český podnikatel, velkostatkář, mecenáš a dobrodinec, povýšený do šlechtického stavu a dle Ottova slovníku naučného také plukovník císařské armády
- Kajetán Březina z Birkenfeldu (? –1776) v letech 1747–1776 opat cisterciáckého kláštera v Oseku
- Filip Josef, hrabě Gallas (1703–1757), šlechtic, nejvyšší dvorský sudí a nejvyšší hofmistr Českého království
- Jan Karel Chotek z Chotkova (1704–1787), český šlechtic a rakouský dvorní kancléř
- Rudolf Josef Colloredo (1706–1788), říšský vicekancléř
- Jan Křtitel Jiří Neruda (1707–1780), houslista, kapelník a hudební skladatel
- Jan Karel Kovář (1709–1749), malíř fresek
- Jan Antonín Quitainer (1709–1765), pozdně barokní řezbář a sochař-figuralista, syn Ondřeje Filipa Quitainera
- František Josef Jiří hrabě z Valdštejna-Vartenberka (1709–1771), český šlechtic z rodu Valdštejnů z Vartenberka
- Antonín Josef Hampl (kolem 1710–1771), německý hornista a hudební skladatel
- František Josef Pachta z Rájova (1710–1799), český šlechtic, hrabě z rodu Pachtů z Rájova, znalec architektury a umění, stavebník a numismatik, v období vlády Marie Terezie zastával řadu významných funkcí.
- Jan Václav Spitzer (1711–1773), barokní malíř nástěnných maleb, oltářních obrazů a portrétů
- Josef Azzoni (1712–1760), český právník a univerzitní rektor
- Emanuel Arnošt z Valdštejna (1716–1789), litoměřický biskup
- Norbert Grund (1717–1767), malíř
- Gelasius Dobner (1719–1790), piarista a historik
- Karel Josef z Auerspergu (1720–1800), česko-rakouský šlechtic a politik, císařský tajný rada a komoří
- Antonín Haffenecker (1720–1789), architekt a dvorní stavitel
- Antonín Boll (1721–1792), filosof a jezuita
- Tia Weil (1721–1805), rabínský učenec
- Adam František z Hartigu (1724–1783), rakouský diplomat
- Josef Maria Karel kníže z Lobkovic (1725–1802), český šlechtic, vojevůdce a diplomat, dosáhl hodnosti polního maršála, dlouholetý velvyslanec Rakouského císařství v Rusku
- František Ondřej Hirnle (1726–1773), sochař a řezbář
- Prokop Vojtěch Černín z Chudenic (1726 nebo 1729–1777), český šlechtic z rodu Černínů z Chudenic, třetí nejbohatší šlechtic v tehdejších Čechách
- Leopold Vilém hrabě Krakowský z Kolowrat (1727–1809), český politik a zakladatel tabákové a jehlové továrny, první v Evropě, ministra vnitřních záležitostí
- Marie Anna Sagarová (1727–1805), rakouská spisovatelka
- Josef Václav (1728–1783), kníže z Fürstenberka
- Jan (Johann) Diesbach SJ (1729–1792), český jezuita, matematik a fyzik, teolog, filosof a vysokoškolský učitel a rektor pražské univerztiy
- Karel Egon I. z Fürstenbergu (1729–1787), císařský komoří, tajný rada a nejvyšší purkrabí Českého království, první čestný prezident nově založené Královské české společnosti nauk v Praze
- August Antonín Josef kníže z Lobkovic (1729–1803), 3. hlava mělnické sekundogenitury rodu, zastával úřad nejvyššího maršálka Českého království, nostiel Řád zlatého rouna
- František Xaver Brixi (1732–1771), hudební skladatel, varhaník a kapelník
- Jan Nepomuk Schöpf (1733–1798), malíř a rytec
- Josef Vojtěch, hrabě z Desfours, též Des Fours či Joseph Adalbert von Desfours (1734–1791), c.k. armádní kapitán a v letech 1786–1791 majitel Náchodského panství
- František de Paula Hrzán z Harasova (1735–1804), římskokatolický kardinál
- Jonáš Mišl Jajteles (1735–1806), pražský lékař a spisovatel
- Josef Mysliveček (1737–1781), hudební skladatel
- Ignác Jan Nepomuk Palliardi (1737–1824), stavitel a štukatér
- Marie Kristina z Ditrichštejna (1738–1788), šlechtična z rodu Thun-Hohensteinů, manželka Jana Karla z Ditrichštejna, dvorní dáma arcivévodkyně Marie Alžběty
- Jan Quirin Jahn (1739–1802), kreslíř, malíř, teoretik umění a historik
- František Josef Kinský (1739–1805), český šlechtic a vlastenec, důstojník císařské armády, spoluzakladatel České soukromé učené společnosti
- Ignác Cornova (1740–1822), kněz, jezuita, historik, pedagog, básník, osvícenec a svobodný zednář
- František Kočvara (kolem 1740–1791), hudební skladatel
- Jiljí Bartoloměj Chládek Opraem. (1743–1806), vysokoškolský učitel,rektor Univerzity Karlovy
- Josef Bárta (1744–1787), hudební skladatel
- Jan Nepomuk Kaňka starší (1744–1798), právník a hudební skladatel
- Ludvík Kohl (1746–1821), český malíř, kreslíř, mědirytec a řezbář
- Ludwig Wenzel Lachnitt (1746–1820), hornista a hudební skladatel
- František Xaver Procházka (1746–1815), malíř, grafik a restaurátor
- Franz Hebenstreit (1747–1795), demokratický politik
- Jan Stefani (kolem 1747–1829), polský hudební skladatel
- Kristián Filip Clam-Gallas (1748–1805), český šlechtic a mecenáš
- Jan Nepomuk Karel hrabě Krakovský z Kolovrat (1748–1816), c. k. komoří a tajný rada, polní maršál, dvorský válečný rada a velící generál v Českém království, komtur řádu Maltézských rytířů
- Aleš Vincenc Pařízek (1748–1822), katolický duchovní a dominikán, pedagog, spisovatel, hudebník a kreslíř
- Jan Prokop Schaaffgotsche (1748–1813), pražský světící biskup
- Naftali Herz Homberg (1749–1841), židovský učitel a spisovatel
- Václav Dientzenhofer (1750–1805), jezuita, znalec práva a historik
- Johann Ferdinand Schönfeld (1750–1821), rakouský podnikatel, sběratel umění a spisovatel
- Marie Karolína Josefa Šporková (1752–1799), šlechtična, sběratelka a kurátorka umění
- Tadeáš Ignác Vyskočil (1753–1795), sochař
- Josefína Dušková (1754–1824), sopranistka klasického období, s manželem F. X. Duškem přátelé W. A. Mozarta
- Eleazar Fleckeles (1754–1826), rabín, významný kazatel a talmudista
- Eliezer Karpeles (1754–1832), český rabín
- Johanna Sacco (1754–1802), německá herečka a tanečnice
- Karel Leopold, hrabě Clam-Gallas (1755–1784), šlechtic
- František Vincenc Tuček (1755–1820), hudební skladatel
- Johann Baptist Andreas Ritter von Scherer (1755–1844), chemik a botanik
- František Antonín z Hartigu (1758–1797), rakouský diplomat, historik, básník a geograf
- Josef Prokop Heinke (1758–1838), rakouský právník
- Jan z Klenové a Janovic (1758–1819), rakouský generál
- Alois Josef Krakovský z Kolovrat (1759–1833), arcibiskup pražský
- Karel Alois z Fürstenberka (1760–1799), rakouský polní maršál-poručík
- František Kryštof Neubauer (kolem 1760–1795), německý hudební skladatel
- Bernard Václav Šťastný, též Štiasný (1760–1835), violoncellista a hudební skladatel
- Franz Ambrosius Reuß (1761–1830), lékař, mineralog a geolog
- Kašpar Maria ze Šternberka (1761–1838), teolog, politik, mineralog a botanik
- Baruch Jajteles (1762–1813), liberální rabín, znalec talmudu, spisovatel a lékař
- František Josef, hrabě ze Šternberka a Manderscheidu (1763–1830), šlechtic, mecenáš umění a osvícenec
- Karel Ignác Thám (1763–1816), spisovatel, lexikograf a překladatel
- Jan Karásek (1764–1809), velitel loupežnické skupiny
- František Jan Šťastný (1764–kolem 1830), violoncellista a hudební skladatel
- Josef Antonín Vratislav z Mitrovic (1764–1830), český šlechtic a rakouský politik
- Václav Thám (1765 – kolem 1816), básník, spisovatel a herec
- Jean-Frédéric Waldeck (1766–1875), francouzský starožitník, kartograf, malíř a cestovatel
- Josef Karel z Auerspergu (1767–1829), český osvícenec, zednář a zemský vlastenec, autor spisů o českém právu a překladů českých autorů do němčiny (např. Bohuslava Balbína), inicioval založení Moravského zemského muzea v Brně, kterému věnoval četné sbírky.
- Josef František hrabě Wallis z Carighmain (1767–1818), rakouský státník a císařský úředník
- Jan Nepomuk hrabě z Nostic-Rienecku (1768–1840), český šlechtic a rakouský generál z rodu Nosticů, dosáhl hodnosti polního podmaršála, vrchní velitel jezdectva v bitvě u Lipska. Spolu s dalšími osobnostmi národního obrození stál u zrodu Pražské konzervatoře.
- Antonín Rejcha (1770–1836), hudební skladatel, flétnista, hudební pedagog, ředitel Pařížské konzervatoře
- Eleonora z Lobkovic (1770–1834), kněžna z Thurn-Taxisu
- Kristián Kryštof Clam-Gallas (1771–1838), šlechtic a vlastenec, nejvyšší maršálek Českého království, mecenáš umění a vědy
- Prokop hrabě Lažanský z Bukové (1771–1823), český šlechtic, zastával řadu klíčových funkcí ve správě Rakouského císařství
- Jan Josef Rösler (1771–1812)[pozn. 1] pražský hudební skladatel, dirigent a klavírista
- Alois Senefelder (1771–1834), rakousko-německý herec a autor divadelních her
- Jan Nepomuk Kaňka (1772–1865), právník a hudební skladatel
- Juda Jajteles (1773–1838), rakouský orientalista-hebraista a spisovatel
- Emanuel Bretfeld svobodný pán z Kronenburgu (1774–1840), český důstojník císařské armády z rodu Bretfeldů
- Jan Měchura, (1774–1852), pražský advokát a statkář, tchán Františka Palackého
- František Horčička (1776–1856), malíř portrétů
- Václav Skalník (1776–1861), umělecký zahradník, botanik a představený Mariánských Lázní
- František Josef Chlumčanský z Bretfeldu (1777–1839), právník, historik, genealog a spisovatel
- František Antonín II. Libštejnský z Kolovrat (1778–1861), šlechtic, nejvyšší purkrabí v Čechách, státní a konferenční ministr, 1. ministerský předseda Rakouského císařství a člen Císařské rady, mecenáš české vědy a kultury
- Ignác ze Schönfeldu (1778–1839), rakouský úředník, podnikatel a genealog
- Nehemias Trebitsch, též Menachem Nachum Trebitsch (1779–1842), moravsko-slezský zemský rabín
- Aloisie z Clam-Gallasu (1781–1822), šlechtična, dcera Karla Leopolda z Clam-Gallasu, manželka uherského hraběte Ludvíka Széchényiho
- Bernard Bolzano (1781–1848), katolický kněz, filosof a matematik
- Moses Porges von Portheim (1781–1870), česko-rakouský továrník a podnikatel
- Johann Hermann von Hermannsdorf (1781–1809), inženýr-kapitán rakouské císařské armády
- Karel II. Vilém z Auerpergu (1782–1827), česko-rakouský šlechtic
- Ignác Jajteles (1783–1843), spisovatel
- Antonie Josefa Šliková (1783–1830), česká šlechtična
- Antonín Mánes (1784–1843), malíř a kreslíř, otec Josefa, Quida a Amálie Mánseových
- Leopold Porges von Portheim (1785–1869), česko-rakouský továrník a podnikatel
- František Tkadlík (1786–1840), malíř a kreslíř
- Joseph Zocchi von Morecci (1787–1880), rakouský generálmajor
- Franz Habermann (1788–1866), rakouský vojenský malíř
- Anna Náprstková (1788–1873), česká podnikatelka a filantropka, matka Vojty a Ferdinanda Pravoslava Náprstkových
- František Jindřich Šlik z Pasounu a Holíče (1789–1862), generál císařského jezdectva
- Franz Wilhelm Sieber (1789–1844), rakouský botanik, sběratel rostlin a průzkumník
- Leopold von Lämmel (1790–1867), rakouský velkoobchodník, bankéř a poslanec zemského sněmu
- Jan Svatopluk Presl (1791–1849), profesor zoologie a mineralogie
- Karel Anselm z Thurn-Taxisu (1792–1844), kníže Thurn-Taxis
- Marie Alžběta hraběnka Šliková, též Elise von Schlick (1792–1855), pražská česko-rakouská hudební skladatelka, básnířka a saloniérka z rodu Šliků
- Karel Jan hrabě Clam-Martinic (1792–1840), český šlechtic, státní úředník Rakouského císařství
- Petr Bolzano (1793–1818), lékař
- Kašpar Mašek (1794–1873), hudební skladatel
- Ignaz Moscheles (1794–1870), česko-rakouský hudební skladatel, klavírista a hudební pedagog
- Karel Bořivoj Presl, (1794–1852), botanik
- Kristián Vincenc z Valdštejna (1794–1858), český šlechtic a velkostatkář
- Josef Václav Ringhoffer (1795–1847), český podnikatel
- Karel Egon II. z Fürstenberka (1796–1854), místopředseda První komory Bádenského stavovského shromáždění
- František Antonín Gerstner (1796–1840), česko-rakouský inženýr a průkopník železniční dopravy
- Anna Klicperová, (1796–1837), vlastenka, ochotnická herečka, první manželka Václava Klimenta Klicpery
- Moritz Rott (1796–1867), divadelní herec
- Elias Altschul (1797–1865), lékař a homeopat
- August Longin Lobkowicz (1797–1842), česko-rakouský politik a úředník, císařský kancléř
- Wilhelm von Marsano (1797–1871), rakouský polní maršál-poručík a spisovatel
- František Emil z Wimpffenu (1797–1870), rakouský generál
- Josef Dessauer (1798–1876), rakouský klavírista a hudební skladatel
- Václav Vaňka z Rodlova (1798–1872), český advokát a politik, purkmistr královského města Prahy, poslanec Českého zemského sněmu
- Josef Julius Čermák (1799–1851), rakouský lékař, fyziolog a anatom
- Andreas Ludwig Jeitteles (1799–1878), lékař, spisovatel, novinář, politik, básník, rektor Olomoucké univerzity
- Adolf Maria Pinkas (1800–1865), český politik, otec malíře Soběslava Pinkase, děd právníka a politika Ladislava Pinkase, praděd Jiřího Voskovce
- Eduard Viktor Schubert von Soldern (1800–1879), česko-rakouský právník a politik, poslanec Českého zemského sněmu a Říšské rady
- Jan Kazimír Wiedersperger z Wiederspergu (1799–1871), římskokatolický kněz, kanovník a prelát olomoucké kapituly a děkan teologické fakulty v Olomouci

### 19. století

#### 1801 až 1820

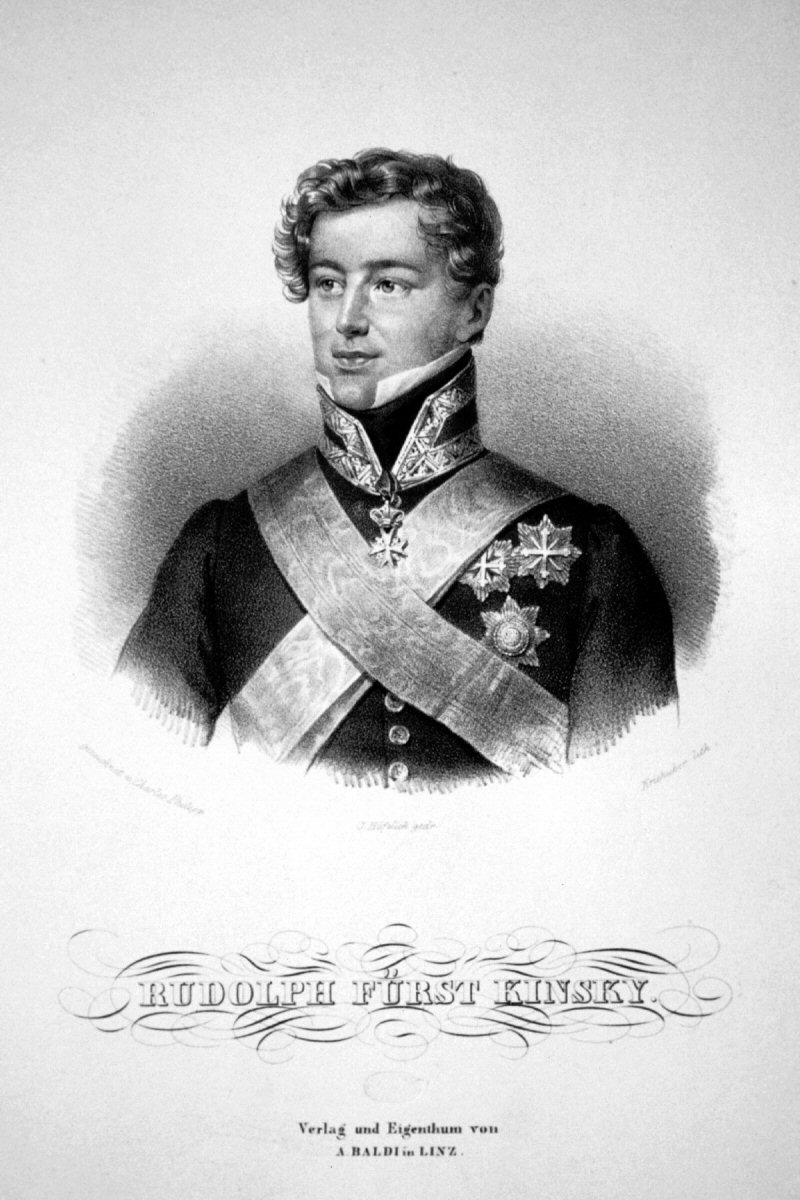
Rudolf kníže Kinský

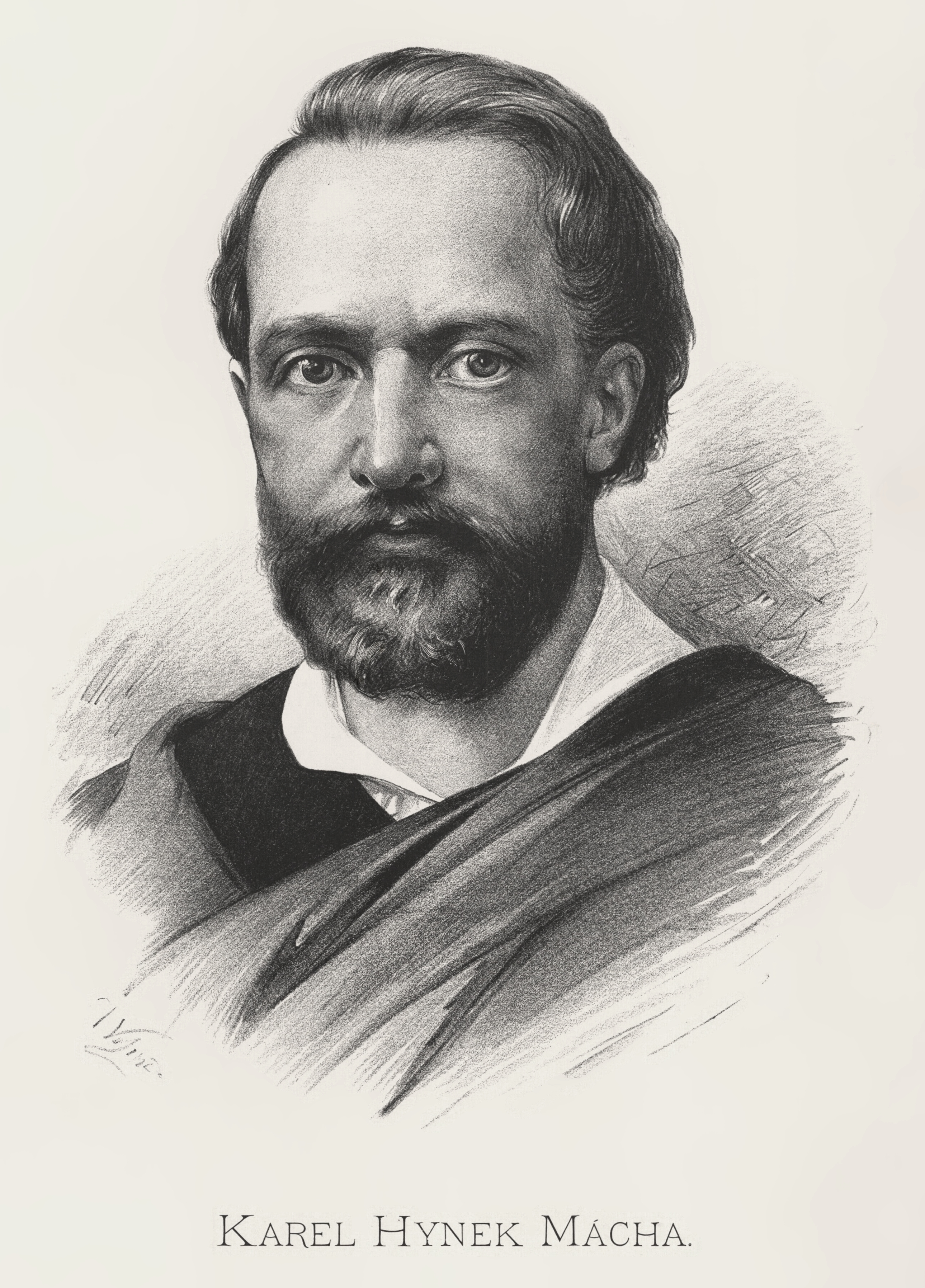
Karel Hynek Mácha

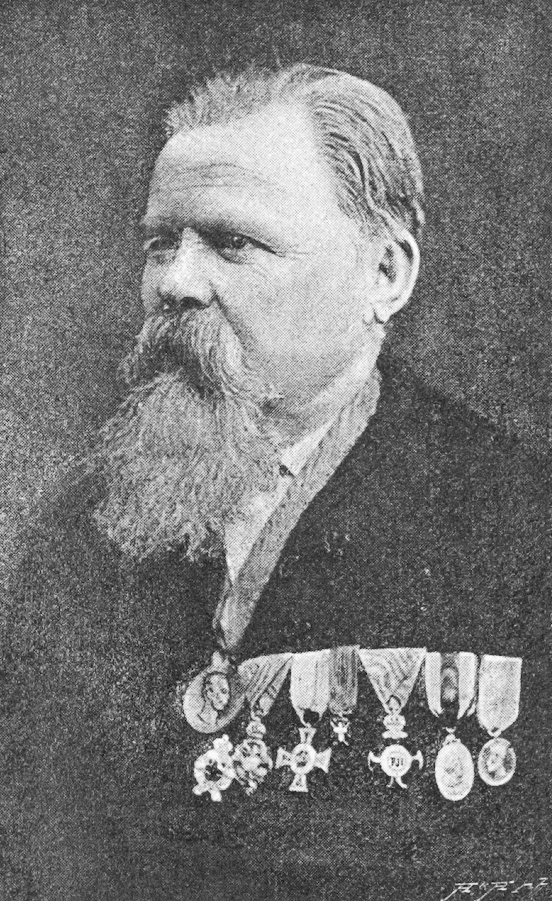
Václav František Červený

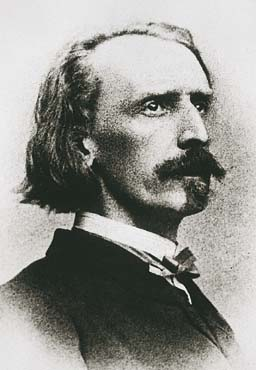
Josef Mánes

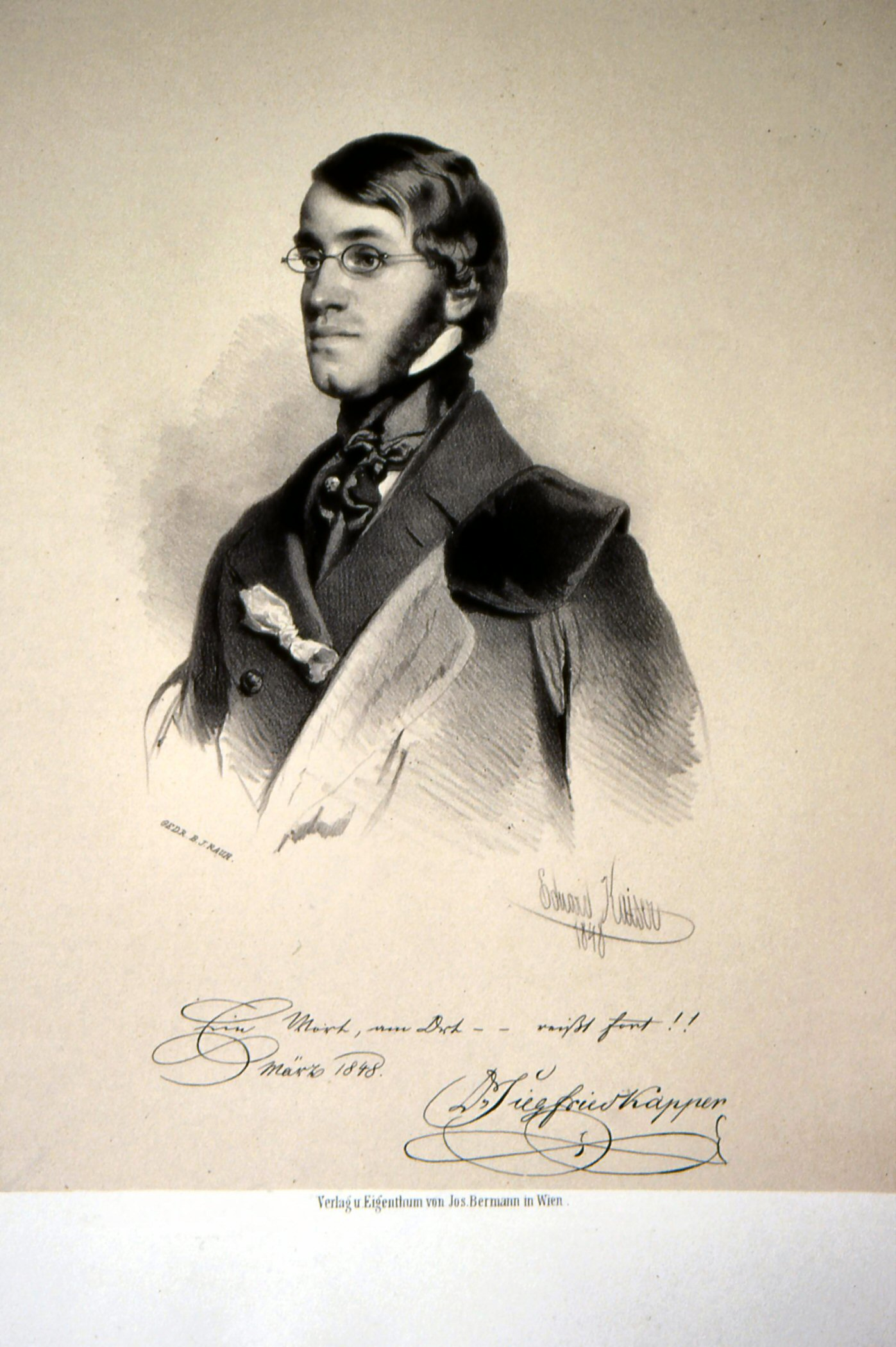
Básník a lékař Siegfried Kapper

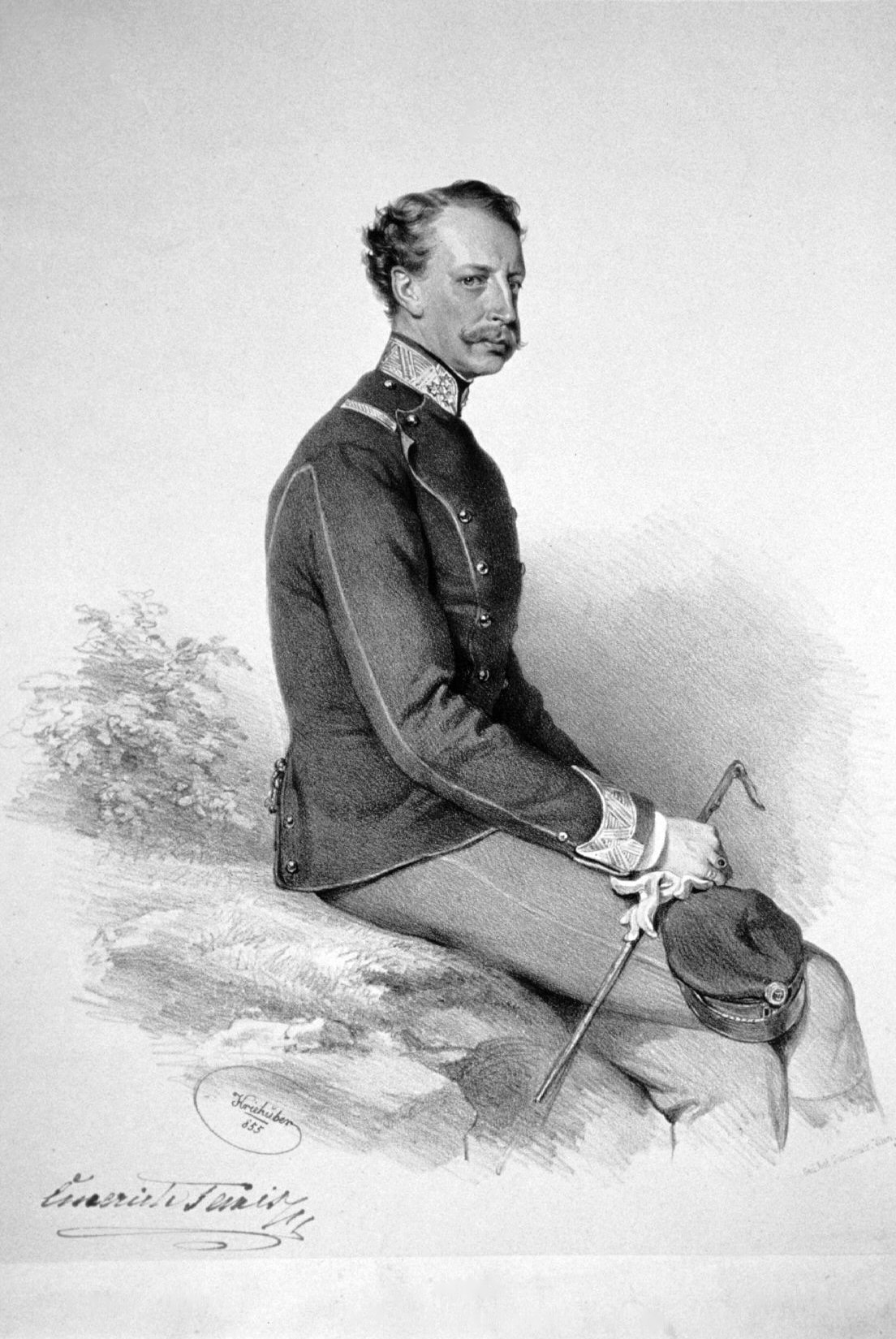
Emerich z Thurn-Taxisu (1820–1900), generál císařského jezdectva.

- František Dittrich (1801–1875), pražský politik – purkmistr, zakladatel vltavské paroplavby
- Karl Egon Ebert (1801–1882), německo-český básník
- Zachariáš Frankl (1801–1875), německý rabín, zakladatel konzervativního judaismu
- Jan Křtitel Václav Kalivoda (1801–1866), hudební skladatel, kapelník a houslista
- Josef Kranner (1801–1871), stavitel a architekt
- Josef Tadeáš Lumbe (1801–1879 či 1875), politik, profesor přírodních věd na Českém stavovském polytechnickém ústavu a poslanec Českého zemského sněmu a Říšské rady
- Tomáš Burian (1802–1874), český důstojník rakouské armády, pedagog, autor a překladatel učebnic a příruček, spolutvůrce českého vojenského názvosloví
- Rudolf kníže Kinský (1802–1836), šlechtic, vlastenec a rakouský diplomat
- Josefina Marie Vratislavová z Mitrovic (1802–1882), manželka Karla II. ze Schwarzenbergu
- Friedrich Korn (1803–1850), německý spisovatel
- Julius Wilhelm Gintl (1804–1883), rakouský fyzik a inženýr
- Karl Herloßsohn (1804–1849), německý spisovatel, novinář a encyklopedista
- Albín Mašek (1804–1878), hudební skladatel
- Leopold Eugen Měchura (1804–1870), český právník a hudební skladatel
- Wilhelm Steigerwald (1804–1869), česko-německý průmyslník
- Ferdinand I. Cavallar von Grabensprung (1805–1881), starorakouský důstojník a rytíř Leopoldova řádu
- Eduard Clam-Gallas (1805–1891), rakouský generál
- Ignác Lieben (1805–1862), rakouský kupec, velkoobchodník a bankéř
- Marie Henrieta hraběnka Černínová z Chudenic (1806–1872), šlechtična
- Kristian Kotz z Dobrže, též Koc z Dobrše (1806–1883), šlechtic z rodu Koců z Dobrše a politik, poslanec Říšské rady a Českého zemského sněmu
- Tereza Pechová (1806–1882), rakouská herečka
- Antonín Dobřenský z Dobřenic (1807–1869), rakouský generál
- Robert Führer (1807–1861), církevní hudebník a hudební skladatel
- Karl Lumbe (1807–1885), pražský chirurg, politik německé národnosti, poslanec Českého zemského sněmu a Říšské rady
- Terezie Měchurová (1807–1860), manželka Františka Palackého
- Josef Wenzig (1807–1876), spisovatel
- Carl von Hock (1808–1869), rakouský národohospodář a státník
- Joachim Lederer (1808–1876), rakouský spisovatel
- Otakar Eugen hrabě Černín z Chudenic (1809–1886), český šlechtic z rodu Černínů z Chudenic, politik, poslanec Říšské rady
- Ondřej Fortner (1809–1862), stříbrník, malíř, litograf a ciselér v Praze a v Mnichově
- František Antonín II. z Thun-Hohenštejna, (1809–1870), česko-rakouský šlechtic, podporovatel umění a politik, poslanec Českého zemského sněmu
- František Doucha (1810–1884) kněz, spisovatel, překladatel a bibliograf, spolu s Karlem Aloisem Vinařickým bývá označován za zakladatele české literatury pro děti
- Jan Vilém Helfer (1810–1840), přírodovědec
- Anton Kratky-Baschik (1810–1889), kouzelník, kabaretní umělec a komediant
- Karel Hynek Mácha (1810–1836), básník
- Marie Čacká (1811–1882), spisovatelka, manželka Josefa B. Pichla
- Eduard rytíř Daubek (1811–1878), česko-rakouský šlechtic, velkostatkář a politik, poslanec Říšské rady
- Ignaz Kuranda (1811–1884), rakouský publicista a politik
- Jakub Malý (1811–1885), historik, spisovatel a novinář
- Karl Fritsch (1812–1879), rakouský geofyzik a meteorolog
- Ignác Jan Hanuš (1812–1869), slavista a filosof
- Josef Jiří Kolár (1812–1896), herec, divadelní režisér, překladatel, spisovatel, otec klavíristky Augusty Auspitz-Kolářové
- Friedrich Kolenati (1812–1864), rakouský lékař, přírodovědec a mecenáš
- Leopold Karel Malovec z Malovic a Kosoře (1812–1864), český šlechtic, c. k. komorník a polní podmaršálek
- Karel Vladislav Zap (1812–1871), úředník, učitel, muzejník, vlastenec, spisovatel, historik a publicista
- Alexander von Koller (1813–1890), c. a k. generál jízdy
- Eduard Pleschner von Eichstett (1813–1864), rakouský obchodník
- Karel Sabina (1813–1877), demokrat, publicista, spisovatel a literární kritik
- Karel Vilém z Auerspergu (1814–1890), politik, poslanec Českého zemského sněmu
- Romuald Božek (1814–1899), vynálezce a konstruktér
- Izák Jajteles, později též Julius Seidlitz (1814–1857), rakouský židovský spisovatel
- Augustin Smetana (1814–1851), český hegelovský filozof a exkomunikovaný kněz
- Karel Javůrek (1815–1909), malíř pláten s výjevy z českých dějin
- Vilém Gauč (1816–1866), novinář a politik
- Josef Hrabě (1816–1870), kontrabasista
- Jenny Lutzerová (1816–1877), rakouská sopranistka
- Josef Podlipský (1816–1867), lékař, novinář a politik
- Eduard Hölzel (1817–1885), knihkupec a nakladatel
- Amalie Mánesová (1817–1883), malířka, dcera Antonína Mánese, sestra Josefa a Quida Mánesových
- František Ringhoffer II. (1817–1873), česko-rakouský podnikatel a politik, v 60. letech 19. století starosta Smíchova a poslanec Českého zemského sněmu
- Kristýna Josefa hraběnka ze Schönbornu (1817–1902), česká šlechtična, spolková činovnice, sufražetka a feministka, manželka politika Ervína Damiána ze Schönbornu, zakladatelka prvního ženského spolku svaté Ludmily v českých zemích.
- Hugo Maxmilián z Thurn-Taxisu (1817–1889), kníže z Thurn-Taxisu
- Leopold Hasner von Artha (1818–1891), česko-rakouský právník a politik
- Joseph Hasner von Artha (1819–1892), česko-německý oční lékař, univerzitní profesor, poslanec Českého zemského sněmu
- Václav František Červený (1819–1896), stavitel hudebních nástrojů a hudebník, děd Jiřího Červeného a praděd Soni Červené
- Eduard Gundling (1819–1905), profesor
- Josef Gustav Kolenatý (1819–1887), opat strahovského kláštera
- Auguste von Littrow (1819–1890), německo-rakouská spisovatelka a bojovnice za ženská práva
- Simon von Winterstein (1819–1883), rakouský podnikatel a politik
- Karel Ferdinand Bellmann (1820–1893), český, německy hovořící zvonař, nakladatel, tiskař a fotograf
- Marie Bayer-Bürcková (1820–1910), rakouská divadelní herečka
- Carl Brühl (1820–1899), rakouský lékař a zoolog
- Josef Alexander Helfert (1820–1910), rakouský politik a historik
- Eduard Herold (1820–1895), malíř, ilustrátor a spisovatel
- Siegfried Kapper (1820–1879), židovský česko-německý romantický básník, spisovatel, cestovatel a lékař
- Josef Mánes (1820–1871), malíř
- Emerich princ z Thurn-Taxisu (1820–1900), rakouský generál a dvořan z české linie Thurn-Taxisů

#### 1821 až 1840

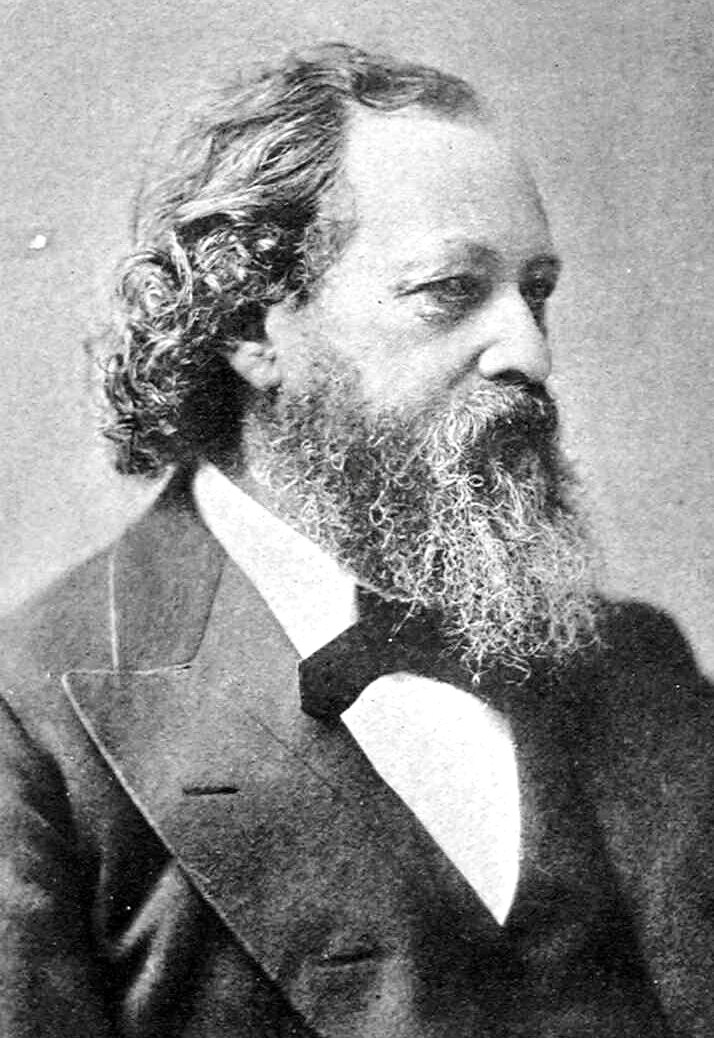
Leopold Eidlitz, architekt

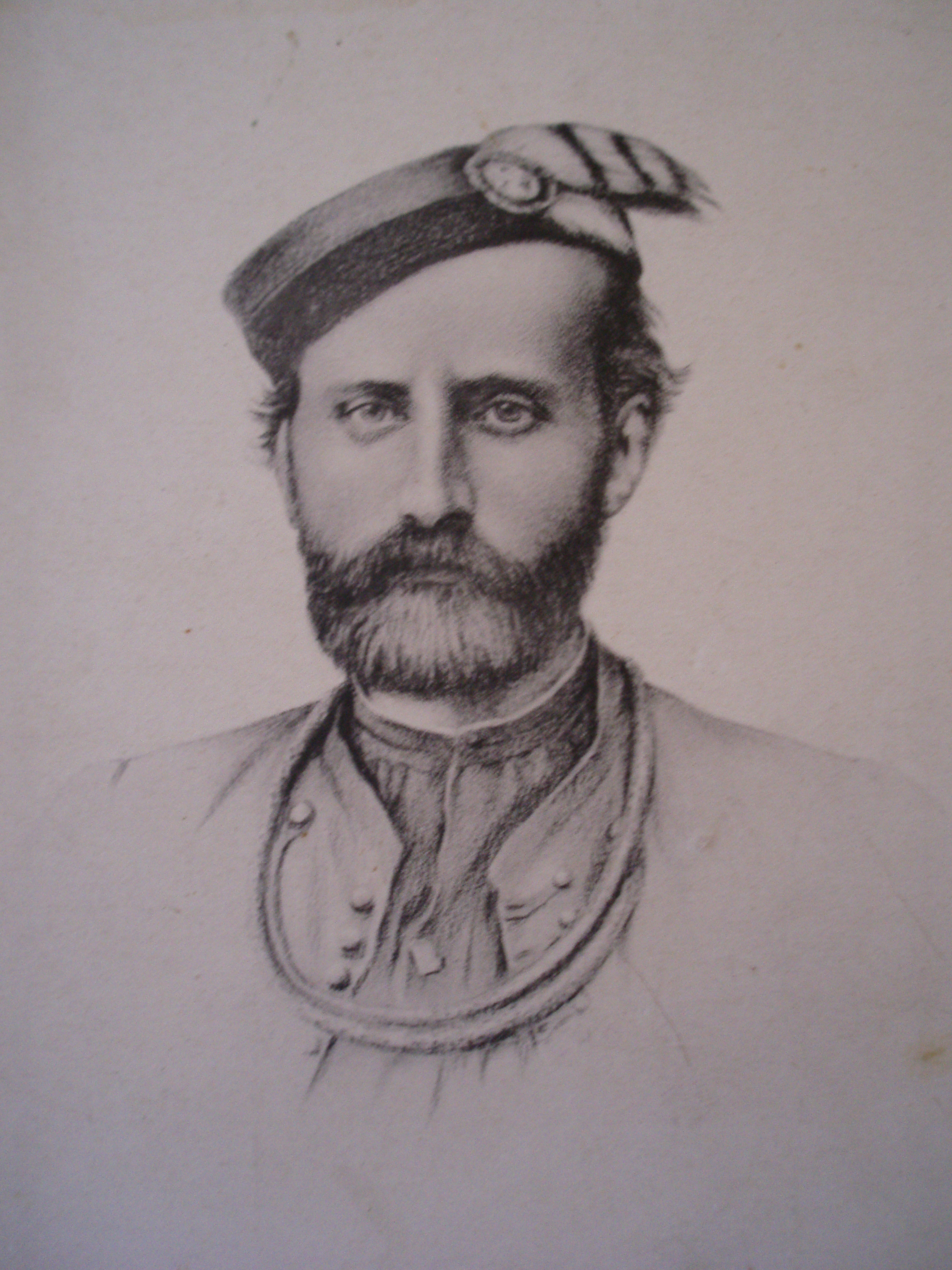
Jindřich Fügner

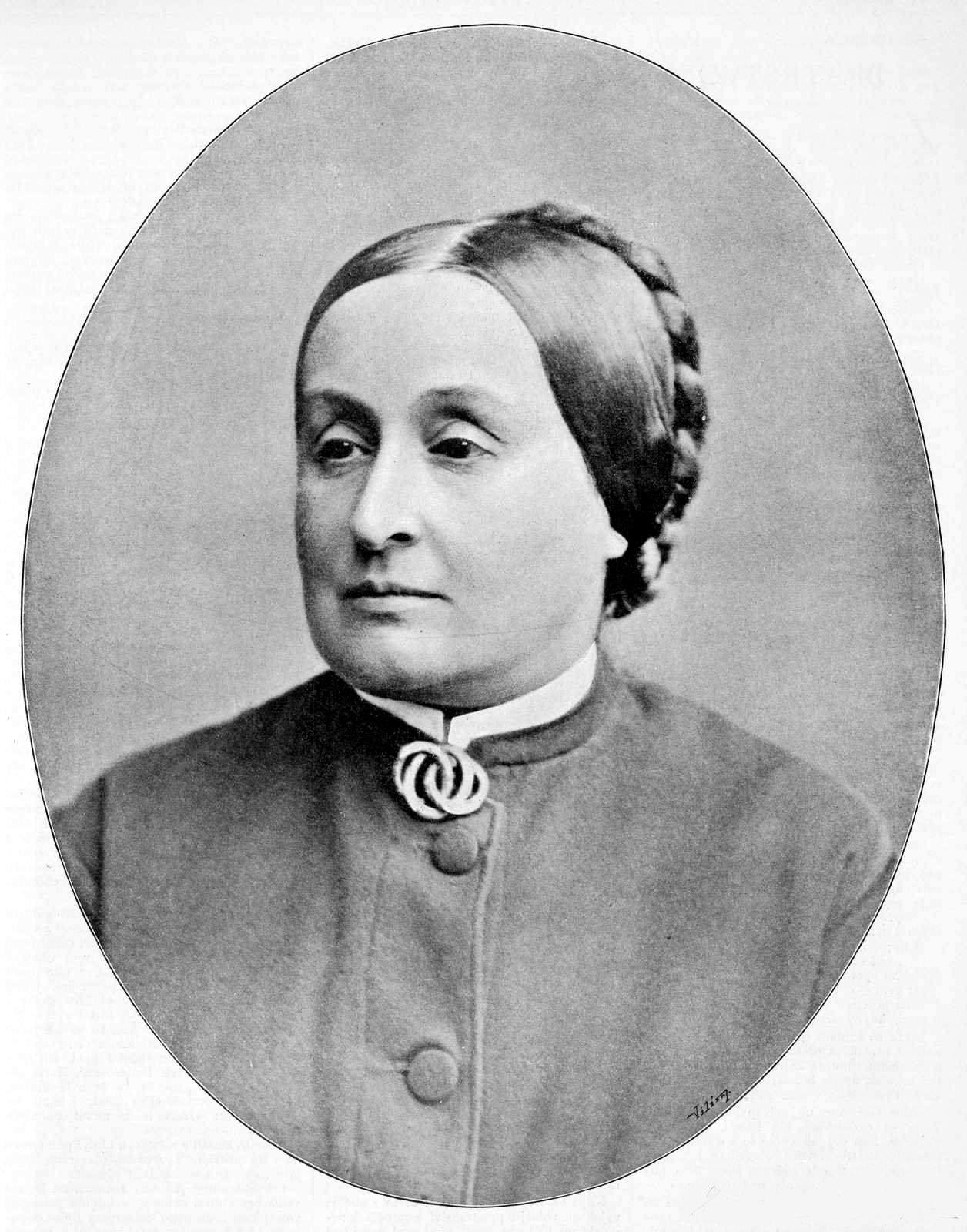
Karolina Světlá

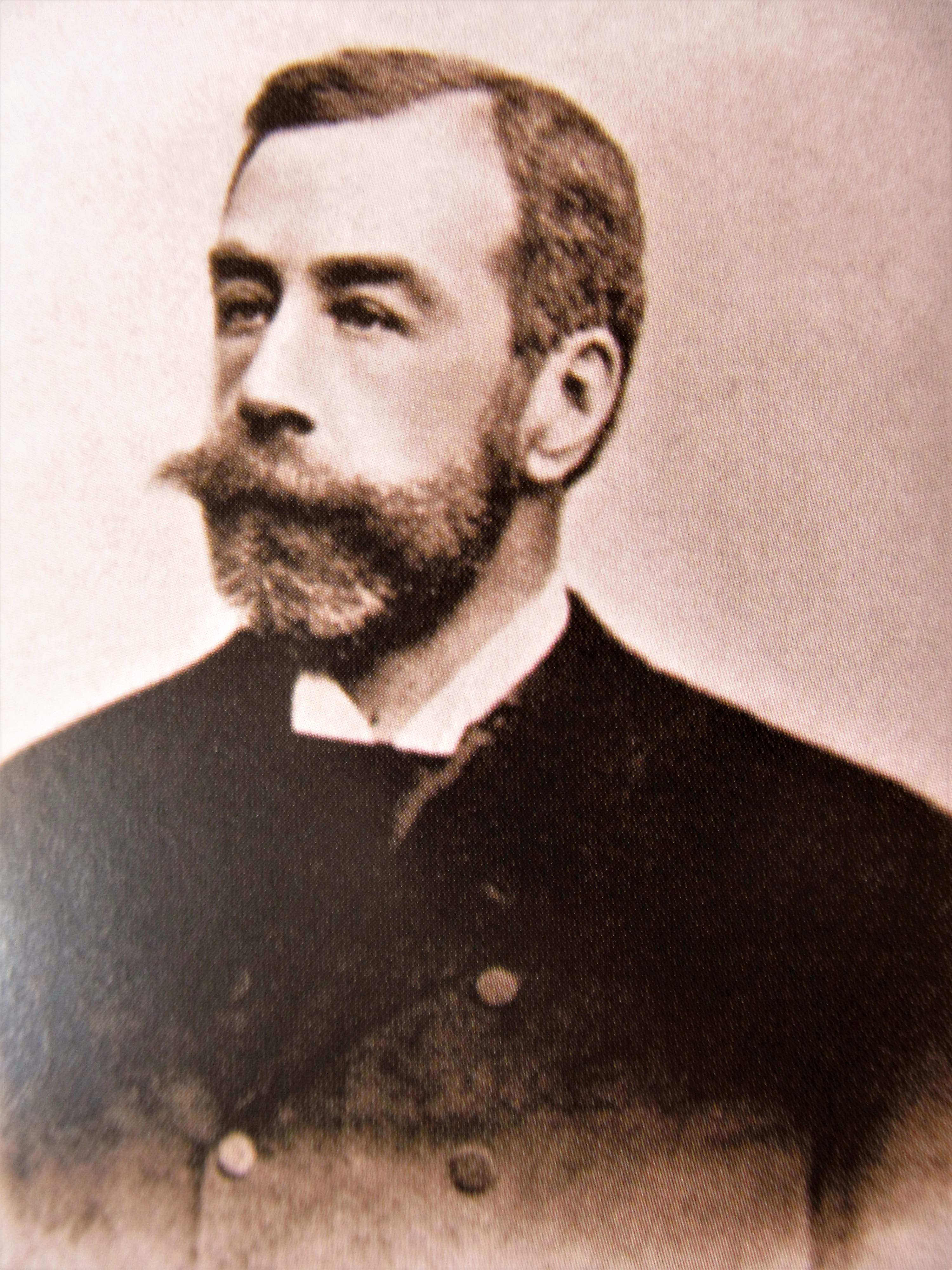
Albrecht Vincenc hrabě z Kounic

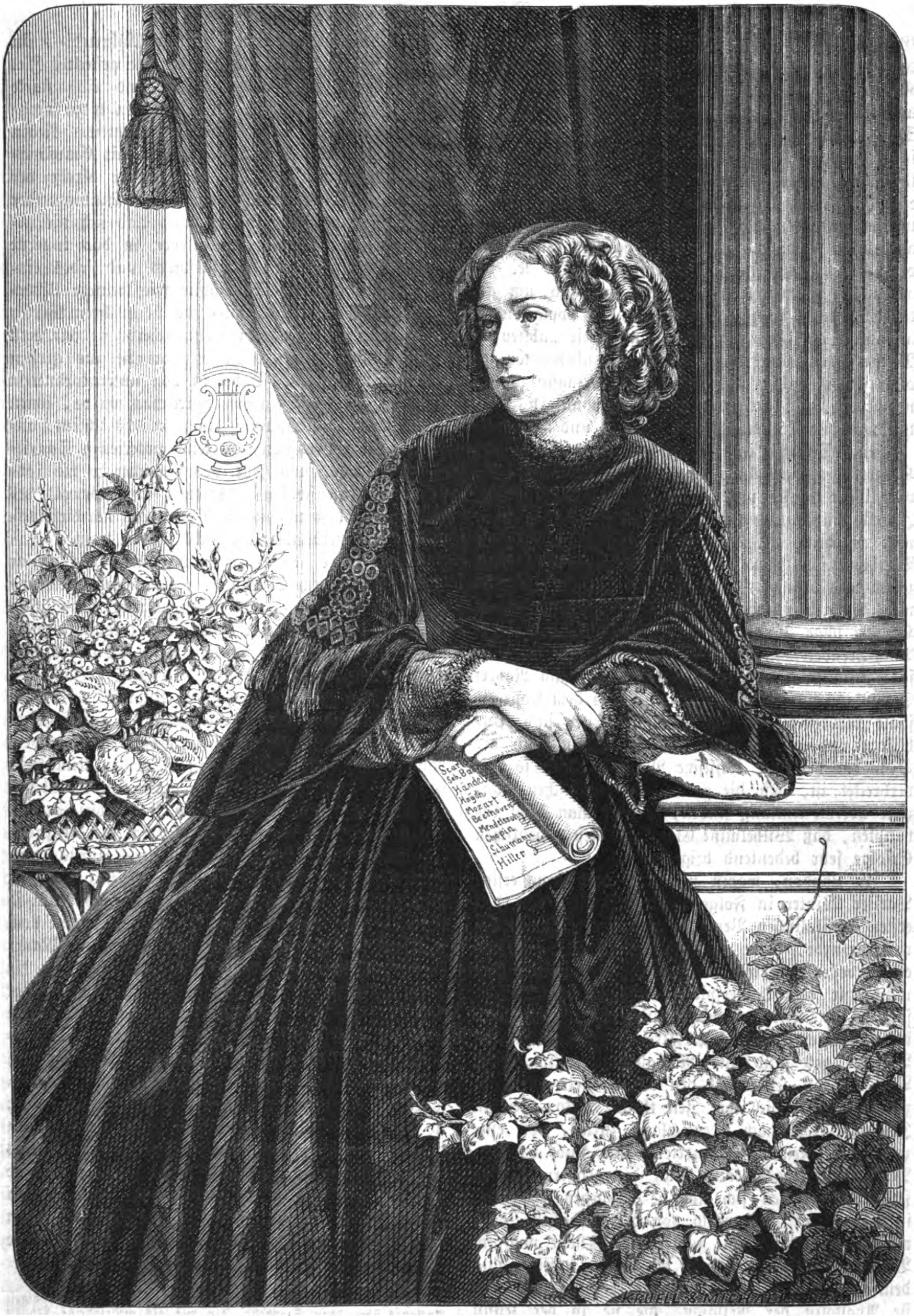
Vilemína Clauss-Szarvadyová, česko-německá klavíristka

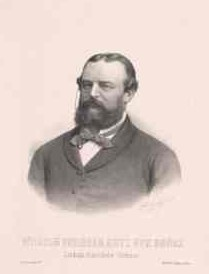
Wilhelm Kotz von Dobrz (1839 - 1906) šlechtic a politik

- Bedřich Havránek (1821–1899), malíř, kreslíř a ilustrátor
- Friedrich Wilhelm von Scanzoni-Lichtenfels (1821–1891), německý gynekolog
- Arnošt Antonín z Valdštejna (1821–1904), český šlechtic
- Jindřich Wankel (1821–1897), lékař, prehistorik a speleolog
- Eduard Bruna (1822–1899), historik
- František Čermák (1822–1884), malíř, profesor a rektor pražské Akademie
- Jindřich Fügner (1822–1865), obchodník a sportovní funkcionář, zakladatel Sokola
- Terezie hraběnka z Herbersteinu, roz. z Ditrichštejna (1822–1895), česko-rakouská šlechtična, jedna z dědiček rodu Ditrichštejnů, švagrová rakouského ministra zahraničí Alexandra Mensdorff-Pouilly a generála Eduarda z Clam-Gallasu
- Friedrich von Müller (1822–1892), polní maršál-poručík c. a k. armády
- Vojtěch Ignác Ullmann (1822–1897), architekt období historismu
- Eduard Wiener z Weltenu (1822–1886), rakouský velkoobchodník a bankéř
- Antonín Viktor Barvitius (1823–1901), architekt a návrhář užitého umění, bratr Viktora Barvitia
- Leopold Eidlitz (1823–1908), český židovský architekt, představitel historismu, působící v USA
- Maxmilián (Max) Herget (1823–1893), rakouský a český podnikatel a politik německé národnosti, poslanec Českého zemského sněmu
- Emanuel von Ringhoffer (1823–1903), rakouský inženýr a architekt, rektor c.k. Českého vysokého učení technického v Praze
- Karel Sladkovský (1823–1880), novinář a politik
- Alexandrina z Ditrichštejna (1824–1906), česko-rakouská šlechtična, manželka rakouského ministra zahraničí a českého místodržitele Alexandra z Mensdorff-Pouilly, matka Huga Alfonse z Ditrichštejna
- Vincenc Vávra Haštalský (1824–1877), novinář, překladatel a politik
- Aloysie Krebs-Michalesi (1824–1904), německá operní zpěvačka
- Karel Krtička (1824–1885), policejní prezident
- Ferdinand Lepié (1824–1883), rakouský historický malíř a krajinář
- Tereza Miraniová (1824–1901), rakouská umělecká řemeslnice
- Karel III. ze Schwarzenbergu (1824–1904), šlechtic a důstojník císařské armády
- Josef Matyáš Trenkwald (1824–1897), česko-rakouský malíř, proslulý zejména historickými a církevními obrazy
- Robert von Zimmermann (1824–1898), estetik a spisovatel
- Josef Čapek (1825–1915), hudební skladatel
- Eduard Hanslick (1825–1904), rakouský hudební estetik a kritik
- Gabriela kněžna Hatzfeldová z Wildenburgu, roz. z Ditrichštejna (1825–1909), rakouská šlechtična, jedna z dědiček rodu Ditrichštejnů, švagrová rakouského ministra zahraničí Alexandra Mensdorff-Pouilly a generála Eduarda z Clam-Gallasu
- Salomon Kohn (1825–1904), rakouský spisovatel
- August von Pelzeln (1825–1891), rakouský ornitolog
- Julius Schulhoff (1825–1899), rakouský klavírista a hudební skladatel
- Anton Heinrich Springer (1825–1891), německý historik umění
- Pavel Švanda ze Semčic (1825–1891), český režisér, dramaturg, spisovatel a divadelní ředitel
- Vojta Náprstek (1826–1894), filantrop, etnolog a knihkupec
- Eduard Porges von Portheim (1826–1907), rakousko-český továrník a politik
- Soběslav Pinkas (1827–1901), malíř, karikaturista a veřejný činitel, syn Adolfa M. Pinkase
- Anton von Schönfeld (1827–1898), rakouský voják
- Klotylda hraběnka Clam-Gallasová, roz. z Ditrichštejna (1828–1899), česko-rakouská šlechtična, jedna z dědiček rodu Ditrichštejnů. Jejím manželem byl generál hrabě Eduard z Clam-Gallasu (1805–1891)
- Johann Nepomuk Czermak (1828–1873), fyziolog
- Gustav Epstein (1828–1879), rakouský průmyslník a bankéř
- Julius Gundling (1828–1890), německý spisovatel
- Fanny Janauschek (1828–1904), rakouská herečka
- Quido Mánes (1828–1880), malíř
- Bohuslav Chotek z Chotkova (1829–1896), diplomat
- Josef Václav Frič (1829–1890), spisovatel, novinář a politik
- Emanuel Salomon Friedberg-Mírohorský (1829–1908), český voják rakouské armády, intelektuál, spisovatel, překladatel, malíř, ilustrátor a dramatik, propagátor abstinence a vegetariánství
- Antonín Gindely (1829–1892), historik
- Albrecht hrabě z Kounic (1829–1897), šlechtic, politik a mecenáš umění
- Johann Rittig (1829–1885), americký novinář
- Antonín Baum (1830–1886), architekt, archeolog, sběratel a konzervátor památek
- Jaroslav Čermák (1830–1878), malíř
- Jan Křtitel Palacký (1830–1908), geograf, biogeograf, univerzitní profesor, politik a mecenáš, syn Františka Palackého
- Tomáš Seidan (1830–1890), sochař a pedagog
- Karolina Světlá (1830–1899), spisovatelka
- Anna Marie z Valdštejna (1830–1849), dcera Karla III. ze Schwarzenberku
- Antonín Wildt (1830–1883), sochař
- Eduard Bachmann (1831–1880), hobojista, operní zpěvák a intendant
- Johann Bažant (1831–1911), česko-rakouský politik německé národnosti, poslanec Říšské rady a Moravského zemského sněmu
- Bohumil Bondy (1832–1907), česko-rakouský podnikatel a politik židovského původu, poslanec Českého zemského sněmu
- Vilemína Clauss-Szarvadyová (1832–1907), česko-francouzská klavíristka
- Rudolf Chotek z Chotkova (1832–1894), rakouský politik
- Antonín Frič (1832–1913), přírodovědec, geolog, paleontolog, profesor Univerzity Karlovy, ředitel Národního muzea v Praze
- Ferdinand Laub (1832–1875), houslista a hudební skladatel
- Karel Link (1832–1911), taneční mistr a hudební skladatel
- Josef Zítek (1832–1909), architekt
- Josef Barák (1833–1883), politik, novinář a básník
- Raoul von Dombrowski (1833–1896), rakouský lesník
- Jindřich Eckert (1833–1905), fotograf
- Eliška Pešková (1833–1895), divadelní herečka, manželka Pavla Švandy, matka Karla Švandy ze Semčic
- Sofie Podlipská (1833–1897), spisovatelka a překladatelka, sestra Karoliny Světlé
- Moses Popper (1833–1885), pražský německý lékař, hygienik
- Marie Riegrová-Palacká (1833–1891), filantropka
- Rudolf kníže z Thurn-Taxisu (1833–1904), šlechtic a vlastenec, právník, mecenáš Bedřicha Smetany, Antonína Dvořáka, Hlaholu ad.
- Viktor Barvitius (1834–1902), malíř, představitel moderního realismu a počátků impresionismu, teoretik umění, bratr Antonína Viktora Barvitia
- Vilém Blodek (1834–1874), hudební skladatel
- Ladislav Josef Čelakovský (1834–1902), botanik
- Jan Neruda (1834–1891), novinář, básník a spisovatel
- Jan Eduard rytíř z Neuberka (1834–1892), rakouský a český šlechtic a politik, v 2. polovině 19. století poslanec Říšské rady
- František Šimáček (1834–1885), český novinář a nakladatel, propagátor svépomocných spolků
- Karl Albert Max Balling (1835–1896), rakouský chemik a metalurg
- Leopold Dostal (1835–1907), zakladatel rodu Dostalů, ze kterého vzešlo několik významných osobností českého kulturního života
- Leopold Winterberg (1835–1912), rabín na ŽižkověTerezie hraběnka z Herbersteina, rozená z Dietrichstein-Proskau-Leslie (1822-1895)

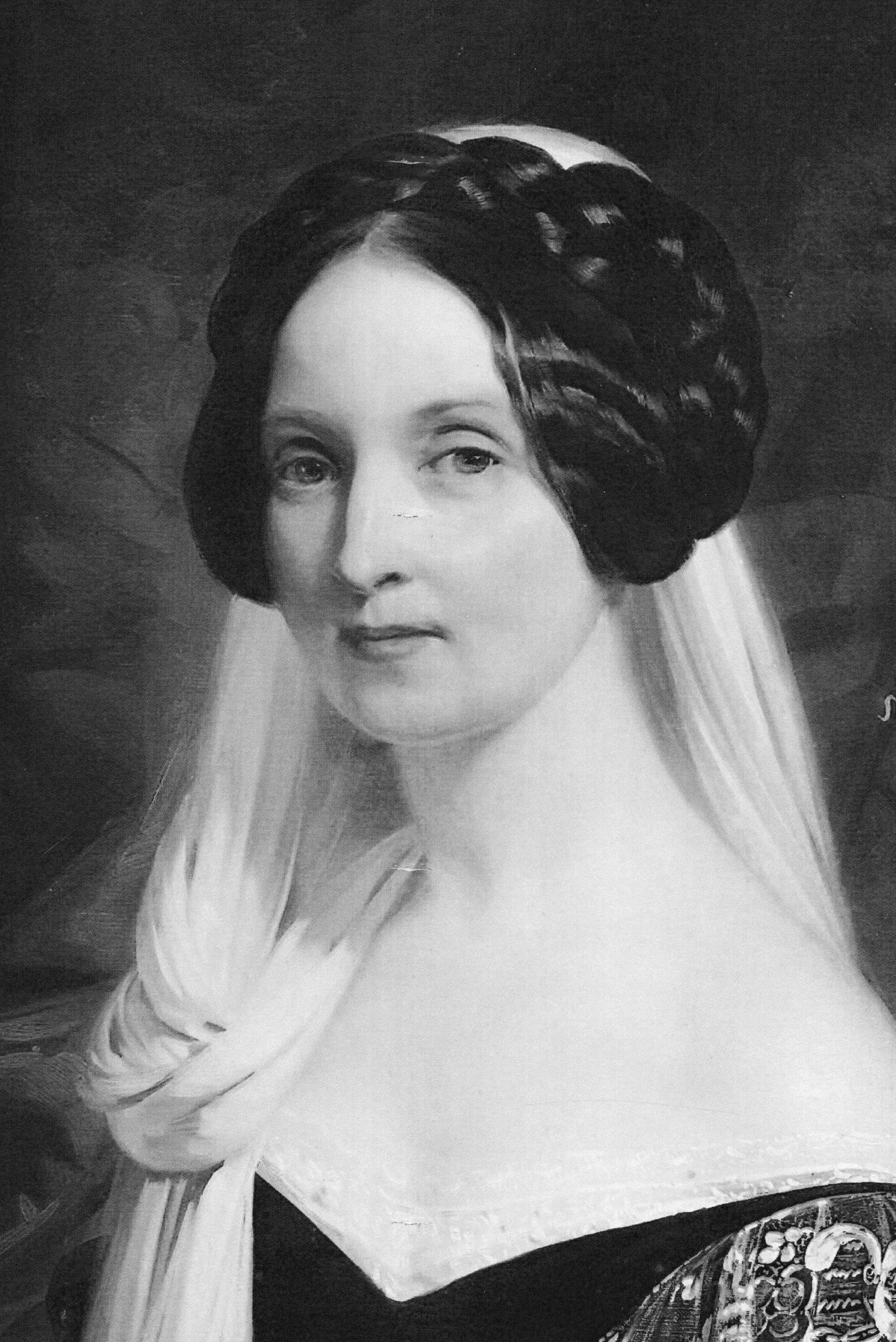
Terezie hraběnka z Herbersteina, rozená z Dietrichstein-Proskau-Leslie (1822-1895)

- Marie Prokschová (1836–1900), klavíristka a hudební skladatelka
- Wilhelm Steinitz (1836–1900), rakousko-americký šachista
- August Weber (1836–1903), architekt
- Samuel von Basch (1837–1905), rakouský lékař, patolog a fyziolog
- Eduard von Hofmann (1837–1897), rakouský lékař
- Jindřich Mošna (1837–1911), divadelní herec
- Heinrich Porges (1837–1900), česko-rakousko-německý sbormistr a hudební kritik
- Ludvík Šimek (1837–1886), český kamenosochař, figuralista novorenesančního a realistického výrazu
- Karel Bendl (1838–1897), hudební skladatel
- Maximilian von Groller-Mildensee (1838–1920), rakouský důstojník, provinciální římský archeolog
- Anton Karl Grünwald (1838–1920), matematik
- Friedrich von Kleinwächter (1838–1927), rakouský národohospodář
- Victor Puhonny (1838–1909), německý malíř krajin
- František Ferdinand Šamberk (1838–1904), herec, režisér a autor divadelních her
- Václav Frič (1839–1916), obchodník s přírodninami a podnikatel
- Edmund Chvalovský (1839–1934), herec, divadelní a operní režisér
- Wilhelm Klemperer (1839–1912), německý reformní rabín
- Vilém Kotz z Dobrše (1839–1906), rakouský šlechtic z rodu Koců z Dobrše a politik, poslanec Říšské rady a Českého zemského sněmu
- František Evžen z Lobkowicz (1839–1898), rakouský šlechtic a politik české národnosti, poslanec Českého zemského sněmu
- Otto Polak (1839–1916), německý právník a zemědělec, poslanec Říšské rady
- Johann Stüdl (1839–1925), obchodník
- Vilém Weitenweber (1839–1901), český spisovatel a novinář
- Jakub Arbes (1840–1914), novinář a spisovatel
- Viktor Boos-Waldeck (1840–1916), hudební skladatel, překladatel a mecenáš, poslanec Říšské rady
- Alois Kirnig (1840–1911), malíř krajin
- Gabriel Max (1840–1915), malíř
- Karel František ze Schönbornu (1840–1908), český šlechtic
- Josef Schulz (1840–1917), architekt a designér
- Emanuel František Züngel (1840–1894), lyrik, dramatik, libretista a překladatel

#### 1841 až 1860

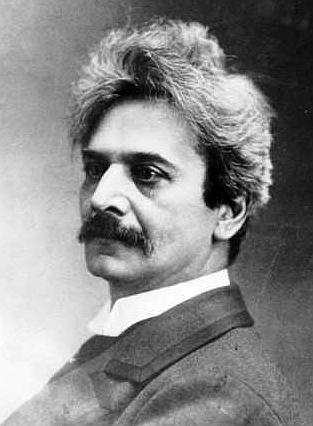
David Popper, hudebník

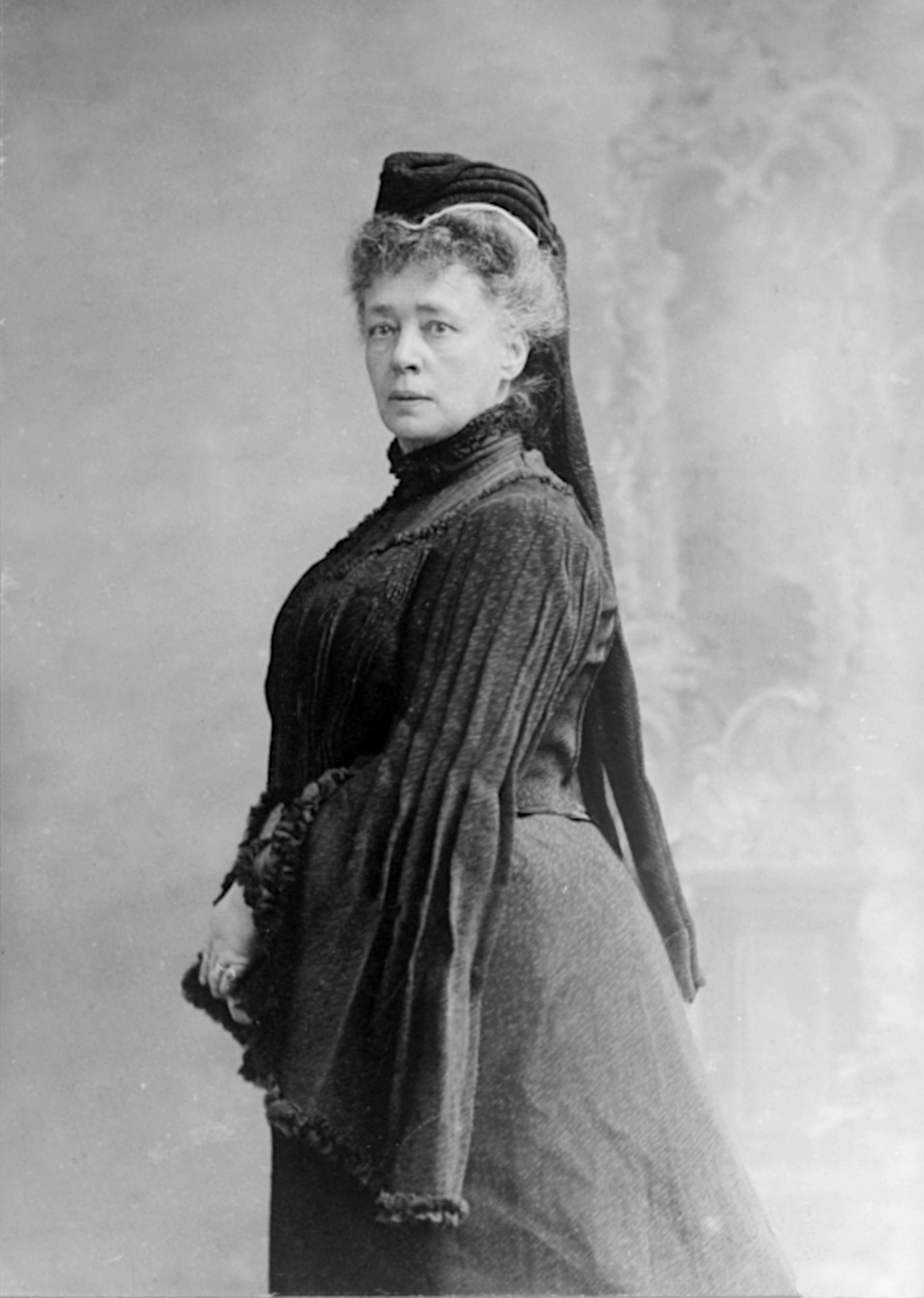
Bertha von Suttnerová, rozená hraběnka Kinská, první nositelka Nobelovy ceny za mír

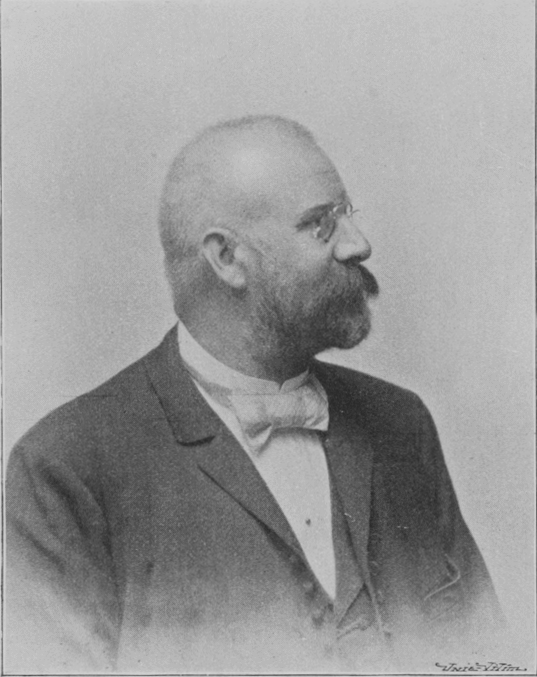
Bohuslav Schnirch

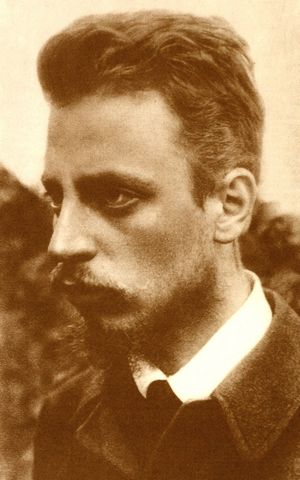
Rainer Maria Rilke

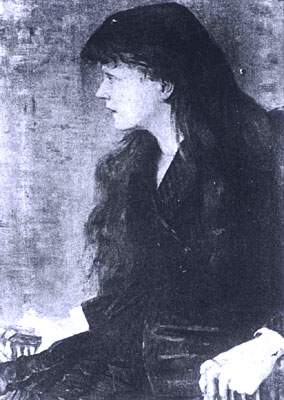
Marie Luisa Kirschnerová

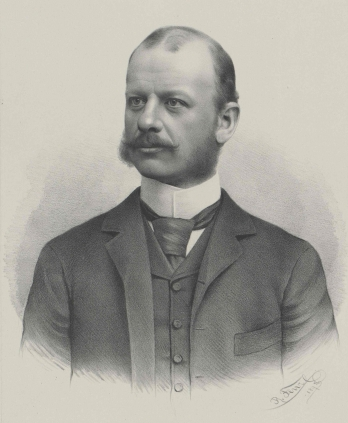
Alfred August z Windisch-Grätze

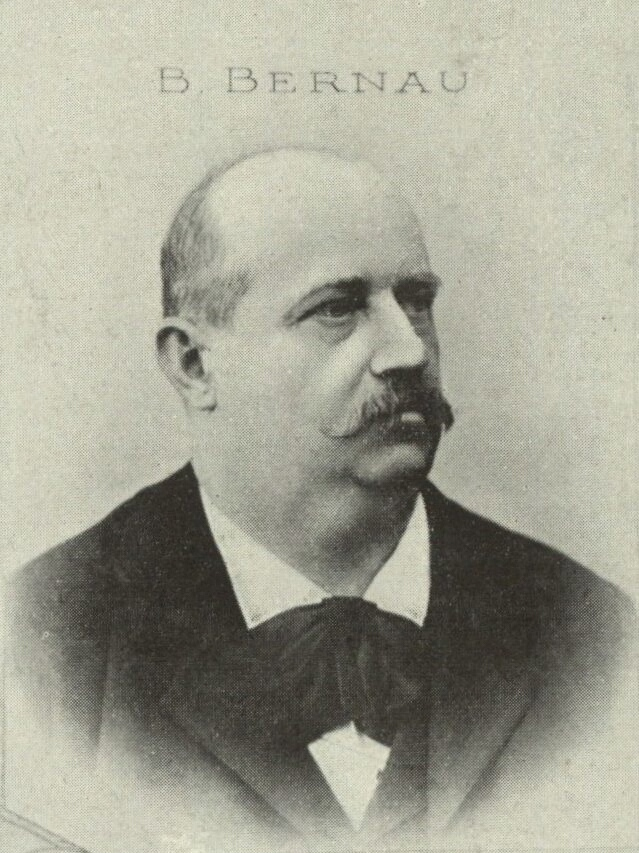
Bedřich Bernau, spisovatel

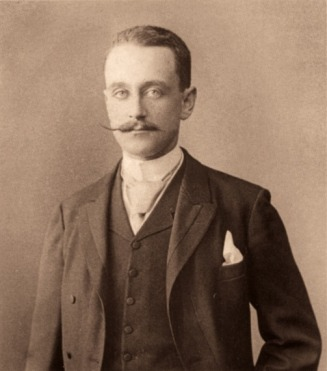
Hugo Alfons kníže Dietrichstein-Mensdorff-Pouilly, český šlechtic, generál a diplomat

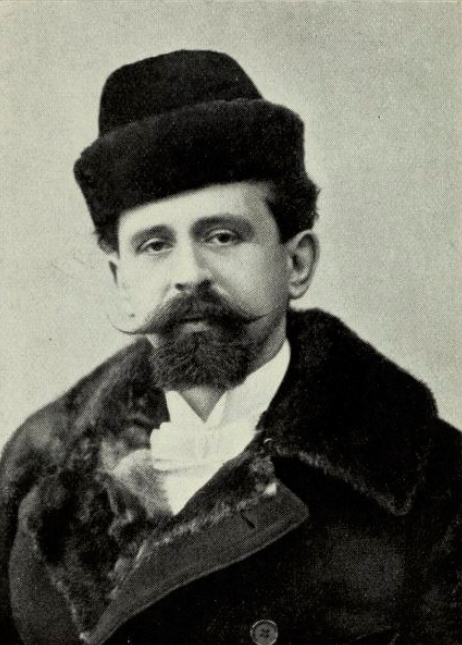
Ladislav Aloiz, violoncellista

- Adolf Exner (1841–1894), rakouský právník a právo profesor
- Enoch Heinrich Kisch (1841–1918), rakouský balneolog a gynekolog, bratr rabína Alexandra Kische (1848–1917)
- Theodor von Oppolzer (1841–1886), rakouský astronom
- Alfred Přibram (1841–1912), pražský lékař internista, člen rodiny Přibramových
- Julius Zeyer (1841–1901), spisovatel, básník a dramatik
- Josef Černín z Chudenic (1842–1923), český šlechtic
- Karl Exner (1842–1914), rakouský matematik a fyzik
- Václav Koc z Dobrše (1842–1912), český šlechtic, politik, rakouský generál a dvořan
- Alfred z Lichtenštejna (1842–1907), česko-rakouský šlechtic a politik
- Augusta Auspitz-Kolářová (1843–1878), rakousko-česká klavíristka a hudební skladatelka
- Michael Haubtmann (1843–1921), německý malíř krajin
- Albert Karel hrabě z Nostic-Rienecku (1843–1929), český šlechtic a c. k. polního podmaršála rakousko-uherské armády, nejvyšší hofmistr Františka Ferdinanda d'Este
- August Pleschner von Eichstett (1843–1908), rakouský právní zástupce a spisovatel
- David Popper (1843–1913), violoncellista a hudební skladatel
- Bertha von Suttnerová, rozená hraběnka Kinská z Vchynic a Tetova (1843–1914), česko-rakouská pacifistka a spisovatelka, první nositelka Nobelovy ceny za mír
- Karel Tůma (1843–1917), český novinář, spisovatel, politik, autor sentimentálních politických písní
- Josef von Witt (1843–1887), německý zpěvák (tenor)
- Eduard rytíř Daubek ml. (1844–1912), rakouský a český šlechtic z rodu Daubků, podnikatel, velkostatkář a politik německé národnosti, poslanec Českého zemského sněmu
- Josef Dumek (1844–1903), český odborný spisovatel, redaktor a pedagog v oblasti zemědělství
- Emanuel Engel (1844–1907), lékař a politik
- Vojtěch Frič (1844–1918), český právník, zemský advokát, člen městské rady a místostarosta Sokola
- František de Paula Schönborn (1844–1899), kardinál a biskup českobudějovický a arcibiskup pražský
- Josef Řebíček (1844–1904), houslista a dirigent
- František III. Ringhoffer (1844–1909), rakouský průmyslník, velkostatkář, bankéř, politik, sběratel umění a filantrop
- Josef Maria Baernreither (1845–1925), rakouský politik
- Philipp Hess (1845–1919), rakouský důstojník a vojenský technik
- Viktor von Kraus (1845–1905), rakouský historik, pedagog a politik
- Emil Ott (1845–1924), český právník, profesor civilního řízení soudního a rektor Univerzity Karlovy
- Hermann Roskoschny (1845–1898), německý spisovatel a nakladatel
- Bohumír Roubalík, též Goda Roubalík (1845–1928), český malíř, ilustrátor a výtvarný pedagog, člen generace Národního divadla
- Bohuslav Schnirch (1845–1901), český sochař generace Národního divadla, předseda Umělecké besedy, sokol a vlastenec
- Otakar Červinka (1846–1915), český básník ruchovské generace
- Alois z Lichtenštejna (1846–1920), kníže lichtenštejnský, politik a sociální reformátor
- Bedřich Münzberger (1846–1928), český architekt
- Jakub Seifert, vl. jm. Jakub Sayfert (1846–1919), český herec a režisér
- Zikmund Winter (1846–1912), český spisovatel, kulturní historik a učitel
- Vendelín Budil (1847–1928), český herec, režisér, divadelní ředitel, pedagog a historik
- Reginald Czermack (1847–1929), rakouský podnikatel a průkopník hasičství
- Hana Dumková (1847–1920), česká odborná spisovatelka, autorka kuchařských knih, matka herečky Hany Benoniové
- Victor Hecht (1847–1904), rakouský právník a alpinista
- Eliška Krásnohorská (1847–1926), spisovatelka
- Jan Pištěk (1847–1907), český herec a operní pěvec, režisér, majitel a ředitel divadelní společnosti
- Richard Pribram (1847–1928), rakouský chemik
- František z Thunu a Hohenštejna (1847–1916), rakouský politik
- Jan Zeyer (1847–1903), český architekt a stavitel stylu novorenesance z generace Národního divadla, bratr Julia Zeyera, otec malíře Jana Angela Zeyera
- Leopold Adler (1848–1924), český fotograf
- Hans Eppinger starší (1848–1916), rakouský lékař
- Alexander Kisch (1848–1917), rabín
- Alfred Klaar (1848–1927), literární historik, novinář a spisovatel
- Adolf Láng (1848–1913), maďarský architekt
- Josef Václav Myslbek (1848–1922), sochař
- Siegfried Popper (1848–1933), lodní architekt
- Antonín Pulda (1848–1894), český herec, divadelní režisér, překladatel, autor výpravných her, frašek a operetních libret
- Josef Stupecký (1848–1907), český právník, profesor občanského práva, rektor Univerzity Karlovy a děkan její právnické fakulty
- Josef Šmaha (1848–1915), český herec, režisér, dramatik, divadelní ředitel a pedagog
- Emil Weyr (1848–1894), rakouský matematik
- Bedřich Bernau, vl. jm. Přemysl Bačkora (1849–1904), český spisovatel
- Otto Kahler (1849–1893), rakouský lékař
- Napoleon Manuel Kheil (1849–1923), český zoolog a entomolog
- Albert von Koller (1849–1942), generál rakousko-uherské pěchoty
- Ludwig Milde (1849–1913), fagotista, hudební skladatel a vysokoškolský učitel
- Josef Boleslav Pecka (1849–1897), novinář a básník
- Otto Pinkas, též Ota (1849–1890), pražský restauratér, český dramatik a spisovatel
- Theodor von Taussig (1849–1909), rakouský bankovní specialista
- Oswald z Thunu a Hohenštejna (1849–1913), česko-rakouský velkostatkář, průmyslník a politik
- František Ženíšek (1849–1916), český malíř
- Paul d’Abrest (1850–1893), rakouský spisovatel a novinář
- Auguste Hauschnerová (1850/52–1924), spisovatelka
- Josef Herold (1850–1908), český advokát a politik, starosta Vršovic, poslanec Českého zemského sněmu a Říšské rady
- Franz Hofmeister (1850–1922), biochemik
- Karel Komzák mladší (1850–1905), rakousko-český hudební skladatel
- Alexander Mell (1850–1931), rakouský správní úředník a učitel
- Robert Pohl (1850–1926), rakouský spisovatel
- Antonín Popp (1850–1915), sochař
- Jan Hanuš Sitt (1850–1922), česko-německý hudební skladatel
- Zdenko Hans Skraup (1850–1910), česko-rakouský chemik
- Carl Josef Alois Bourdet (1851–1928), česko-německý umění malíř a akvarelista
- Evžen Černín z Chudenic (1851–1907), český šlechtic a politik
- Emanuel Czuber (1851–1925), rakouský matematik
- Wilhelm Fischel (1851–1910), německý gynekolog
- Karel Liebscher (1851–1906), český malíř – krajinář a ilustrátor
- Jan Toužimský (1851–1918) česko-rakouský knihař a politik, poslanec Českého zemského sněmu
- JUDr. Alfred August Windischgrätz (1851–1927), rakouský politik, předseda vlády Předlitavska
- Victor Adler (1852–1918), rakouský politik
- Friedrich von Georgi (1852–1926), c. k. ministr obrany a generálplukovník
- Alfred Grünfeld (1852–1924), rakouský klavírista, hudební skladatel a hudební pedagog
- Marie Louisa Kirschnerová (1852–1931), německo-česká malířka a tvůrkyně skleněných uměleckých předmětů
- Alois Sedláček (1852–1922), český herec a režisér, otec herců Anduly Sedláčkové a Járy Sedláčka
- Richard von Schubert-Soldern (1852–1924), rakouský filosof
- Ferdinand Blumentritt (1853–1913), rakouský etnograf, učitel a ředitel gymnázia
- Ottokar von Chiari (1853–1918), rakouský laryngolog
- Teréza Nováková (1853–1912), spisovatelka
- Eduard Vojan (1853–1920), český herec
- Artur Bylandt-Rheidt (1854–1915), rakouský politik
- Marie Červinková-Riegrová (1854–1895), česká spisovatelka, dcera Františka Ladislava Riegra a Marie Riegrové-Palacké
- Karl Kautsky (1854–1938), německo-český filosof a politik
- Josef Mauder (1854–1920), sochař, malíř
- Adolf Odkolek z Újezda (1854–1917), zbrojní technik a c. a k. důstojník
- Ossip Schubin (1854–1934), spisovatelka
- Renáta Tyršová, roz. Fügnerová, (1854–1937), česká historička umění a umělecká kritička, etnografka, dcera Jindřicha Fügnera, manželka Miroslava Tyrše
- Josef Miroslav Weber (1854–1906), český houslista a hudební skladatel
- Quido Bělský (1855–1909), český stavitel, architekt, c. k. stavební rada a politik, syn Jana Bělského
- Bohuslav Brauner (1855–1935), chemik
- Friedrich Johann Karl Becke (1855–1931), mineralog a petrograf
- Heinrich Grünfeld (1855–1931), rakouský violoncellista, hudební skladatel a hudební pedagog
- Jakub Schikaneder (1855–1924), malíř
- Josef Zubatý (1855–1931), indolog, překladatel a bohemista
- Ernest Finger (1856–1939), rakouský dermatolog
- Ferdinand Lachner (1856–1910), houslista a hudební pedagog
- Apollo Ludvík Růžička (1856–1927), bankéř a finančník, dlouholetý zaměstnanec a pozdější ředitel Živnostenské banky
- Josef Sakař (1856–1936), architekt, urbanista, stavitel a stavební rada
- Heinrich Teweles (1856–1927), židovský spisovatel, divadelní kritik, šéfredaktor a divadelní ředitel
- František Hergesel (1857–1929), sochař
- Adolf Liebscher (1857–1919), český malíř-figuralista, příslušník generace Národního divadla, bratr malíře Karla Liebschera, otec architekta a malíře Adolfa Liebschera mladšího
- František Ondříček (1857–1922), houslista a hudební skladatel
- Anna Berta z Neippergu (1857–1922), česká šlechtična, provdaná Lobkovicová
- Raphael Pacher / též Rafael Pacher (1857 Řeky [uváděno též Praha]–1936), česko-rakouský publicista a politik německé národnosti, poslanec Českého zemského sněmu a Říšské rady, zemský hejtman provincie Německé Čechy, člen vlády Německého Rakouska
- Hugo Popper (1857–1910), milovník hudby, průmyslník
- Max von Portheim (1857–1937), rakouský historik a sběratel
- Friedrich Reinitzer (1857–1927), rakouský botanik, chemik a objevitel
- Bohuslav „Bohuš“ Rieger (1857–1907), český právník a profesor rakouských říšských dějin na české právnické fakultě v Praze
- Jakub Scharf (1857–1922), česko-rakouský právník a politik židovského původu, poslanec Českého zemského sněmu, spoluzakladatel českožidovského hnutí
- Leopold Steiner (1857–1927), křesťansko-sociální politik
- Zdenka Braunerová / Zdislava Rosalina Augusta (1858–1934), česká malířka
- Hugo Alfons kníže z Ditrichštejna a Mensdorff-Pouilly (1858–1920), česko-rakouský šlechtic, generál, diplomat a dvořan
- Xaver Dvořák, křtěn František Xaverský Josef, (1858–1939) básník a katolický publicista
- Ludvík Fassati (1858–1933), český pedagog, školní ředitel, čestný člen Musea království českého
- Ferdinand Zdeněk z Lobkovic (1858–1938), český šlechtic a 10. kníže z Lobkovic
- Viktor Ponrepo, vl. jm. Dismas Šlambor (1858–1926), kouzelník, průkopník kinematografie
- Ludwig Außerwinkler (1859–1933), německý univerzitní profesor
- Vojtěch Bartoněk (1859–1908), malíř a restaurátor
- Josef Bohuslav Foerster (1859–1951), hudební skladatel, pedagog, spisovatel a hudební kritik
- Jindřich Kautsch (1859–1943), sochař a medailér
- Prokop Podlipský (1859–1900), český právník, politik a redaktor
- Wenzel von Wurm (1859–1921), generálplukovník rakousko-uherské armády
- Ladislav Aloiz, v Rusku jako Vladislav Francevič Aloiz (1860–1918), violoncellista, skladatel a učitel hudby působící v Rusku
- Leon Gottlieb Bondy (1860–1923), rakouský a český podnikatel
- Zdenko von Forster zu Philippsberg (1860–1922), česko-rakouský politik
- Hana Kvapilová, roz. Kubešová / Kubesch (1860–1907), česká divadelní herečka
- Matěj Anastasia Šimáček, pseud. Martin Havel (1860–1913), český úředník, novinář a spisovatel
- Josef Šváb-Malostranský (1860–1932), herec, kabaretiér, prozaik, dramatik, písničkář, režisér a scenárista

#### 1861 až 1880

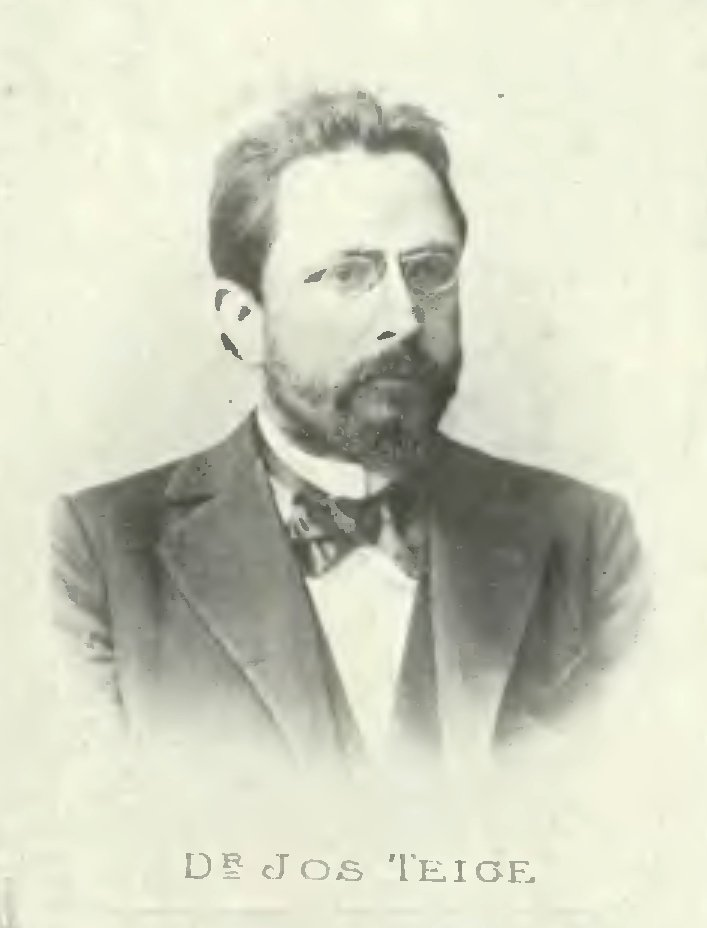
Josef Teige

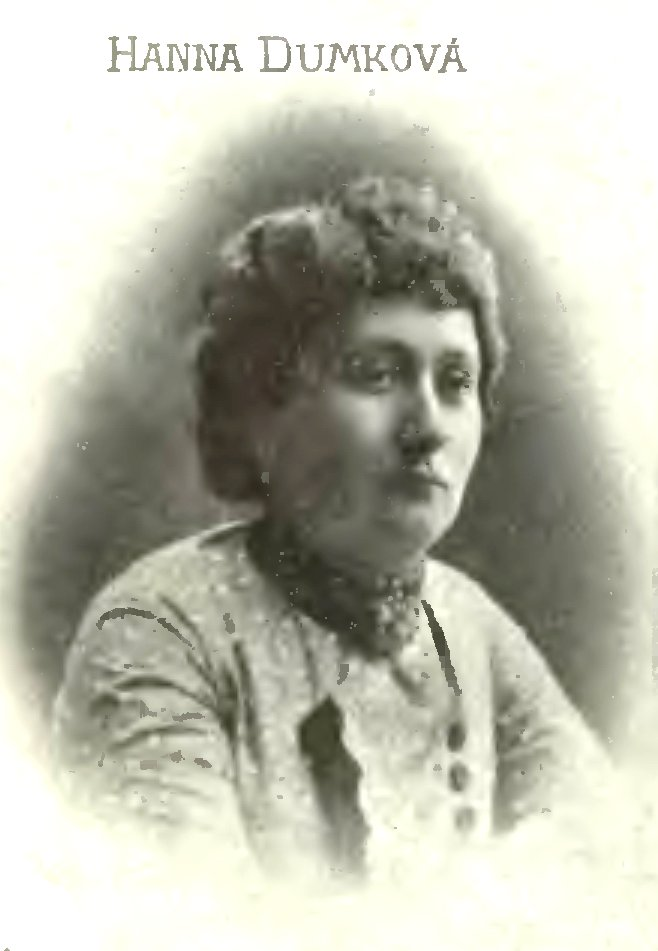
Hana Dumková

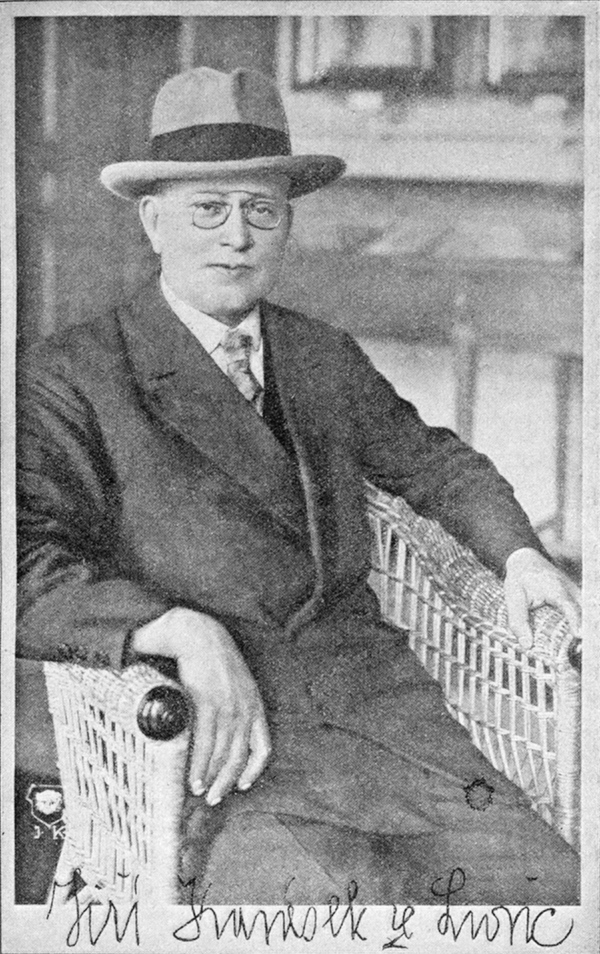
Jiří Karásek ze Lvovic

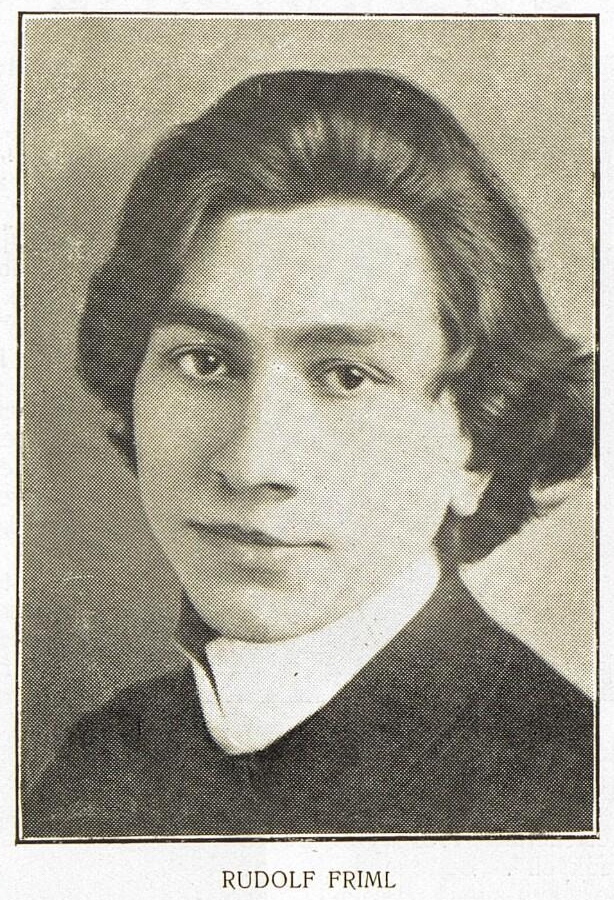
Rudolf Friml

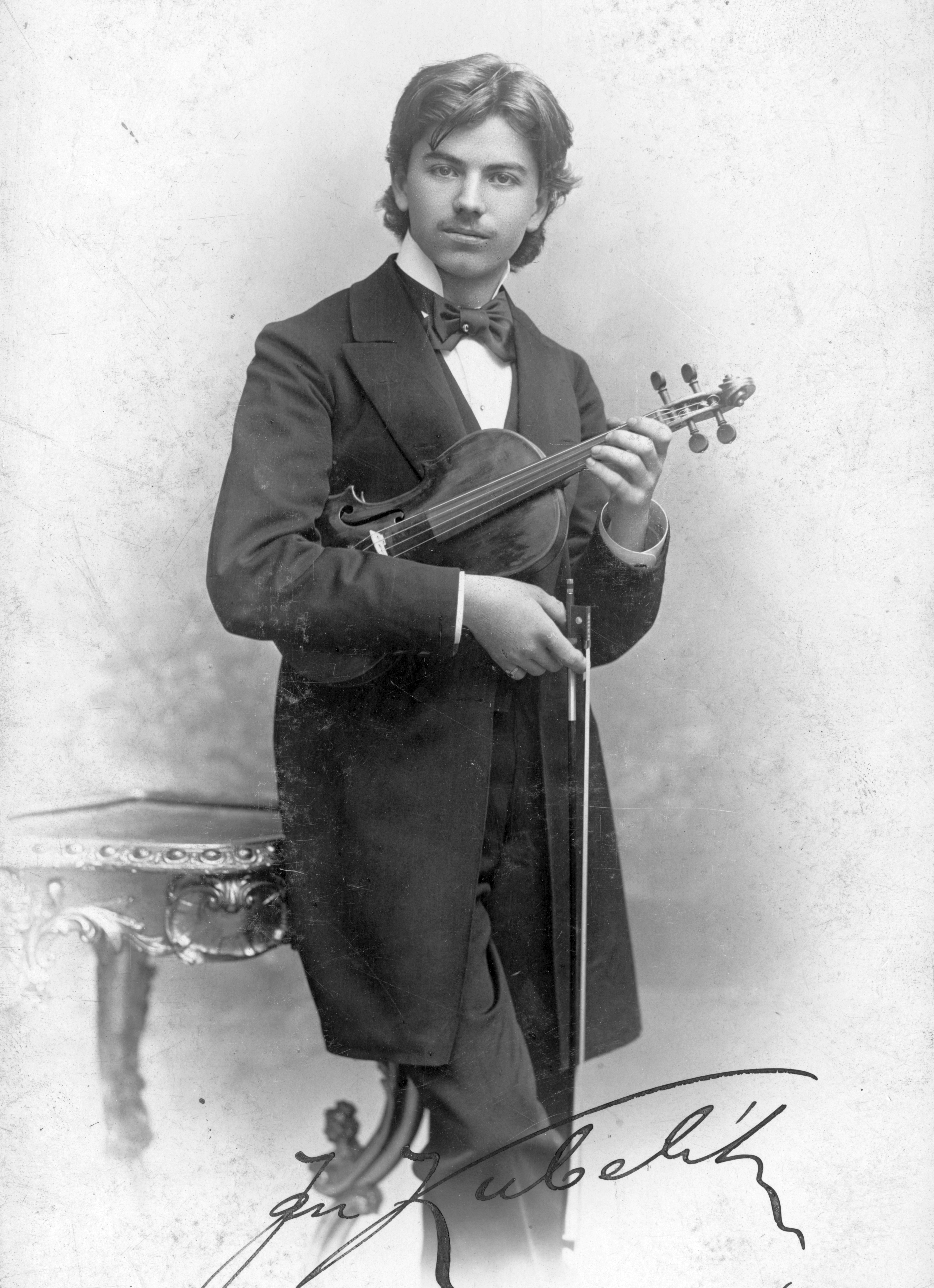
Jan Kubelík

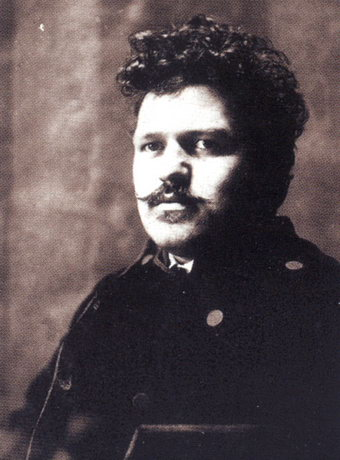
Antonín Slavíček

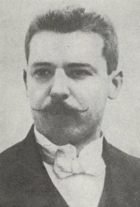
Jan Kříženecký

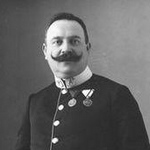
Julius Fučík

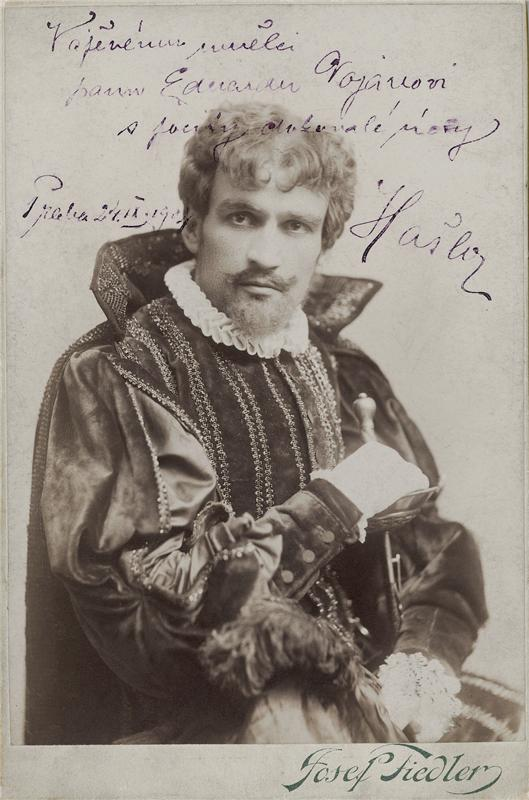
Karel Hašler

- Robert Austerlitz, pseudonym Erraths, A. von Trebor (1861–1930), pražský německý novinář, vydavatel tisku a spisovatel ve Vídni
- Johann Hermann Bauer (1861–1891), rakouský šachový mistr
- Vácslav Havel (1861–1921), podnikatel ve stavebnictví, mecenáš kultury a stoupenec teosofie a okultismu, děd Václava Havla
- Rudolf Inemann (1861–1907), český herec a režisér
- Julius Pohl (1861–1942), německý farmakolog a biochemik
- Antonie (Tonia) Ludmila von Procházka (1861–1945), dobrodinka a předsedkyně Klubu německých umělkyň v Praze, manželka Rudolpha von Procházky
- Hugo Rex (1861–1936), rakouský lékař
- Ernestina Schumann-Heinková (1861–1936), rakousko-americká altistka
- Antonín Turek (1861–1916), český architekt, žák a následovník Josefa Schulze
- Jan Vávra (1861–1932), divadelní herec
- Robert M. Austerlitz (1862–1937), mnohostranně činný česko-rakouský sportovec, novinář, obchodník, ředitel textilní továrny a výtvarník německé židovské národnosti
- Eduard Hula (1862–1902), rakouský klasický archeolog
- Karel Kovařovic (1862–1920), hudební skladatel
- Karl Krattner (1862–1926), česko-německý akademický malíř a profesor
- Jan Bedřich Minařík (1862–1937), malíř a grafik, žák Julia Mařáka na pražské Akademii
- Jaroslav Pospíšil (1862–1910), advokát, odborník na autorské právo, funkcionář Ústřední matice školské a dalších vlasteneckých spolků
- Josef Teige (1862–1921), český právník, historik a archivář, otec Karla Teigeho
- Karel Weis (1862–1944), hudební skladatel a hudebník
- Růžena Jesenská (1863–1940), učitelka, básnířka a spisovatelka
- Friedrich Kaskeline (1863–1938), malíř
- Václav Kliment (1863–1918), český operní pěvec – bas
- Heinrich Tomec (1863–1928), rakouský malíř krajin a ilustrátor
- Anton Karl Wüst (1863–1932), česko-rakouský podnikatel a politik německé národnosti, poslanec Českého zemského sněmu a Říšské rady
- Vilém Amort též Vilím Amort (1864–1913), český sochař
- Ferdinand Bloch-Bauer (1864–1945), rakousko-český cukrovarník a milovník umění
- Ladislav František Čelakovský (1864–1916), botanik a mykolog
- Adolf Černý (1864–1952), básník a publicista
- Rudolph von Procházka / pesud. Leon Elms (1864–1936), právník, hudební skladatel a hudební spisovatel, manžel Antonie L. Grundligové
- Friedrich Reiß (1864–1934), rakouský politik
- Hedwig Rosenbaumová, pův. Austerlitzová, též Raabeová, česká německy hovořící sportovkyně židovského původu, na olympijská hrách v Paříži v roce 1900 získala dvě bronzové medaile
- Antonín Čížek (1865–1897), politik
- Luděk Marold (1865–1898), malíř a grafik
- Karel Vítězslav Mašek (1865–1927), český malíř, architekt, ilustrátor a vysokoškolský pedagog, představitel symbolismu a secese
- Antonín Podlaha (1865–1932), český římskokatolický kněz, teolog, archeolog, historik umění a docent Univerzity Karlovy
- Josef Vajs (1865–1959), katolický kněz
- Augustin Vlček (1865–1934), malíř portrétů a restaurátor
- Julius Jüthner (1866–1945), rakouský klasický filolog a archeolog
- Wilhelm Junk (1866–1942), antikvář, nakladatel, insektolog a bibliograf
- Alfons Bohumil Šťastný (1866–1922), český spisovatel a překladatel, autor skautských příběhů
- Bohuslav Dvořák (1867–1951), malíř
- Ferdinand Engelmüller (1867–1924), malíř krajin a architektury a grafik
- Viktor Foerster (1867–1915), český malíř a mozaikář, syn hudebního skladatele Josefa Förstera a mladší bratr Josefa Bohuslava Foerstera
- Karel Emil z Fürstenbergu (1867–1945), český šlechtic, otec Antonie Schwarzenbergové
- Karel Mašek (1867–1922), básník
- Karel Navrátil (1867–1936), hudební skladatel
- Přemysl Šámal (1867–1941), český a poté československý politik
- Karel Švanda ze Semčic (1867–1928), český spisovatel, divadelník a překladatel
- František Weyr (1867–1939), český architekt a stavitel
- Siegfried Reginald Wolf (1867–1951), rakouský šachový mistr
- Richard Batka (1868–1922), rakouský muzikolog, kritik a libretista
- Friedrich Czapek (1868–1921), botanik, lékař a vysokoškolský učitel
- Václav Hladík (1868–1913), spisovatel, novinář a překladatel
- Jan Kříženecký (1868–1921), povoláním architekt, průkopník kinematografie a fotograf
- Ludwig Mach (1868–1951), vynálezce
- Anežka Schulzová (1868–1905), česká překladatelka, libretistka a kritička, autorka libret tří oper Zdeňka Fibicha
- František Urban (1868–1919), malíř náboženských, alegorických a symbolistních obrazů
- Arnošt Hofbauer (1869–1944), český malíř a grafik
- Leopold Kramer (1869–1942), rakouský herec
- Berta Foersterová-Lautererová (1869–1936), zpěvačka
- Růžena Maturová (1869–1938), česká operní pěvkyně, sopranistka
- Ludwig Polzer-Hoditz (1869–1945), rakouský důstojník, statkář, antroposof a publicista
- Arnošt Leopold Antonín Procházka (1869–1925), český literární a výtvarný kritik a překladatel
- Bohumil Pták (1869–1933), český operní pěvec (tenor)
- Josef Záruba-Pfeffermann (1869–1938), český a československý architekt, politik, otec Quida Záruby
- Adéla Srnová, roz. Zieglerová (1869–1935), tanečnice, sólistka Národního divadla
- Alfred Fuchs (1870–1927), rakouský neurolog a psychiatr
- Heinrich Hilgenreiner (1870–1953), chirurg a ortoped
- Jan Jesenský (1870–1947), profesor stomatologie a čelistní chirurg, otec Mileny Jesenské
- Emil Orlik (1870–1932), malíř, grafik, fotograf a umělecký řemeslník
- Jaroslav Pulda / pseud. Léon Clifton (1870–1926), český divadelní herec a operetní režisér, překladatel, autor frašek, komedií, novel a memoárů
- Ladislav Šaloun (1870–1946), sochař
- Antonín Slavíček (1870–1910), malíř
- Bedřich Bendelmayer (1871–1932), český architekt období secese, geometrické secese a moderny
- Ota Bubeníček (1871–1962), akademický malíř, loutkářský průkopník, herec a sokol
- Rudolf Czapek (1871–1935), malíř a teoretik umění
- Olga Engl (1871–1946), rakouská herečka
- Jaro Fürth (1871–1945), rakouský herec
- Jiří Karásek ze Lvovic (1871–1951), představitel a stoupenec dekadence
- Arthur Mahler (1871–1916), rakousko-český historik umění, klasický archeolog a politik
- Ivan Schulz (1871–1935), český překladatel z angličtiny a severských jazyků
- Josef Skružný (1871–1948), satirický spisovatel, dramatik a scenárista
- Adolph Wiesner (1871–1942), malíř
- Jozef Florián Babor (1872– 1951) slovenský filozof, biolog, lékař, univerzitní profesor malakologie, botanik a entomolog, filozofující biolog, novoscholastický filozof
- Otto Faster (1872–1907), český vydavatel časopisů, překladatel, hudební skladatel, spisovatel, textař a dramatik
- Julius Fučík (1872–1916), hudební skladatel a kapelník
- Karel Hoffmann (1872–1936), houslista a hudební pedagog
- Oskar Kraus (1872–1942), filosof
- Otto Pohl (1872–1940), novinář, publicista, politik a velvyslanec
- Stanislav Růžička (1872–1946), lékař, univerzitní profesor, československý legionář v Rusku a osvětový pracovník
- Prokop Toman (1872–1955), český právník, tvůrce slovníku výtvarných umělců
- Rudolf Charousek (1873–1900), maďarský šachový mistr
- Jan Janský (1873–1921), lékař, psychiatr a neurolog
- Rudolf Mrva (1873–1893) hlavní svědek v procesu s hnutím Omladiny
- Anna Švarcová (1873–1951), herečka
- Antonín Švehla (1873–1933), statkář a československý politik
- Mojmír Urbánek (1873–1919), hudební vydavatel
- Georg August Wagner (1873–1947), německý gynekolog a porodník
- František Borový (1874–1936), český nakladatel
- Adolf Bohuslav Dostal (1874–1940), český básník, divadelní kritik a historik, dramatik, autor fejetonů a pohádek, překladatel
- Hans Fahrni (1874–1939), švýcarský šachový mistr
- Karel Hlaváček (1874–1898), básník a umění malíř
- Josef Mařatka (1874–1937), český sochař, otec lékaře Zdeňka Mařatky
- Kamilla Neumannová, roz. Antonie Krémová (1874–1956), česká nakladatelka, první manželka Stanislava Kostky Neumanna, matka Stanislava Neumanna a překladatelky Kamily Značkovské-Neumannové
- Karel Pelant (1874–1925), novinář
- Oskar Brugnak (1875–1928), rakouský spolkový drážní inspektor a politik
- Vilém Funk (1875–1955), právník, vysokoškolský profesor finančního práva a politik, na počátku 20. století poslanec Říšské rady, ve 30. letech rektor Univerzity Karlovy
- František Jakub (1875–1940), malíř, žák prof. Maxmiliána Pirnera a Vojtěcha Hynaise
- Wolfgang Neff (1875–1936), rakouský herec, divadelní režisér a filmový režisér
- Stanislav Kostka Neumann (1875–1947), básník
- Františka Plamínková (1875–1942), politička, novinářka a feministka, oběť heydrichiády
- Rainer Maria Rilke (1875–1926), lyrický básník
- Alois Svojsík (1875–1917), římskokatolický kněz, překladatel náboženských spisů a fejetonista, bratr Antonína Benjamina Svojsíka
- Olga Dostalová, provd. Preissová, (1876–1921), herečka, manželka politika Jaroslava Preisse
- Karel Fučík (1876–1951) český operní pěvec-basista
- Kamil Krofta (1876–1945), historik, diplomat, politik
- Heinrich Mache (1876–1954), rakouský fyzik
- Henrik Moor (1876–1940), německo-rakouský malíř krajin a portrétů
- Luděk Pik (1876–1948), československý politik, poslanec Národního shromáždění, starosta Plzně
- Antonín Benjamin Svojsík (1876–1938), pedagog a zakladatel junáctví, bratr Aloise Svojsíka
- Marie Dostalová (1877–1903), česká malířka
- Vilém Julius Josef Hauner (1877–1941), český matematik, astronom, vojenský historik, publicista a překladatel
- Friedrich F. G. Kleinwächter (1877–1959), rakouský právník a spisovatel
- Otakar Lebeda (1877–1901), český malíř, spolu s Antonínem Slavíčkem a Františkem Kavánem nejvýznamnější český krajinář a žák Julia Mařáka
- Felix Lederer (1877–1957), rakouský hudebník a dirigent
- Elsa Lewinsky (1877–?), rakouská herečka a operní zpěvačka
- Emanuel Lešehrad (1877–1955), spisovatel, básník, literární kritik a překladatel
- Vladimír List (1877–1971), český elektrotechnický inženýr a vysokoškolský pedagog. Zasloužil se o elektrifikaci Československa a o zavedení československých technických norem
- Julius Morman/Mohrmann (1877–1942), český hudební skladatel, kapelník a spisovatel
- Karl Eman Pribram (1877–1973), rakouský ekonom
- Emmerich Teuber (1877–1943), zakladatel rakouského skautingu
- Evžen z Thurn-Taxisu (1878 – 1903), kníže z Thurn-Taxisu
- Alfred Weiner (1877–1954), maďarsko-americký filmový publicista a nakladatel
- Edwin Plimpton Adams (1878–1956), fyzik
- Paul Adler (1878–1946), německý spisovatel
- Arnošt Czech z Czechenherzu (1878–1951), spisovatel, básník, dramatik a překladatel
- Ema Destinnová (1878–1930), operní zpěvačka
- Paul Frankl (1878–1962), německý historik umění
- Victor Hadwiger (1878–1911), spisovatel
- Bohumil Hypšman (1878–1961), český architekt
- Paul Leppin (1878–1945), spisovatel
- Oswald Richter (1878–1955), rakouský botanik
- Rudolf Růžička (1878–1957), semitolog a arabista
- Jan Angelo Zeyer (1878–1945), český malíř a ilustrátor, syn Jana Zeyera
- Leopolda Dostalová (1879–1972), česká herečka
- Hans Eppinger mladší (1879–1946), rakouský internista
- Rudolf Friml (1879–1972), česko-americký klavírista a hudební skladatel
- Karel Hašler (1879–1941), český písničkář, herec, textař, skladatel, spisovatel, scenárista, dramatik a režisér
- Greta Meisel-Hessová (1879–1922), rakouská spisovatelka
- Betty Kysilková, vl. jm. Barbora Bergerhoffová (1879–1951), divadelní a filmová herečka populární ve 20. a 30. letech 20. století
- Otakar Ostrčil (1879–1935), hudební skladatel a dirigent
- Ernst August Pribram (1879–1940), rakouský patolog a biochemik
- Elsa Reichová / Wollnerová (1879– po roce 1913), česko-německá operní zpěvačka - sopranistka židovského původu
- Wilhelm Teuber-Weckersdorf (1879–1968), zakladatel skautingu v Rakousku
- Hans Winterstein (1879–1963), německý fyziolog
- Otto Boleška (1880–1917), divadelní herec
- Walter Bondy (1880–1940), malíř, galerista, sběratel umění a kritik
- Kamil Fiala (1880–1930), lékař, literární a hudební kritik a překladatel
- August Geßner (1880–1944), vysokoškolský učitel
- Emil Králík (1880–1946), architekt
- Jan Evangelista Kubelík (1880–1940), houslista a hudební skladatel
- Rudolf Leidler (1880–1938), otorinolaryngolog
- Hugo Steiner-Prag (1880–1945), rakousko-německý ilustrátor, knižní tvůrce a pedagog
- Ladislav Šourek (1880– 1959), právník, bankéř, diplomat a podnikatel, jeden ze zakladatelů Radiojournalu
- Jan Josef Štursa (1880–1925), český sochař, jeden ze zakladatelů českého moderního sochařství
- Hans Tietze (1880–1954), rakouský historik umění
- Max Wertheimer (1880–1943), hlavní zakladatel osobnostní psychologie, resp. teorie osobnosti

#### 1881 až 1900

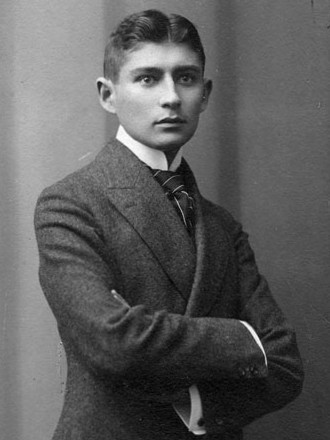
Franz Kafka

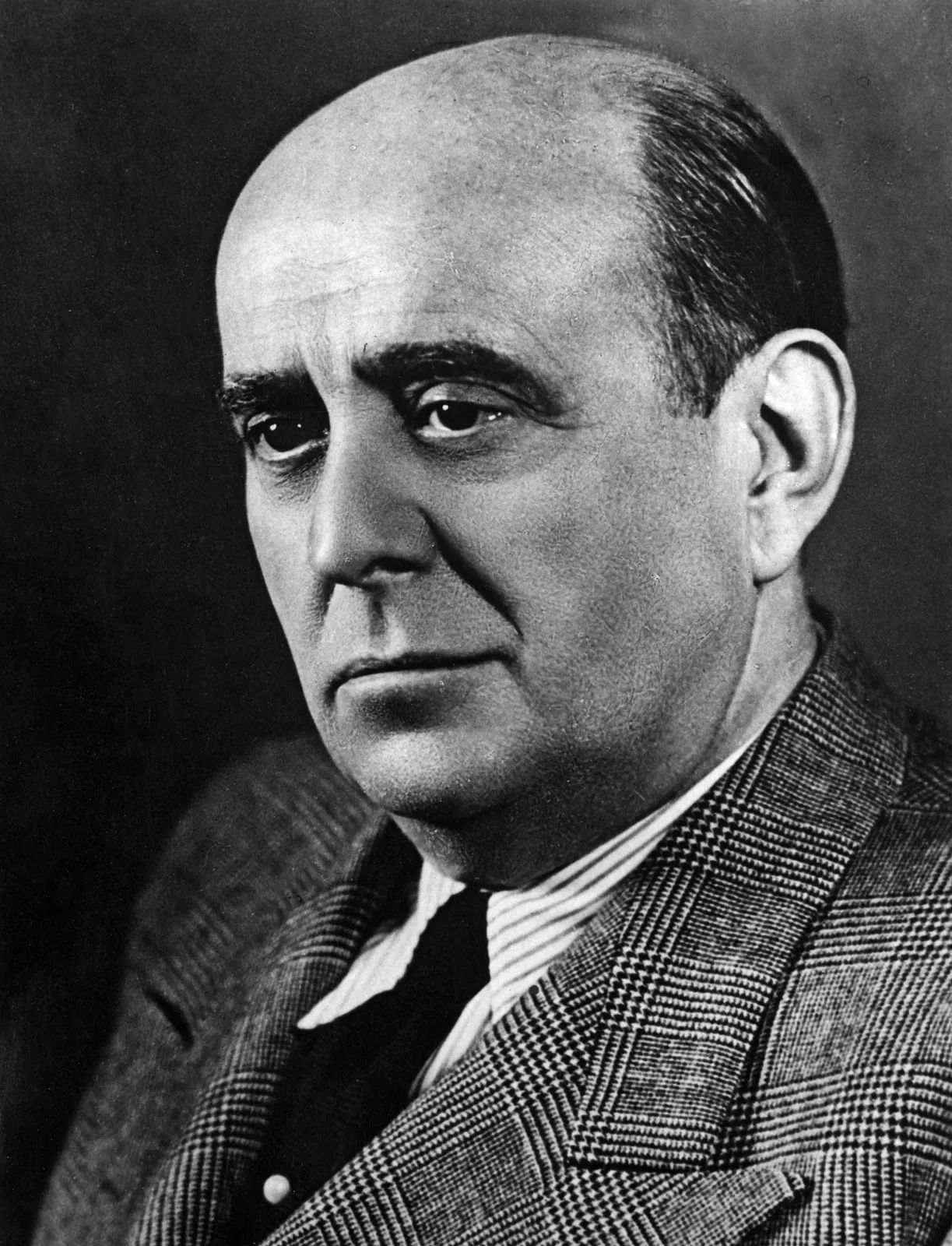
Jan Masaryk

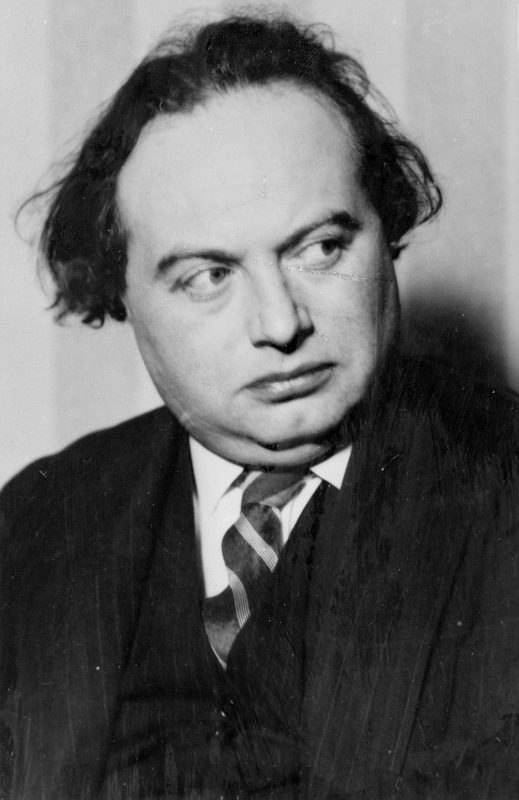
Franz Werfel

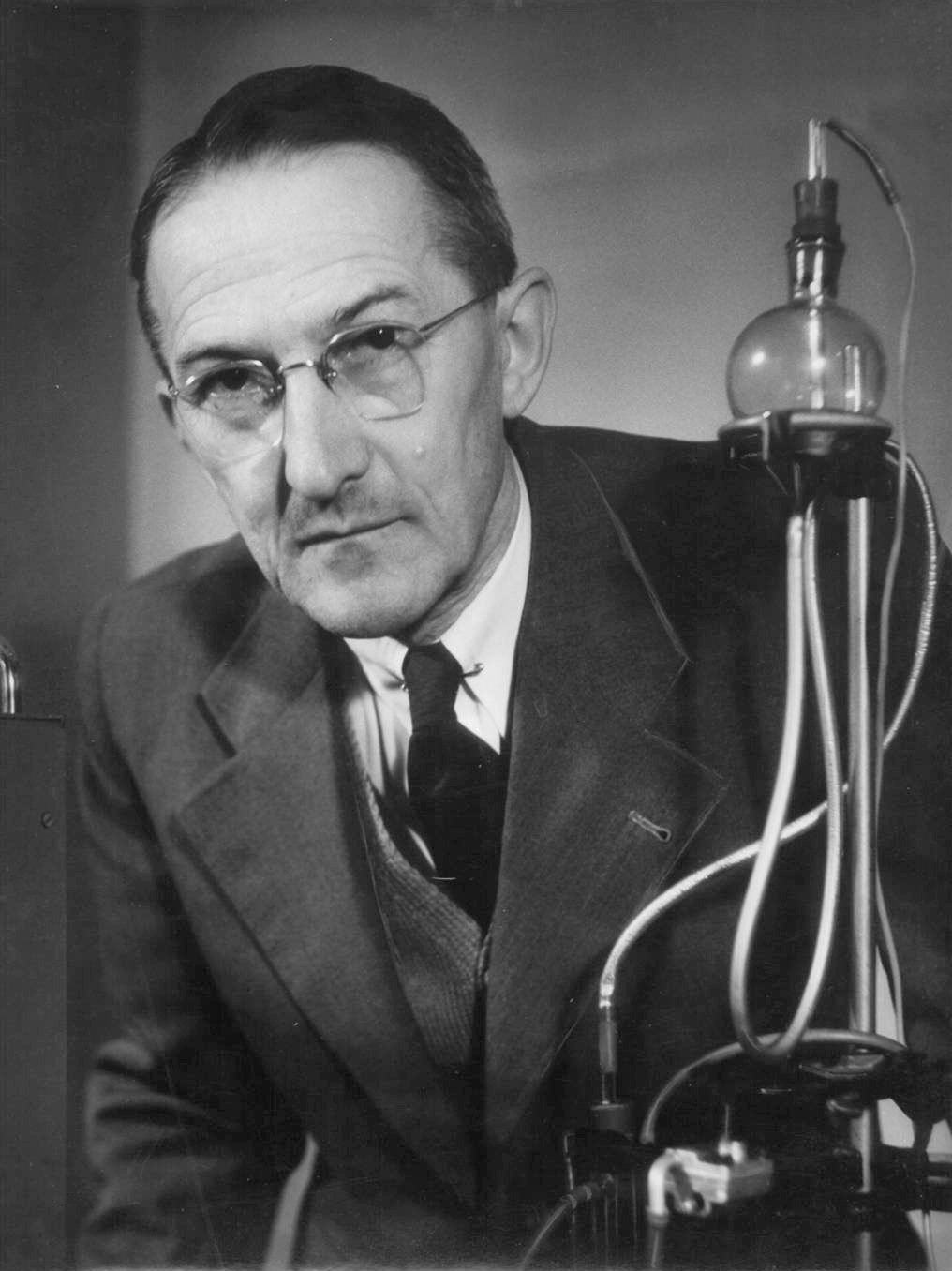
Jaroslav Heyrovský

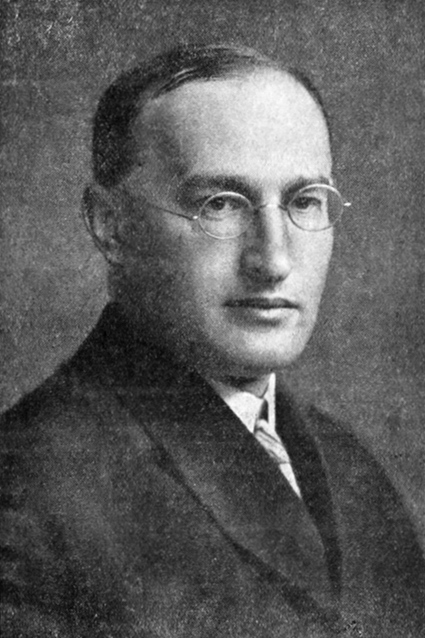
Pavel Eisner, básník a esejista

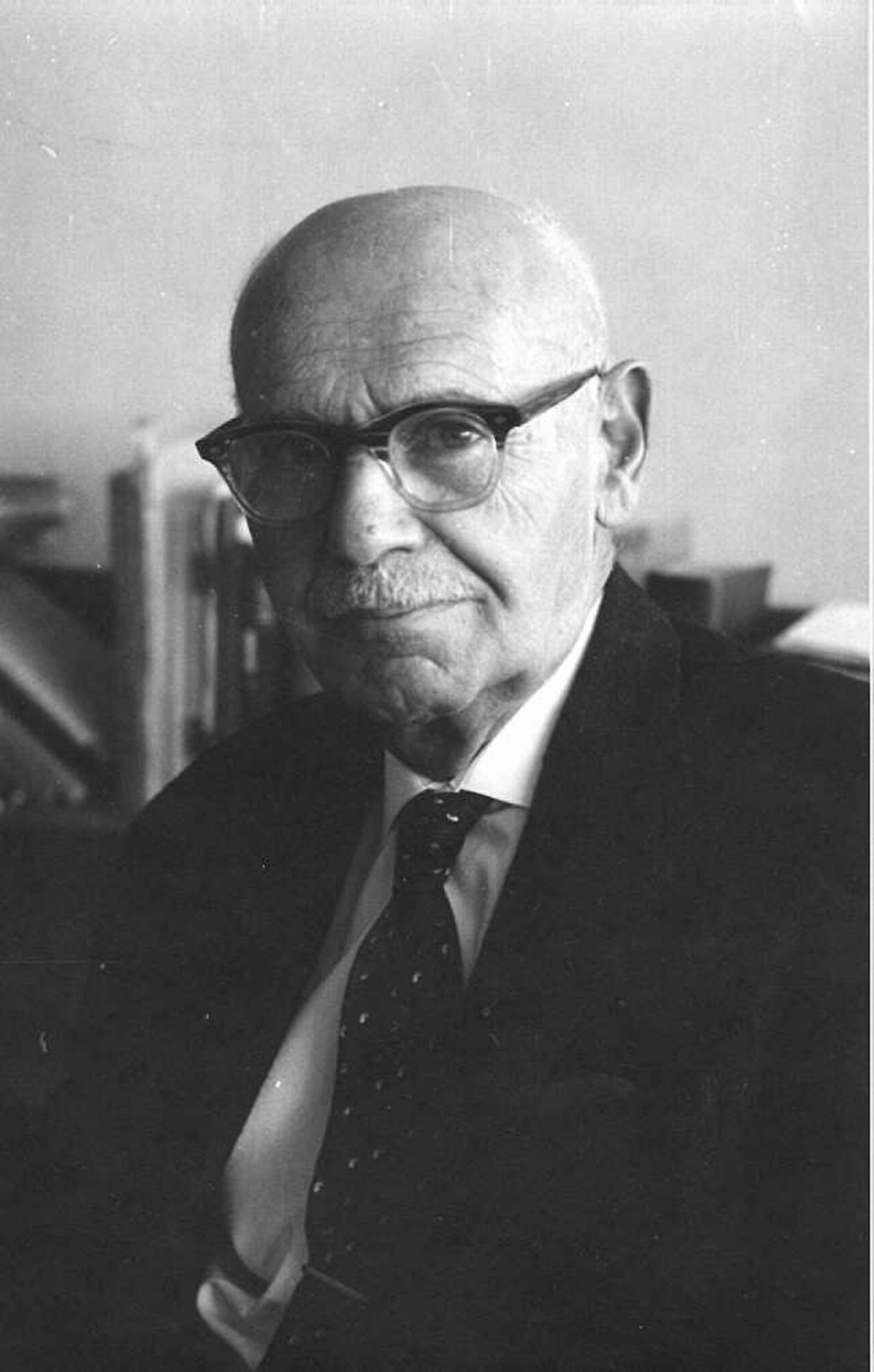
Felix Weltsch

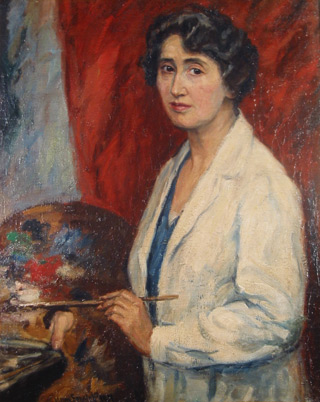
Malvína Schalková, malířka, autorka kreseb z KT Terezín

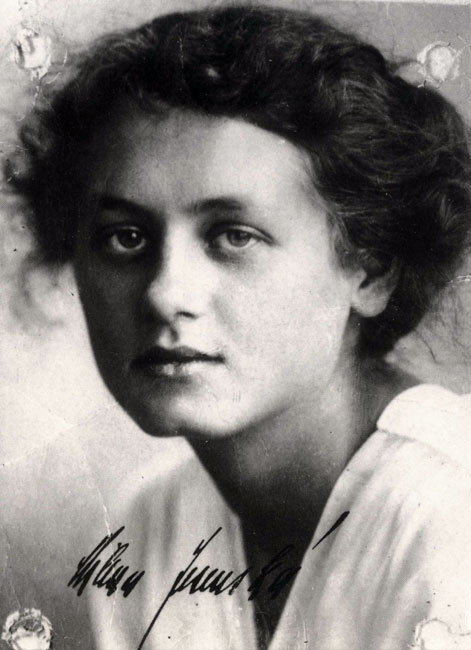
Milena Jesenská

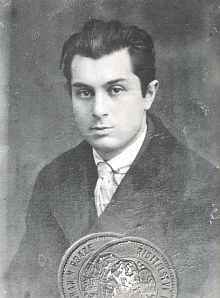
Johannes Urzidil

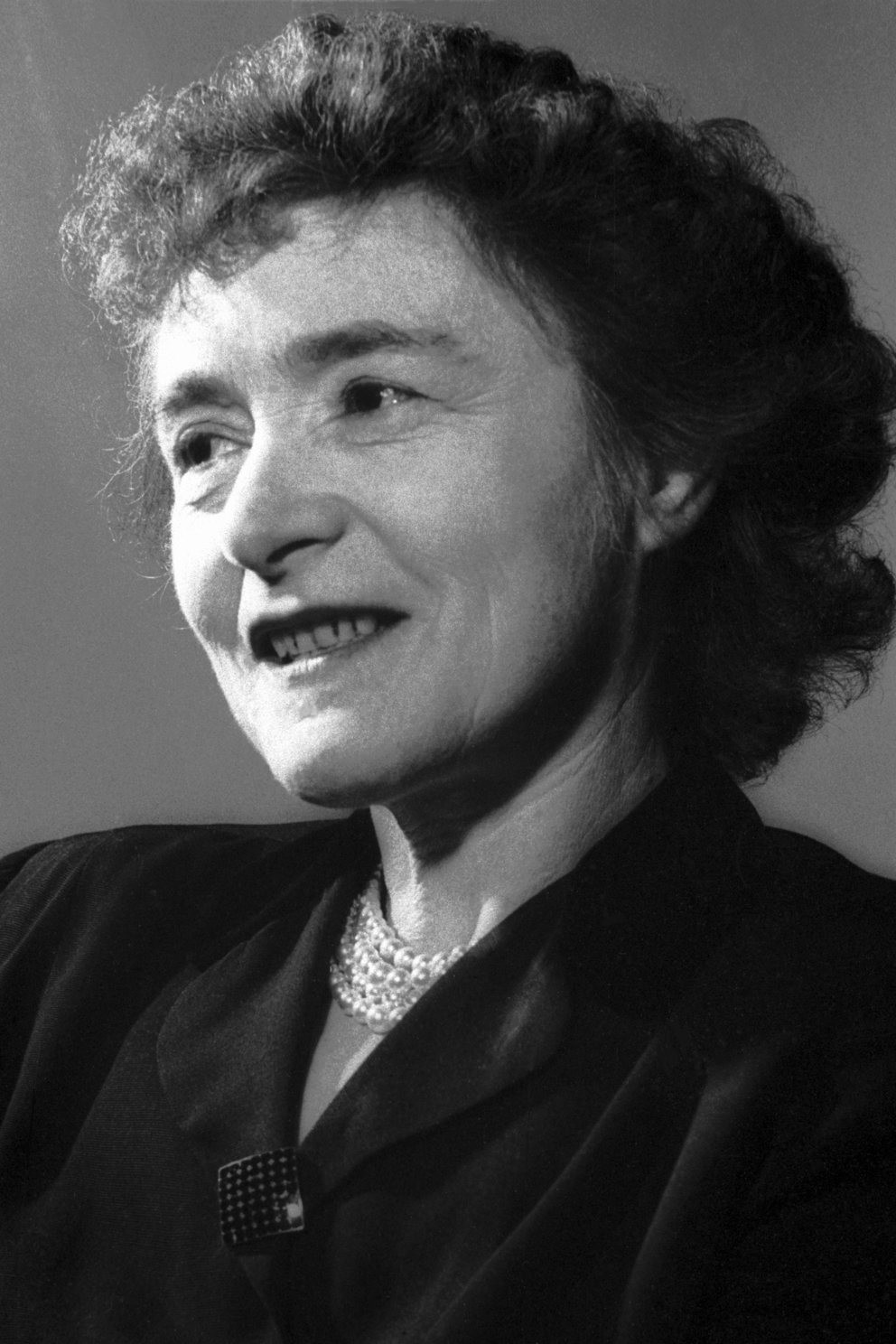
Gerty Coriová

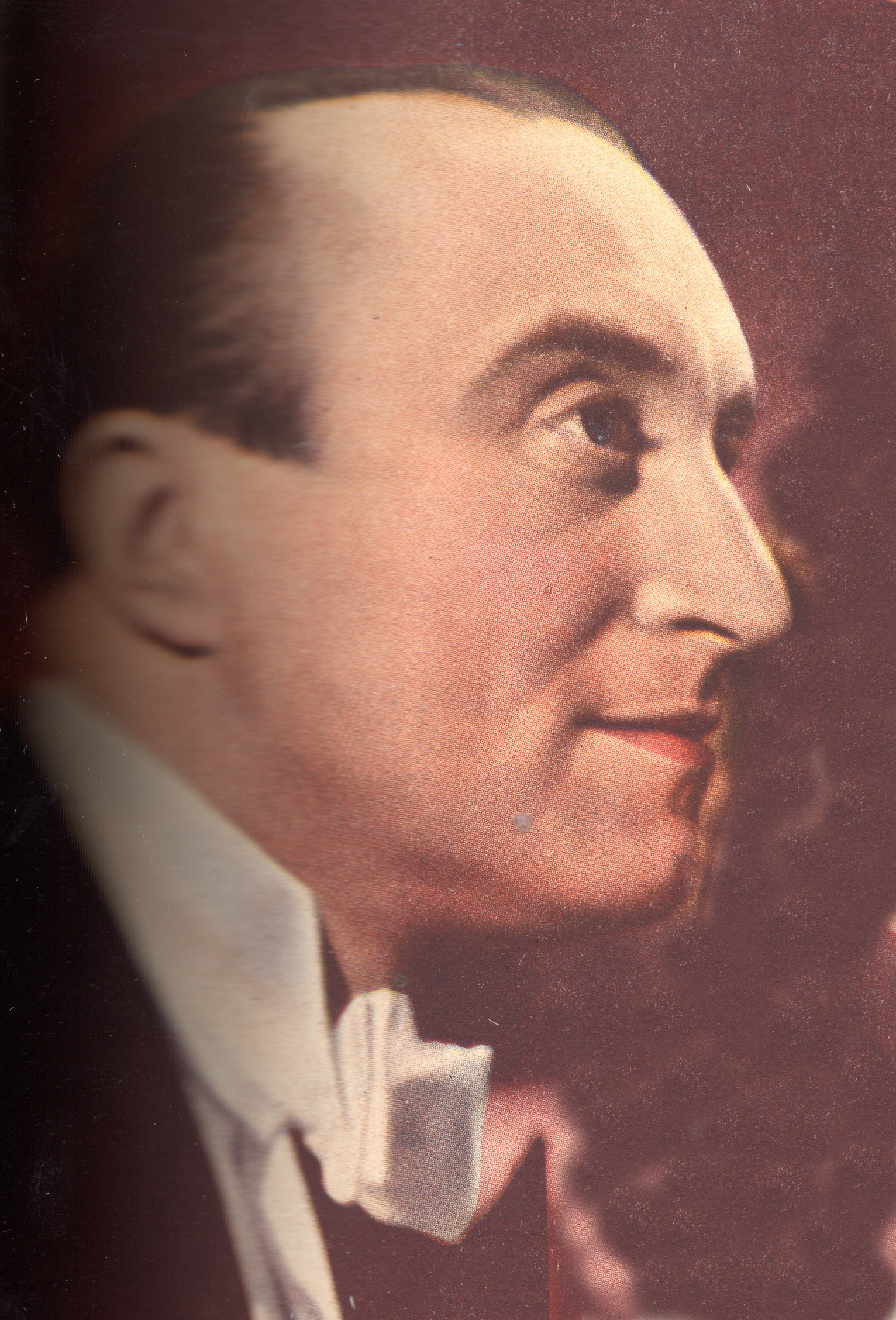
Oldřich Nový

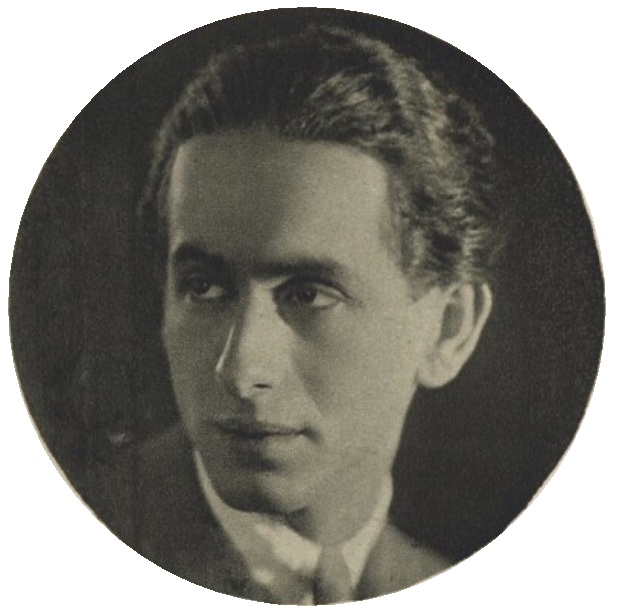
Hans Krása

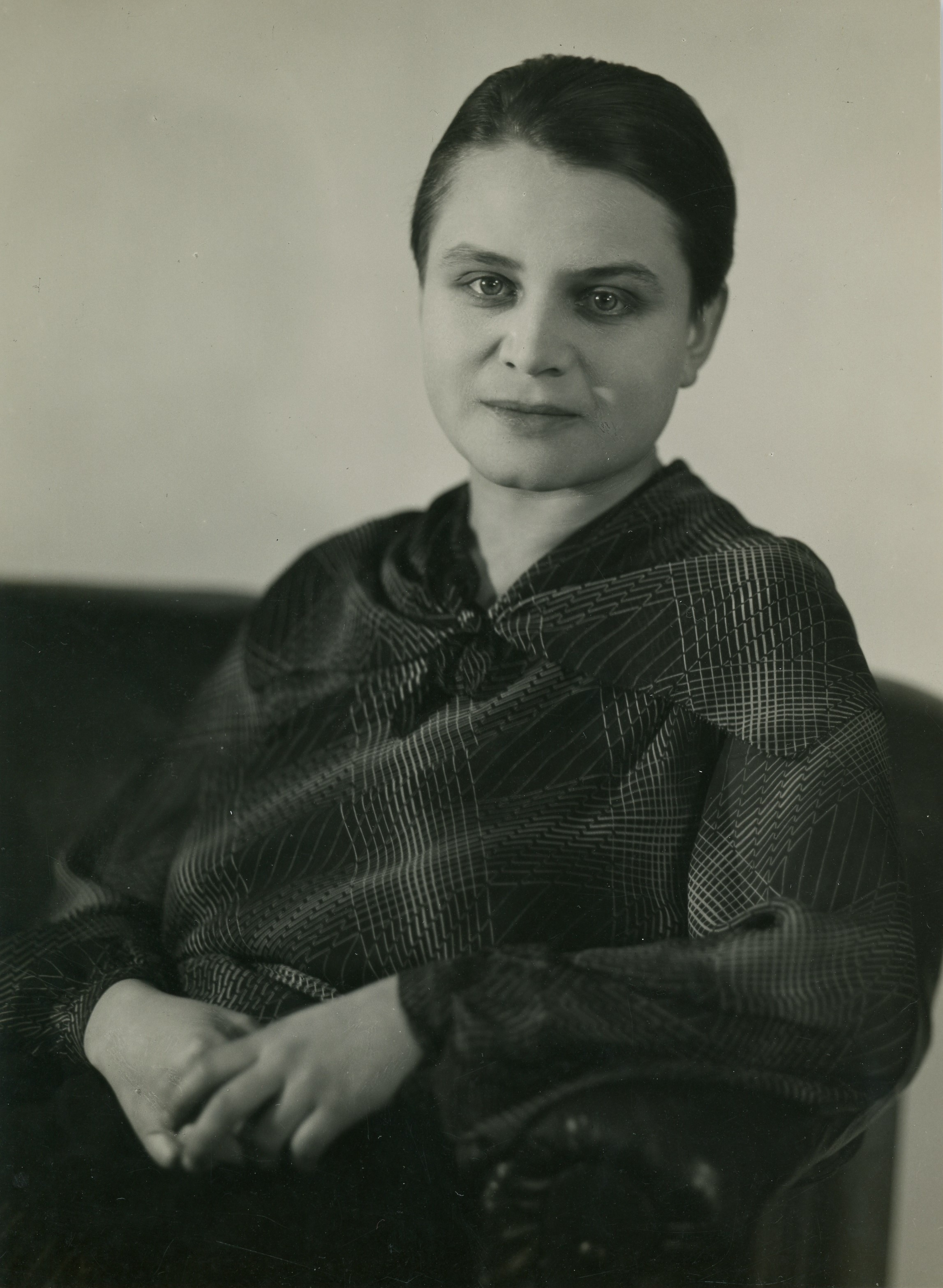
Toyen, malířka

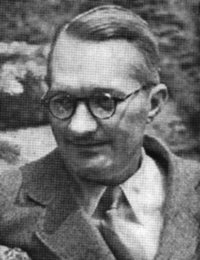
Alois Wachsman, architekt

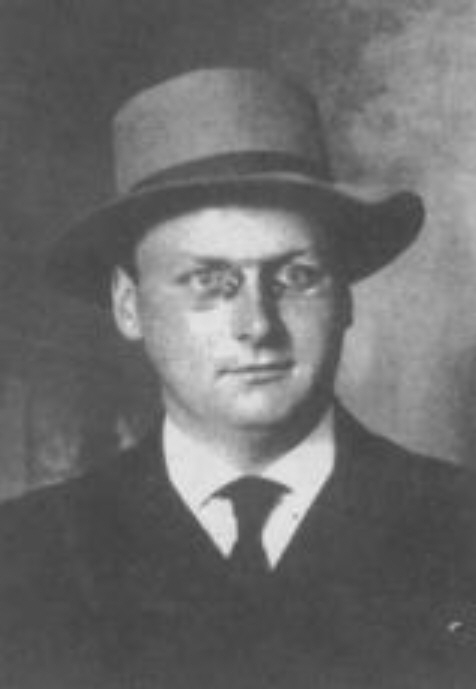
Eduard Bass, novinář a spisovatel

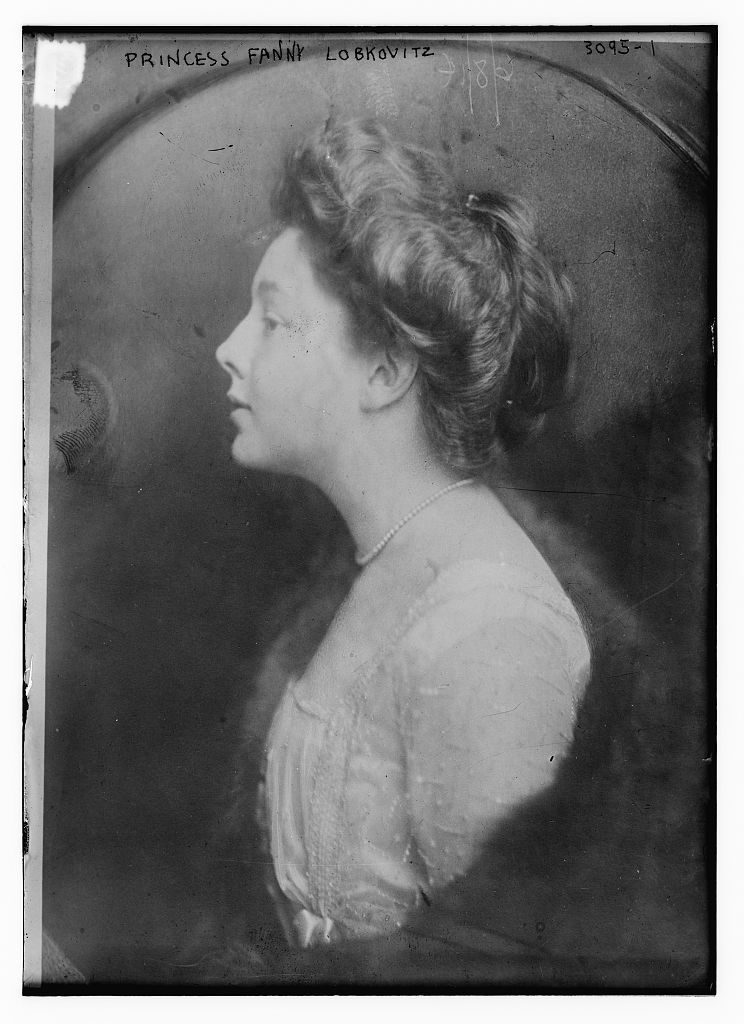
Marie Františka "Fanny", princezna z Lobkovic

- Richard Bienert (1881–1949), politik
- Hugo Braun (1881–1963), německý lékař a mikrobiolog
- František Burian (1881–1965), český lékař, průkopník plastické chirurgie
- Pavel Deymel (1895–1942), český lékař, příslušník československé armády v zahraničí
- Cyril Dušek (1881–1924), český a československý novinář, diplomat a politik
- Wlastimil Hofman (1881–1970), polský malíř
- Bruno Kafka (1881 – 1931), rakousko-uherský a československý právník, vysokoškolský pedagog a politik, otec Alexandra Kafky. Jeho bratrancem byl spisovatel Franz Kafka.
- Betty Karpíšková, též Božena Karpíšková (1881–1942), československá politička, zavražděna v Osvětimi
- Hans Kelsen (1881–1973), právník
- Salomon Hugo Lieben (1881–1942), historik, jeden ze zakladatelů Židovského muzea v Praze
- Hugo Přibram (1881–1943), rakouský lékař a patolog
- Josef Suttner (1881–1974), hornista
- Václav Vačkář (1881–1954) český hudební skladatel, otec Dalibora C. Vačkáře, děd Tomáše Vačkáře
- Ladislav Zelenka (1881–1957), český violoncellista a hudební pedagog. Byl člen Českého kvarteta
- Mařenka Zieglerová, vl. jm. Marie Zieglerová (1881–1966), operetní heroina a herečka
- Arthur Oskar Chitz (1882–1944), muzikolog, klavírista a hudební skladatel
- Felix Cornu (1882–1909), rakouský mineralog a petrograf
- Alberto Vojtěch Frič (1882–1944), botanik, fotograf a spisovatel, "Lovec kaktusů"
- Pavel Janák (1882–1956), architekt
- Eugen von Kahler (1882–1911), malíř, grafik a básník
- Rudolf Laun (1882–1975), rakousko-německý odborník na mezinárodní právo, filosof práva a pacifista
- Leo Perutz (1882–1957), česko-rakouský spisovatel
- Robert Reich (1882–1944), rakouský filmař, publicista a svazový funkcionář
- Malva Schalek, též Malvína Schalková (1882–1945), malířka
- Max Urban (1882–1959), český architekt a filmař
- Lothar Wallerstein (1882–1949), americký režisér, dirigent a operní ředitel
- Ignaz Michael Welleminsky (1882–1942), rakouský textař a libretista
- Wolfgang von Wersin (1882–1976), německý architekt a designér
- Walter Altschul (1883–1942), radiolog, vysokoškolský učitel a operní zpěvák
- Samuel Hugo Bergmann (1883–1975), filosof, spisovatel a knihovník
- Ludwig Berwald (1883–1942), rakouský matematik
- Elsa Brod-Taussigová (1883–1942), německá židovská překladatelka
- Jindřich Feld starší (1883–1953), houslista, hudební pedagog a skladatel, otec Jindřicha Felda ml.
- Erich Frank (1883–1949), německý filosofie historik
- Jaroslav Hašek (1883–1923), spisovatel
- Hugo Hecht (1883–1970), americký dermatolog a Venerolog
- Franz Kafka (1883–1924), pražský německy píšící spisovatel židovského původu
- Oswald von Krobshofer (1883–1960), německý malíř, grafik, rytec a šachový komponista
- Ladislaus Kurpiel (1883–1930), rakouský fotbalista
- Oskar Pollak (1883–1915), historik umění
- Emerich Rath (1883–1962), český všestranný sportovec německé národnosti
- Milan Svoboda (1883–1948), divadelní režisér, pedagog a překladatel, otec Evy Svobodové
- Otakar Šourek (1883 – 1956) muzikolog a hudební badatel, sbormistr a klavírista. Hudební publicista a popularizátor díla Antonína Dvořáka
- Karl von Terzaghi (1883–1963), zakladatel moderní, vědecké mechaniky zemin
- Paul Amann (1884–1958), rakouský spisovatel a překladatel
- Marianne Bratt (1884–1951), německá herečka
- Max Brod (1884–1968), spisovatel, překladatel a hudební skladatel
- Bedřich (Friedrich) Feigl (1884–1965), český židovský malíř, grafik a ilustrátor, bratr Hugo Feigla a strýc jeho dcery Marion Feiglové
- Georg Jilovsky (1884–1958), grafik a umělec
- Josef Zdenko z Lobkovic (1884-1918), český šlechtic, královský úředník
- František Xaver Naske (1884–1959), malíř, dekoratér a ilustrátor
- Růžena Nasková, roz. Nosková (1884–1960), herečka, sestra spisovatelky Heleny Malířové, manželka malíře F. X. Naskeho
- Ladislav Prokeš (1884–1966), šachista a studiový skladatel
- Jára Sedláček (1884–1927), herec a režisér, syn herce Aloise Sedláčka a bratr herečky Anduly Sedláčkové
- Oldřich Starý (1884–1971), český architekt a profesor architektury a rektor na ČVUT v Praze
- Otakar Vindyš (1884–1949), tenista a hokejista
- Felix Weltsch (1884–1964), novinář, spisovatel, filosof a knihovník, člen Pražského kruhu
- Wilhelm Winkler (1884–1984), rakouský statistik a demograf
- Jan Zázvorka (1884–1963), český puristický architekt, otec Stelly Zázvorkové
- Pavel Dědeček (1885–1954), dirigent, sbormistr, skladatel a hudební pedagog
- Karel Hartmann (1885–1944), hokejista
- Erich von Kahler (1885–1970), německý spisovatel, kulturní filosof a sociolog
- Egon Erwin Kisch (1885–1948), spisovatel, novinář a reportér
- Adolf Kob (1885–1945), německý SA-Obergruppenführer
- Karel Kügler (1885–1950), český operní pěvec–tenorista, herec, režisér, divadelní ředitel a hudební pedagog
- Jan Adolf z Lobkovic (1885–1952), syn Jiřího Kristiána z Lobkovic, signatář Prohlášení české šlechty
- Antonie Nedošinská, roz. Valečková (1885–1950), česká herečka
- Vratislav Nechleba (1885–1965) malíř – portrétista, profesor AVU
- Evžen kníže z Oettingen-Wallersteinu (1885–1969), německý politik
- Stanislav Ondříček (1885–1953), houslista a hudební pedagog
- Egon Ewald Pribram (1885–1963), rakouský lékař
- Hanuš Ringhoffer / Hans Ringhoffer / Johanes Emanuel Viktor Maria svobodný pán z Ringhofferů (1885–1946), český průmyslník z rodiny Ringhofferů, poslední ředitel rodinného koncernu
- Maximilian Rosenberg (1885–1969), německý lékař, spisovatel, hudební a divadelní kritik
- Jan Bor, vl. jm. Jan Jaroslav Strejček (1886–1943), český divadelní režisér
- Vratislav Hugo Brunner (1886–1928), český typograf, ilustrátor, grafik, karikaturista, autor hraček, divadelních scénografií, malíř
- Elza Fantová, provd. Bergmann-Fantová (1886–Jeruzalém) česká židovská farmaceutka a feministka, sestra Otto Fanty, manželka filosofa Samuela Hugo Bergmanna
- Miloslav Fleischmann (1886–1955), hokejista
- Friedrich von Franz (1886–1945), politik
- Robert Maria Haas (1886–1960), rakouský muzikolog a dirigent
- Jaroslav Horejc (1886–1983), československý sochař, návrhář uměleckořemeslných předmětů, přední představitel dekorativismu, a výtvarný pedagog
- Jindřich Hořejší (1886–1941), básník a překladatel
- Bedřich Linhart (1886–1944), protinacistický odbojář
- Jan Masaryk (1886–1948), politik, ministr
- Josef Polák (1886–1945), významný odborník v oblasti muzejnictví a památkové péče, oběť nacismu
- Karel V. ze Schwarzenbergu (1886–1914), kníže z orlické větve rodu Schwarzenbergů, velkostatkář a dědeček politika Karla Schwarzenberga
- Paul Schwarzkopf (1886–1970), rakouský vynálezce a průmyslník
- Emil von Skramlik (1886–1970), německý fyziolog
- Wilhelm Weizsäcker (1886–1961), právník a historik práva
- Karel Arnstein (1887–1974), inženýr
- Karl Wolfgang Ascher (1887–1971) čs.-americký lékař
- Karl Brunner (1887–1965), rakouský anglista a rektor
- Jarmila Hašková (1887–1931), novinářka, prozaistka a manželka Jaroslava Haška
- Alma Johanna Koenigová (1887–1942), rakouská lyrička a vypravěčka
- Míla Pačová, vl. jm. Jaromíra Pačová, provd. Krčmářová (1887–1957), česká herečka
- Otto Pick (1887–1940), spisovatel a překladatel
- Julius Pokorny (1887–1970), rakousko-český lingvista
- Felix Pipes (1887–?), česko-rakouský tenista
- Bruno Oskar Pribram (1887–1940), rakouský chirurg
- Andula Sedláčková, obč. jm. Anna (1887–1967), česká divadelní a filmová herečka, první česká filmová hvězda
- Magda Spiegelová (1887–1944), německá koncertní a operní zpěvačka
- Jiří Steimar (1887–1968), český herec
- Hugo Urban-Emmerich (1887–1939), podnikatel a automobilový závodník
- Ladislav Žemla (1887–1955), česko-československý tenista
- Eduard Bass, vl. jm. Eduard Schmidt (1888–1946), spisovatel, novinář, zpěvák, herec, recitátor, konferenciér a textař
- Sigfried Giedion (1888–1968), švýcarský architektury historik
- Richard Katz (1888–1968), německý novinář a cestovatelský spisovatel
- Alois Krofta (1888–1958), český architekt, investor, hoteliér
- Božena Laglerová (1888–1941), česko-rakouská průkopnice letectví
- František Langer (1888–1965), spisovatel a vojenský lékař, dramatik, esejista, literární kritik a publicista
- Zdeněk Linhart (1888–1943) protinacistický odbojář
- Josef Loos (1888–1955), hokejista a hokejový funkcionář
- Ladislav Machoň (1888–1973), český architekt, představitel art deco a funkcionalistické architektury
- Maria von Peteani (1888–1960), rakouská kreslířka a spisovatelka
- Leo Wenzel Pollak (1888–1964), geofyzik, meteorolog a průkopník zpracování dat
- Julie Reisserová, roz. Kühnlová (1888–1938), česká hudební skladatelka, básnířka a kritička
- N. O. Scarpi (1888–1980), rakousko-švýcarský překladatel, fejetonista, sběratel anekdot a režisér
- Eva Vrchlická, vl. jm. Frídová (1888–1969), herečka, překladatelka, publicistka, dramatička, básnířka a spisovatelka, členka činohry Národního divadla v Praze, osvojená dcera Jaroslava Vrchlického
- Jaroslav Brůha (1889–1969), český sochař a medailér
- Jarmila Čapková, roz. Pospíšilová (1889–1962), česká překladatelka, manželka výtvarníka a spisovatele Josefa Čapka
- Pavel Eisner, též pseud. Jan Ort (1889–1958), český překladatel, literární vědec, lingvista, publicista a básník
- Hugo Feigl (1889–1961), pražský galerista, bratr malíře Bedřicha Feigla, otec Marion Feiglové
- Otto Gutfreund (1889–1927, Praha), kubistický sochař, průkopník novodobého českého sochařství. Jeho socha Úzkost (1911–12) je považována za první kubistickou sochu.
- Gabriele "Elli" Kafková (1889–1942), sestra Franze Kafky
- Guido Kisch (1889–1985), právník a historik práva
- Edmond Konrád (1889–1957), český dramatik a divadelní kritik
- Paul Kornfeld (1889–1942), německý dramatik a spisovatel
- Heinrich Mitteis (1889–1952), německý právník
- Ella Nollová, roz. Alžběta Anna Jeníková (1889–1959), herečka
- Lyda Salmonová (1889–1968), herečka
- Felix Stössinger (1889–1954), rakouský novinář a nakladatel
- Karl Maria Swoboda (1889–1977), rakouský historik umění
- Leopoldina Marie z Thun-Hohensteinu (1889-1975), česká šlechtična
- Ferdinand Bund (1890–1962), německý politik
- Robert Burg (1890–1946), saský dvorní operní a komorní zpěvák
- Ernst Deutsch, alias Ernest Dorian (1890–1969), rakouský herec
- Alois Eliáš (1890–1942), generál a politik
- Otto Fanta (1890–1940), učitel a grafolog, syn Maxe a Berty Fantových, bratr Elzy Bergmannové
- Jaroslav Heyrovský (1890–1967), fyzik a chemik, vynálezce, nositel Nobelovy ceny za chemii
- Ernst Hoyer (1890–1955), německý právník a vysokoškolský pedagog
- Alexandr Vladimír Hrska (1890–1954) český malíř, grafik a scénograf
- Gustav Franz Hüttig (1890–1957), česko-rakouský chemik
- Valerie "Valli" Kafková / Pollaková (1890–1942) sestra Franze Kafky
- Karel Kalista (1890–1954), herec a divadelní režisér
- Bruno Kisch (1890–1966), kardiolog
- Ladislav Ratibor Rieger (1890–1958), český filosof
- Kurt Robitschek (1890–1950), německý divadelní ředitel
- František Antonín z Thun-Hohensteinu (1890-1973), český šlechtic
- Walter Trier (1890–1951), kreslíř a ilustrátor
- Miloš Weingart (1890–1939), český jazykovědec, slavista a byzantolog
- Franz Werfel (1890–1945), rakousko-americký spisovatel
- Otto Zoff (1890–1963), rakouský spisovatel
- Ernst Zyhlarz (1890–1964), rakouský afrikanista
- Dora Boerner-Patzeltová (1891–1974), lékařka, histoložka a embryoložka
- Willy Haas (1891–1973), německý publicista, filmový kritik a scenárista
- Karel Boleslav Jirák (1891–1972), hudební skladatel a dirigent
- Hans Kohn (1891–1971), filosof a historik
- Gertrud Kornfeldová (1891–1955), německá chemička
- Josef Laufer (1891–1966), sportovní redaktor a komentátor
- Olga Masaryková, či Olga Garrigue Masaryková-Revilliodová (1891–1978), dcera Tomáše Masaryka a Charlotty Masarykové.
- Klára Pražáková, roz. Fuxová (1891–1933) klasická filoložka, spisovatelka
- Saša Rašilov starší, vl. jm. Václav Jan Rasch (1891–1955), český herec, komik, klaun a kabaretiér, otec kameramana Alexandra Rašilova (1936–2000), dědeček herce Saši Rašilova mladšího a Václava Rašilova, člen činohry Národního divadla v Praze
- Johann Schwarz (1891–1914), fotbalista
- František Smolík (1891–1972), český herec
- Josef Šroubek (1891–1964), fotbalista a hokejista
- Robert Weltsch (1891–1982), izraelský publicista, novinář a sionista
- Julie Wohryzková (1891–1944), snoubenka Franze Kafky
- Jaroslav Beneš (1892–1963), filosof a teolog
- Václav Binovec, pseud. Willy Bronx, (1892–1976), český filmový scenárista a režisér, filmový organizátor, funkcionář a podnikatel
- Leopold Heyrovský, též Leo Heyrovský (1892–1976), český právník a amatérský entomolog – koleopterolog světového jména
- Jiří Dréman, vl. jm. Josef Nerad, pseud. Hala (1892–1946), herec, kabaretiér, režisér, libretista, dramatik a novinář
- Alfred Fuchs (1892–1941), česko-židovský spisovatel, novinář a překladatel
- Ottilie Kafková / provd. Davidová (1892–1943), sestra Franze Kafky
- Josef Kodíček (1892–1954), režisér, dramaturg, novinář, divadelní publicista a kritik, překladatel
- Arnošt Kolman, též Ernest Natanovič (1892–1979), český matematik a marxistický filozof, komunista
- Václav Linhart (1892–1942), člen Rady hlavního města Prahy, protinacistický odbojář
- Hans Natonek (1892–1963), německo-český spisovatel a novinář
- Jan Obenberger (1892–1964), český entomolog, muzejní pracovník, profesor entomologiena Karlově univerzitě v Praze, člen korespondent ČSAV (1955)
- Marian František Emanuel Schaller OSB (1892–1955), emauzský benediktin a římskokatolický kněz, jeden z představitelů českého liturgického hnutí, oběť komunistického režimu
- Otakar Švec (1892–1955), český sochař, (pískovcová socha Karla IV. v Karlových Varech a Stalinův pomník na Letné v Praze)
- Jan Vaník (1892–1950), fotbalista
- Otto Zucker (1892–1944) pražský německy hovořící architekt. Zavražděn v KT Osvětim
- Karel Dvořák (1893–1950), český sochař, žák Jana Štursy
- Bohuslav Havránek (1893–1978), jazykovědec
- Anna Iblová, provd. Bolešková (1893–1954), herečka
- Joe Jenčík, vl. jm. Josef Jenčík (1893–1945), český tanečník, publicista, pedagog, choreograf a herec
- Vladislav Klumpar (1893–1979), český a československý právník a politik, protektorátní ministr
- Jiří Kroha (1893–1974), architekt a vysokoškolský učitel
- Jarmila Kronbauerová (1893–1968), česká herečka a zpěvačka, členka Národního divadla v Praze
- Marie Františka z Lobkovic (1893-1964), česká šlechtična, princezna z Lobkovic
- Emanuel Moravec (1893–1945), voják, spisovatel a kolaborant s nacisty
- Marie Magdalena Tomanová, roz. Brautfergerová, provd. Pražská (1893 – ?), rozhlasová hlasatelka a redaktorka
- Pavel Beneš (1894–1956), letecký konstruktér
- Pavel Bořkovec (1894–1972), hudební skladatel a pedagog
- Josef Ludvík Fischer (1894–1973), český filosof a sociolog, představitel filosofického strukturalismu
- Josef Hutter (1894–1959), muzikolog a hudební pedagog
- Karl Kohn (1894 – 1979), pražský architekt židovského původu, bratr Otto Kohna
- František Kubka (1894–1969), novinář, spisovatel, básník a překladatel a politik
- Hedvika Marie z Lobkovic (1894–1966), česká šlechtična
- Lucia Moholyová (1894–1989), fotografka
- Otto (Gabriel) Muneles (1894–1967), český judaista, hebraista, znalec židovské mystiky, klasický filolog, rabín
- Karel Němec (1894–1975), herec
- Jiří Mordechaj Langer (1894–1943), spisovatel
- Josef Rovenský (1894–1937) filmový režisér
- Alice Rühle-Gerstelová (1894–1943), spisovatelka, psycholožka a bojovnice za ženská práva
- Ervín Schulhoff (1894–1942), hudební skladatel a klavírista
- Bedřich Veverka (1894–1960), herec
- Zdenka Wallo, roz. Zdena Drobnerová (1894 –1944), rozhlasová hlasatelka a redaktorka židovského původu, nevlastní babička spisovatelky a televizní režisérky Olgy Walló
- Antonín Balatka (1895–1958), dirigent a skladatel
- Otakar Batlička (1895–1942), radioamatér, světoběžník, spisovatel a protinacistický odbojář
- Karel Koželuh (1895–1950), tenista, hokejista a fotbalista
- Otto Linhart (1895–1980), radiotelegrafista v protinacistické odbojové skupině
- Rudolf Lochner (1895–1978), vědecký odborník na výchovu
- Suzanne Marwille vl. jm. Marta Schölerová (1895–1962), česká herečka a scenáristka, manželka režiséra Martina Friče
- Ferdinand Peroutka (1895–1978), spisovatel, dramatik a publicista
- Theodor Pištěk (1895–1960), český divadelní a filmový herec
- Přemysl Pitter (1895–1976), pedagog, evangelický kazatel a humanista
- Jiří Schreinzer (1895–1973), herec
- Fritz von Wettstein (1895–1945), rakouský botanik
- Jan Bělehrádek (1896–1980), lékař, biolog, profesor a děkan
- Karel Josef Beneš (1896–1969), spisovatel a scenárista
- Miroslav Cikán (1896–1962), filmový režisér
- Carl Ferdinand Cori (1896–1984), rakousko-americký lékař, fyziolog, biochemik a farmakolog
- Gerty Coriová (1896–1957), česko-americká biochemička, nositelka Nobelovy ceny
- Józef Czapski (1896–1993), polský spisovatel a malíř
- Karel Degl (1896–1951), český kameraman a režisér
- Maria Eis (1896–1954), rakouská komorní a filmová herečka
- Hanna Fuchs-Robettinová, rozená Werfelová (1896–1964), sestra Franze Werfela, milenka Albana Berga
- Milena Jesenská (1896–1944), novinářka, spisovatelka a překladatelka, blízká přítelkyně Franze Kafky
- Felix Michael Haurowitz (1896–1987), česko-americký biochemik
- Otto Heller (1896–1970), česko-britský kameraman
- Jan Stanislav Kolár / Jan Josef Kohn, pseud. J. O. Ralk (1896–1973), český scenárista, režisér, herec a filmový kritik
- Béda Lak, vl. jm. Bedřich (1896–1971), herec, komik a artista
- Ernst Roth (1896–1971), rakouský hudební nakladatel, hudební spisovatel a právník
- Antonín Stránský (1896–1945), historik umění
- Jan Škoda (1896–1981), divadelní režisér, ředitel, dramaturg a herec
- František Tichý (1896–1961) malíř, grafik a jevištní výtvarník
- Karel Třešňák (1896–1955), divadelní herec a režisér
- Johannes Urzidil (1896–1970), německo-český spisovatel, kulturní historik a novinář
- Jaromír Weinberger (1896–1967), hudební skladatel
- Drahoš Želenský, vl. jm. Karel Drápal, pseud. Šohard K. (1896–1959), divadelní herec a režisér
- Vladimír Balthasar (1897–1978), český přírodovědec, ornitolog a entomolog
- Jára Beneš (1897–1949), hudební skladatel
- Miloslav Holý (1897–1974), český malíř
- Vojtěch Jarník (1897–1970), matematik
- Benjamin Klička, vl. jm. Benjamin Fragner, (1897–1943), lékař a spisovatel, bratr Jaroslava a Jiřího Fragnerových
- Herta Krausová (1897–1968), socioložka
- Karel Lamač (1897–1952), filmový režisér, scenárista a herec, osobnost moderní české kinematografie
- Oldřich Menhart (1897–1962), knižní a časopisový tvůrce
- Václav Oukropec (1897–1968), český dělnický básník
- Grete Popperová (1897–1976), německá fotografka
- George Stefansky (1897–1957), německo-americký literární vědec a sociolog
- Ludmila Vančurová, roz. Tuhá (1897–1983), lékařka, manželka Vladislava Vančury
- Karel Anton (1898–1979), filmový režisér, scenárista a filmový producent
- Jan Bauch (1898–1995), český malíř a sochař
- František Běhounek (1898–1973), fyzik, polárník a spisovatel
- Felix Bobek (1898–1938), německý inženýr, fyzik a chemik, komunista
- Jaroslav Fragner (1898–1967), architekt, malíř a návrhář, manžel Věry Gabrielové, otec Benjamina Fragnera, bratr Benjamina Kličky a Jiřího Fragnera
- Joža Götzová, roz. Thelenová (1898–1989), česká dramatička, spisovatelka a překladatelka
- Jiří Haussmann (1898–1923), básník, spisovatel a fejetonista
- Jan Lauda (1898–1959), český sochař a vysokoškolský pedagog
- Lili Roubiczek-Peller (1898–1966), americká pedagožka a psychoanalytička
- Karel Pravoslav Sádlo (1898–1971), violoncellista a pedagog
- Käthe Spiegel (1898- mezi lety 1941 až 1945), historička
- Armin Spitaler (1898–1963), německý právní a státní vědec
- Milada Součková (1898–1983), spisovatelka a literární teoretička
- Karel Štika (1898–1975), malíř a grafik
- Alois Wachsman (1898–1942), český malíř, scénograf a architekt
- Václav Wasserman, vl. jm. Václav Vodička (1898–1967), český filmový herec, režisér a scenárista
- Franz Adler (1899–po 16. říjnu 1944), pražský židovský právník, docent ústavního práva na Německé univerzitě v Praze
- Eman Fiala (1899–1970), český herec, režisér, hudební skladatel a hudebník
- Miloš Havel (1899–1968), mediální podnikatel a filmový producent, strýc Václava a Ivana Havlových, majitel firmy Lucernafilm
- Josef Havlíček (1899–1961), český funkcionalistický architekt, člen Devětsilu
- Jelena Holečková-Dolanská, provd. Heidenreichová (1899–1980), pěvkyně-sopranistka, pedagožka a překladatelka
- Jaromír Kopecký (1899–1977), velvyslanec
- Hans Krása (1899–1944), židovský česko-německý hudební skladatel
- Francis Lederer (1899–2000), rakousko-československý herec
- Míla Mellanová, vl. jm. Miloslava Mrázková (1899–1964), herečka, režisérka, divadelní ředitelka a překladatelka
- Mira Mladějovská (1899–1969), historička umění
- Oldřich Nový (1899–1983), herec
- Jaroslav Skobla (1899–1959), vzpěrač a olympijský vítěz
- Čeněk Šlégl, vl. jm. Vincenc Schlögel (1899–1970), český herec, režisér, scenárista a spisovatel
- Josef Toman (1899–1977), spisovatel
- Roman Tuma (1899–1933), herec
- Josef Urban (1899–1968), zápasník
- Jiří Baum (1900–1944), zoolog, světoběžník a spisovatel
- Karel Dodal (1900–1986), režisér trikových filmů
- Franz Fischer (1900–1980), švýcarský kamenosochař a bronzový plastik
- Jiří Fragner (1900–1977), chemik – farmaceut, průmyslník, manažer, bratr Jaroslava a Benjamina Fragnerových
- Viktor Kaufmann (1900 –1945), český židovský lékař, člen protinacistického odboje (skupiny PVVZ a ÚVOD). Bratr spisovatelky Hedy Kaufmannové
- Jarka Mottl (1900–1986), tvůrce stovek písní, scenárista
- František Muzika (1900–1974), malíř, ilustrátor, typograf a scénograf
- Roman von Procházka (1900–1990), právní zástupce, genealog a spisovatel
- Emil Seifert (1900–1973), fotbalista a trenér
- Jan Slavíček (1900–1970), malíř, syn Antonína Slavíčka (1870–1910), bratr Jiřího Slavíčka
- Oldřich Stefan (1900–1969), architekt a vysokoškolský pedagog
- Jaroslav Šimsa (1900–1945), publicista a filosof, protinacistický odbojář
- Karel Teige (1900–1951), kritik, teoretik umění, publicista, umělec a překladatel, syn Josefa Teigeho
- Franz Carl Weiskopf (1900–1955), spisovatel, novinář, velvyslanec v Pekingu
- Kamila Značkovská-Neumannová (1900–1991), česká překladatelka, dcera S. K. Neumanna, sestra herce Stanislava Neumanna
- Ladislav Žák (1900–1973), český malíř, architekt, teoretik architektury a učitel
- Hana Želenská, roz. Zieglerová (1900–1986), operetní subreta

### 20. století

#### 1901 až 1910

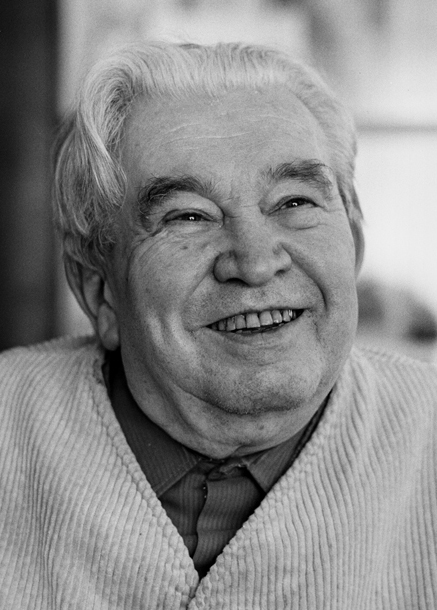
Jaroslav Seifert, básník, nositel Nobelovy ceny

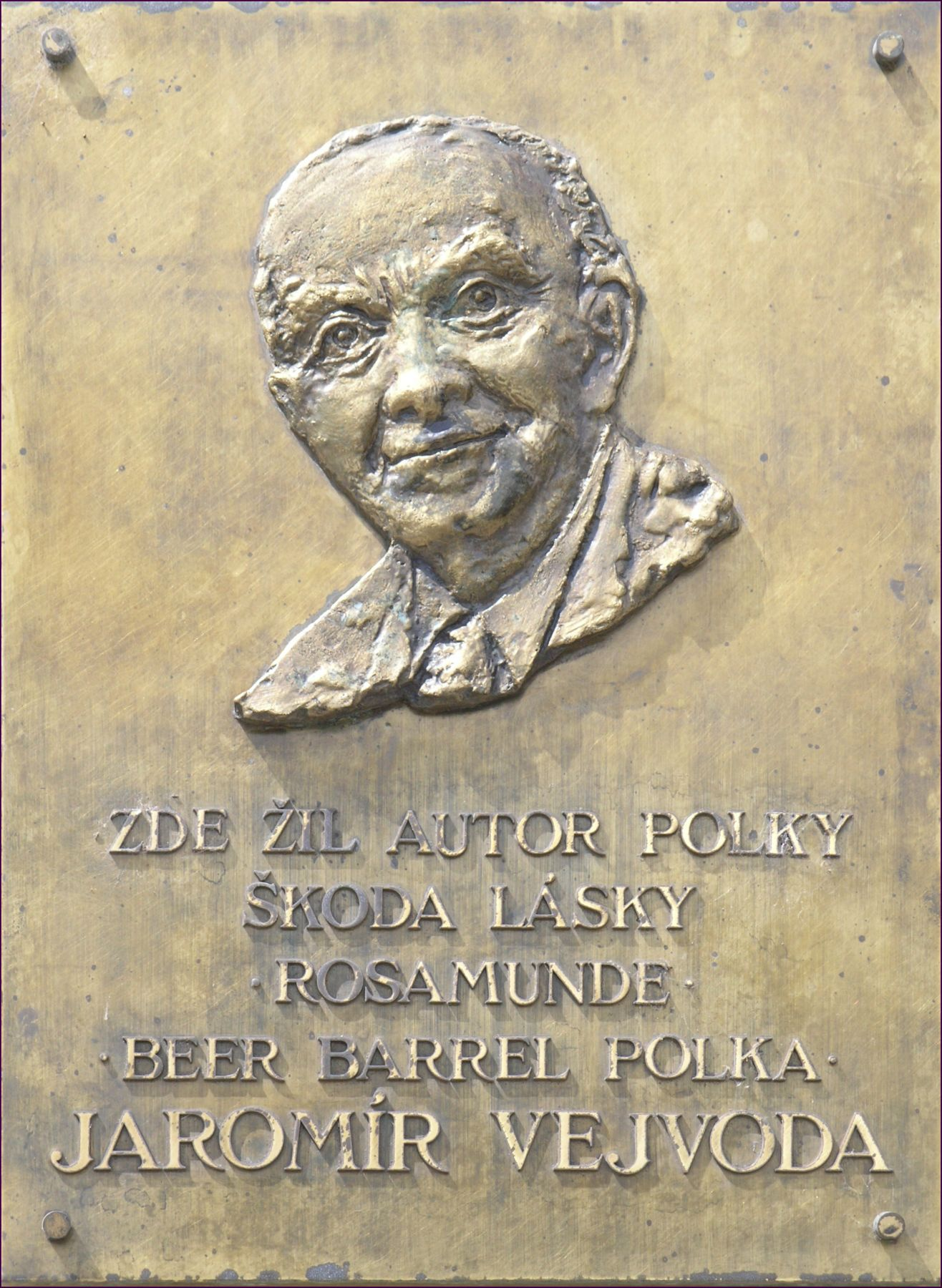
Jaromír Vejvoda, hudební skladatel

- Omar Rolf von Ehrenfels (1901–1980), rakouský antropolog a orientalista
- Milada Horáková (1901–1950), odbojářka a bojovnice za ženská práva, politička, popravena komunisty
- Marie Kolárová, roz. Hermanová (1901–1980), byla česká herečka, operní pěvkyně a pedagožka
- Štěpán Kopecký (1901–1956), scénograf a filmový architekt
- Antonín Kurš (1901–1960), divadelní režisér, herec, překladatel a pedagog
- Josef Kurz (1901–1972), český jazykovědec, slavista, bohemista, bulharista, byzantolog, literární historik, překladatel, publicista, editor staroslověnských památek a vysokoškolský pedagog
- Gustav Machatý (1901–1963), filmový herec a režisér
- Jaroslav Marvan (1901–1974), český herec
- Milča Mayerová / vl. jm. Milada (1901–1977), česká avantgardní tanečnice a choreografka
- Václav Řezáč, vl. jm. Václav Voňavka (1901–1956), český spisovatel
- Jaroslav Seifert (1901–1986), básník, spisovatel, novinář a překladatel, nositel Nobelovy ceny za literaturu
- Jiří Slavíček (1901–1957), filmový střihač, scenárista a režisér, syn malíře Antonína Slavíčka a bratr Jana Slavíčka
- Antonín Šatra (1901–1979) český hudební skladatel
- Hans Winterberg (1901–1991), německý hudební skladatel
- Marie Čermínová známá především pod pseudonymem Toyen, česko-francouzská malířka surrealismu, významná osobnost umělecké avantgardy
- František Alexander Elstner (1902–1974), novinář a spisovatel
- Eduard Fik (1902–1961), spisovatel, překladatel a scenárista
- Franz Firbas (1902–1964), botanik
- Augustin (František) Schubert OSA (1902–1942), český římskokatolický duchovní, augustiniánský převor, oběť nacismu
- Martin Frič / Mac Frič (1902–1968), filmový scenárista, herec, režisér a pedagog
- Josef Antonín Háša / Haša (1902– 1952), český filmový producent, divadelní podnikatel a ředitel, zakladatel kabaretu Červené eso
- Adolf Hoffmeister (1902–1973), malíř, karikaturista, ilustrátor, scénograf, spisovatel, dramatik, překladatel, novinář, rozhlasový komentátor, profesor umění a kritik, politik, diplomat, kulturní funkcionář a cestovatel
- Vojtěch Jirát (1902–1945), český literární historik a kritik, překladatel z němčiny a docent germanistiky na Univerzitě Karlově
- Julius Kalaš (1902–1967), hudební skladatel
- Josef Liszt (1902–1974), rakouský lidový herec, basbarytonista a autor rozhlasových her
- Stanislav Neumann starší (1902–1975), český divadelní, rozhlasový a filmový herec
- Ctibor Novák (1902–1955), voják, protikomunistický odbojář, člen skupiny bratří Mašínů
- Leopold von Mildenstein (1902–1968), důstojník SS
- Luděk Pacák (1902–1976), spisovatel a hudební skladatel
- Jaromír Vejvoda (1902–1988), hudební skladatel a kapelník, (píseň Škoda lásky)
- Ernst Wolf (1902–1971), teolog
- František Maria Černý (1903–1978), funkcionalistický architekt
- Julius Fučík (1903–1943), politický spisovatel, novinář a komunista, oběť nacismu
- Hermann Grab (1903–1949), rakouský spisovatel a hudebník
- Alice Herzová-Sommerová (1903–2014), izraelská klavíristka, hudební pedagožka a přeživší holokaust (Pianistka z Terezína)
- Konstantin Höß (1903–1970), německý politik
- Miloslav Jareš (1903–1980), rozhlasový, divadelní a filmový režisér
- Fritz Jensen (1903–1955), rakouský spisovatel, lékař a komunista
- František R. Kraus (1903–1967), hebrejsky גדעון בן יצחק קראוס / Gideon ben Jicchak, československý spisovatel a novinář, přeživší holocaust
- Albert Pilát (1903–1974), mykolog
- Emanuel Poche (1903–1987), český historik umění a odborný spisovatel
- Hans Raupach (1903–1997), německý právník a východoevropský badatel
- Johannes Schwarzenberg (1903–1978), rakouský velvyslanec
- Karel Steklý (1903–1987), filmový režisér a scenárista
- Frank Tetauer, vl. jm. František Tetauer (1903–1954), český dramatik, spisovatel-prozaik, překladatel, esejista, divadelní a literární kritik
- Walter Theimer (1903–1989), německý přírodovědec a autor populárně naučných knih
- Heinz Otto Ziegler (1903–1944), sociolog
- Paul Berger-Bergner (1904–1978), německý malíř
- Irena Bernášková (1904–1942), česká odbojářka za německé okupace
- Jarmila Horáková (1904–1928), herečka
- Jiří Hron (1904–1977), herec
- Zdenka Devora Kohnová-Samischová (1904–2008), česko-izraelská výzkumnice v potravinářství
- Jára Kohout (1904–1994), filmový herec a zpěvák
- Iša Krejčí, pův. jm. František (1904–1968), český neoklasicistní skladatel a dirigent
- Curt Lewinnek (1904–?), německý kapelník a hudební skladatel
- Jan Merell (1904–1986), teolog
- Antonín Josef Novotný (1904–1975), československý komunistický prezident
- František Plánička (1904–1996), fotbalista
- Günther Schwab (1904–2006), rakouský spisovatel
- Rudolf Schwarz (1904–1963), německý spisovatel a parapsycholog
- Erich Berneker (1905–1983), německý historik práva
- Vladimír Hlavatý (1905–1992), herec a divadelní pedagog, člen Divadla na Vinohradech
- Vladimír Holan (1905–1980), básník a překladatel
- Heda Kaufmannová (1905–1981), česká židovská spisovatelka, překladatelka a účastnice českého protinacistického odboje, sestra Viktora Kaufmanna
- Karel Melíšek (1905–1942), hudebník, redaktor, tramp, scenárista, libretista, příležitostný herec a režisér, textař, otec Jiřího Melíška
- Jiřina Šejbalová (1905–1981), operní pěvkyně, herečka a divadelní pedagožka
- Jan Werich (1905–1980), herec, dramatik a spisovatel
- Karl Bartunek (1906–1984), německý správní úředník a politik
- Ernst Hagen (1906–1984), rakouský spisovatel a herec
- Jaroslav Ježek (1906–1942), hudební skladatel, autor taneční, divadelní, filmové hudby i klasické hudby, spolupracoval především s duem Voskovec+Werich
- Ruth Klingerová (1906–1989), herečka a kabaretiérka
- Augusta Machoňová-Müllerová (1906–1984), česká architektka, bytová návrhářka a publicistka
- Jindřich Maudr (1906–1990), zápasník
- Ella Šárková, roz. Eliška Lišková (1906–1991), herečka
- Bohuš Záhorský, vl. jm. Bohumil, někdy též Bohuslav, pseud. Bóža Horský (1906–1980), herec, člen činohry Národního divadla v Praze
- Jaroslav Žák (1906–1960), učitel, spisovatel a scenárista
- Marie Burešová (1907–1972), divadelní a filmová herečka
- Jaroslav Foglar (1907–1999), autor dobrodružných knih pro mládež
- Otto Jírovec (1907–1972), mikrobiolog
- František Junek (1907–1970), fotbalista
- Jarmila Novotná (1907–1994), sopranistka a herečka
- Jan Pivec (1907–1980), herec
- Marie Šmídová (1907–?), hráčka stolního tenisu
- Jan Stallich (1907–1973), kameraman
- Eva Svobodová (1907–1992), herečka, matka Jiřího Stivína a Zuzany Stivínové starší a babička Zuzany Stivínové mladší
- Herbert Turnauer (1907–2000), rakouský průmyslník
- Withold Wiechowski (1907–1971), profesor elektrotechniky
- Emil Friedman (1908–2002), hudební pedagog, houslista a dirigent
- Josef Gruss (1908–1971), herec, autor humoristických próz a divadelních her pro děti, scenárista a textař
- Miloslav Kabeláč (1908–1979), hudební skladatel a dirigent
- Zdeněk Kunc (1908–1985), český lékař, akademik, spoluzakladatel československé a světové neurochirurgie
- Aenne Michalsky (1908–1986), rakouská operní zpěvačka
- Přemysl Pražák (1908– 1966), hudební kritik a publicista
- Karel Slavík (1908–1957), průkopníků swingu v českých zemích
- Erich Srbek (1908–1973), fotbalista a trenér
- Radovan Šimáček (1908–1982), český publicista a spisovatel především historických románů
- Wolfgang von Zeynek (1908–1995), německý právník
- Hanuš Burger (1909–1990), divadelní, filmový a televizní režisér, dramatik a spisovatel
- Zdeněk Gina Hašler, vl. jm. Zdeněk Miloš Hašler (1909–1972), český herec a režisér
- Lotta Hitschmanová (1909–1990), kanadská humanitární pracovnice
- Miroslav Dušan Homola (1909–1983), herec a operetní zpěvák
- Otakar Kraus (1909–1980), operní zpěvák a pedagog
- Vladimír Neff (1909–1983), spisovatel, překladatel, scenárista a otec Ondřeje Neffa
- František Pelcner (1909–1985), fotbalista
- Vladimír Skalička (1909–1991), český jazykovědec a polyglot, překladatel a tlumočník z finštiny, angličtiny, maďarštiny, korejštiny a němčiny a vysokoškolský profesor
- Franz Baermann Steiner (1909–1952), etnolog a básník
- Josef Vachek (1909–1996), český lingvista, anglista a bohemista, jeden z významných představitelů Pražského lingvistického kroužku
- Jaromír Wíšo (1909–1992), malíř, Holanův žák, signatář Charty 77
- Marie (Máňa) Ženíšková (1909–1982), česká herečka
- Hans Günther Adler (1910–1988), československo-anglický spisovatel
- Zika Ascher, původně Zikmund Jiří Ascher, přezdívaný Šílený hedvábník (1910 – 1992), obchodník, podnikatel v textilním průmyslu, umělec i návrhář a vynálezce
- Adolf Branald (1910–2008), spisovatel
- Antonín Haas (1910–1971), český archivář
- František Hrubín (1910–1971), spisovatel, lyrický básník
- Jindřich Chalupecký (1910–1990), výtvarný a literární teoretik a kritik, esejista, historik umění a překladatel, manžel Jiřiny Haukové
- Karel Jernek (1910–1992), divadelní režisér
- Jan Kodet (1910–1974), sochař
- Čeněk Kottnauer (1910–1996), česko-britský šachista
- Peter Lotar (1910–1986), spisovatel, překladatel, herec a režisér
- Kajetán Matoušek (1910–1994), římskokatolický duchovní a světící biskup pražský
- Frank Pelleg (1910–1968), izraelský hudební skladatel
- Božena Weleková (1910–1979), loutkoherečka a herečka

#### 1911 až 1920

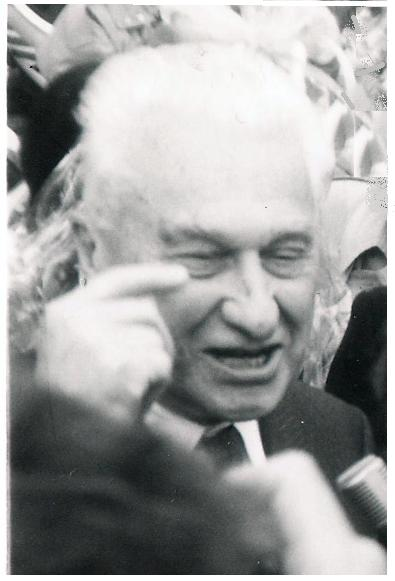
Tomáš Jan Baťa

- Václav Čtvrtek (1911–1976), spisovatel
- Lisl Frank (1911–1944), zpěvačka
- Marie Kettnerová (1911–1998), hráčka stolního tenisu
- Dobroslav Líbal (1911–2002), český historik architektury a urbanismu
- Anna Masaryková (1911–1996), česká historička umění, výtvarná kritička, pracovnice Národní galerie v Praze, dcera malíře Herberta Masaryka a vnučka T. G. Masaryka
- Walter Müller (1911–1969), rakouský herec
- Jiří Sobotka (1911–1994), česko-švýcarský fotbalista a trenér
- Jaroslav Valenta (1911–1942), tajemníkem Akademické YMCA, protinacistický odbojář
- Eva Vrchlická mladší (1911–1996), baletní tanečnice a choreografka, členka baletu Národního divadla v Praze
- Kamil Bednář (1912–1972), básník a překladatel, prozaista, dramatik a redaktor
- Bohuslav Brouk (1912–1978), psychoanalytik, spisovatel, básník, publicista, filosof, estetik, sociolog a biolog
- Jan Brzák-Felix (1912–1988), kanoista
- Karl Wolfgang Deutsch (1912–1992), americký politik vědec
- Rudolf Deyl mladší (1912–1967), český herec syn Rudolfa Deyla staršího
- Jindřich Fritz (1912–1984), šachový komponista
- Truda Grosslichtová (1912–1995), česká herečka a zpěvačka, účinkující také ve Francii, Německu aj.
- Vladimír Kadlec (1912–1998), bojovník za občanská práva, pedagog, ministr a publicista
- Kamil Lhoták (1912–1990), malíř, grafik a ilustrátor, zakládající členů Skupiny 42
- Jaroslav Pešina (1912–1992), historik umění, profesor Univerzity Karlovy
- Jiřina Štěpničková (1912–1985) česká divadelní a filmová herečka, matka Jiřího Štěpničky
- Vladislav Vlček (1912–1979), lidovecký politik, ministr
- Adolf Wenig ml. (1912–1980), akademický malíř, jevištní a kostýmní výtvarník
- Bořivoj Zeman (1912–1991), režisér a scenárista
- Václav Cukr (1913–1989), pilot 310. československé stíhací perutě RAF, letecké eso
- František Domažlický, vl. jm. Tausig (1913–1997), houslista, violista a hudební skladatel
- Norbert Frýd / Fried (1913–1976), spisovatel, diplomat, cestovatel a fotograf
- Zita Kabátová (1913–2012), herečka
- Jan Lebeda (1913–1991), katolický duchovní, pražský světící biskup
- Rudolf Margolius (1913–1952), politik, oběť vykonstruovaného politického procesu s Rudolfem Slánským, manžely Hedy Margoliové, otec Ivana Margolia
- Georgine von Milinkovic (1913–1986), německá operní zpěvačka
- Jiří Růžička (1913 – ?), český redaktor a spisovatel, autor knih pro mládež
- František ze Schwarzenbergu (1913–1992), český šlechtic z orlické větve Schwarzenbergů, úředník, diplomat a profesor
- Josefa Slánská, roz. Hašková (1913–1995), manželka Rudolfa Slánského
- Hans Walter Süsskind (1913–1980), anglický hudební skladatel
- Jiří Verberger (1913–1973), jazzový pianista, zpěvák, aranžér a hudební skladatel
- Jiří Weiss (1913–2004), scenárista a filmový režisér
- Lída Baarová (1914–2000), herečka a milenka Josepha Goebbelse
- Tomáš Jan Baťa, anglicky Thomas John Bata (1914–2008), česko-kanadský podnikatel, syn Tomáše Bati, zakladatele firmy Baťa
- Ludmila Bertlová (1914–1961), česká houslistka, 1. manželka Rafaela Kubelíka
- Oldřich Jakub Blažíček (1914–1985), historik umění (barokní sochařství)
- Josef Hlinomaz (1914–1978), herec, ilustrátor a významný naivní malíř
- Jan Kapr (1914–1988), hudební skladatel
- Oldřich Kučera (1914–1964), hokejista a trenér
- Jiří Marek (1914–1994), spisovatel
- Zdeněk Mařatka (1914–2010), český lékař, syn sochaře Josefa Mařatky
- Josef Patočka (1914–1998), herec
- Alexandr Plocek (1914–1982), český houslový virtuos a pedagog
- Karel Šmíd (1914-1985). akademický malíř
- Josef Taussig (1914–1945), novinář, spisovatel, satirik a herec
- Hana Vítová, vl. jm. Jana Lašková (1914–1987), herečka a zpěvačka
- Jiří Bečka (1915–2004), orientalista a iranista
- Jan Hanuš (1915–2004), hudební skladatel
- Wilhelm Hübner (1915–2004), německý hudební skladatel, dirigent a hudební spisovatel
- Věra Kočvarová (1915–2013), zpěvačka, spoluzakladatelka Sester Allanových
- Pavel Kropáček (1915–1943), historik umění, oběť nacismu
- Herberta Masaryková (1915–1996), dcera malíře Herberta Masaryka a vnučka prezidenta Tomáše Garrigue Masaryka
- Jiří Mucha (1915–1991), kosmopolita, spisovatel, publicista a scenárista
- Herbert Schediwy (1915–1986), německý politik
- Inka Zemánková, roz. Inéz Koníčková (1915–2000), swingová zpěvačka
- Harry Bohrer (1916–1985), česko-britský novinář
- Emil Fechtner (1916–1940), československý pilot Royal Air Force, oběť druhé světové války
- Alexander Heidler (1916–1980), český katolický kněz, teolog a publicista (rádio Svobodná Evropa), syn Gustava Heidlera, strýc Cyrila Svobody
- Bohumil Modrý (1916–1963), hokejový brankář
- Lenka Reinerová (1916–2008), spisovatelka a novinářka
- Jan Rychlík (1916–1964), hudební skladatel, otec historika Jana Rychlíka
- Walter Stain (1916–2001), německý politik
- Jiřina Steimarová (1916–2007), herečka
- Georg Bauer (1917–2003), německý politik
- Jarmila Hassan Abdel Wahab (1917–1996), mezzosopranistka
- Alexandre Kafka (1917 – 2007), brazilský ekonom původem z Prahy, vysokoškolský pedagog a výkonný ředitel Mezinárodního měnového fondu
- Arnošt Kavka (1917–1994), swingový zpěvák, skladatel
- Herbert Lom (1917–2012), filmový herec a spisovatel
- Emil Ludvík (1917–2007), jazzový hudebník, skladatel filmové hudby a bojovník za lidská práva
- Oto Mádr (1917–2011), český římskokatolický kněz, teolog, vysokoškolský pedagog, dlouholetý politický vězeň a redaktor
- Antonín Mandl (1917–1972), český katolický duchovní, teolog, oběť komunistické zvůle
- Karel Pech, vl. jm. Antonín Pech (1917–2006), herec, režisér, televizní scenárista, jazykový poradce a pedagog, televizní i rozhlasový moderátor, spisovatel
- Karel Švenk / též Karl Schwenk (1917–1945), český kabaretiér, komik, hudební skladatel a spisovatel
- Pavel Tigrid, vl. jm. Schönfeld (1917–2003), spisovatel, publicista a politik, jeden z nejvýznačnějších představitelů českého protikomunistického exilu
- Zdeněk Urbánek (1917–2008), spisovatel, překladatel a vysokoškolský pedagog
- Fan Vavřincová, vl. jm. Věra Peigerová, provdaná Němotová (1917–2012), spisovatelka a autorka televizních scénářů
- Thomas G. Winner (1917–2004), přední americký slavista a sémiotik
- Josef Dygrýn (1918–1942), československý pilot Royal Air Force, oběť druhé světové války
- Wilfried Keller (1918–1991), německý politik
- Jiří Krejčík (1918–2013), český režisér, scenárista, příležitostný herec a vysokoškolský pedagog
- Jaroslav Krombholc (1918–1983), český dirigent a hudební skladatel
- George Pravda (1918–1985), britský herec
- Miroslav Štandera (1918–2014), československý stíhací pilot RAF
- Václav Voska (1918–1982), herec
- Věra Gabrielová (1919–2002), herečka a fotografka, manželka Jaroslava Fragnera, matka Benjamina Fragnera
- Ladislav Kareš (1919–2001), fotbalista
- Miroslav Kárný (historik) (1919–2001), historik a badatel, znalec holokaustu
- Karel Ludwig (1919–1977), český fotograf, manžel Věry Chytilové
- Radovan Lukavský (1919–2008), herec, divadelní pedagog a recitátor
- Věra Macháčková-Riegerová (1919–2017), česká vysokoškolská učitelka, germanistka
- Heda Margoliová–Kovályová, známá též jako Heda Margolius Kovály (1919–2010), spisovatelka a překladatelka, manželka Rudolfa Margolia a matka Ivana Margolia
- Zdeněk Míka (1919–2000), herec, režisér a ředitel divadla na Vinohradech
- František Miska (1919–2017), herec, divadelní režisér a ředitel
- Alexandra Nekvapilová, roz. Příhodová, v zahraničí jako Sasha Nekvapil (1919–2014), československá reprezentantka ve sjezdovém lyžování, sestra Franka Prihody
- Josef Pehr (1919–1986), český herec, režisér, loutkář, loutkoherec, autor divadelních her, pedagog, otec Jany Krausové, děd Davida Krause
- Jiří Srb (1919–1980), výtvarník-humorista a režisér
- Vlasta Schönová, později Šanová, v Izraeli jako Nava Shan-Herrmann (1919–2001), česko-izraelská herečka a režisérka
- Jiří Vackář (1919–2004), elektrotechnik
- Fritz Weiss (1919–1944), leader swingové kapely
- Karel František Wiesner (1919–1986), kanadský chemik českého původu
- Ludmila Želenská, též Lída Želenská (1919–1998), divadelní herečka
- Matitjahu Adler, hebr. מתתיהו אדלר‎‎, (1920–2004), izraelský politik a diplomat
- Antonín Bradáč (1920–1991), fotbalista
- Vilém Flusser (1920–1991), mediální filosof a odborník na komunikaci
- Richard Glazar (1920–1997), přeživší holokaust
- Ernest Igl (1920–2001), grafik, malíř a designér
- Bedřich Janáček (1920–2007), varhaník, hudební skladatel a hudební pedagog
- Ivo Jirásek (1920–2004) dirigent, hudební skladatel
- Jiří Joran, vl. jm. Jiří Vokurka (1920–2011) sólista opery Národního divadla a překladatel operních libret i písňových textů
- Emil Juliš (1920–2006), básník a umělec
- František Kavka (1920–2005), historik
- Dana Medřická (1920–1983), herečka
- Václav Neumann (1920–1995), dirigent, houslista a violista
- Karel Risinger (1920–2008), hudební skladatel a muzikolog
- Jiří Sovák (1920–2000), herec
- Zdeněk Tmej (1920–2004), český reportážní a dokumentární fotograf
- František Tvrdek (1920–2009), divadelní tvůrce, loutkoherec
- Bohumil Váňa (1920–1989), hráč stolního tenisu
- Jaroslav Vejvoda (1920–1996), fotbalista a trenér
- Zbyněk Vostřák (1920–1985), hudební skladatel

#### 1921 až 1930

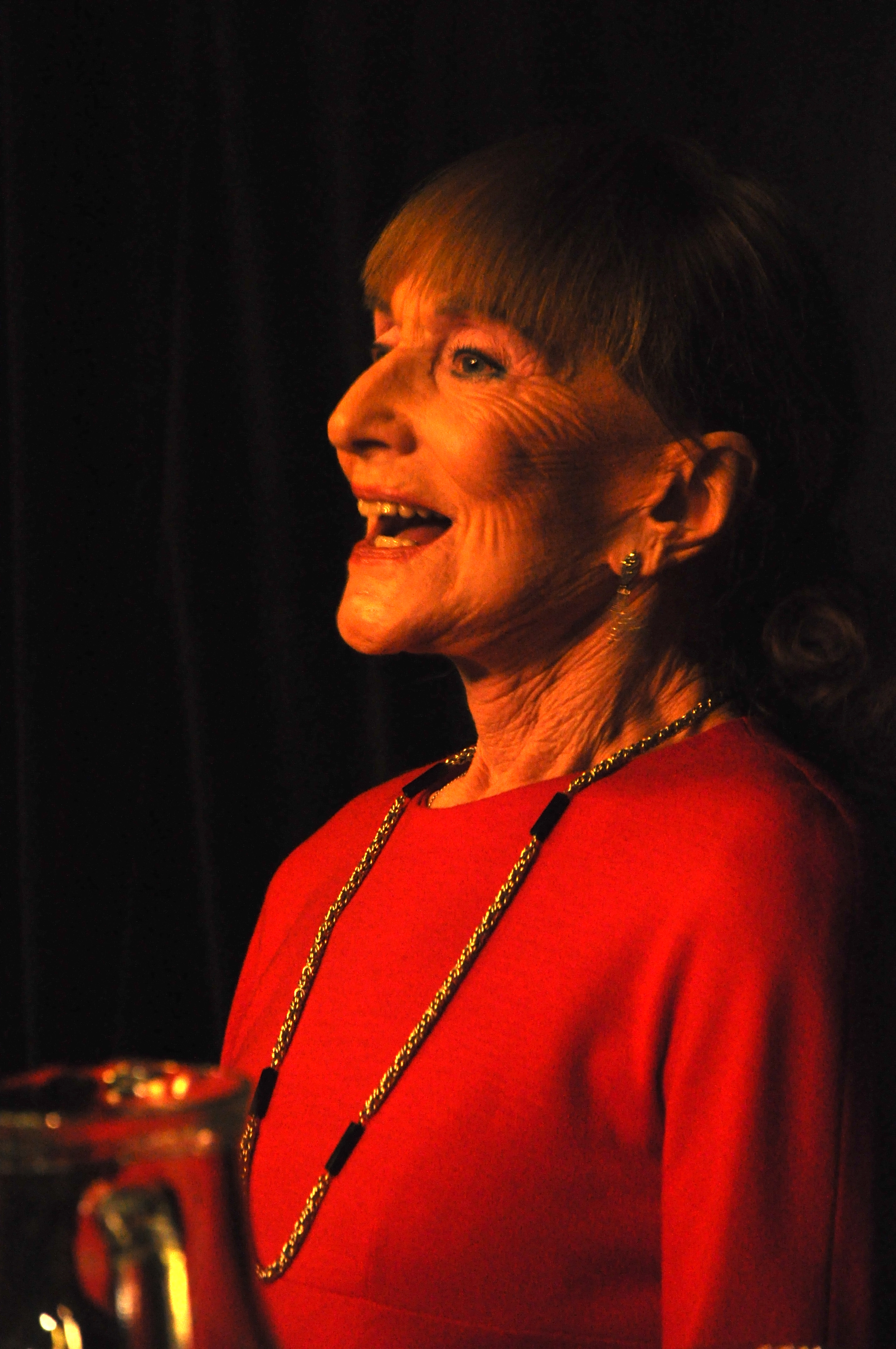
Soňa Červená

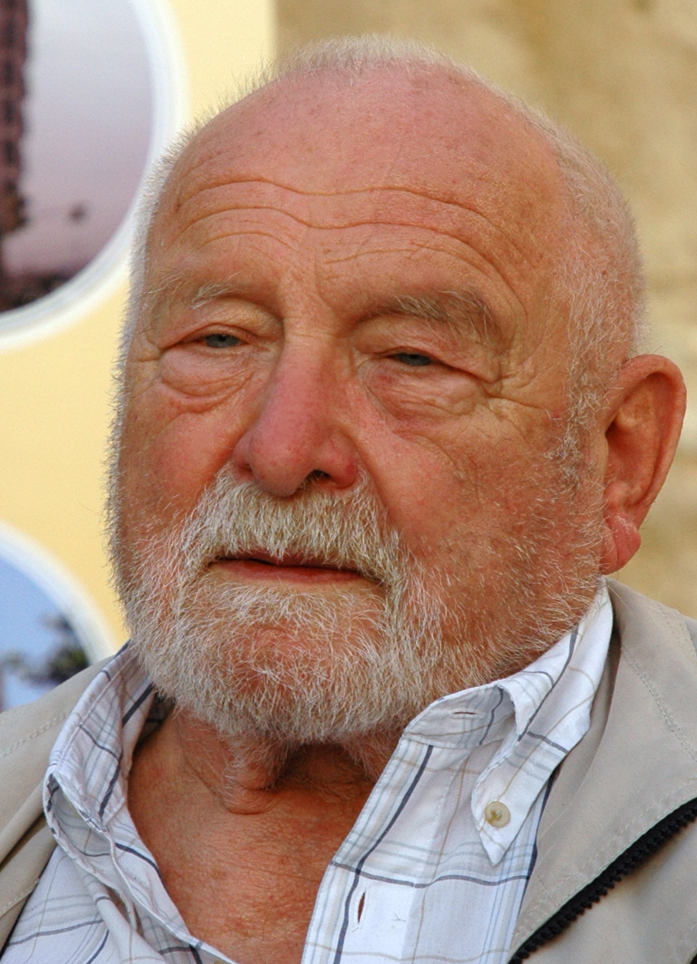
Olbram Zoubek

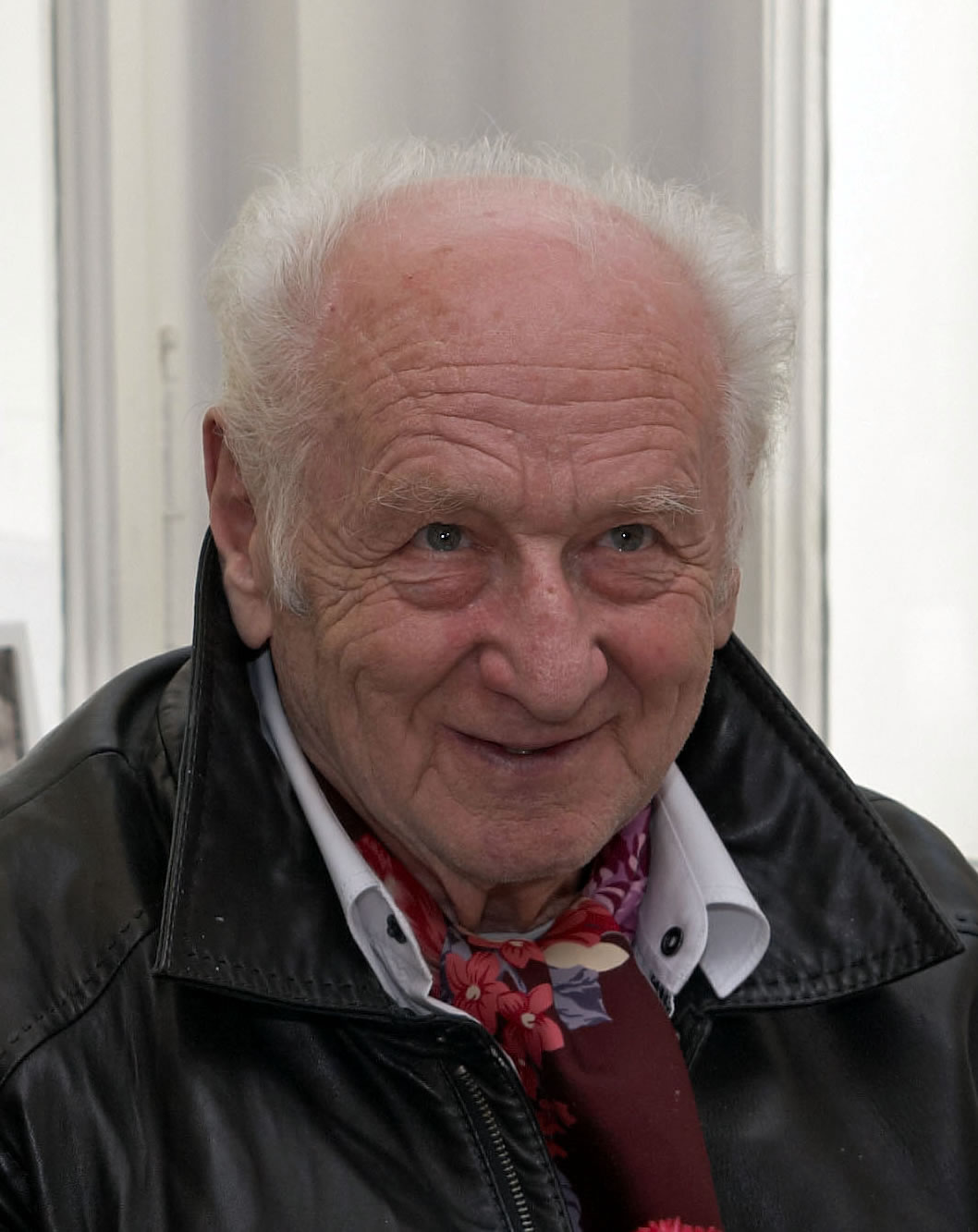
Arnošt Lustig

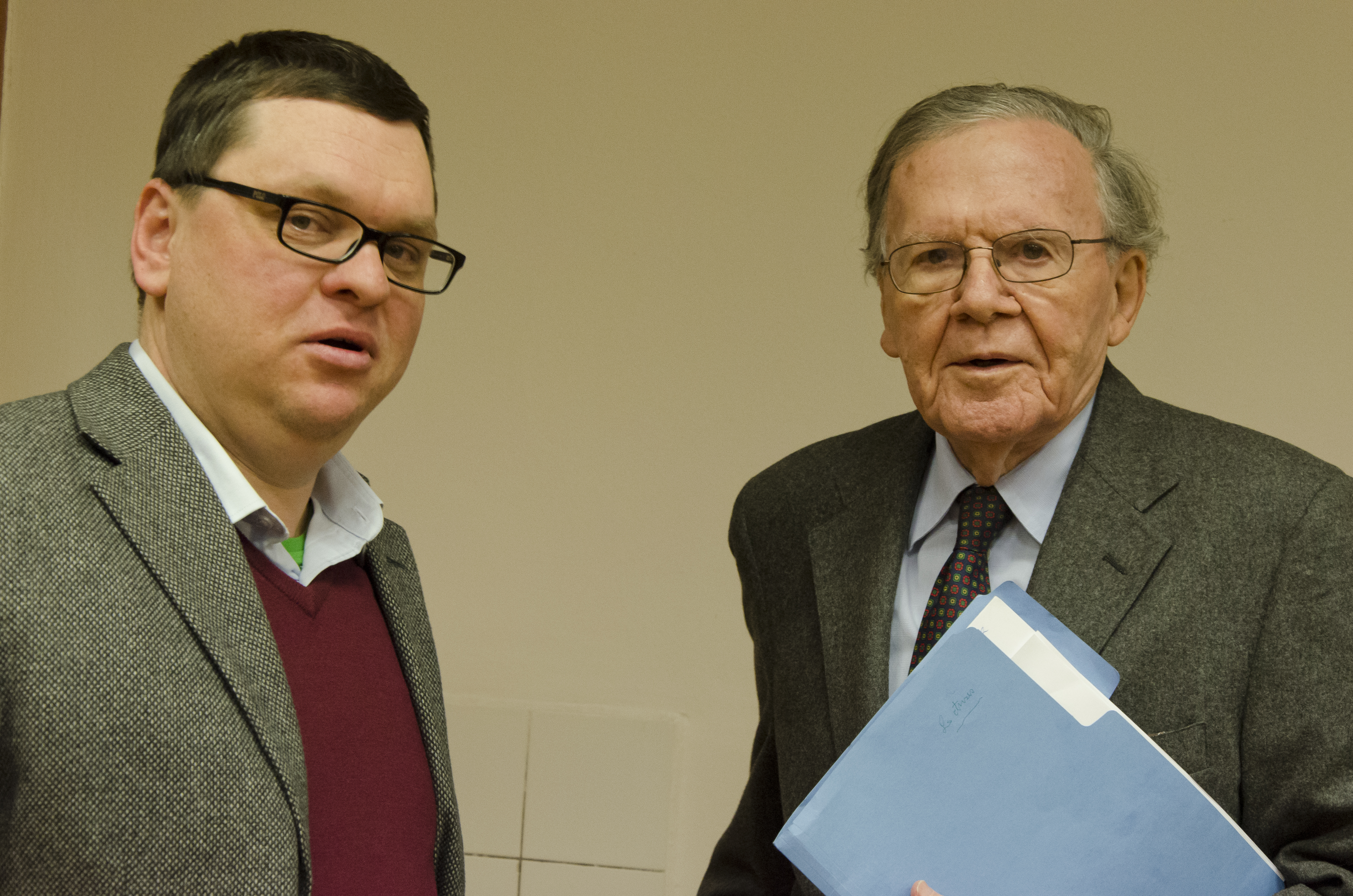
Peter Demetz (vpravo), česko-americký germanista židovského původu

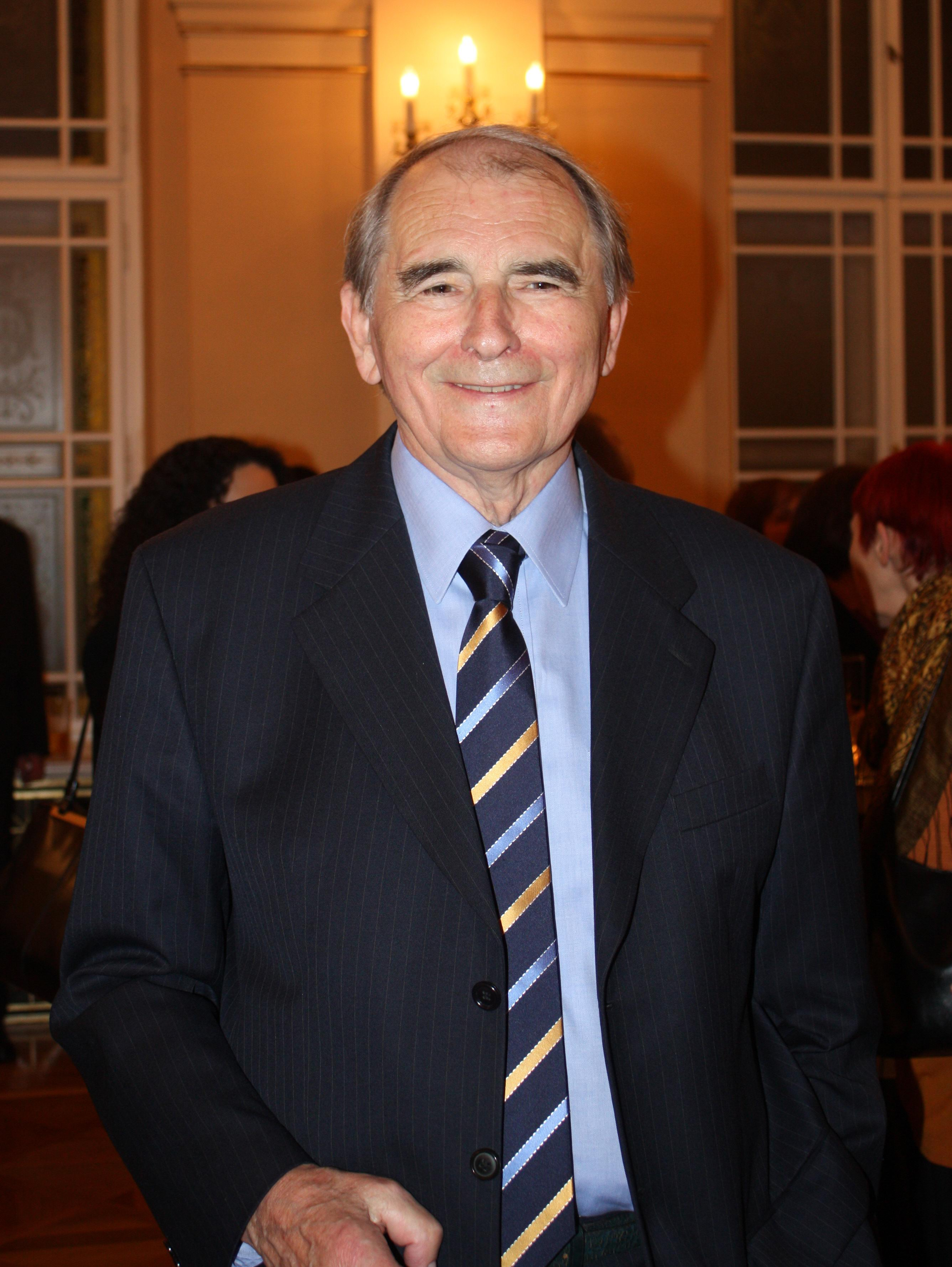
Jaroslav Šedivý

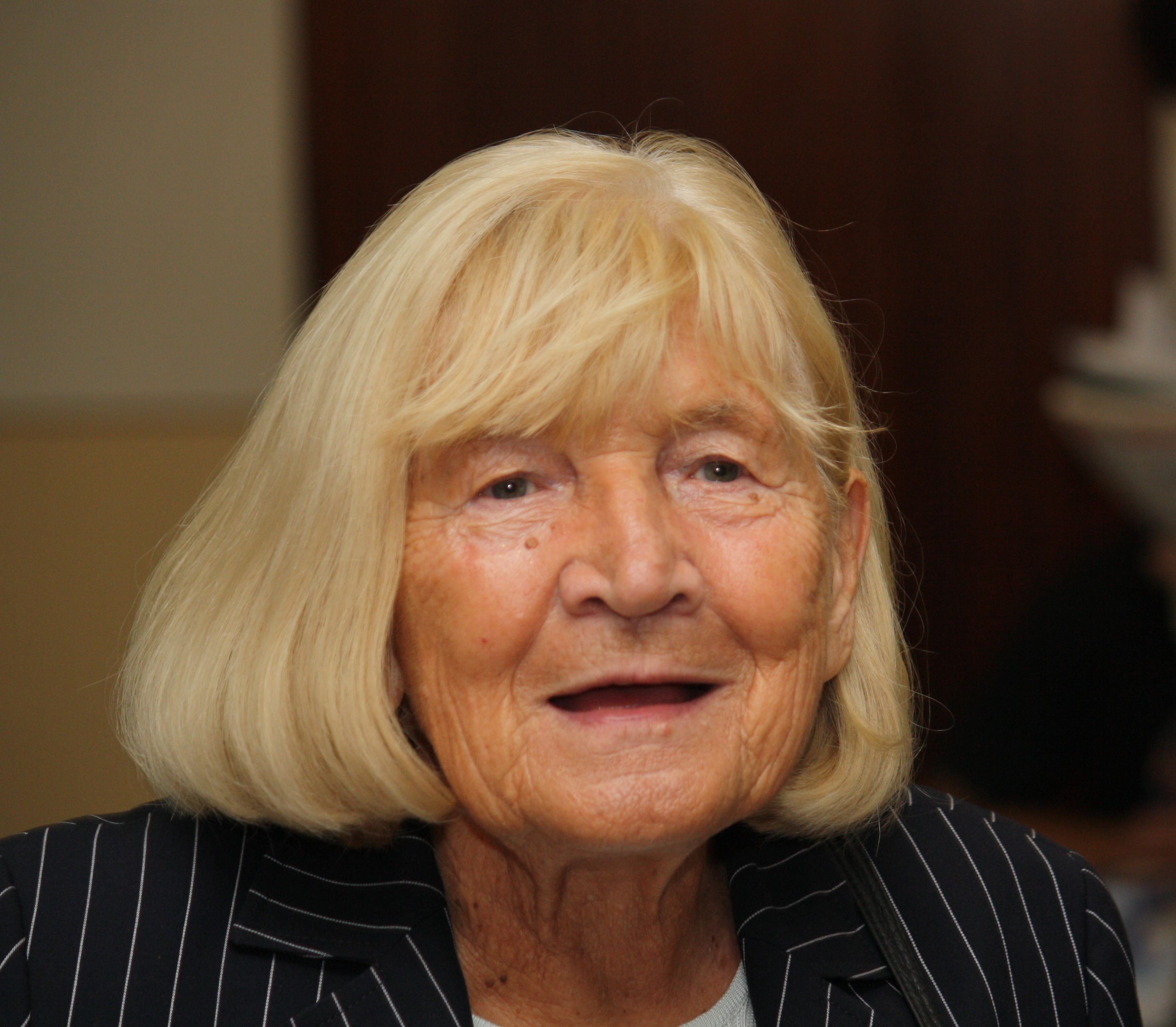
Eva Kantůrková

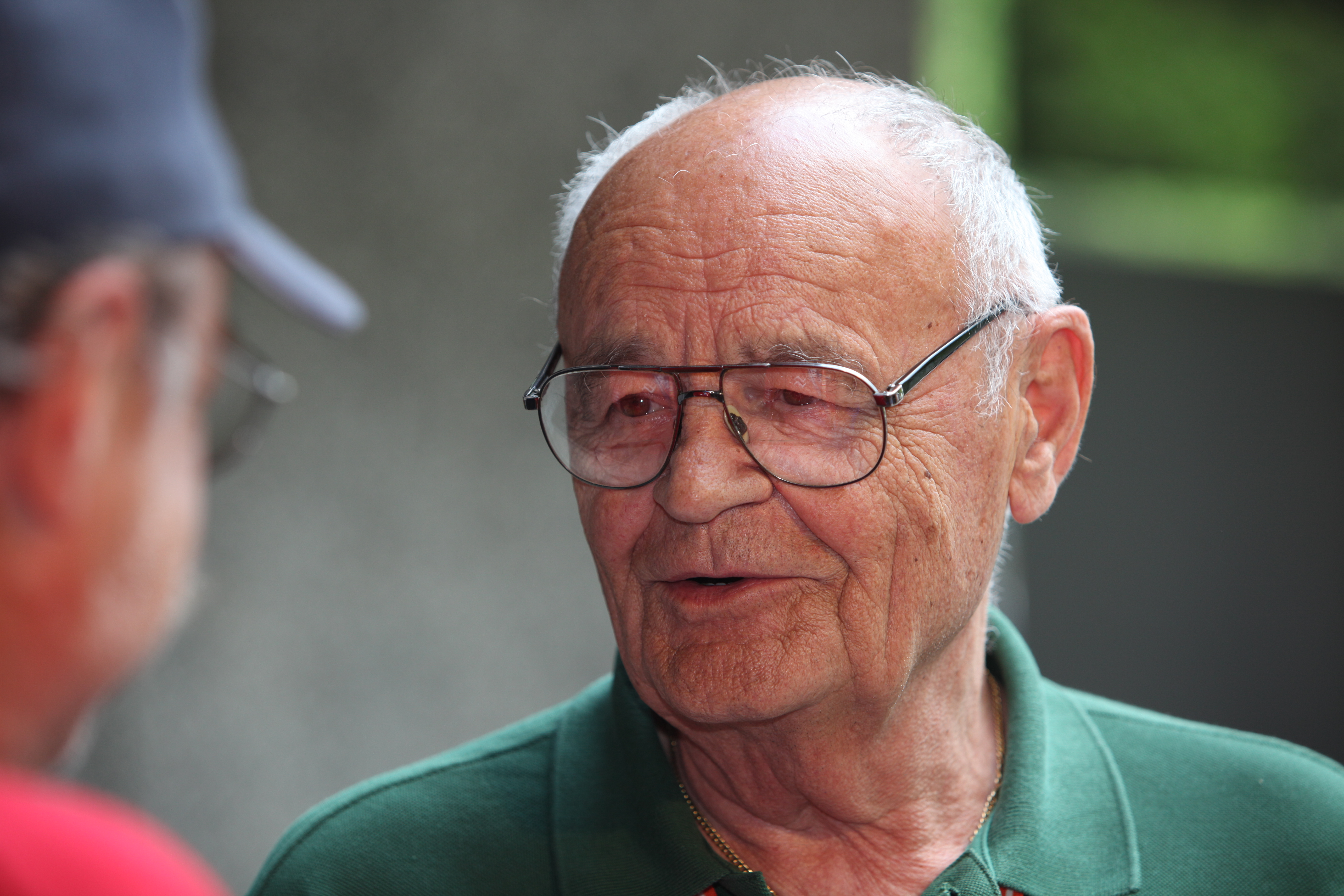
Václav Vorlíček, režisér

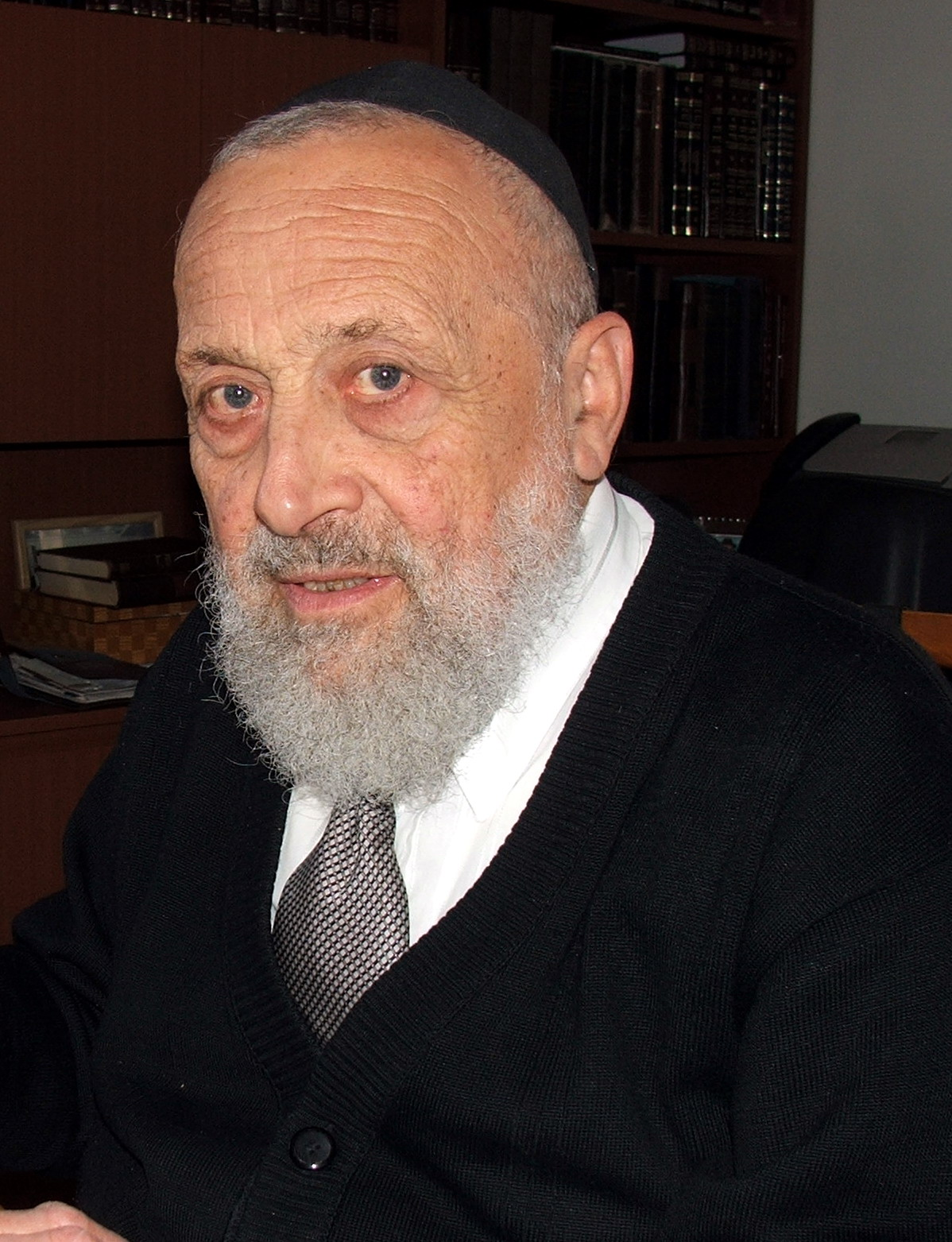
Sinaj Adler, rabín v Izraeli

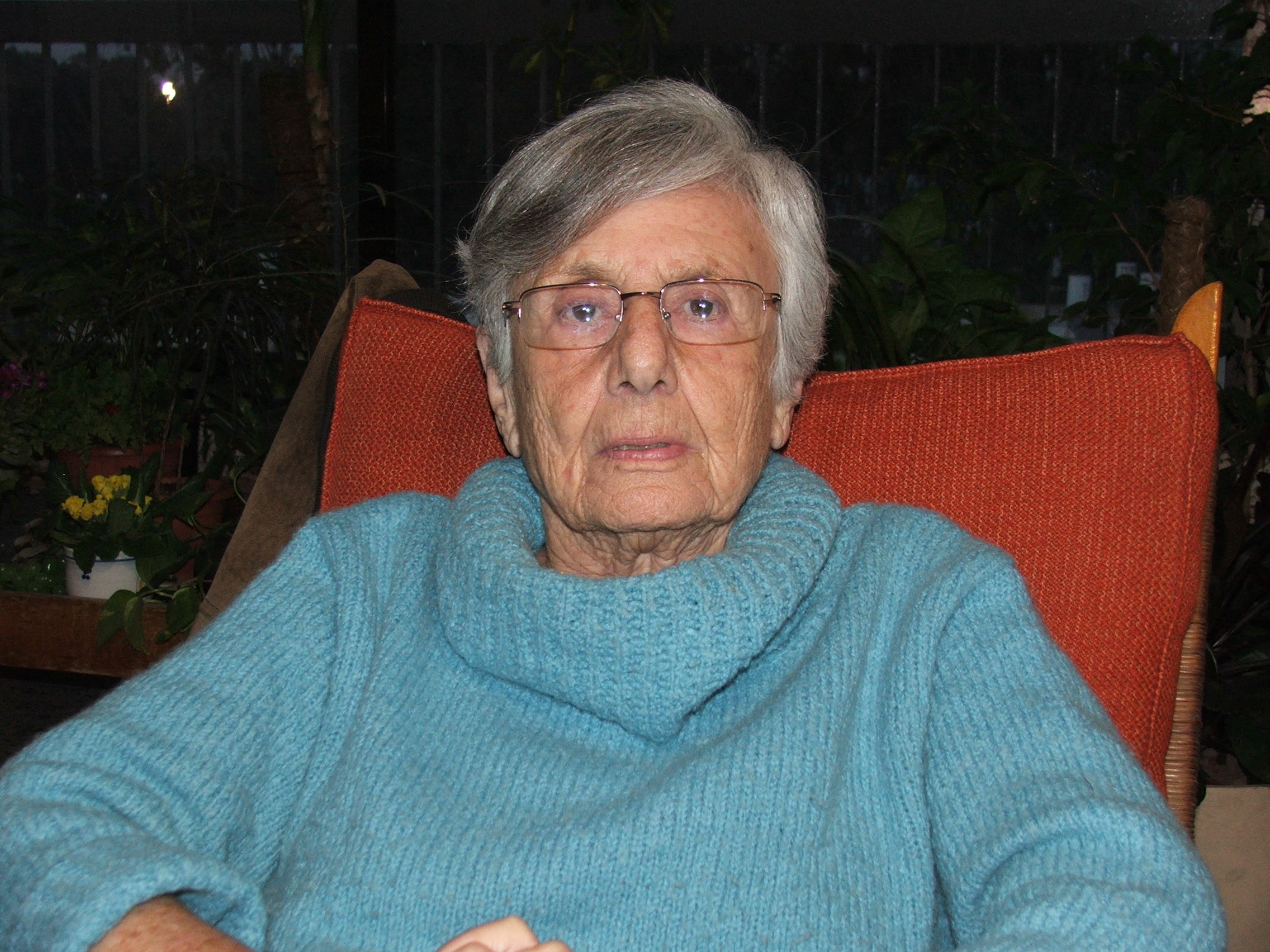
Ruth Bondyová, izraelská novinářka, spisovatelka a překladatelka

- Georges Anderla (1921–2005), francouzský ekonom a statistik
- Bohumil Bezouška (1921–1995) herec, kabaretní a estrádní komik, rozhlasový režisér, scenárista, konferenciér, bavič, spisovatel – humorista
- Jaroslav Drobný (1921–2001), tenista a hokejista
- Heinrich Karl Erben (1921–1997), německý paleontolog
- Jan Fišer (1921–2011), divadelní režisér
- Werner Forman (1921–2010), fotograf
- Vladimír Forst (1921–2010), český literární historik, kritik, lexikograf a vedoucí redaktor Lexikonu české literatury
- Kurt Hübner (1921–2013), německý filosof
- Karel Husa (1921–2016), americký hudební skladatel
- Václav Jíra (1921–1992), fotbalista, trenér a funkcionář
- Jaroslav Juhan (1921–2011), guatemalský automobilový závodník
- Jiří Jungwirth (1921–1959), režisér
- Milan Knobloch (1921–2020), sochař a medailér
- Friedrich Konrad (* 1921), německý učitel
- Arno Kraus (1921–1982), český diplomat, básník a prozaik
- Ota B. Kraus (1921–2000), český židovský spisovatel, učitel anglického jazyka a grafolog, manžel Dity Krausové
- František Listopad (1921–2017), portugalský spisovatel a režisér
- Otto Lowy (1921–2002), dlouholetý moderátor kanadského rádia CBC Music, za druhé světové války sloužil u pozemní služby RAF
- Jindřich Marco (1921–2000), fotograf a Numismatik
- Winnie Markus (1921–2002), německá filmová herečka
- Miloslav Moulis (1921–2010), protinacistický odbojář a vězeň koncentračního tábora
- Ludmila Brožová-Polednová (1921–2015), prokurátorka, aktérka vykonstruovaných politických procesů v 50. letech, později odsouzena za podíl na justiční vraždě Milady Horákové
- Frank Prihoda, původním jménem František Příhoda (* 1921), bývalý australský alpský lyžař, účastník zimních olympijských her v roce 1956, bratr Saši Nekvapilové
- Věra Saudková, roz. Davidová (1921–2015), redaktorka, překladatelka z němčiny do češtiny a poslední žijící neteř Franze Kafky
- Eva Saxlová (1921–2002), výrobkyně insulinu a mluvčí osob s diabetem
- Stanislav Segert (1921–2005), evangelický teolog, lingvista, hebraista, duchovní Českobratrské církve evangelické
- Ota Töpfer (1921–1962), kabaretiér a komik
- Čestmír Vycpálek (1921–2002), fotbalista a trenér
- Hana Murray-Žantovská, roz. Eislerová (1921–2004), redaktorka, spisovatelka a překladatelka, matka Michaela Žantovského
- Bedřich Baťka (1922–1994), americký kinematograf a pedagog na Tisch School of the Arts. Filmy Markéta Lazarová a Little Darlings
- Antonín Bradna (1922–2006), katolický kněz a politický vězeň komunistického režimu
- Božena Brodská, roz. Křepelková, též Bíba Brodská (1922–2019), tanečnice, historička baletu a pedagožka dějin baletu na AMU
- Peter Demetz (* 1922), americký literární vědec
- Karel Effa, pův. jm. Karel Effenberger (1922–1993), český herec
- Jiří Hanzl (1922–2011), hokejový brankář a trenér
- Richard Husmann, pseud. Filip Jánský (1922–1987), spisovatel
- Felix Kolmer (* 1922), fyzik, přeživší holokaust
- Miloš Kopecký (1922–1996), herec
- Oldřich Kryštofek (1922–1985) básník, novinář, spisovatel, autor literatury pro děti
- Marie Kubátová, roz. Kutinová (1922–2013), farmaceutka, spisovatelka a dramatička, představitelka krkonošské regionální literatury, autorka Krkonošských pohádek
- Otakar Karel Lobkowicz (1922–1995), dědic knížecího rodu Lobkoviců
- Bohumil Musil (1922–1999), fotbalista a trenér
- Miroslav Pelikán (1922–2006), český hudební skladatel a pedagog
- František Peterka (1922–2016), herec
- Milan Platovsky Stein (1922–2012), česko-chilský podnikatel, přeživší holokaust
- Jaromír Pleskot (1922–2009), divadelní herec, filmový a divadelní režisér, pedagog a překladatel
- Jiří Ropek (1922–2005), varhaník, hudební skladatel a hudební pedagog
- Georg R. Schroubek (1922–2008), folklorista
- Jaroslav Serpan (1922–1976), česko-francouzský malíř
- Emil Wolf (1922–2018), americký fyzik
- Stella Zázvorková (1922–2005), herečka, dcera architekta Jana Zázvorky
- Zdenka Bergrová (1923–2008), básnířka a překladatelka
- Ruth Bondyová (1923–2017), izraelská novinářka, spisovatelka a přeživší holokaust
- Sonja Bullaty (1923–2000), americká fotografka českého židovského původu
- Václav Chochola (1923–2005), fotograf
- Ladislav Fuks (1923–1994), prozaik
- Otto F. Häusler (1923–2007), německý malíř a grafik
- Ingeborg Hoffmannová (1923–2012), německá politička
- Alfred Kantor (1923–2003), umělec, přeživší holokaust
- Miroslav Kácha (1923–2010), voják a generálmajor
- Olly Komenda-Soentgerathová (1923–2003), německá spisovatelka
- Jarmila Loukotková (1923–2007), prozaistka a překladatelka
- Pavel Oliva, vl. jm. Pavel Ohrenstein (1923–2021), český klasický filolog a spisovatel
- Zdeněk Podskalský (1923–1993), televizní a filmový režisér a herec, partner Jiřiny Jiráskové
- Jaroslav Prokopec (1923–1991), lékař a komunistický politik, ministr zdravotnictví
- Ota (Otakar) Rambousek (1923 – 2010) česko-americký spisovatel, účastník protikomunistického odboje, zakladatel Klubu 231.
- Alena Santarová, roz. Vančurová (1923–1967), spisovatelka literatury pro děti a mládež
- Zbyněk Sekal (1923–1998), sochař, malíř a překladatel
- Milan Šlechta (1923–1998), český varhaník a pedagog
- Zdeněk Filip Sternberg (1923–2021), český šlechtic, vlastník hradu Český Šternberk a zámku Březina
- Vladimír Tomek (1923–1984), jazzový kytarista
- Vladimír Zábrodský (1923–2020), hokejista a trenér
- Helena Zmatlíková (1923–2005), malířka a ilustrátorka
- Quido Adamec (1924–2007), hokejový sudí
- Ivan Andreadis (1924–1992), československý stolní tenista, sportovní novinář a agent StB s krycím jménem Racek
- Jaroslav Balík (1924–1996), scenárista, režisér a filmový pedagog
- Susanne Bandlerová (1924–1965), česko-britská herečka a kabaretiérka
- Vladimír Boudník (1924–1968), malíř a grafik
- Bedřiška Čapková, později Irene Capek (1924–2006), přeživší holokaust, bojovnice za lidská práva a místní politička v Austrálii, titul MBE
- Jan Čuřík (1924–1996), kameraman
- Ivan Diviš (1924–1999), básník
- Lubomír Dorůžka (1924–2013), muzikolog a spisovatel
- Irena Dubská (1924–2010), filosofka a socioložka
- Eva Haymanová, roz. Diamantová (1924–2013), přeživší holokaust
- Stanislav Hájek (1924–1999), herec
- Karel Hlušička (1924–2016), herec a rozhlasový režisér
- Vladimír Hrubý (1924–1986), herec
- Karel Hubáček (1924–2011), architekt a vysokoškolský učitel
- Václav Norbert Kinský (1924–2008), český šlechtic, důstojník čs. armády, velvyslanec Řádu maltézských rytířů a velkopřevor české odnože řádu
- Antonín Jaroslav Liehm (1924–2020), spisovatel, publicista, překladatel, filmový vědec a literární vědec
- Jiří Winter Neprakta (1924–2011), malíř, karikaturista, ilustrátor a humorista
- Jan Otčenášek (1924–1979), spisovatel a scenárista
- Radim Palouš (1924–2015), filosof, pedagog a komeniolog, mluvčí Charty 77 a v letech 1990–1994 rektor Univerzity Karlovy
- Eduard Petiška (1924–1987), spisovatel a překladatel
- Rudi Piffl (1924–2013), německý hráč stolního tenisu
- Luboš Pistorius (1924–1997), divadelní režisér, dramaturg, organizátor, divadelní ředitel a pedagog
- Jitka Snížková, provd. Škrhová (1924–1989), muzikoložka, skladatelka, klavíristka a cembalistka
- Jan Šimáně „Galén“ (1924–2013), český skaut a redaktor časopisu ABC
- Jaroslav Škarvada (1924–2010), světící biskup v Praze
- Jaroslava Adamová (1925–2012), herečka
- Soňa Červená (* 1925), herečka a operní pěvkyně, dcera Jiřího Červeného, vnučka Václava Františka Červeného
- Jindřich Feld (1925–2007), hudební skladatel, syn houslisty Jindřicha Felda staršího
- Jan Grossman (1925–1993), divadelní režisér, literární a divadelní kritik
- Milan Hašek (1925–1984), imunolog
- Georg Hertting (1925–2014), rakouský lékař a farmakolog
- Evženie Klotilda Kinská z Vchynic a Tetova, též Génilde (* 1925), česká šlechtična
- Jiří Jirmal, vl. jm. Jiří Novák (1925–2019), kytarista, jazzový skladatel a hudební pedagog
- Karel Löbl (1925–2021), český a československý vědec, politik
- Milan Machovec (1925–2003), filosof
- Ivan Medek (1925–2010), hudební teoretik, hudební kritik, rozhlasový moderátor a novinář, syn Rudolfa Medka
- Miloš Nesvadba (1925–2020), herec, spisovatel, ilustrátor, výtvarník, člen činohry Národního divadla, otec Michala Nesvadby
- Jindřich Polák (1925–2003), filmový režisér
- Jiří Robert Pick (1925–1983), spisovatel, bratr Zuzany Justmanové
- Zdeněk Smetana (1925–2016), kreslíř, scenárista a režisér kreslených trikových filmů
- František Steiner (1925–2013), sportovní novinář a publicista
- Ladislav Štípek (1925–1998), hráč stolního tenisu
- Vladimír Uher (1925-2016), fotograf architektury a člen Asociace fotografů Praha
- Viola Zinková (1925–2017), herečka, manželka režiséra Jana Grossmana
- Ivo Babuška (* 1926), česko-americký matematik, syn Milana Babušky
- Jehuda Bauer (* 1926), izraelský historik
- Arnošt Černík, Ajšek (1926–1970), český horolezec (československý reprezentant), cestovatel, publicista, spisovatel a překladatel
- Květa Eretová (1926–2021), šachová velmistryně
- Václav Fischer (1926–2013), textař a spisovatel
- Adolf Härtl (1926–1976), německý politik
- Ota Hemele (1926–2001), fotbalista
- Ivan Jirko (1926–1978), psychiatr, docent Akademie múzických umění, dramaturg opery Národního divadla, hudební skladatel a kritik
- Vít Kárník (1926 –1994), geofyzik a seismolog
- Karel Kosík (1926–2003), filosof a literární teoretik
- Václav Jaroslav Karel Pinkava, pseud. Jan Křesadlo (1926–1995), spisovatel, básník, psycholog a polyhistor žijící ve Spojeném království
- Miloš Lánský (1926–2005), spoluzakladatel školy kybernetické pedagogiky a vzdělávací informatiky
- Arnošt Lustig (1926–2011), spisovatel a publicista
- Mikuláš Medek (1926–1974), malíř, vnuk Antonína Slavíčka, syn Rudolfa Medka a bratr Ivana Medka
- Josef Nesvadba (1926–2005), spisovatel, překladatel a psychiatr
- Věra Olivová (1926–2015), historička
- Pavel Preiss (* 1926), historik umění
- Zdenka Procházková-Hartmann (1926–2021), česko-rakouská herečka a konferenciérka, manželka Karla Högera
- Marcella Sedláčková, roz. Kašparová (1926–1969), divadelní a filmová herečka, dcera herečky a divadelní podnikatelky Anny (Anduly) Sedláčkové
- Albin Schram (1926–2005), německý sběratel korespondence světových osobností
- Arcibiskup Simeon, vl. jm. Radivoj Jakovlevič (* 1926), český pravoslavný duchovní
- Adriena Šimotová (1926–2014) malířka, grafička a sochařka
- Bohumil Švarc (1926–2013), herec, voiceover a rozhlasový hlasatel
- Ivo Vesely (1926–2002), australský hokejista
- Dagmar White (* 1926), zpěvačka a hudební pedagožka
- Franz Wurm (1926–2010), švýcarský básník, spisovatel a překladatel
- Olbram Zoubek (1926–2017), sochař
- Gustav Čejka (1927–2010), katolický kněz, teolog, filosof a děkan Vyšehradské kapituly
- Ladi Geisler (1927–2011), německý jazzový a studiový hudebník
- Karel Gut (1927–2014), hokejista a trenér
- Ladislav Hejdánek (1927–2020), filosof, kritický žák Emanuela Rádla, Josefa Lukla Hromádky a Jana Patočky, mluvčí Charty 77 a emeritní profesor ETF Univerzity Karlovy.
- Alena Karešová (1927–2019), herečka
- Miloš Kirschner (1927–1996), loutkoherec, herec a zpěvák
- František z Lobkovic (1927–1988), genealog, syn Mořice z Lobkovic, otec někdejšího ministra obrany Michala Lobkowicze
- Stanislav Neumann (1927–1970), český básník, syn herce Stanislava Neumanna, vnuk Stanislava Kostky Neumanna, otec režiséra Stana Neumanna
- Jiří Pešek (1927–2011), fotbalista a trenér
- Pavel Staněk (* 1927), dirigent a hudební skladatel
- Ludvík Vyhnanovský (1927–2010), hráč stolního tenisu
- Sinaj Adler, hebr. סיני אדלר‎‎ (1928–2020), izraelský rabín
- Ludvík Armbruster (1928–2021), rakouský jezuita a filosof
- Karel Mojmír Balling (1928–1999), český hudební skladatel
- Jiří Bruder (1928–2014), herec
- Gustav Bubník (1928–2017), hokejista
- Hubert Damisch (1928–2017), francouzský filosof a profesor v Paříži
- Michael Engelmann (1928–1966), americký grafik
- Thomas Fantl (1928–2001), filmový režisér
- Miroslav Filip (1928–2009), šachový velmistr
- Hermína Franková (* 1928) lékárnice, česká spisovatelka, autorka knih a filmových scénářů
- Petr Ginz (1928–1944), kreslíř a spisovatel
- Helena Gintzová, též Helen Dolly Hughes (1928–2013), australská ekonomka
- Pavel Hanuš (1928–1991), spisovatel, dramatik, scenárista a publicista
- Ota Hofman (1928–1989), scenárista
- Helen Dolly Hughes (1928–2013), australská ekonomka, emeritní profesorka Australské národní univerzity v Canbeře
- Zdeněk Jiskra (* 1928), onomastik
- Pavel Kohout (* 1928), česko-rakouský spisovatel a politik, manžel Aleny Vránové, otec Terezy Boučkové
- Eva Kmentová (1928–1980), sochařka
- Jana "Honza" Krejcarová, provdaná Černá (1928–1981), básnířka a prozaička, dcera Jaromíra Krejcara a Mileny Jesenské a partnerka Egona Bondyho
- Zdeněk Lukáš (1928–2007), hudební skladatel
- Věra Nováková (* 1928), výtvarnice
- Ilona Opeltová (1928–1991), německá klasická filoložka
- Květa Pacovská (* 1928), umělkyně a ilustrátorka dětských knih
- Karel Pichlík (1928–2001), historik
- Radko Pytlík (1928–2022), literární historik, otec Vojtěcha Dyka
- Milan Rýzl (1928–2011), česko-americký parapsycholog
- Milan Škampa (1928–2018), violista a hudební pedagog
- Jan Truhlář (1928–2007), český hudební skladatel, kytarista a pedagog
- Zora Wolfová, roz. Bartošová, (1928–2012), překladatelka z angličtiny a redaktorka
- Gerhard Baumrucker (1929–1992), německý spisovatel
- Vlastimil Bedrna (1929–2018), herec
- Dagmar Burešová (1929–2018), advokátka a politička
- Zdeněk Češka (* 1929), právník, vysokoškolský učitel, děkan a rektor UK, politik KSČ a poslanec Sněmovny lidu Federálního shromáždění
- Antonín Doležal (*1929), gynekolog
- Marion Feiglová (1929–2018) jedna z Wintonových dětí, redaktorka a galeristka. Po roce 1989 věnovala pražskému Židovskému muzeu sbírku archiválií s dokumenty týkajícími se jejího otce Huga Feigla i jeho bratra Bedřicha Feigla.
- Martin Frank Gellert (* 1929), americký biolog
- Miroslav Grégr (* 1929), politik, ministr
- Gerald Grünwald (1929–2009), německý právník a vysokoškolský učitel
- Hanuš Hachenburg (1929– 1944) mladý básník terezínského ghetta, oběť nacismu
- Zdeněk Horský (1929–1988), historik a astronom
- Václav Hoza (1929–2015), hráč na tubu a hudební pedagog
- Václav Hudeček (1929–1991) divadelní režisér
- Luděk Hulan (1929–1979), jazzový hudebník
- Dita Krausová, rozená Edith Polachová (* 1929), vnučka politika Johanna Polacha, přeživší holokaust, manželka Oty B. Krause, spisovatelka
- Alena Kreuzmannová (1929–1993), herečka, dcera Františka Kreuzmanna staršího, matka Františka Kreuzmanna mladšího a bývalá manželka herce Felixe le Breux
- Jaroslav Kučera (1929–1991), český kameraman
- Ladislav Menzel (1929–1978), filosof, žák Jana Patočky, zabýval se dílem Immanuela Kanta, aktivista Klubu angažovaných nestraníků (KAN).
- Jindřich Nečas (1929–2002), matematik a fyzik
- Ivo Preis (* 1929), klasický a jazzový trumpetista
- Josef Suk (1929–2011), houslista
- Jaroslav Sůra (1929–2011), malíř, ilustrátor a grafik
- Jaroslav Šedivý (* 1929), historik a politik, ministr zahraničních věcí a velvyslanec, otec Jiřího Šedivého
- Jan Šimsa (1929–2016), teolog, evangelický farář, autor kulturně historických úvah, redaktor a disident, jeden z prvních signatářů Charty 77
- Rudolf Valenta (1929–2015), sochař, malíř a grafik
- Egon Bondy, vl. jm. Zbyněk Fišer (1930–2007), básník a filosof
- Jan Fuchs (1930–2007) český herec, rozhlasový moderátor a režisér.
- Sergius Golowin (1930–2006), švýcarský spisovatel, mytolog a publicista
- Přemysl Charvát (1930–2005), dirigent a korepetitor (Národní divadlo, Státní opera Praha aj.), umělecký vedoucí Symfonického orchestru Pražské konzervatoře aj.
- Eva Kantůrková (* 1930), prozaistka, dramatička a bývalá disidentka
- Pavel Kopta (1930–1988), textař, překladatel a divadelní scenárista, syn Josefa Kopty, bratr Petra Kopty, otec Václava a Jana Koptových
- Karel Kroupa (* 1930), český výtvarník, sochař, malíř a grafik
- Jan Křen (1930–2020), historik se specializací na česko-německé vztahy, vysokoškolský pedagog a jeden z představitelů disentu v době normalizace
- George Kukla (1930–2014), paleoklimatolog a badatel
- Ivan Moravec (1930–2015), klavírista
- Jaroslava Moserová (1930–2006), lékařka, spisovatelka, překladatelka, diplomatka a politička
- Jana Obrovská (1930–1987), hudební skladatelka a hudba redaktorka
- Ota Pavel, vl. jm Otto Popper (1930–1973), novinář, spisovatel
- Jiří Popper (1930–2013), český zpěvák pop music
- Peter Puluj (1930–2017), kameraman
- Ilja Racek (1930–2018), herec (Divadlo na Vinohradech), otec Ilji Racka ml.
- Jiří Skobla (1930–1978), koulař
- Stanislav Strnad (1930–2012), filmový režisér
- Jiřina Třebická, roz. Procházková (1930–2005), česká herečka a tanečnice
- Alexandr "Saša" Večtomov (1930–1989), violoncellista
- Václav Vorlíček (1930–2019), filmový režisér

#### 1931 až 1940

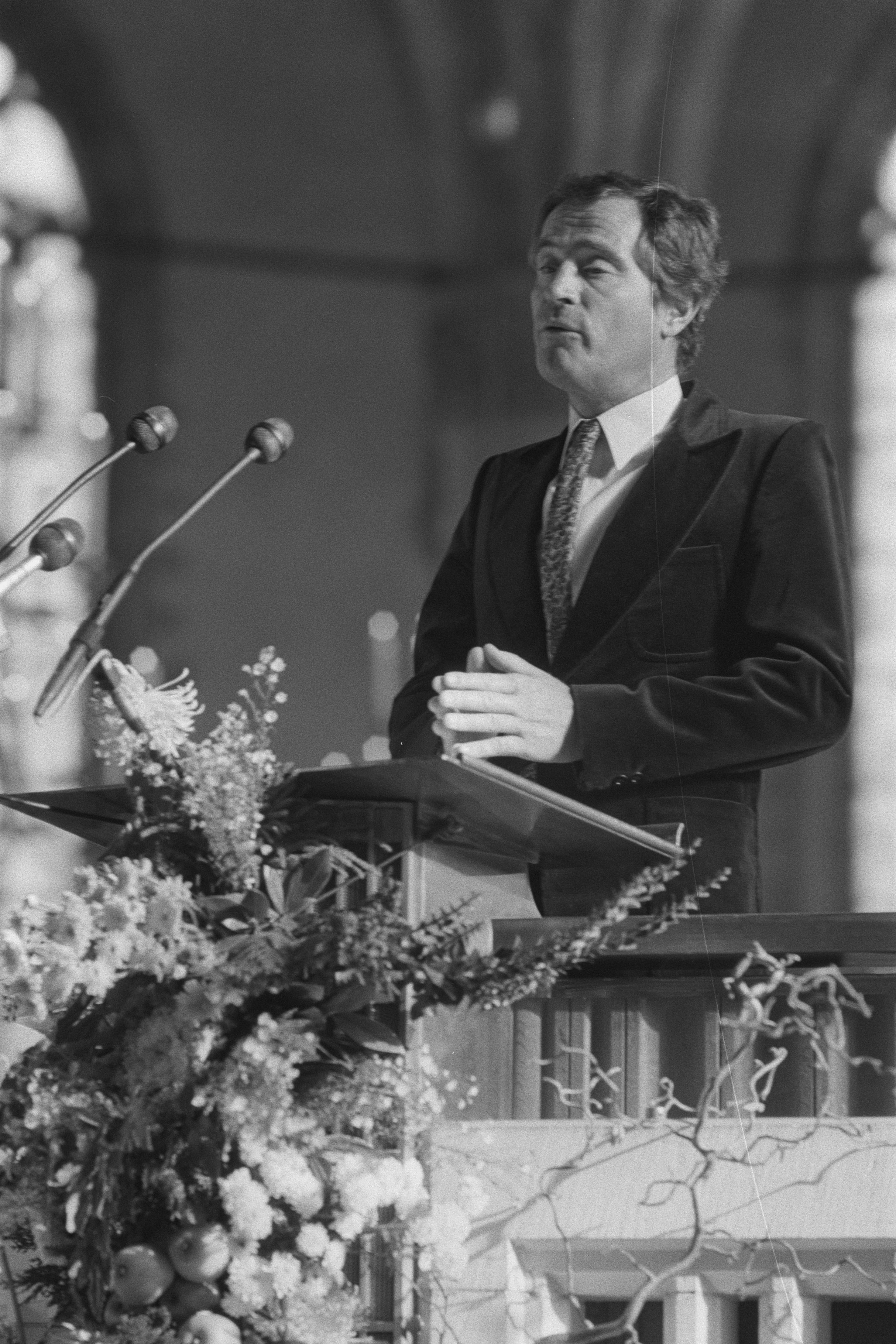
Jan Tříska

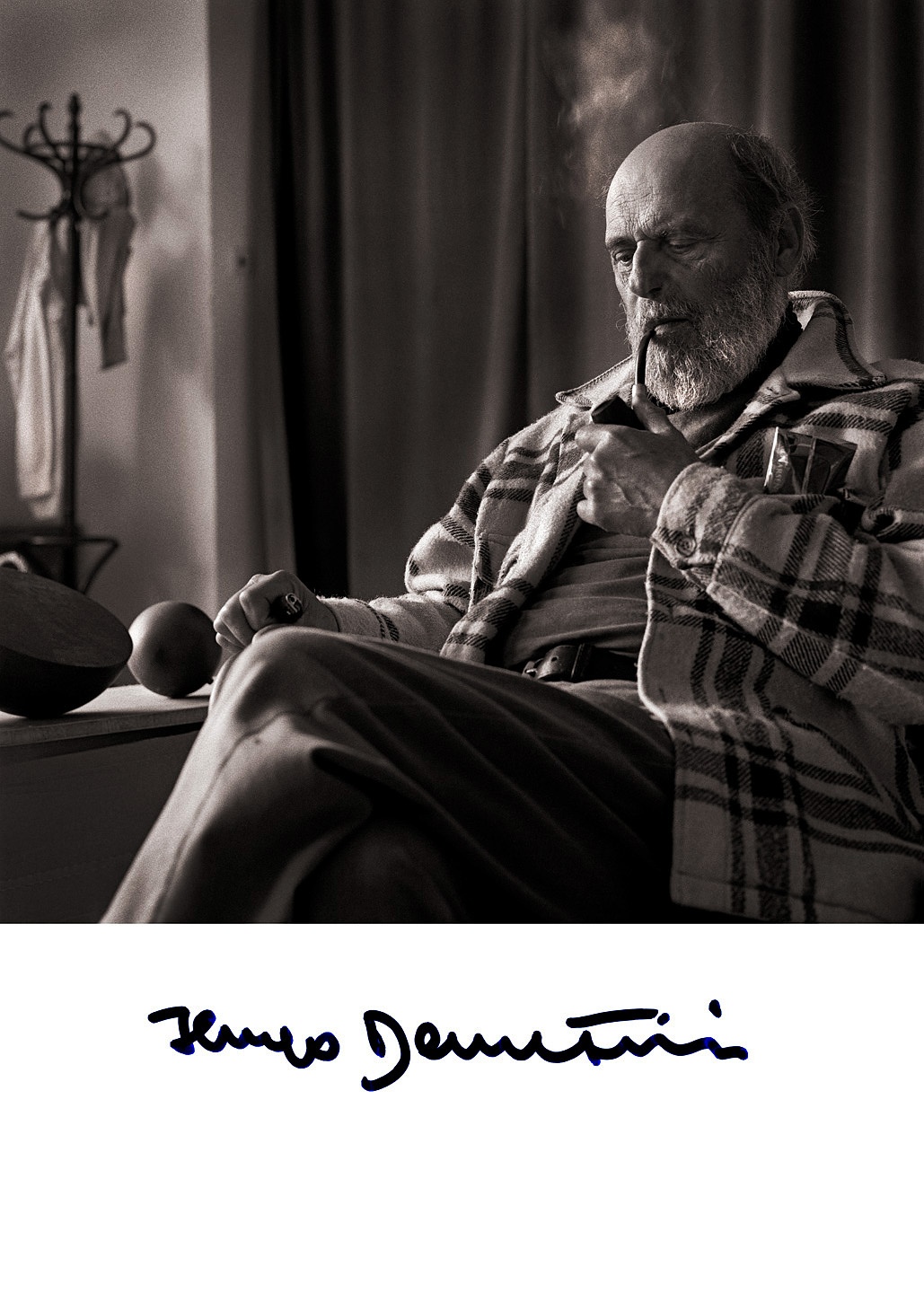
Hugo Demartini, sochař

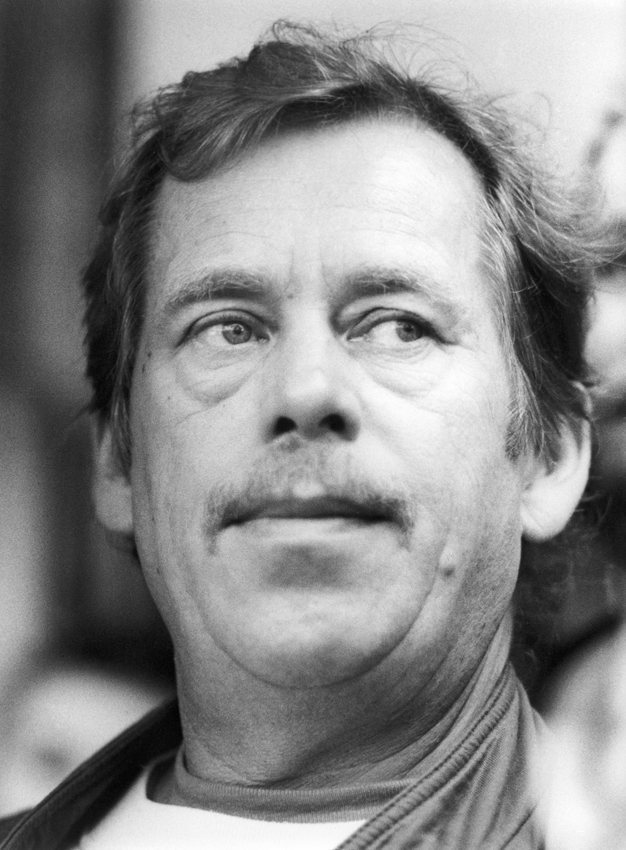
Václav Havel

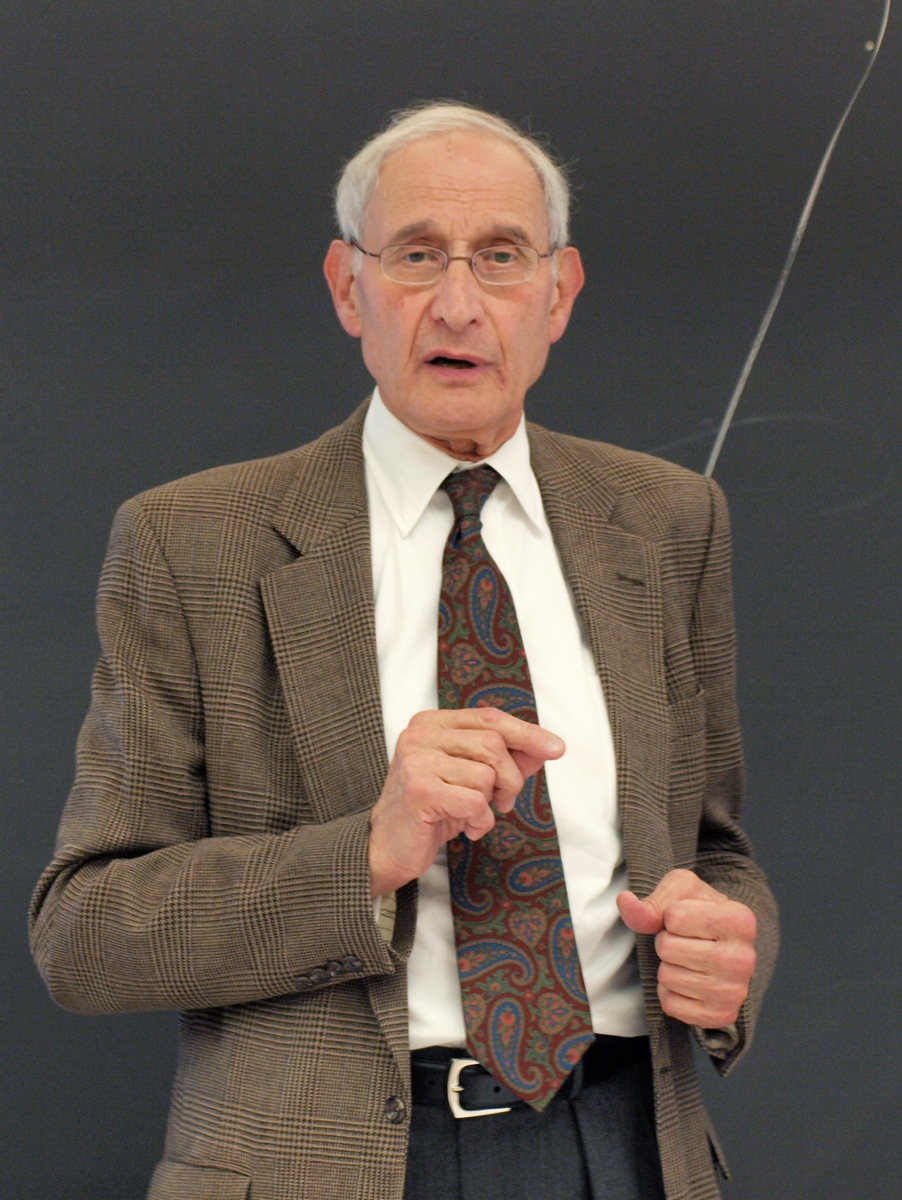
Charles Fried

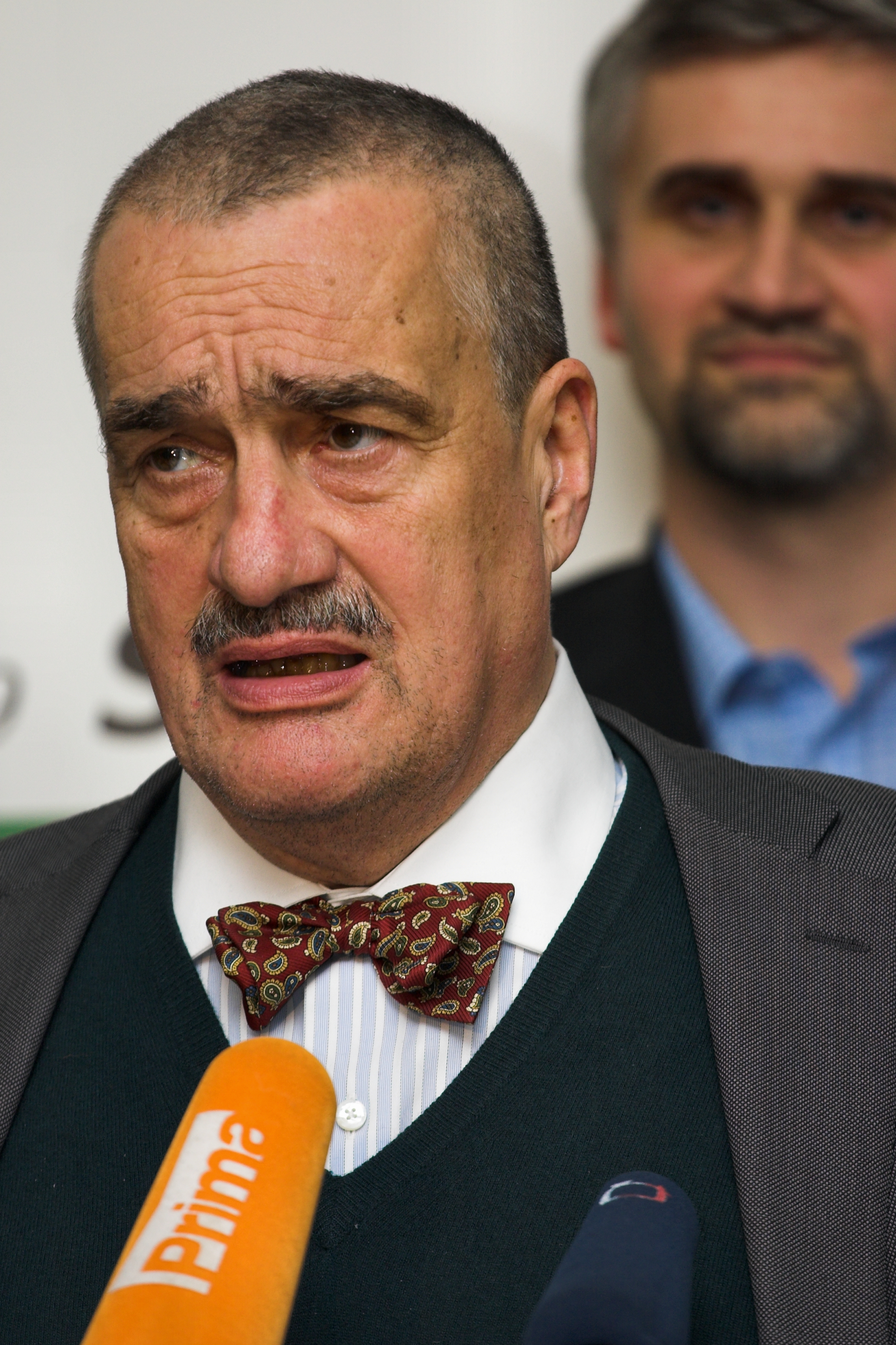
Karel kníže ze Schwarzenbergu

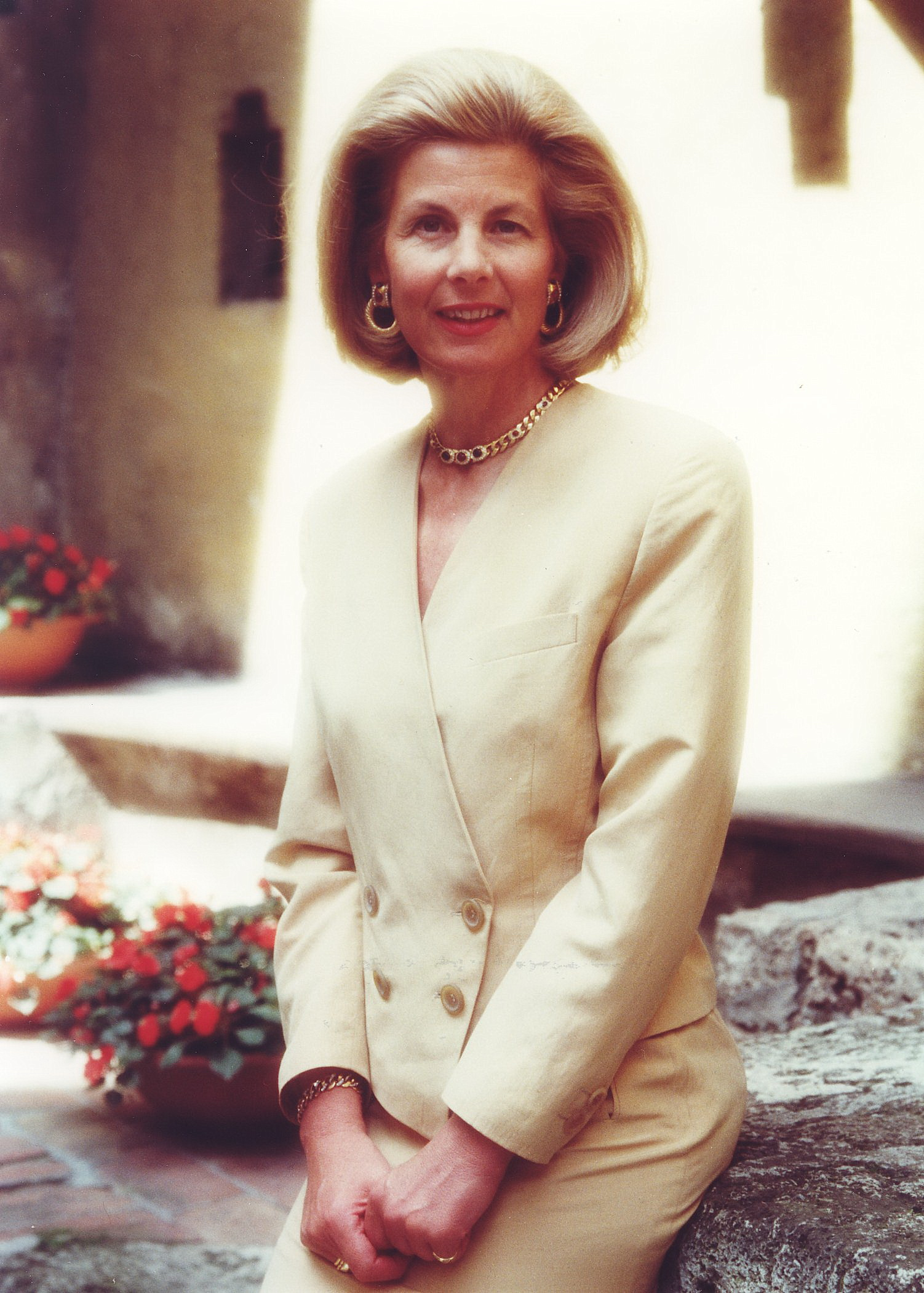
Marie Aglaé Kinská

- Ladislav Bittman (1931–2018), důstojník tajných služeb
- Jiřina Bohdalová (* 1931), divadelní, filmová a televizní herečka
- František Černý (* 1931), diplomat
- Hugo Demartini (1931–2010), sochař
- Zdeněk Doležal (* 1931), krasobruslař
- Jana Dudková (1931–2017), česká televizní dramaturgyně a scenáristka
- Hanuš Ettl (1931–1997), botanik a mykolog
- Oldřich Fejfar (1931–2023), paleontolog
- Ladislav Fialka (1931–1991), mim, herec, choreograf, divadelní ředitel a profesor
- Karl Gassauer (* 1931), německý režisér a spisovatel
- Stanislav Grof (* 1931), filosof medicíny, psychoterapeut a psychiatr
- Martin Otto Harwit (* 1931), americký fyzik a astronom
- Zdeněk Hlásek (1931–2020), bývalý hokejový útočník, otec švýcarského tenisty Jakoba Hlaska
- Josef Chuchro (1931–2009), violoncellista
- Jiřina Jirásková (1931–2013), herečka, ředitelka Divadla na Vinohradech a partnerka Zdeňka Podskalského
- Zuzana Justmanová, roz. Picková (* 1931), česko-americká dokumentaristka, překladatelka a přeživší holocaust, sestra Jiřího Roberta Picka
- Ivan Klíma (* 1931), spisovatel
- Rudolf Komorous (* 1931), kanadský hudební skladatel, fagotista a hudební pedagog
- Miroslav Košler (1931–2016), sbormistr a hudební pedagog
- Mikuláš Lobkowicz (1931–2019), filosof a vysokoškolský politik
- Zdeněk Marat (1931–2016), pianista, hudební skladatel, redaktor a publicista, hudební aranžér a dirigent
- Zdeněk Matouš (1931–2006), herec a zpěvák
- Jiřina Nekolová (1931–2011), krasobruslařka
- Ivo Paukert (1931–2013), televizní scenárista a režisér
- Václav Pšenička mladší (* 1931), vzpěrač
- Eva Sadková (1931–2000), filmová režisérka a scenáristka
- Evald Schorm (1931–1988), filmový a divadelní režisér
- Viliam Schrojf (1931–2007), fotbalový brankář
- Ladislav Smoljak (1931–2010), filmový, televizní a divadelní režisér, scenárista a herec, čelní postava Divadla Járy Cimrmana
- Jiří Stránský (1931–2019), spisovatel, scenárista, dramatik a překladatel
- Eugen Strouhal (1931–2016), lékař, antropolog a paleopatolog
- František Šafránek (1931–1987), fotbalista
- Jan Teplý (1931–2007), herec, otec Jana Teplého ml.
- Karel Velebný, též "Evžen Hedvábný" (1931–1989), hudební pedagog a jazzový hudebník
- Ivo Vodseďálek (1931–2017), básník, výtvarník a podnikatel
- Tomislav Volek (* 1931) český muzikolog a vysokoškolský pedagog
- Alena "Ája" Vrzáňová (1931–2015), krasobruslařka
- Miroslav Červenka (1932–2005), básník, překladatel a literární vědec
- Olga Fikotová, provd. Connolly (* 1932), diskařka, olympijská vítězka
- Barbara Coudenhove-Kalergi (* 1932), rakouská novinářka a nakladatelka
- Saul Friedländer (* 1932), izraelský historik a spisovatel
- Václav Grulich (* 1932), politik, poslanec České národní rady a Poslanecké sněmovny za ČSSD a ministr vnitra
- Joseph Kohn (1932–2023), americký matematik, syn architekta Otto Kohna, nevlastní bratr Miloše Formana
- Marek Kopelent (1932–2023), hudební skladatel
- Eva Košlerová (* 1932), dramaturgyně, redaktorka a spisovatelka
- Jiří Melíšek (1932–2015), spisovatel, humorista, scenárista a novinář
- Viktor Maurer (1932–2010), herec
- Otakar Motejl (1932–2010), právník, disident a nestranický politik
- Jiří Němec (1932–2001), klinický psycholog, filosof, překladatel, editor, publicista a jeden z iniciátorů Charty 77
- Karel Nepraš (1932–2002), český sochař, kreslíř, grafik, profesor Akademie výtvarných umění v Praze
- Vladimír Páral, pseud. Jan Laban (* 1932), spisovatel
- Vadim Petrov (1932–2020), hudební skladatel
- Theodor Pištěk (* 1932), kostýmní výtvarník (film Amadeus Miloše Formana)
- Petr Rada (1932–2007), písňový textař a básník
- Jiří Seifert (1932–1999), sochař
- Jiří Smutný (* 1932), hudební skladatel, dirigent a hudební pedagog
- Jiří Strejc (1932–2010), hudební skladatel, varhaník, sbormistr a hudební pedagog
- Jan Štěpán (1932–2017), přírodovědec, botanik, vysokoškolský pedagog, archivář a historik
- Miloslav Švandrlík (1932–2009), spisovatel
- Ladislav Trojan (1932–⁠2022), herec, otec Ivana a Ondřeje Trojana
- Alena Vránová, provd. Kohoutová (* 1932), herečka
- Eva Zaoralová (1932–⁠2022), filmová kritička
- Josef Zíma (* 1932), herec, zpěvák a moderátor, manžel herečky Evy Klepáčové
- Ladislav Brábek (* 1933), klavírista, vysokoškolský hudební pedagog
- Rudolf Dašek (1933–2013), hudebník
- Jiří Fallada (1933–2002), hudebník a textař, jeden ze zakladatelů české country
- Zdena Fibichová, též Preclíková-Fibichová (1933–1991), sochařka, keramička a malířka, vnučka Zdenka Fibicha, manželka Vladimíra Preclíka
- Jan Friedlaender (* 1933), novinář a publicista
- Miloš Hlavica (1933–2015), herec a malíř, manžel Růženy Merunkové, bratr pěvce Pavla Hlavicy, otec Marka a Lukáše Hlavicy a herečky Anny Bendové, tchán Kláry Melíškové
- Eva Klepáčová (1933–2012), herečka, moderátorka, manželka herce a zpěváka Josefa Zímy
- Erazim Kohák (1933–⁠2022), filosof a publicista
- Eva Košlerová (* 1932), dramaturgyně, redaktorka a autorka televizních a rozhlasových pohádek, pravnučka Jaroslava Vrchlického, vnučka Evy Vrchlické a dcera tanečnice Evy Vrchlické mladší, jejím manželem byl František Pavlíček
- Milan Lukeš (1933–2007), historik, překladatel a politik
- Stanislav Milota (1933–⁠2019), český kameraman a signatář Charty 77
- Ivan Passer (1933–⁠2020), česko-americký filmový scenárista a režisér, v počátcích své filmové kariéry blízký spolupracovník režiséra Miloše Formana
- Libor Pešek, KBE (1933–⁠2022), dirigent
- Zdena Salivarová (* 1933), česko-kanadská herečka, zpěvačka, spisovatelka a nakladatelka, partnerka Josefa Škvoreckého
- Jaroslav Smolka (1933–2011), český pedagog, hudební režisér, muzikolog a skladatel, otec Martina Smolky
- Valentina Thielová (1933–2022), herečka, manželka Vladimíra Thieleho
- Ivo Tretera (1933–2012), filosof, bratr Jiřího Rajmunda Tretery.
- Jarmila Drábková (1934–2024), lékařka a učitelka, Rytířka českého lékařského stavu
- Zdena Frýbová (1934–2010), spisovatelka a novinářka
- Edi Hornischer (1934–2001), advokát
- Luděk Hřebíček (1934–2015), spolupracovník Institutu orientálních studií Akademie věd
- Jiří Kalach (1934–2008), český hudební skladatel
- Ferdinand Evžen Kinský (1934–⁠2020), německý politik a politolog
- Miroslav Kovářík (1934–⁠2020), divadelník, kulturní publicista a redaktor, herec, moderátor a vysokoškolský pedagog
- Jan Klusák, vl. jm. Jan Filip Porges (* 1934), hudební skladatel, herec a spisovatel
- František Laurin (* 1934), divadelní a filmový režisér, vysokoškolský pedagog, otec Sabiny Laurinové
- Janet Malcolmová (1934–⁠2021), americká novinářka
- Milan Neděla (1934–1997), herec a moderátor
- Eva Olmerová (1934–1993), jazzová a popová zpěvačka
- Miroslav Ondříček (1934–2015), kameraman
- Milan Pilar (* 1934), jazzový a zábavní hudebník
- Jan Schmidt (1934–⁠2019) filmový režisér, scenárista a příležitostný filmový herec.
- Jan Švankmajer (* 1934), surrealistický filmový tvůrce, básník, kreslíř a umělec
- Jiří Bednář (1935–1973), filosof
- Ivanka Devátá (* 1935), herečka a spisovatelka, bývalá manželka Miloše Hlavicy a Josefa Vinkláře, matka Marka Hlavicy a Adama Vinkláře
- Petr Elbogen (* 1935), československý atlet, výškař
- Luboš Fišer (1935–1999), hudební skladatel, skladatel filmové hudby a režisér
- Charles Fried (* 1935), americký právník a profesor
- Antonín Hardt (* 1935), herec
- Mirek Hoffmann (1935–2019 ), zpěvák, textař a skladatel, jeden z členů skupiny Greenhorns
- Petr Lom (1935–2003), lékař, politik a diplomat, poslanec České národní rady a Poslanecké sněmovny, ministr zdravotnictví
- Walther Piesch (1935–2011), německo-francouzský sochař, dřevořezbář a malíř
- Jan Saudek (* 1935), fotograf
- Kája Saudek (1935–⁠2015), kreslíř, tvůrce a průkopník českého komiksu
- Rudolf Slánský mladší (1935–2006), disident, signatář Charty 77 a československý, později český diplomat, syn Rudolfa Slánského
- Libuše Švormová, vl. jm. Schwormová (* 1935), herečka
- Petr Vopěnka (1935–2015), matematik
- Roland Wabra (1935–1994), německý fotbalový brankář
- Nina S. Appelová (* 1936), první děkanka Loyolské právnické školy
- Mária Bartuszová (1936–1996), sochařka
- Jiří Černý (1936–⁠2023), hudební kritik
- Václav Havel (1936–2011), spisovatel a první nekomunistický prezident
- Naděžda Honzíková, roz. Hympánová (1936–2013) sólistka opery v Českých Budějovicích a Plzni
- Jan Hora (* 1936), český varhaník a hudební pedagog, profesor Akademie múzických umění v Praze a Pražské konzervatoře
- Henry Mayr-Harting (* 1936), historik
- Jan Němec (1936–2016), filmový režisér a producent, pedagog FAMU
- Jaroslava Potměšilová (1936–2024), česká varhanice
- Helena Růžičková (1936–2004), herečka, matka herce Jiřího Ružičky
- Jan Sokol (1936–2021), filosof, vysokoškolský učitel a politik, ministr
- Zdeněk Svěrák (* 1936), herec, dramatik a scenárista
- Jan Tříska (1936–2017), americko-český herec
- Jiří Valenta (1936–1991), český malíř, grafik a fotograf
- Madeleine Albrightová (1937–2022), americká politička
- Jan Robert Bloch (1937–2010), přírodovědec, pedagog a sociální filosof
- Pavel Bobek (1937– 2013) architekt a zpěvák
- Peter Buxtun (* 1937), epidemiolog, whistleblower
- Zdena Hadrbolcová (1937–⁠2023), herečka
- Jiří Kodet (1937–2005), herec
- Ivan Jandl (1937–1987), filmový herec a rozhlasový-moderátor
- Evžen Jegorov (1937–1992), herec a jazzový hudebník
- Peter Johanek (* 1937), německý historik a diplomatik
- Jan Kaplický (1937–2009), architekt
- Antonín Klimek (1937–2005), historik novověku, archivář a autor populárně naučných knih
- Bohuslav Maršík (1937–⁠2021), operní pěvec–basista, sólista Národního divadla v Praze
- Karel Milota (1937–2002), básník, spisovatel a překladatel, manžel Daniely Hodrové
- Ivan Renč (* 1937), český spisovatel a režisér
- Karel Schwarzenberg (1937–2023), podnikatel, politik, bývalý český ministr zahraničí
- Karel Štědrý (1937–2017), zpěvák, herec, moderátor a podnikatel
- Jiří Tichota (* 1937), český muzikolog, loutnista, zpěvák, textař a muzikant, zakladatel a umělecký vedoucí skupiny Spirituál kvintet
- Václav Wolf (1937–2019), římskokatolický kněz a teolog
- Bohumila Zelenková, roz. Fiedlerová (* 1937), scenáristka a televizní dramaturgyně, manželka a blízká spolupracovnice Otto Zelenky a matka režiséra Petra Zelenky
- Zdeněk Zikán (1937–2013), fotbalista
- Petr Beneš (1938–2013), jaderný chemik (Fakultě jaderné fyzikálně I ČVUT v Praze). Založil obor chemie stop, který od roku 1968 vyučoval, žák akademika Františka Běhounka
- Vojtěch Cepl (1938–2009), právník a vysokoškolský učitel
- Meir Lubor Dohnal (* 1938), scenárista, dramatik, režisér, herec a vysokoškolský učitel
- Jana Hlaváčová (1938–⁠2024), herečka a emeritní profesorka DAMU, manželka Luďka Munzara
- Rudolf Hrbek (* 1938), emeritní profesor politologie
- Jan Klíma (* 1938), teoretický fyzik, spisovatel a překladatel
- Stanislav Křeček (*1938), český právník a politik
- Jan Málek (* 1938), hudební skladatel
- Lubomír Malý (1938–⁠2022), violista a hudební pedagog
- Jiří Menzel (1938–2020), režisér a herec
- Petr Nárožný (* 1938), herec a televizní moderátor
- Karel Otavský (1938–⁠2022), historik umění – medievalista, se specializací na dějiny textilu a zlatnictví, vysokoškolský pedagog
- Carole Jane Pachlová (* 1938), kanadská krasobruslařka
- Jana Petrů (1938–1990), zpěvačka
- Dietmar Petzina (* 1938), německý ekonom a hospodářský historik
- Petr Skoumal (1938–2014), skladatel, textař a klávesista, znám jako umělecké duo s písničkářem Janem Vodňanským
- Václav Sokol (* 1938), český výtvarník, grafik a ilustrátor, bratr filosofa Jana Sokola
- Karel Svoboda (1938–2007), hudební skladatel
- Jiří Toman (1938–2020), česko-švýcarský právník
- Jana Andrsová-Večtomová (1939–2023), česká herečka a baletka
- Hans Heinrich Formann (1939–2016), rakouský spisovatel
- Hanuš Karlach (* 1939), filolog a překladatel
- Ivan Kraus (* 1939), loutkoherec, herec, kabaretiér, spisovatel a scenárista
- Miroslav Moravec (1939–2009), divadelní a filmový herec a dabér
- Ladislav Mrkvička (1939–2020), herec
- Karel Raška (* 1939), česko-americký lékař, virolog, genetik, imunolog, imunopatolog
- Jaroslav Satoranský (* 1939), herec Divadla na Vinohradech
- Ivan Steiger (* 1939), česko-německý karikaturista, kreslíř a ilustrátor, spisovatel a režisér
- Dieter Bös (1940–2004), rakouský právník
- Jiří Brabec (1940–2003), klavírista, skladatel, hudebník především country
- Jana Brejchová (* 1940), herečka
- Kristina Colloredo-Mansfeldová, též Christina Colloredo-Mannsfeld (* 1940), česko-rakouského šlechtična z rodu Colloredo-Mannsfeldů
- Marko Čermák (* 1940), komiksový kreslíř, hudebník (Greenhorns) a tramp
- Bohumil Doležal (* 1940), literární kritik, politický komentátor, publicista a vysokoškolský učitel. Signatář Charty 77, kritik Benešových dekretů a vysídlení Němců z Československa
- Jana Drbohlavová (1940–2019), herečka, dcera fotografa Karla Drbohlava, bývalá manželka herce Ladislava Županiče a matka historika Jana Županiče
- Petr Čepek (1940–1994), divadelní a filmový herec
- Milan Hauner (1940–2022), česko-americký historik, politolog a publicista
- Pavel Chrastina (1940–2021), zpěvák a baskytarista
- Otto Jelinek (* 1940), krasobruslař
- Petr Jan Kalaš (* 1940), česko-švýcarský ekolog a český ministr životního prostředí
- Marie Aglaé Kinská z Vchynic a Tetova, kněžna z Lichtenštejna (1940–2021), dcera hraběte Ferdinanda Karla Kinského z Vchynic a Tetova, manželka panujícího knížete lichtenštejnského Hanse Adama II.
- Heinz Klevenow (* 1940), německý herec
- Jan Kuklík st. (1940–2009), historik novověku, vysokoškolský učitel a autor odborných knih
- Eda Kriseová (* 1940), novinářka a spisovatelka
- Dietger Pforte (* 1940), německý literární vědec a vysokoškolský učitel
- Peter Rohde (1940–2015), německý průmyslový inženýr a manažer
- Karel Růžička (1940–2016), jazzový pianista a hudební skladatel
- Bedřich Karel Schwarzenberg (* 1940), kníže ze Schwarzenbergu
- Pavel Smetáček (1940–2022), jazzový klarinetista a saxofonista, hudební publicista, politik a diplomat, syn prof. Václava Smetáčka
- Zuzana Stivínová starší (* 1940), herečka, sestra Jiřího Stivína a dcera Evy Svobodové
- Josef Syka (* 1940), lékař-neurofyziolog a vědec
- Miloslav Šimek (1940–2004), český komik, humorista a spisovatel, kpartner Jiřího Grossmanna
- Jiří Rajmund Tretera (* 1940), právník, katolický kněz a dominikán, profesor Právnické fakultě Univerzity Karlovy, bratr filosofa Iva Tretery
- Jaroslav Vejvoda, vl. jm, Jaroslav Marek (* 1940), prozaik a scenárista

#### 1941 až 1950

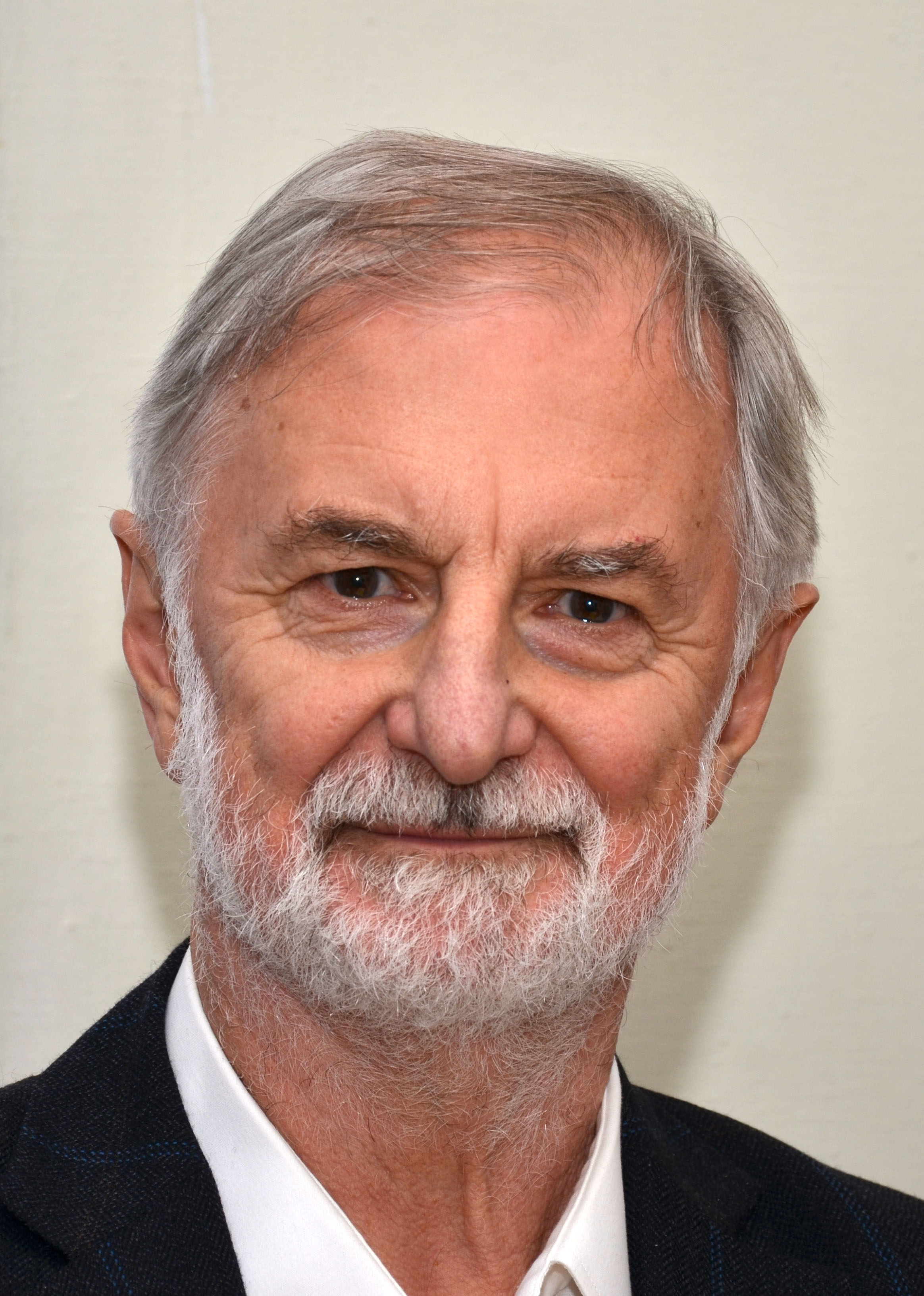
Eugen Brikcius

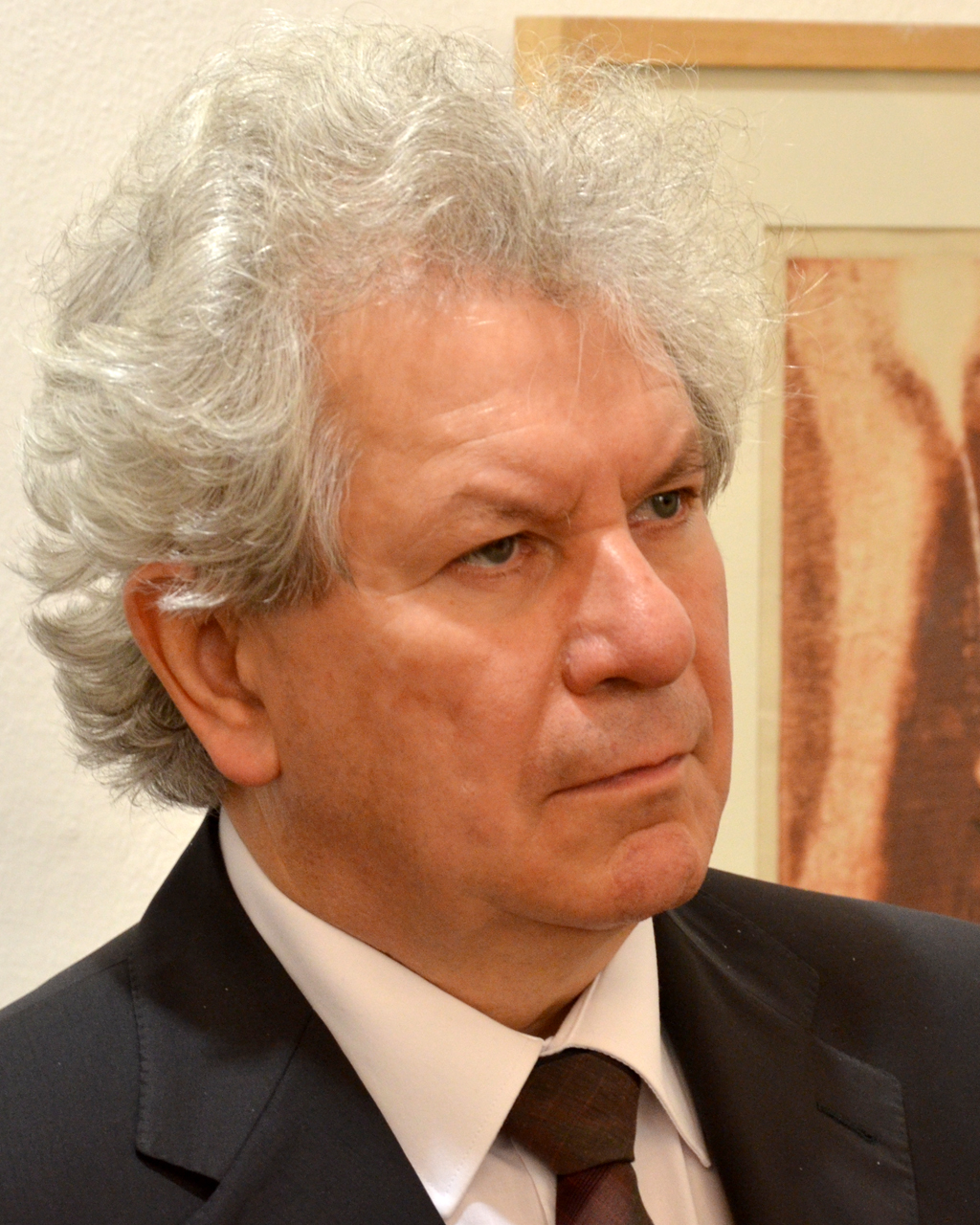
Jiří Bělohlávek

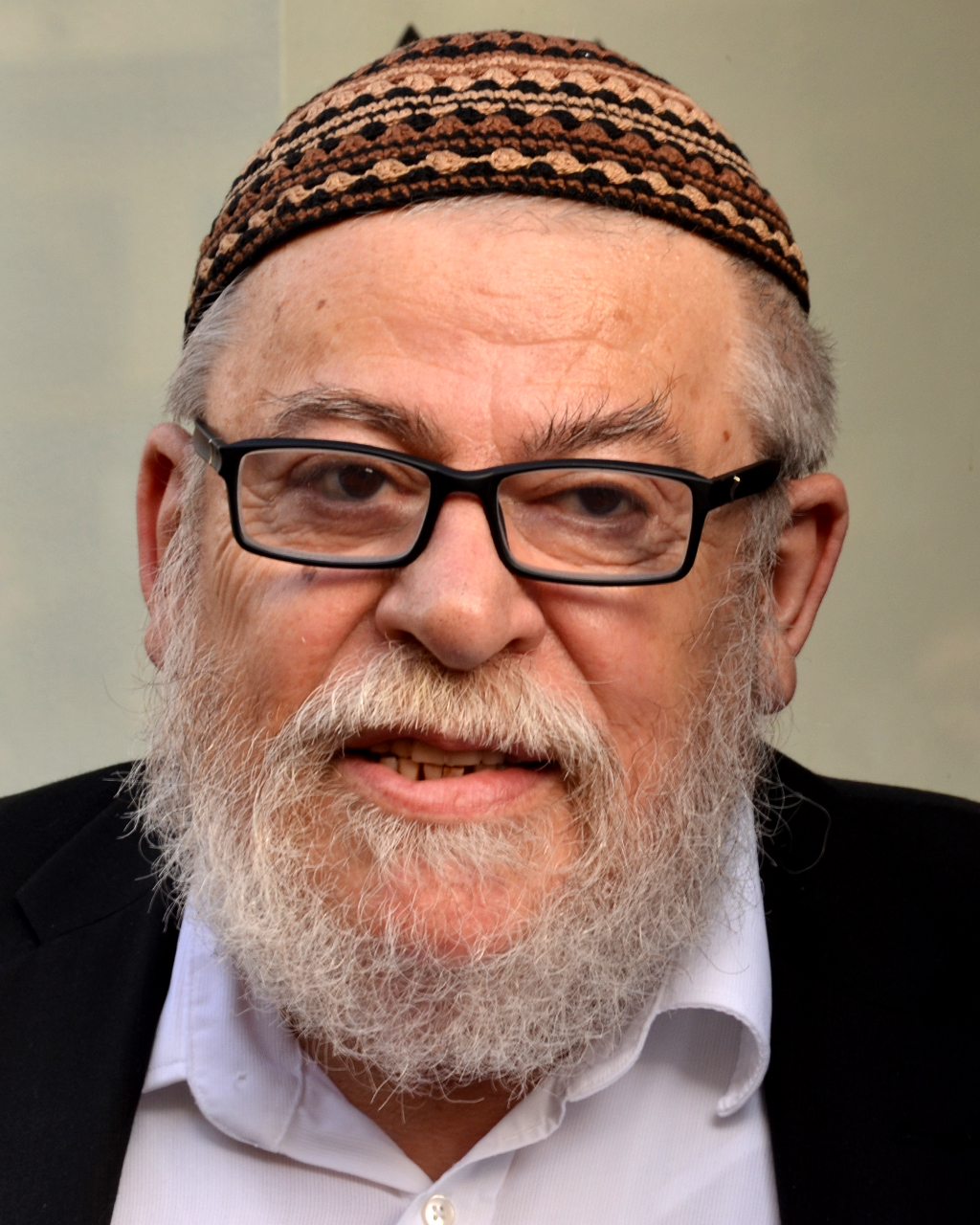
Karol Sidon

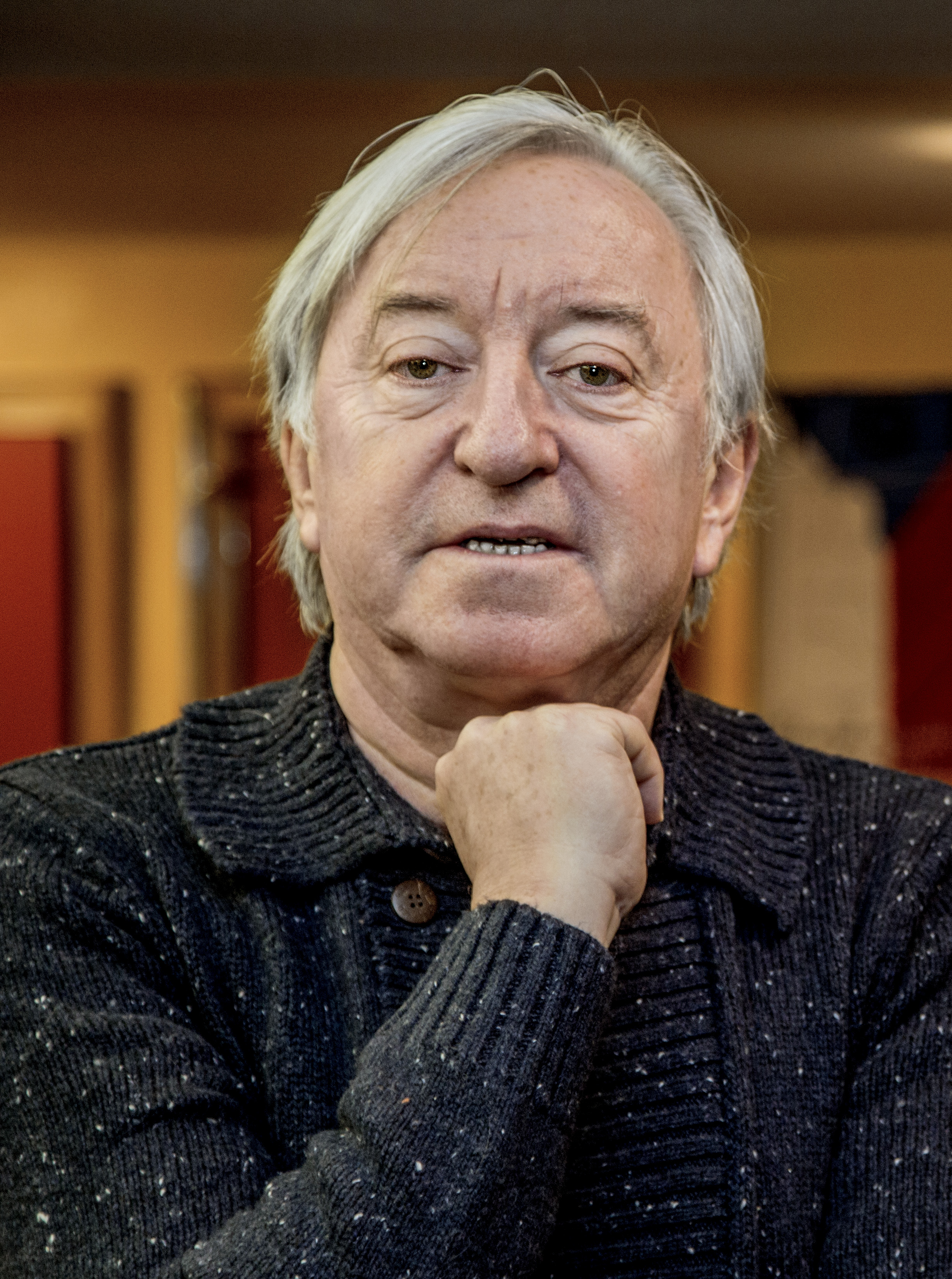
Jiří Lábus

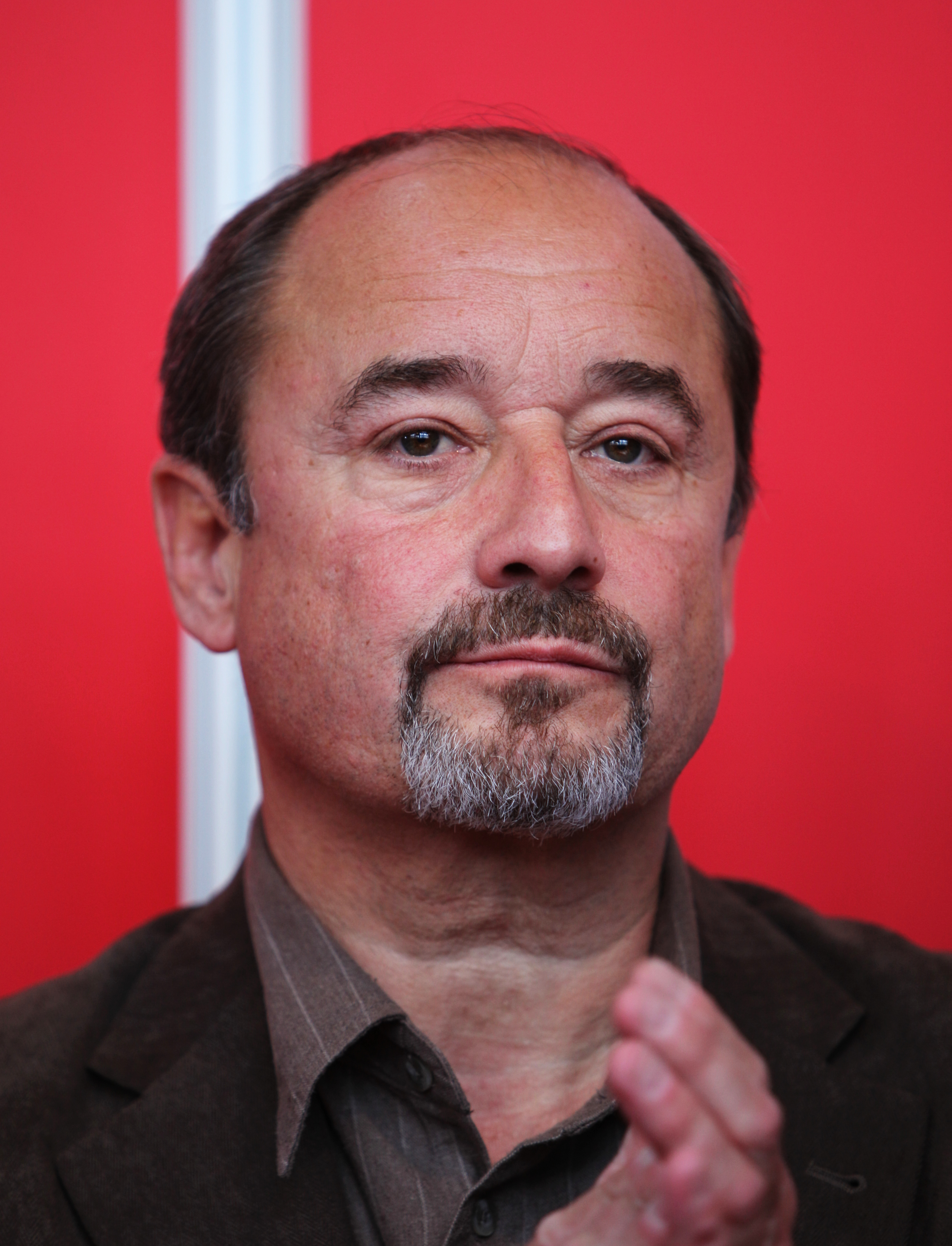
Viktor Preiss

Olga Schoberová, herečka

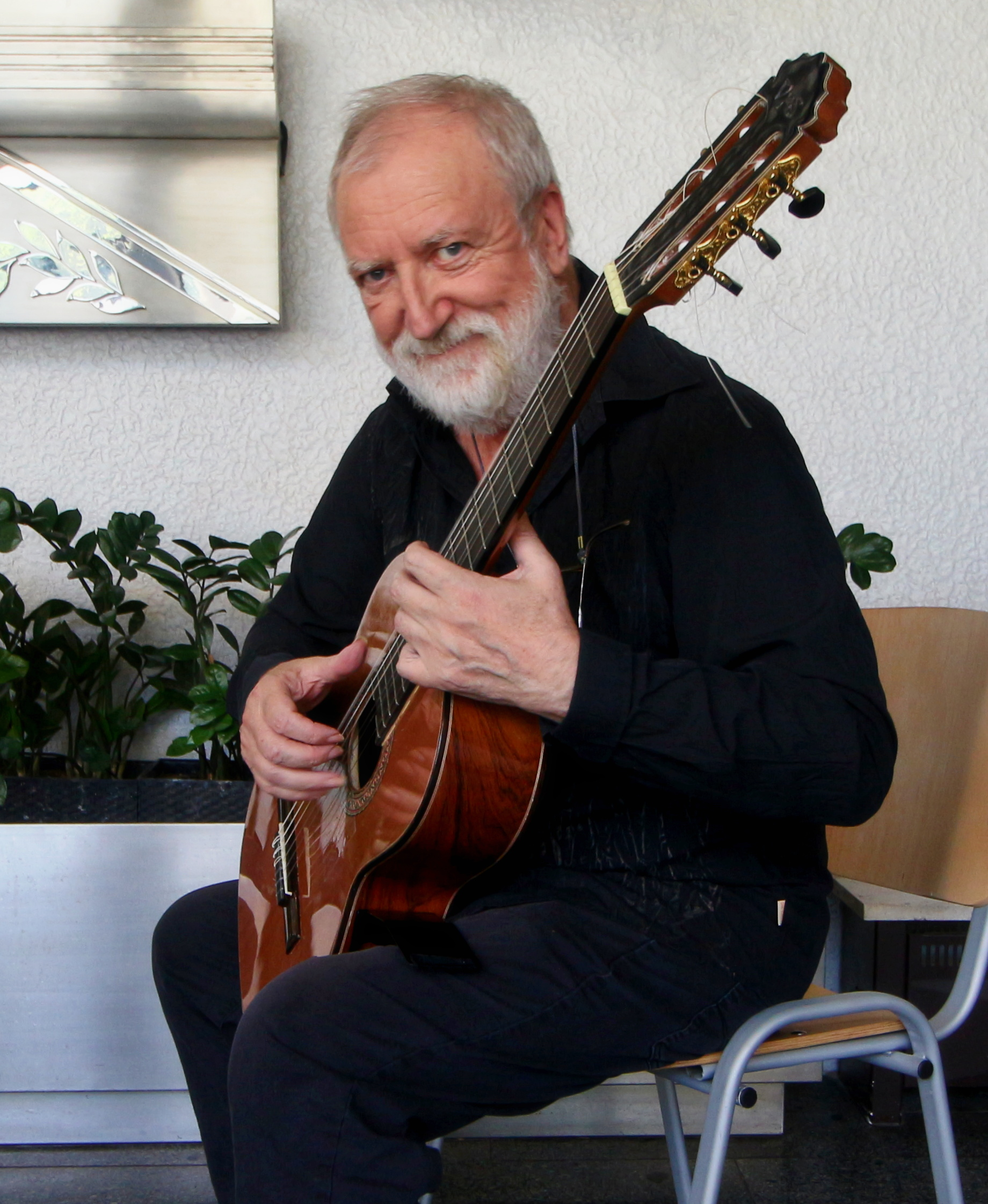
Štěpán Rak

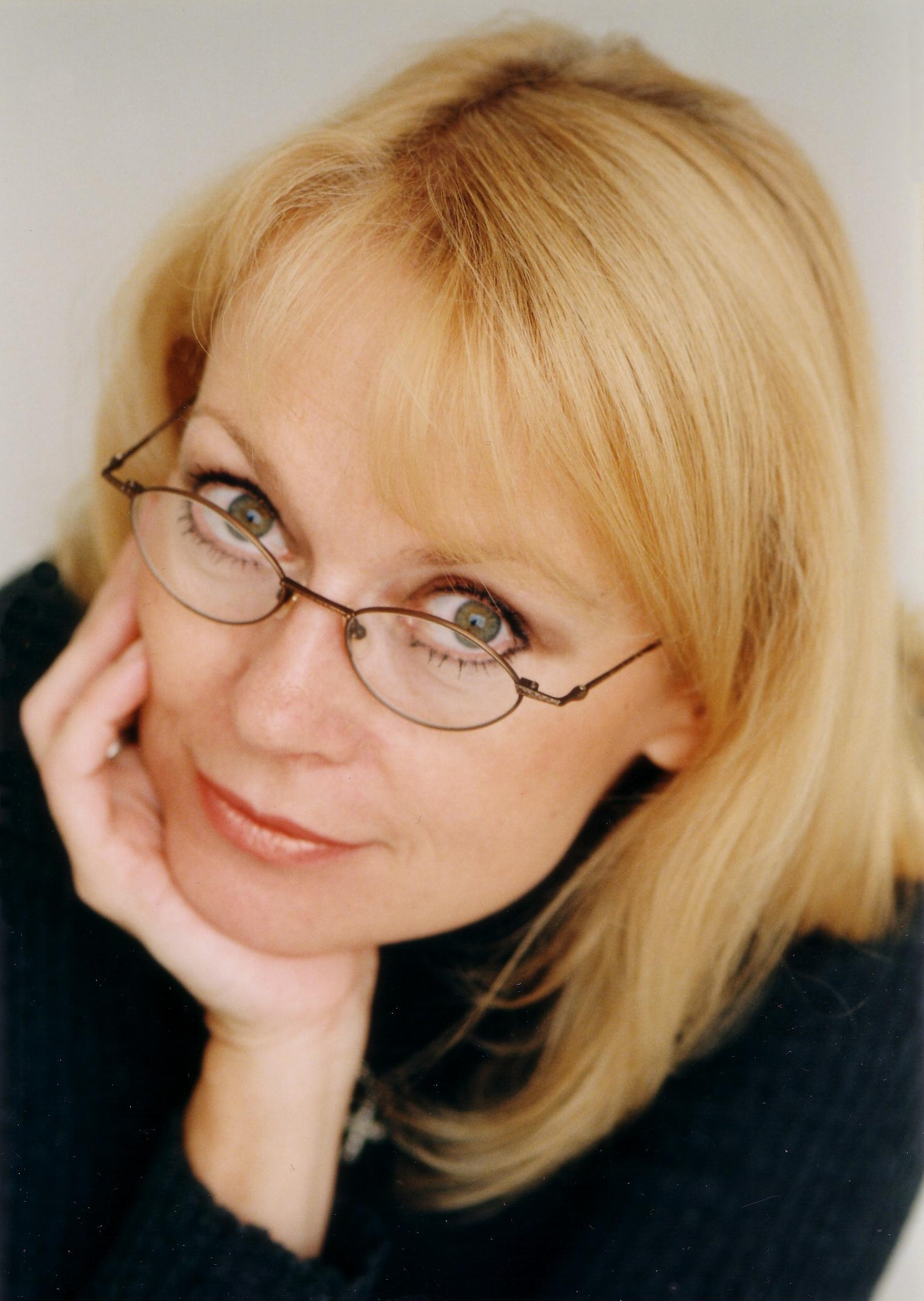
Kateřina Macháčková, herečka

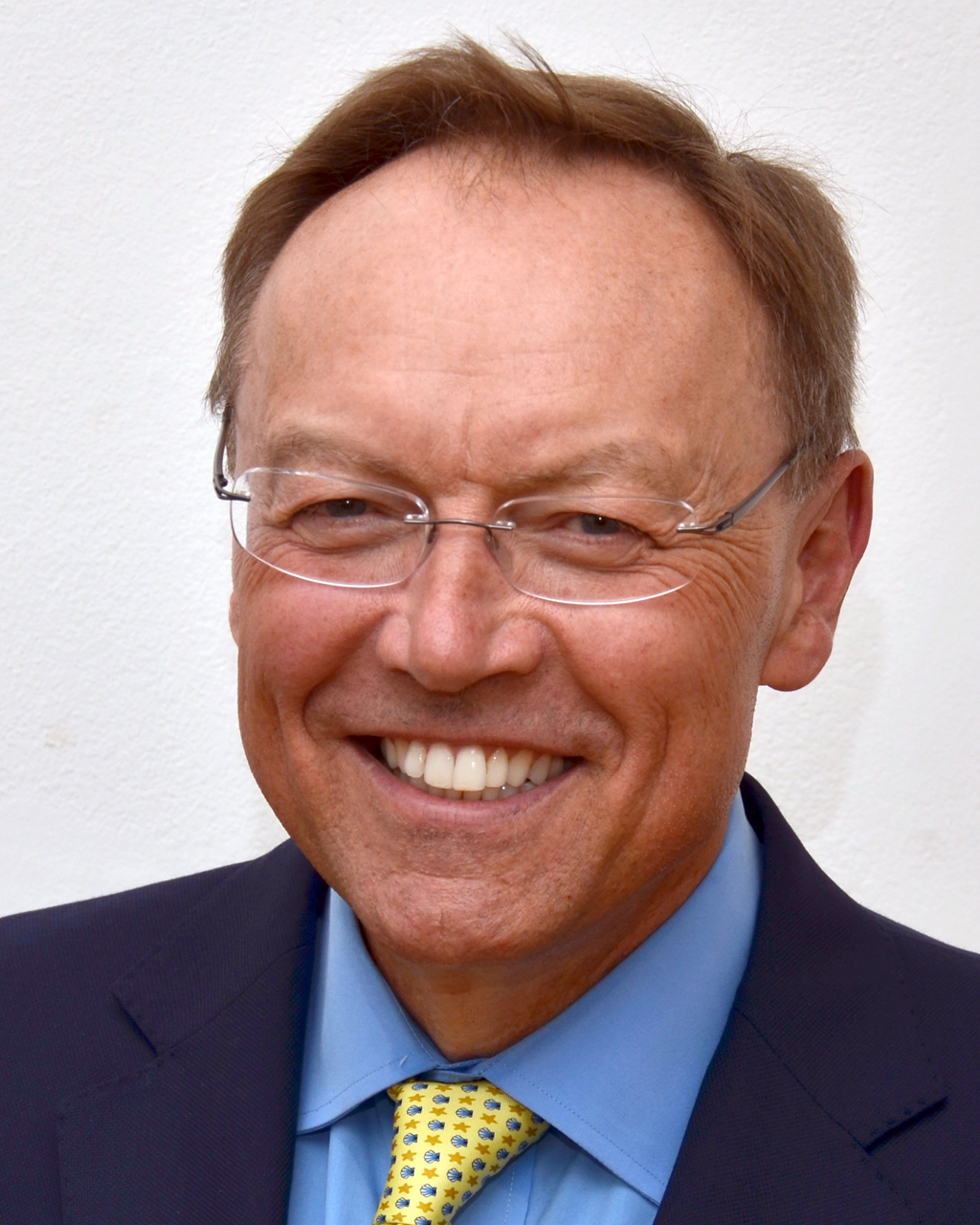
Igor Lukeš, česko-americký historik a vysokoškolský učitel

- Jiří Bednář (1941–2013) herec, scenárista, dramatik a dramaturg, syn českého básníka Kamila Bednáře
- Vladimír Borecký (1941–2009), psycholog, filozof, kulturolog a mystifikátor
- Antonín Brousek (1941–2013), básník a literární kritik
- Jaroslava Durčáková (* 1941), ekonomka, rektorka Vysoké školy ekonomické v Praze
- Pavlína Filipovská (* 1941), herečka, zpěvačka, konferenciérka a moderátorka, dcera Františka Filipovského a matka Pavlíny Wolfové
- Gerhard Gleich (* 1941), rakouský umělec
- Jiří Grossmann (1941–1971), komik, humorista, zpěvák, textař, divadelní autor a instrumentalista
- Jan Hron (* 1941), agrární vědec a emeritní rektor ČZU Praha
- Stanislav Chmelík (1941–2016), saxofonista, klarinetista, kytarista, textař a hudební skladatel, hudební redaktor
- Josef Jelínek (* 1941), fotbalista
- Jan Klapáč (* 1941), hokejista
- Václav Klaus (* 1941), politik a ekonom
- Alena Kožíková (* 1941), divadelní dramaturgyně, teatroložka a překladatelka z francouzštiny, dcera Františka Kožíka a Zdeňky Švabíkové
- Václav Mašek (* 1941), fotbalista
- Jan Antonín Pacák (1941–2007), malíř, kreslíř, grafik, ilustrátor, hudebník, multiinstrumentalista
- Maria-Elisabeth Schaefflerová (* 1941), rakousko-německá podnikatelka
- Alfred Strejček (* 1941), herec, moderátor a recitátor
- Josef Šimek (1941–2000) kreslíř a hudebník (Greenhorns)
- Petr Uhl (1941–2021), publicista a disident
- Jan Vodňanský (1941–2021), spisovatel, herec, písničkář a lidový filosof, tvořil umělecké duo s Petrem Skoumalem
- Ivan Zelenka (* 1941), hudebník, dirigent a hudební skladatel
- Eugen Brikcius (* 1942), spisovatel, básník, filosof, esejista a výtvarník
- Věra Čáslavská (1942–2016), umělecká gymnastka
- Petr Janda (* 1942), hudebník
- Vlastimil Jansa (* 1942), šachový velmistr
- Svatopluk Karásek (1942–2020), evangelický farář, písničkář a politik, bratr fotografa Oldřicha Karáska
- Petr Kment (1942–2013), zápasník
- Petr Kotík (* 1942), hudební skladatel, dirigent a flétnista žijící v New Yorku
- Eduard Krečmar (* 1942), textař a libretista, spoluzakladatel a zpěvák (skupina Sputnici)
- Josef Kroutvor (* 1942), esejista, historik umění, básník a prozaik
- Karel Masopust (* 1942), hokejista
- Ivan Mládek (* 1942), hudební skladatel, písničkář a komik
- Vít Olmer (* 1942), herec, scenárista, spisovatel a režisér, manžel Simony Chytrové
- Karol Sidon (* 1942), pražský rabín a spisovatel
- Jan Spálený (* 1942), multiinstrumentalista, skladatel a textař
- Emma Srncová, výtvarnice, manželka Jiřího Srnce, matka Barbory Srncové
- Jiří Stivín (* 1942), hudebník, syn Evy Svobodové, bratr Zuzany Stivínové st., otec Zuzany Stivínové ml. a Adama Stivína
- Karel Vágner (* 1942), kontrabasista, baskytarista, hudební producent, skladatel, zpěvák, kapelník a podnikatel
- Jan Vyčítal (1942–2020), zpěvák a zakládající člen skupiny Greenhorns, textař, karikaturista a autor kreslených vtipů
- Ivan Wernisch (* 1942), básník, spisovatel, novinář a překladatel, otec Michala Wernische
- Pavel Wohl (* 1942), hokejista a trenér
- Václav Zahradník (1942–2001), dirigent, hudební skladatel a aranžér
- Vratislav Brabenec (* 1943), hudebník (The Plastic People of the Universe) a literát
- Michal Bukovič (1943–2008), textař
- Jiří Cerha (* 1943), zpěvák, hudební skladatel a pedagog
- František Ringo Čech (* 1943), bubeník, rockový hudebník, zpěvák, spisovatel a malíř
- Karel Černoch (1943–2007), zpěvák, hudební skladatel a moderátor, otec Terezy Černochové
- Jan Grimm (1943–2012), malíř a inspirátor pozvednutí odkazu Karla Hynka Máchy
- Karel Herbst (* 1943), řádový duchovní a emeritní světící biskup v Praze
- Karla Chadimová (* 1943), herečka
- Lubomír Kaválek (* 1943), americký šachový velmistr
- František Tomáš Karel hrabě Kolowrat-Krakowský (1943–2004), příslušník šlechtického rodu Kolovratů, kameraman a filmový producent
- Vladivoj Kotyza (* 1943), český malíř
- Joe Kučera (* 1943), hudebník
- Michael Kunze (* 1943), německý textař, spisovatel a libretista
- Petr Lacina (* 1943), badmintonista
- Dagmar Lassanderová (* 1943), německá herečka
- Jan Litomiský (* 1943), disident, signatář Charty 77 a politik, poslanec
- Lukáš Matoušek (* 1943), klarinetista, hudební skladatel a režisér, dramaturg
- Antonín „Tonda“ Mozr (* 1943), volejbalový reprezentant
- Václav Neckář (* 1943), zpěvák a herec
- Zuzana Nováková (* 1943), básnířka, spisovatelka, autorka řady knih pro děti
- Petr Packert (1943–2003), fotbalista a trenér
- Viktor Růžička (1943–2014), kameraman
- Pavel Rychetský (* 1943), politik, právník, předseda Ústavního soudu, ministr spravedlnosti
- Olga Schoberová (* 1943), herečka
- Luděk Sobota (* 1943 ), herec, bavič, scenárista a režisér
- Karel Stretti (1943–2018), restaurátor
- Karel Šmíd (1943-2015), novinář
- František Veselý (1943–2009), fotbalista
- Jiří Wimmer (1943–2001), herec, komik, bavič, básník, kreslíř a hudebník
- Václav Bělohradský (* 1944), filosof, sociolog a politolog
- Antonín Bořek-Dohalský (1944–2017), český šlechtic z rodu Dohalských
- Václav Dušek (* 1944), prozaik a scenárista
- Petr Hapka (1944–2014), hudebník, skladatel, zpěvák a dirigent
- Jiří Holeček (* 1944), hokejový brankář
- Rudolf Hübner (* 1944), atlet
- Ladislav Janouch (* 1944), sochař
- Tomáš Jech (* 1944), matematik
- Věra Jirousová, roz. Vařilová (1944–2011), historička umění a básnířka, manželka Ivana M. Jirouse, matka Tobiáše Jirouse
- Vlasta Kahovcová (* 1944), zpěvačka a výtvarnice, sestra kytaristy a zpěváka Karla Kahovce
- Milan Kunc (* 1944), malíř
- Jan Měšťák (* 1944), plastický chirurg, vysokoškolský pedagog
- Aleš Opatrný (*1944) římskokatolický kněz, teolog a autor duchovní literatury
- Alexander Plocek (1944 –2009), botanik
- Christine Schornová (* 1944), německá herečka
- Katharina Sieverdingová (* 1944), německá umělkyně a fotografka
- Petr Spálený (* 1944), hudebník, skladatel, kytarista, flétnista, bubeník a zpěvák
- Bohuslav Svoboda (* 1944), gynekolog a politik, pražský primátor
- Helena Štáchová (1944–2017), loutkoherečka, zpěvačka, scenáristka, režisérka, dabérka, (Divadlo Spejbla a Hurvínka)
- Vladimír Táborský (* 1944), fotbalista a trenér
- Vladimír Aichelburg (* 1945), historik a publicista
- Otto Bezloja (1945–2001), baskytarista a zpěvák, spoluzakladatel kapely The Matadors
- Benjamin Fragner (* 1945), historik architektury a industriální archeolog, syn architekta Jaroslava Fragnera a Věry Gabrielové
- Dana Hlaváčová (* 1945), filmová herečka, sestra herečky Jany Hlaváčové
- Ladislav Kantor (1945–2015), politik (ODA), zpěvák, hudební dramaturg, publicista, režisér, textař a scenárista
- Hynek Klimek (* 1945), novinář, spisovatel a scenárista
- Libuše Moníková (1945–1998), spisovatelka
- Ondřej Neff (* 1945), spisovatel sci-fi literatury a novinář
- Petr Novák (1945–1997), český zpěvák a skladatel
- Petr Pavlík (* 1945), malíř, sochař, ilustrátor, výtvarný kritik a publicista, fotograf a vysokoškolský pedagog
- Jaroslav Poncar (* 1945), fotograf
- Ladislav Potměšil (* 1945), herec
- Štěpán Rak (* 1945), kytarista, hudební skladatel a pedagog česko-ukrajinského původu
- Viktor Sodoma (* 1945), zpěvák a podnikatel
- Evelyna Steimarová (* 1945), herečka, matka Anny Polívkové
- Ondřej Suchý (* 1945), novinář, moderátor, spisovatel a textař, bratr Jiřího Suchého
- Jiří Svoboda (1945–2004), skladatel filmové hudby, filmy Zdeňka Zelenky
- Tomáš Vačkář (1945–1963), hudební skladatel, syn Dalibora C. Vačkáře, vnuk Václava Vačkáře
- Jaroslava Valentová, roz. Králová, provd. Řezáčová (* 1945), československá atletka-skokanka
- Josef Vejvoda (* 1945), hudební skladatel, bubeník, hudební aranžér, kapelník a dirigent, syn Jaromíra Vejvody, otec Zuzany Vejvodové
- Věra Bartošková (* 1946), publicistka a básnířka
- Antonín Baudyš (1946–2010), fyzik, vysokoškolský pedagog, astrolog a politik, ministr obrany
- Jiří Bělohlávek (1946–2017), dirigent
- Hana Brejchová (* 1946), herečka, sestra Jany Brejchové
- Milan Buben (* 1946), historik a heraldik
- Josef Capoušek (1946–2025), kanoistický trenér
- Jan Josef IV. Dobřenský z Dobřenic (* 1946), šlechtic, velmistr řádu sv. Lazara
- Michaela Freemanová, roz. Kopecká (1946–2017), česká muzikoložka a hudební publicistka
- Eva Hahnová (* 1946), historička
- Radim Hladík (1946–2016), hudebník
- Daniela Hodrová (* 1946), literární teoretička a spisovatelka, manželka Karla Miloty
- Rudolf Hrušínský mladší (* 1946), herec
- Vašek Chvátal (* 1946), česko-kanadský matematik
- Karel Kahovec (* 1946), zpěvák, hudební skladatel a kytarista
- Jan Kodeš (* 1946), tenista
- Jiří Kochta (* 1946), hokejista a trenér
- Martin Kratochvíl (* 1946), jazzový hudebník, filmový dokumentarista a podnikatel
- Tomáš Linka (* 1946), country zpěvák a hudebník
- Jaroslava Obermaierová (* 1946), herečka
- Jiří Ornest (1946–2017), herec, režisér a překladatel
- Jiří Plachý (* 1946), herec, syn Jiřího Plachého staršího, synovec Vojty Plachého Tůmy
- Jaroslava Pokorná (* 1946), herečka
- Michal Prokop (* 1946), rockový zpěvák, hudební skladatel, politik
- Kateřina Rajmontová, roz. Burianová (* 1946), herečka a básnířka
- Jiří Sozanský (* 1946), grafik a sochař
- Ivan (Odilo) Štampach (* 1946), religionista, teolog a vysokoškolský pedagog
- Jiří Traxler (1946–2019), folkový hudebník, zpěvák, scenárista, muzikolog, etnolog a folklorista, bratr hudebníka Petra Traxlera
- Vladimír Večtomov (1946–2015), český klasický kytarista
- Ivan Vyskočil (* 1946), herec
- Jitka Zelenohorská (* 1946), divadelní, filmová a televizní herečka
- Peter V. Zima (* 1946), rakouský literární vědec
- Jana Bellinová (* 1947), šachová mistryně
- Martin Bojar (* 1947), lékař, politik, ministr zdravotnictví
- Zuzana Burianová provd. Kučera (* 1947), filmová herečka a zpěvačka (Divadlo Semafor)
- Dagmar "Dáša" Cortésová (* 1947), zpěvačka a dcera zpěváka Rudolfa Cortése
- Helen Epsteinová (* 1947), americká spisovatelka
- Taťana Fischerová, známá jako Táňa Fischerová (1947–2019), herečka, spisovatelka, moderátorka, politička a občanská aktivistka
- Jiří Helekal (* 1947), zpěvák, skladatel a hudebník
- Karel Heřmánek (* 1947), herec, manžel Hany Heřmánkové
- Vítězslav Jandák (* 1947), herec a politik
- Zdeněk Juračka (1947–2017), bigbeatový kytarista
- Zdeněk Klausner (* 1947), politik, senátor
- Rudolf Kučera (1947–2019), politolog
- Ivan Kurz (* 1947), hudební skladatel a pedagog
- Jiří Kylián (* 1947), baletní tanečník a choreograf
- Ivan Margolius (* 1947), architekt a propagátor české kultury a technologie, syn Rudolfa a Hedy Margoliových
- Květoslav Mašita (* 1947), enduro-motocyklista
- Vladimír Mišík (* 1947), hudebník, zpěvák, kytarista (skupiny The Matadors, Blue Effect, Etc…)
- Alena Palečková (* 1947), politička, senátorka a místopředsedkyně Senátu Parlamentu ČR
- Jaroslav Pánek (* 1947), historik
- Marie Párová (1947–2015) česko-italská muzikálová a operní zpěvačka a herečka, spolupracovnice Federica Felliniho
- Zdeněk Potužil (* 1947), televizní a divadelní režisér, scenárista, dramaturg, spisovatel a divadelní organizátor
- Viktor Preiss (* 1947), herec
- Yvonne Přenosilová (* 1947), zpěvačka a moderátorka
- Jiří Rak (* 1947), historik, specializující se na období 19. století, zejména na Habsburskou monarchii a fenomén českého národního obrození
- Milan Slavický (1947–2009), hudební skladatel, hudební vědec a pedagog, syn Klementa Slavického
- Jaroslav Erno Šedivý (* 1947), bubeník
- Martin Štěpánek (1947–2010), herec
- Jana Švandová (* 1947), herečka
- Michal Tučný (1947–1995), countryový zpěvák
- Aleš Ulm (* 1947), zpěvák, scenárista, moderátor a televizní dramaturg
- Miroslav Vitouš (* 1947), jazzový basista a hudební skladatel
- Oldřich Vízner (* 1947), herec
- Helena Vondráčková (* 1947), zpěvačka a herečka
- Zdeněk Zeman (* 1947), italský fotbalový trenér
- Luboš Andršt (* 1948), kytarista, skladatel a pedagog, syn Zdeňka Andršta, bratranec Petra Jandy
- Miloslav Bednář (* 1948), akademik
- Jan Cimický (* 1948), psychiatr, prozaik, básník, překladatel, dramaturg a scenárista
- Daniela Fischerová (* 1948), dramatička a prozaička
- Tomáš Halík (* 1948), sociolog, náboženský filosof a římskokatolický kněz
- Jan Hammer (* 1948), česko-americký jazzový klavírista a klávesista
- Zdenek Hůla (* 1948), malíř a sochař, keramik, kurátor a pedagog
- Iva Hüttnerová (* 1948), herečka, výtvarnice a spisovatelka
- Ivan Klánský (* 1948), klavírista a hudební pedagog
- Kristian Kodet (* 1948), malíř, bratr herce Jiřího Kodeta
- Ivan Král (1948–2020), český hudebník, baskytarista skupiny Patti Smith Group, nominován na Českého lva v kategorii Nejlepší hudba k filmu
- Oskar Krejčí (* 1948), politolog
- Jan Malíř (* 1948), kameraman
- Jana Nováková (1948 – 1968), filmová herečka a modelka.
- Jan Palach (1948–1969), student Filozofické fakulty Univerzity Karlovy, politický aktivista, upálil se na protest proti okupaci Československa armádami států Varšavské smlouvy a potlačování svobod v zemi
- Antonín Panenka (* 1948), fotbalista
- Jan Pirk (* 1948), kardiochirurg, přednosta Kardiocentra pražského IKEMu
- Viktor Polesný (* 1948), režisér a scenárista
- Petr Rezek (* 1948), fenomenologický filosof a teoretik umění
- Jiří Růžička (* 1948), pedagog a politik (místopředseda)
- Pavel Soukup (* 1948), herec, dabér a voiceover, exmanžel Zuzany Geislerové
- Elena Strupková (* 1948), herečka, režisérka a psychoterapeutka
- Petr Štěpánek (* 1948), herec, syn Zdeňka Štěpánka a Jany Štěpánkové, bratr Martina Štěpánka
- Petr Traxler (1948–2014), skifflový a folkový kytarista, mandolinista, skladatel a zpěvák, bratr hudebníka Jiřího Traxlera
- Marta Vančurová (* 1948), herečka
- Michal Zelenka (1948–2011), producent, promotér a manažer, manžely Petry Janů
- Michal Ajvaz (* 1949), prozaik, básník, esejista a překladatel
- Dadja Altenburg-Kohl, původně Drahoslava Pešta Kohl (* 1949), česká lékařka a filantropka
- Petra Černocká (* 1949), herečka a zpěvačka
- Cyril Höschl (* 1949), psychiatr, popularizátor vědy a vysokoškolský pedagog
- Eva Hudečková, rozená Trejtnarová (* 1949), herečka a spisovatelka, manželka houslisty Václava Hudečka
- Tomáš Husák (* 1949), diplomat
- Petr Charvát (* 1949), archeolog a historik, manžel Kateřiny Charvátové
- Jiří Korn (* 1949), zpěvák, stepový tanečník a herec
- Jiří Kozel, též George Kozel či George Kay (* 1949), česko-americký bluesrockový a hardrockový baskytarista
- Kateřina Macháčková (* 1949), publicistka a herečka, dcera Miroslava Macháčka a pěvkyně Věry Štiborové
- Hana Mašková (1949–1972), krasobruslařka
- Jan Palouš (* 1949), astronom galaxií, mezihvězdného prostředí a vzniku hvězd
- Michael Rittstein (* 1949), výtvarník, představitel expresivní figurální malby, otec sochaře Lukáše Rittsteina
- Ivan Pařík (* 1945), dirigent a hudební pedagog, syn Otakara a Marie Paříkové
- Jiří Smetana (1945–2016), hudebník, otec Emmy
- Olga Sommerová (* 1949), filmová dokumentaristka, vysokoškolská pedagožka a politička
- Karel Zich (1949–2004), zpěvák, kytarista a hudební skladatel, „český Elvis Presley“
- Michael Žantovský (* 1949), překladatel a tlumočník, psycholog, publicista, spisovatel, textař, politik a diplomat
- Jaroslava Brousková (* 1950), herečka
- Jiří Fryš (* 1950), fotbalový trenér
- Alexander Goldscheider (* 1950), hudební skladatel, producent a publicista, majitel počítačové a hudební společnosti Romantic Robot, žijící v Anglii
- Richard Hindls (* 1950), český statistik a ekonom
- Kateřina Charvátová (* 1950), historička a archeoložka specializující se na dějiny středověku, manželka Petra Charváta
- Otomar Kvěch (1950–2018), hudební skladatel a hudební pedagog
- Jiří Lábus (* 1950), herec, komik, dabér, bratr architekta Ladislava Lábuse
- Igor Lukeš (* 1950), historik od 70. let 20. století žijící v USA, český honorární konzul v Bostonu
- Václav Malý (* 1950), titulární biskup marcellianský a světící biskup v Praze
- Eva Mansfeldová (1950–2016), česká malířka geometrické abstrakce
- Helena Maršálková (* 1950), folková a countryová zpěvačka
- Petr Matějů (1950–2017), sociolog a politik, poslanec
- Vladimír Mikulka (* 1950), kytarista
- Jitka Molavcová (* 1950), herečka, zpěvačka, hudebnice a moderátorka, spisovatelka, umělecká partnerka Jiřího Suchého
- Jitka Němcová (* 1950), televizní a filmová scenáristka, režisérka a filmová pedagožka, partnerka filmového režiséra Otakara Vávry
- Květa Novotná (1950–2015), klavíristka a hudební pedagožka
- Leo Pavlát (* 1950), novinář, spisovatel a diplomat, první a současný ředitel Židovského muzea v Praze
- Josef Pešice (1950–2017), fotbalista a trenér
- Miloslava "Milena" Rezková, provd. Hübnerová (1950–2014), atletka
- Vlasta Třešňák (* 1950), folkový písničkář, spisovatel, výtvarník a fotograf

#### 1951 až 1960

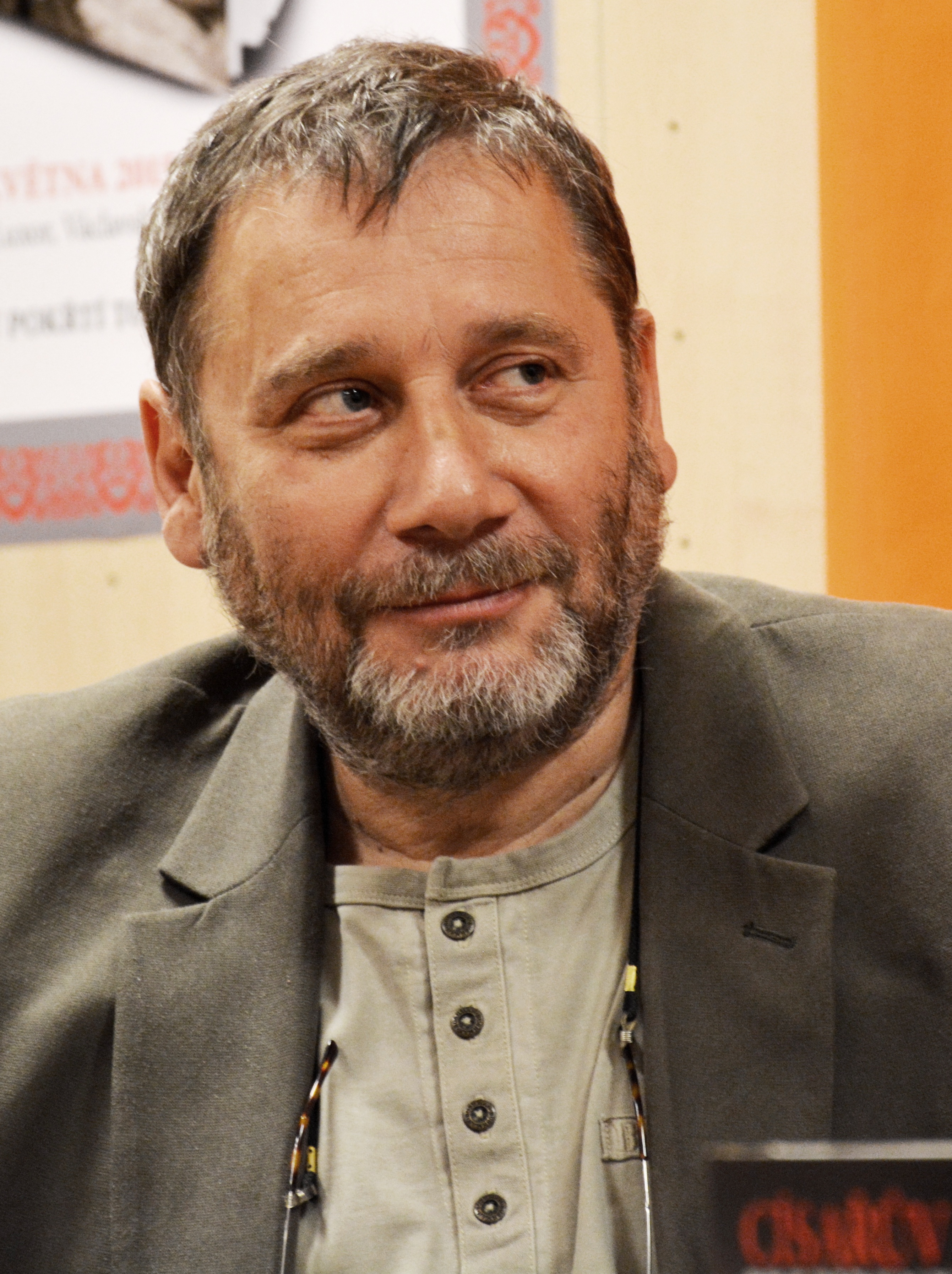
Tomáš Töpfer

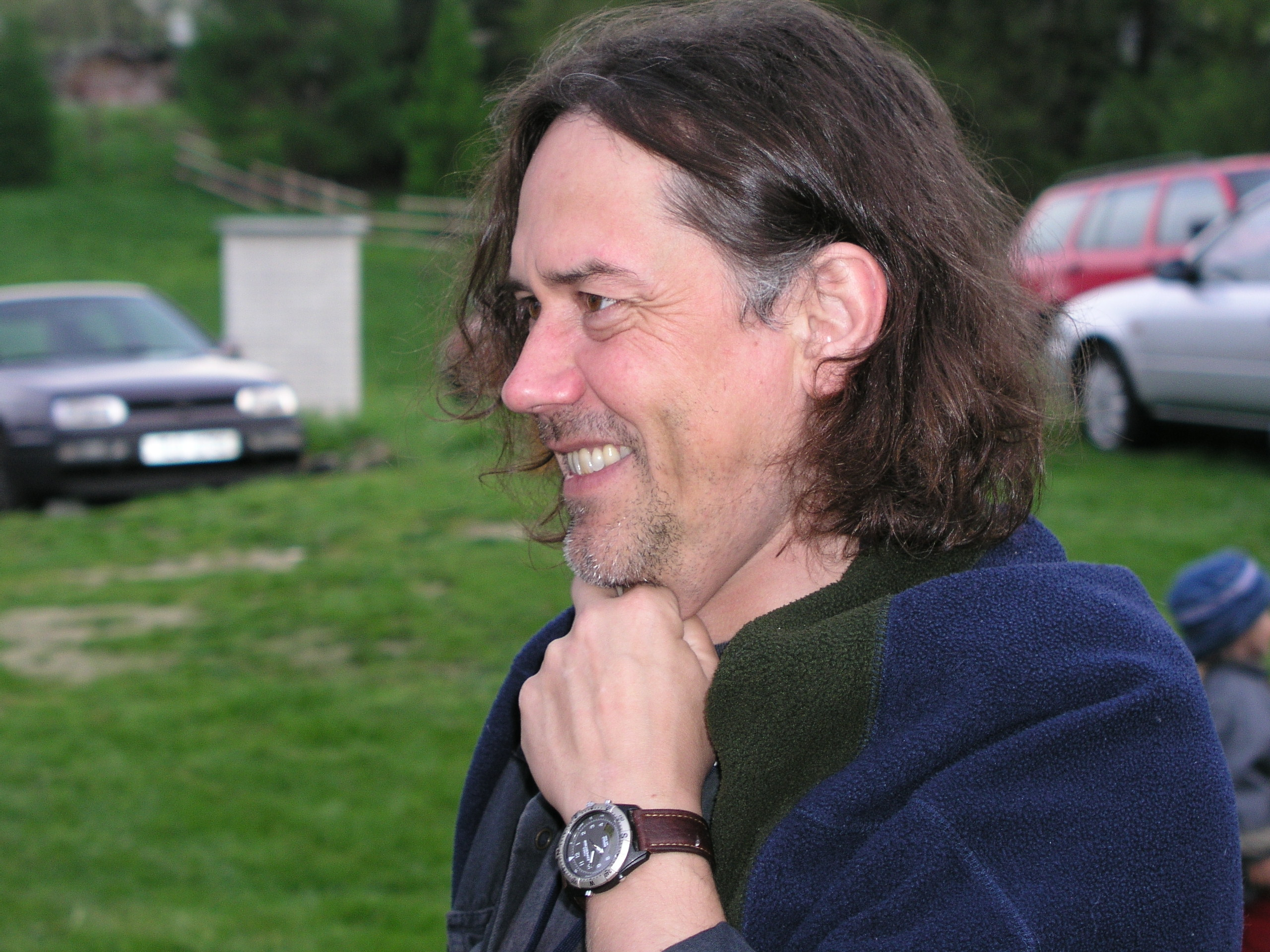
Marek Brodský, hudebník a herec

- Melita Denková (1951), spisovatelka, scenáristka, režisérka, překladatelka a redaktorka
- Tomáš Durdík (1951–2012), archeolog středověkých staveb a průzkumník hradů
- Eduard Douša (* 1951), hudební skladatel
- Jan Faktor (* 1951), česko-německý spisovatel a překladatel
- Jan Fischer (* 1951), politik
- Lenka Foletti Machoninová (* 1951) česká herečka, dcera Sergeje Machonina
- Petr Hájek (* 1951), novinář a spisovatel, tiskový mluvčí Václava Klause, syn Jiřího Hájka
- Dušan Hejbal (* 1951), biskup
- Ondřej Hejma (* 1951), zpěvák a hudební skladatel (Žlutý pes), dopisovatel agentury Associated Press, sinolog
- Milan 'Mejla' Hlavsa (1951–2001), hudebník–baskytarista a zpěvák, spoluzakladatel skupiny The Plastic People of the Universe
- Jan Kasl (* 1951), politik
- Jan Kmoch (* 1951), fotbalový trenér
- Naďa Konvalinková vl. jm. Naděžda (* 1951), herečka
- Miroslav Koubek (* 1951), fotbalista a trenér
- Vlasta Parkanová (* 1951), politička
- Eva Rolečková, roz. Leitnerová (* 1951), spisovatelka, autorka převážně historických románů
- Vojtěch Saudek (1951–2003), hudební skladatel
- Tomáš Sokol (* 1951) je jeden z nejznámějších českých právníků
- Ondřej Soukup (* 1951), baskytarista a hudební skladatel
- Milan Svoboda (* 1951), jazzový hudebník
- Vladimír Špidla (* 1951), politik
- Tomáš Töpfer (* 1951), herec, režisér, podnikatel, scenárista, vysokoškolský pedagog, divadelní ředitel a politik
- Pavla Vošahlíková (* 1951), historička českých dějin
- Jiří „Edy“ Zajíc (* 1951) je český katolický pedagog a publicista
- Ladislav Bátora (* 1952), manažer, úředník a extremistický politický publicista a aktivista
- Jan Burian (* 1952), básník, písničkář a prozaik, syn českého avantgardního divadelníka E. F. Buriana, herečky a spisovatelky Zuzany Kočové, a vnuk operního pěvce Emila Buriana
- Tomáš Fassati (* 1952), český vědec, vysokoškolský pedagog a odborný manažer
- Zuzana Geislerová (* 1952) je česká herečka, exmanželka Pavla Soukupa, dcera Růženy Lysenkové
- Michal Horáček (* 1952), spisovatel, esejista, novinář, textař, básník, producent, antropolog a podnikatel (sázková kancelář Fortuna)
- Slávek Janda (* 1952) je český kytarista, skladatel, zpěvák a producent, známý především jako leader skupiny Abraxas, bratranec Petra Jandy
- Petra Janů, vl. jm. Jana Petrů (* 1952), zpěvačka populární hudby a herečka
- František Kotva (1952–2007), kytarista (Žlutý pes)
- Vasil Mohorita (* 1952), komunistický politik
- Milan Orlowski (* 1952), hráč stolního tenisu
- Vladimír Padrůněk (1952–1991), český rockový a jazzrockový baskytarista
- Jaromír Pelc (* 1952), básník a spisovatel
- Ivan Pokorný (* 1952), režisér, herec a scenárista
- Avital Ronellová (* 1952), izraelská germanistka
- Jan Švejnar (* 1952), česko-americký ekonom
- Jindřich Vodička (* 1952) je český politik, poslanec, ministr
- Marek Zvelebil (1952–2011), britský odborník na prehistorii
- Jiří Balík (* 1953), agrární vědec a emeritní rektor ČZU
- Jiří Balvín (* 1953), generální ředitel České televize, ministr
- Jan Bednář (* 1953), novinář a komentátor, chartista, člen československé redakce BBC v Londýně
- Jan Kalvoda (* 1953) je český advokát a bývalý politik
- Jiří Kovanda (* 1953), umělec
- Jan Kraus (* 1953), herec, moderátor, režisér a scenárista
- Jeho Blaženost vladyka Kryštof, občan. jm. Radim Pulec (* 1953), arcibiskup pražské pravoslavné eparchie, pravoslavný metropolita českých zemí a Slovenska
- Gabriela Osvaldová (* 1953), herečka a textařka (partner Ondřej Soukup)
- Luděk Rubáš (* 1953), lékař a politik, poslanec České národní rady a Poslanecké sněmovny, ministr zdravotnictví
- Jan Ruml (* 1953) je český politik a aktivista v oblasti lidských práv, v 90. letech ministr vnitra
- Miroslav Šik (* 1953), švýcarský architekt a teoretik a profesor
- Gejza Valent (* 1953), diskař
- Michael Bielický (* 1954), česko-německý mediální umělec
- F. A. Brabec, celým jm. František Antonín Brabec (* 1954), filmový režisér a kameraman
- Daniel Dvořák (* 1954), scénograf, architekt a divadelní manažer, bývalý ředitel Národního divadla v Praze
- Kryštof Eben (* 1954) matematik a hudebník (Bratři Ebenové)
- Daniel Fikejz, též Dan (* 1954), hudební skladatel, klávesista, textař, zpěvák a hudební producent, syn Jiřiny Fikejzové a atleta Jaroslava Fikejze
- Lenka Filipová, (* 1954), zpěvačka, šansoniérka, kytaristka, hudební skladatelka a textařka
- Alena Gajdůšková (* 1954), politička
- Ondřej Havelka (* 1954), herec, režisér, zpěvák a tanečník
- Ivan Hlas (* 1954), písničkář a hudebník
- Zdeněk Hruška (* 1954), fotbalový brankář a trenér
- Radek John (* 1954), publicista, spisovatel, scenárista a politik
- Michael Kocáb (* 1954), hudební skladatel, zpěvák, občanský aktivista, politik a podnikatel
- Jana Krausová, roz. Pehrová (* 1954), herečka a výtvarnice, dcera herce Josefa Pehra, matka Davida a Adama Krausových, bývalá manželka herce a moderátora Jana Krause a bývalá partnerka herce Karla Rodena
- Karel Kühnl (* 1954) je český politik a diplomat, velvyslanec, ministr obrany a ministr průmyslu
- Zuzana Mixová (* 1954), herečka
- Lenka Pichlíková-Burke (* 1954), herečka
- Jan Rychlík (* 1954), historik, odborník na moderní dějiny slovanských národů
- Jiří Ryšavý, v USA též Jirka Rysavy (* 1954), bývalý československý atlet a americký podnikatel českého původu (Gaia, Inc.)
- Josef Tomeš (* 1954), historik
- Jiří Vyvadil (* 1954), právník a politik
- Zdeněk Zelenka (* 1954), scenárista a režisér
- Michael Zochow (1954–1992), česko-švýcarský spisovatel, dramatik, autor rozhlasových her a scenárista
- Jan Berger (* 1955), fotbalista a trenér
- Helena Horálková (* 1955), grafička
- Jiří Hošek (* 1955), hudebník, klavírista, violoncellista a hudební pedagog (HAMU)
- Jan Hrušínský (* 1955), herec
- Terezie Kaslová, též Terezie Jungrová-Kaslová (* 1955), novinářka, podnikatelka a vnučka Ferdinanda Peroutky a Richarda Bienerta
- Jaroslava Kretschmerová (* 1955), herečka
- Halina Pawlowská (* 1955), spisovatelka, dramatička, publicistka a nakladatelka
- Simona Stašová (* 1955), herečka, dcera Jiřiny Bohdalové
- Milena Steinmasslová, vl. jm. Miloslava (* 1955), herečka
- David Vejražka (* 1955), herec
- Jan Nepomuk Assmann (1956 – 2013), historik umění, starožitník, muzejní kurátor a publicista
- Stanislav Balík ml. (* 1956), právník a historik, syn Stanislava Balíka
- Markéta Fialková (1956–2011), diplomatka a disidentka
- Jaromír Jermář (* 1956), historik a politik
- Jaromír Konečný (* 1956), spisovatel a přírodovědec
- Jaroslava Schallerová (* 1956), herečka
- Vladimír Kulich (* 1956), česko-kanadský herec
- Dagmar Patrasová (* 1956), filmová a televizní herečka, zpěvačka a moderátorka
- Michal Pavlíček (* 1956), hudební skladatel, kytarista, zpěvák, textař a producent
- Jiří Payne, plným jm. Jiří Tomáš Payne (* 1956), jaderný fyzik a politik, poradce prezidenta Václava Klause, poslanec českého a Evropského parlamentu
- Jiří Růžička (1956–1999), herec a scenárista, syn Heleny Růžičkové
- Cyril Svoboda (* 1956), politik, ministr
- Martin Stropnický (* 1956), herec, politik, diplomat, spisovatel a režisér
- Jaroslav Tůma (* 1956), varhaník a pedagog
- Hana Vláčilová (* 1956), tanečnice, baletní mistryně, choreografka a pedagožka
- Václav Vydra nejmladší (* 1956), divadelní, televizní a filmový herec
- Ivan Blecha (* 1957), filosof
- Tereza Boučková (* 1957), spisovatelka, scenáristka a publicistka, dcera Pavla Kohouta
- Otakar Brousek mladší, též Ťulda (* 1957), herec
- Tomáš Březina (* 1957), podnikatel a politik
- Marek Eben (* 1957), herec, moderátor, hudební skladatel, písničkář a zpěvák (Bratři Ebenové)
- Jiří Gemrot (* 1957), hudební skladatel, rozhlasový režisér, producent a pedagog
- Jan Sahara Hedl, někdyjen Sahara (* 1957), zpěvák, textař a písničkář (skupina Precedens)
- Jan Jiráň (* 1957), herec, hudebník, písničkář, divadelní pedagog, režisér, producent a kulturní publicista
- Michal Nesvadba (* 1957), herec (mim), syn českého herce, kreslíře a karikaturisty Miloše Nesvadby
- Martin Němec (* 1957), hudebník a hudební skladatel
- Petr Nikolaev, někdy psáno též Petr Nikolajev (* 1957), scenárista a režisér
- Patrik Ouředník (* 1957), spisovatel a překladatel
- Jan Páleníček (* 1957), violoncellista, syn Josefa Páleníčka
- Martin Penc (* 1957), závodní cyklista
- Vadim Petrov (* 1957), hudebník, pedagog, konzultant
- Milan Šteindler (* 1957), humorista, herec, scenárista a režisér, s Davidem Vávrou spoluzakládal divadlo Sklep
- Jan Štolba (* 1957), básník, prozaik, literární kritik a jazzový hudebník
- David Vávra (* 1957), architekt, herec a spisovatel, s Milanem Šteindlerem spoluzakládal divadlo Sklep
- Tomáš Vorel (* 1957), režisér, scenárista a příležitostný herec (divadlo Sklep)
- Dana Batulková vl. jm. Danuše (* 1958), divadelní a filmová herečka
- Jan Beneš (* 1958), spisovatel
- Vladimír Dlouhý (1958–2010), herec, bratr Michala Dlouhého
- Jiří Hrdina (* 1958), hokejista
- Jiří Hrubeš (* 1958), bubeník
- Stanislav Levý (* 1958), fotbalista a trenér
- Hana Machková (* 1958), ekonomka, rektorka Vysoké školy ekonomické v Praze
- Regina Maršíková (* 1958), tenistka
- František Mrázek (1958–2006), kontroverzní podnikatel
- Petr Rada (* 1958), fotbalista a trenér
- Marek Vokáč (* 1958), šachista, šachový novinář, šachový trenér a šachový funkcionář
- Zlata Adamovská (* 1959), česká herečka
- Jitka Asterová (* 1959), herečka a moderátorka
- Zuzana Brabcová (1959–2015), spisovatelka, dcera Jiřího Brabce
- Aleš Brichta (* 1959), rockový zpěvák
- Marek Brodský (* 1959), hudebník, textař, výtvarník, publicista a herec, syn Vlastimila Brodského, nevlastní bratr Terezy Brodské
- Martin Bursík (* 1959), politik
- Markéta Hlasivcová (* 1959), knihovnice, básnířka a esejistka
- Eva Holubová (* 1959), herečka
- Tomáš Kříž (* 1959), fotbalista
- Bohumil Kulínský (1959–2018), český dirigent a sbormistr (Bambini di Praga)
- Petr Mašek (* 1959), historik, knihovník a spisovatel
- Tomáš Míka (* 1959), překladatel, publicista, hudebník, textař, spisovatel, básník a pedagog
- David Prachař (* 1959), herec, syn českého herce Ilji Prachaře
- Eliška Richtrová (* 1959), šachistka
- Martin Smolka (* 1959), hudební skladatel, syn skladatele Jaroslava Smolky
- Miroslav Táborský (* 1959), herec
- Ondřej Trojan (* 1959), filmový i divadelní herec, režisér a producent, bratr Ivana Trojana, syn Ladislava Trojana
- Jiří Urban (* 1959), heavy-metalový kytarista, zakládající a nejdéle hrající člen skupiny Arakain
- Hanuš Bartoň (* 1960), hudební skladatel a klavírista
- Maxim Biller (* 1960), německý spisovatel a sloupkař
- Michal David, vl. jm. Vladimír Štancl (* 1960), zpěvák, skladatel a hudební podnikatel
- Michal Gabriel (* 1960), sochař a vysokoškolský učitel, děkan Fakulty výtvarných umění VUT v Brně
- Michal Kaňka (* 1960), violoncellista
- David Koller (* 1960), rockový zpěvák, skladatel a bubeník (Lucie)
- Rudy Linka (* 1960), česko-americký kytarista
- Světlana Nálepková (* 1960), herečka a zpěvačka, manželka Michala Nesvadby
- Jindra Nečasová Nardelli (* 1960), hudební skladatelka, klavíristka a hudební pedagožka
- Marek Vašut (* 1960), filmový herec
- Peter Zeitlinger (* 1960), rakouský filmový tvůrce a kameraman
- Ludvík Zifčák (* 1960), bývalý příslušník Sboru národní bezpečnosti, provokatér

#### 1961 až 1970
1961
- Jiří Baloun, důstojník

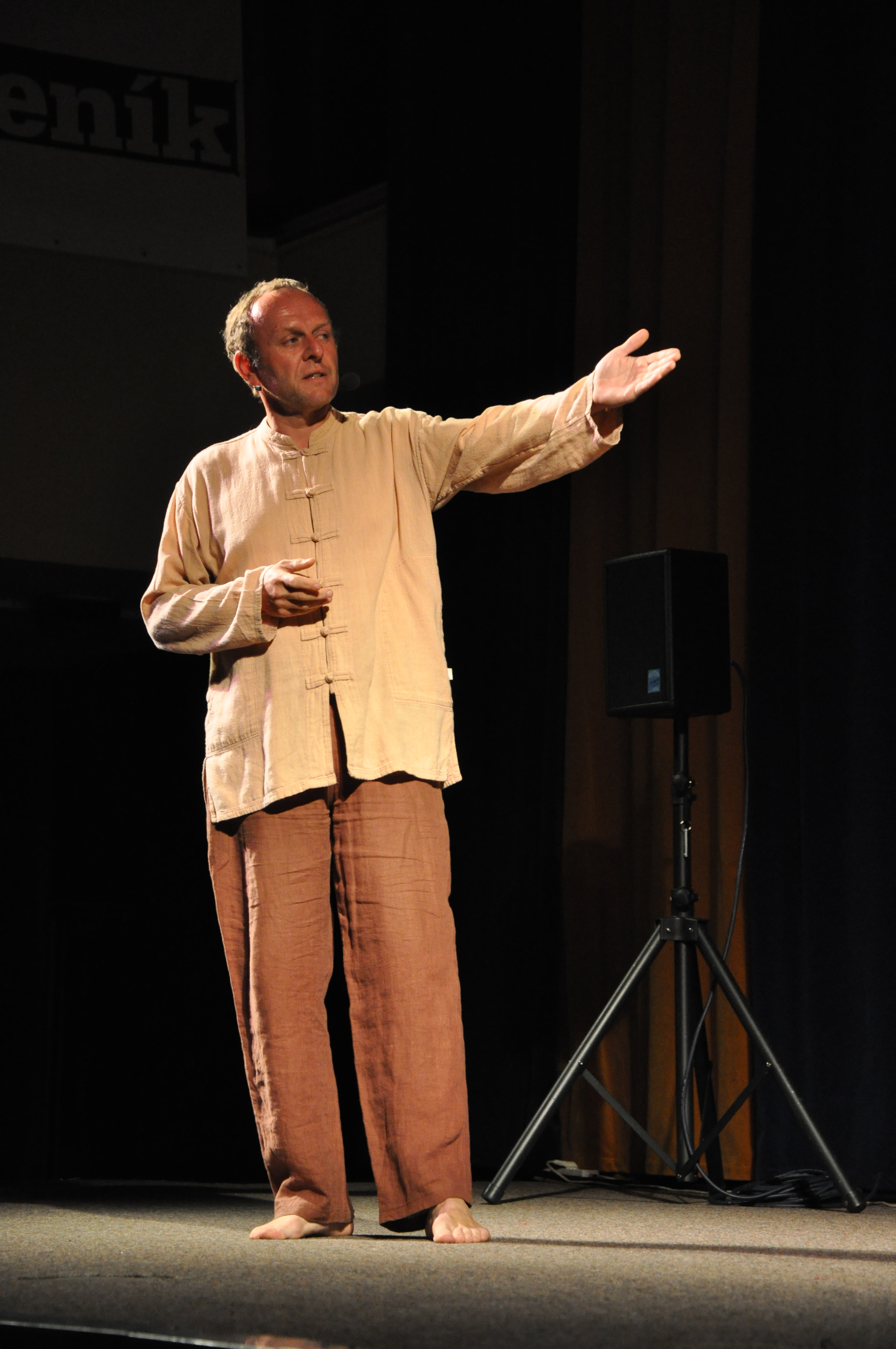
Jaroslav Dušek

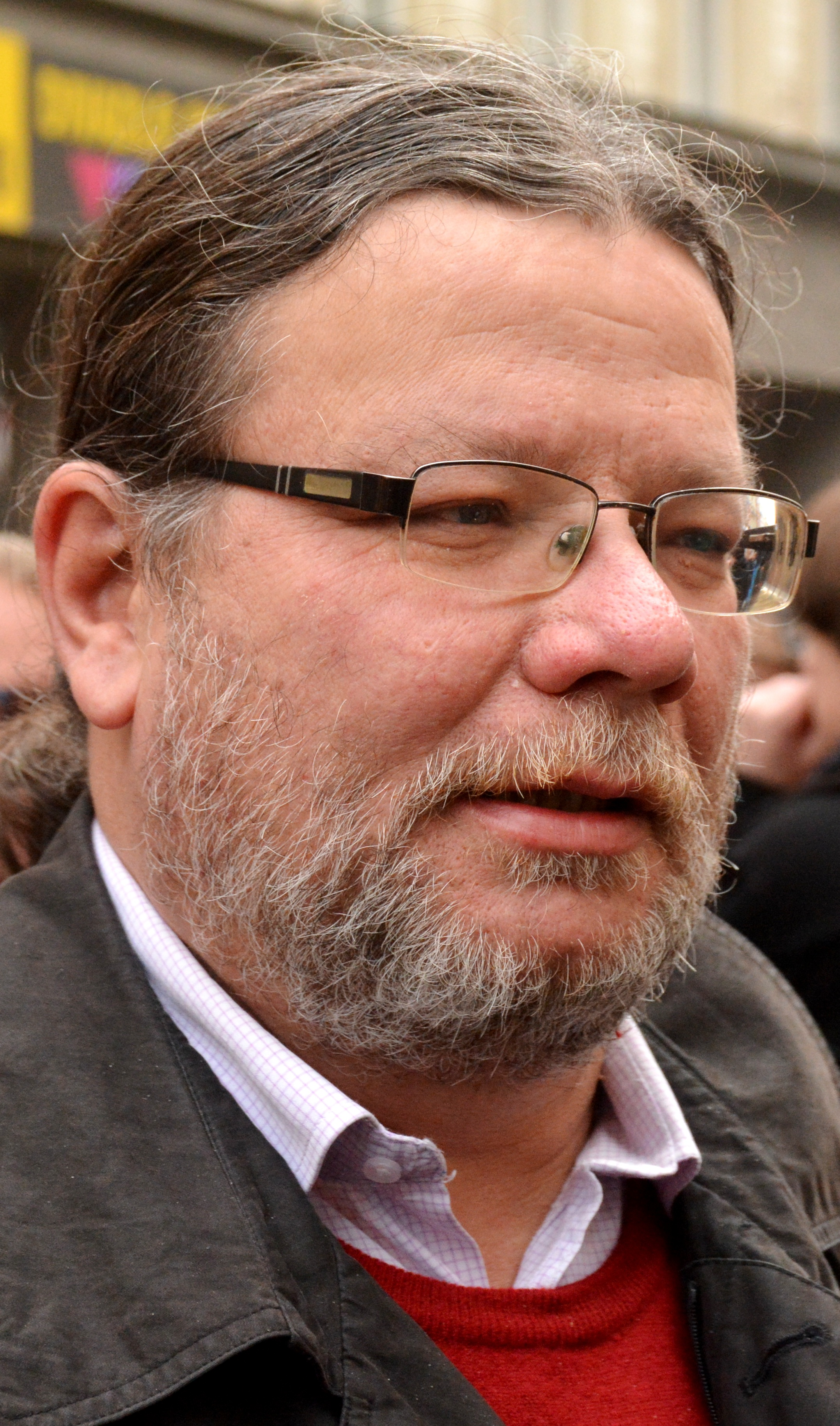
Alexandr Vondra

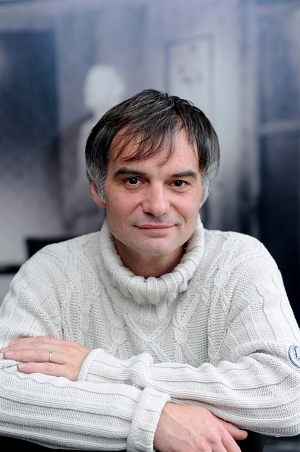
Ivan Trojan

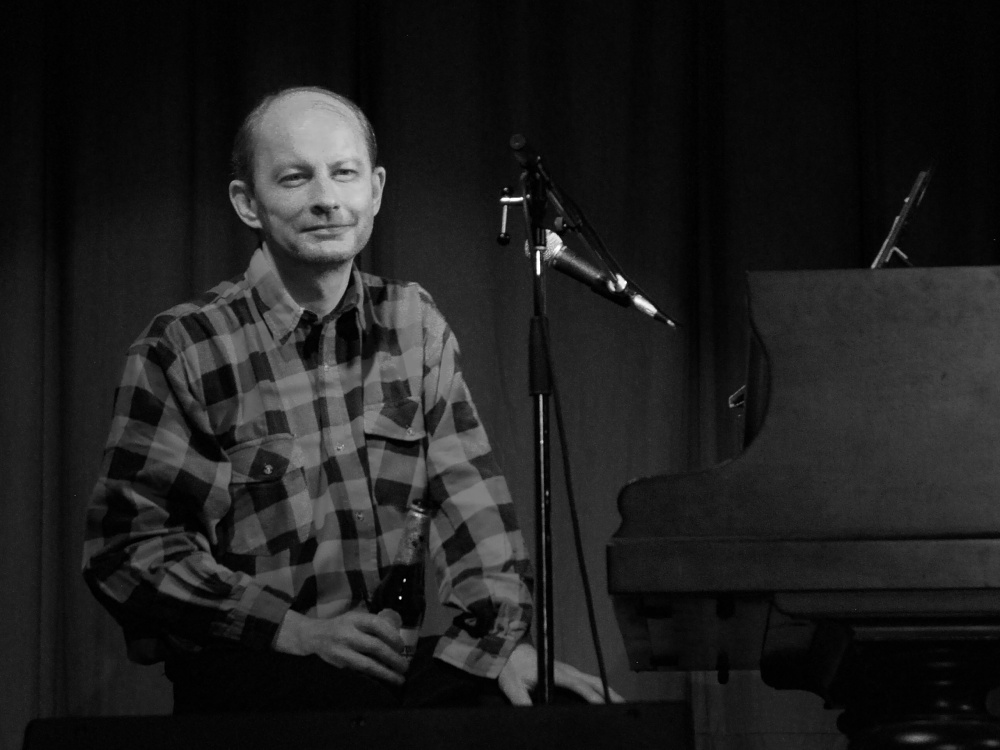
Filip Topol

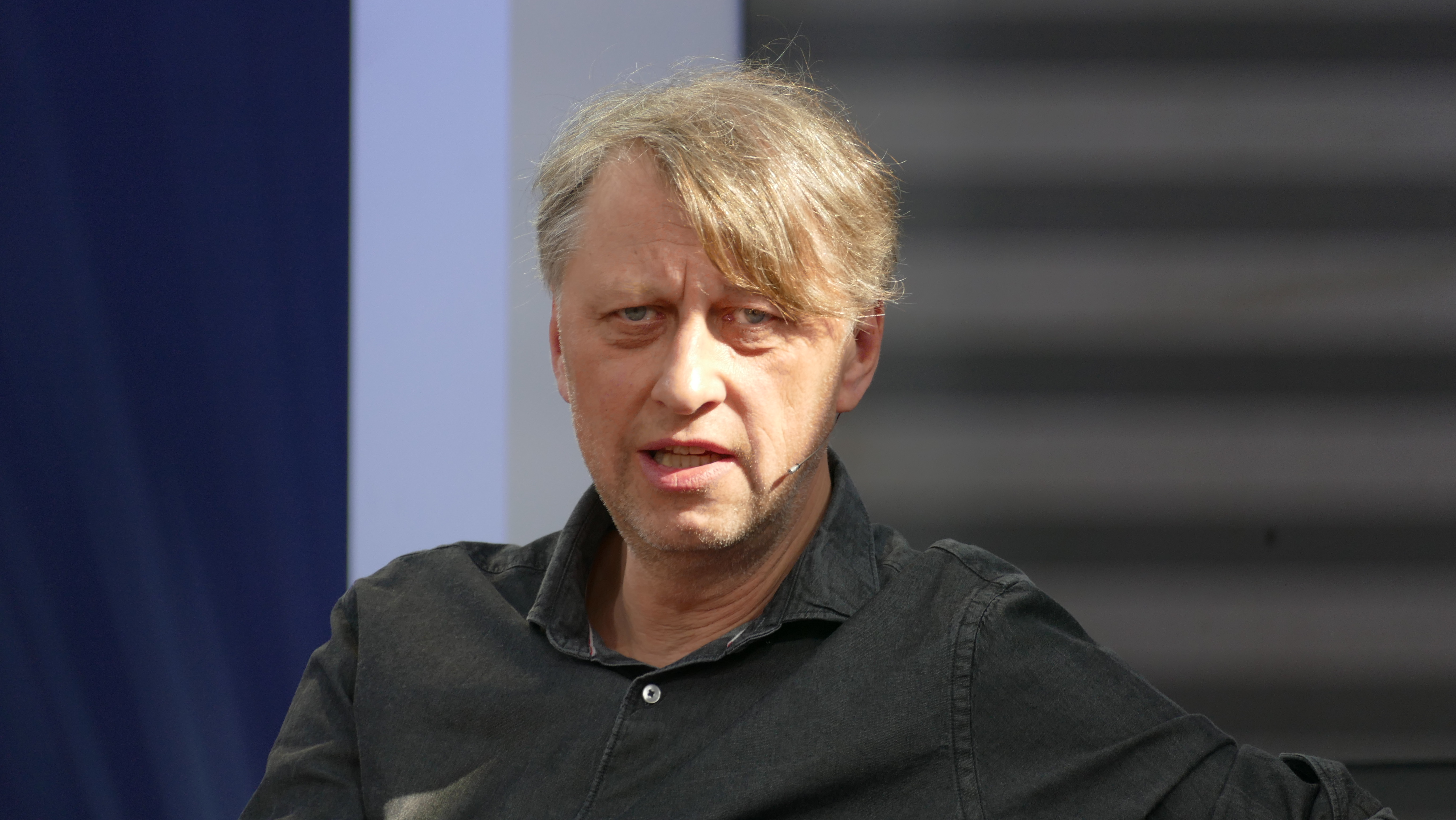
Jáchym Topol

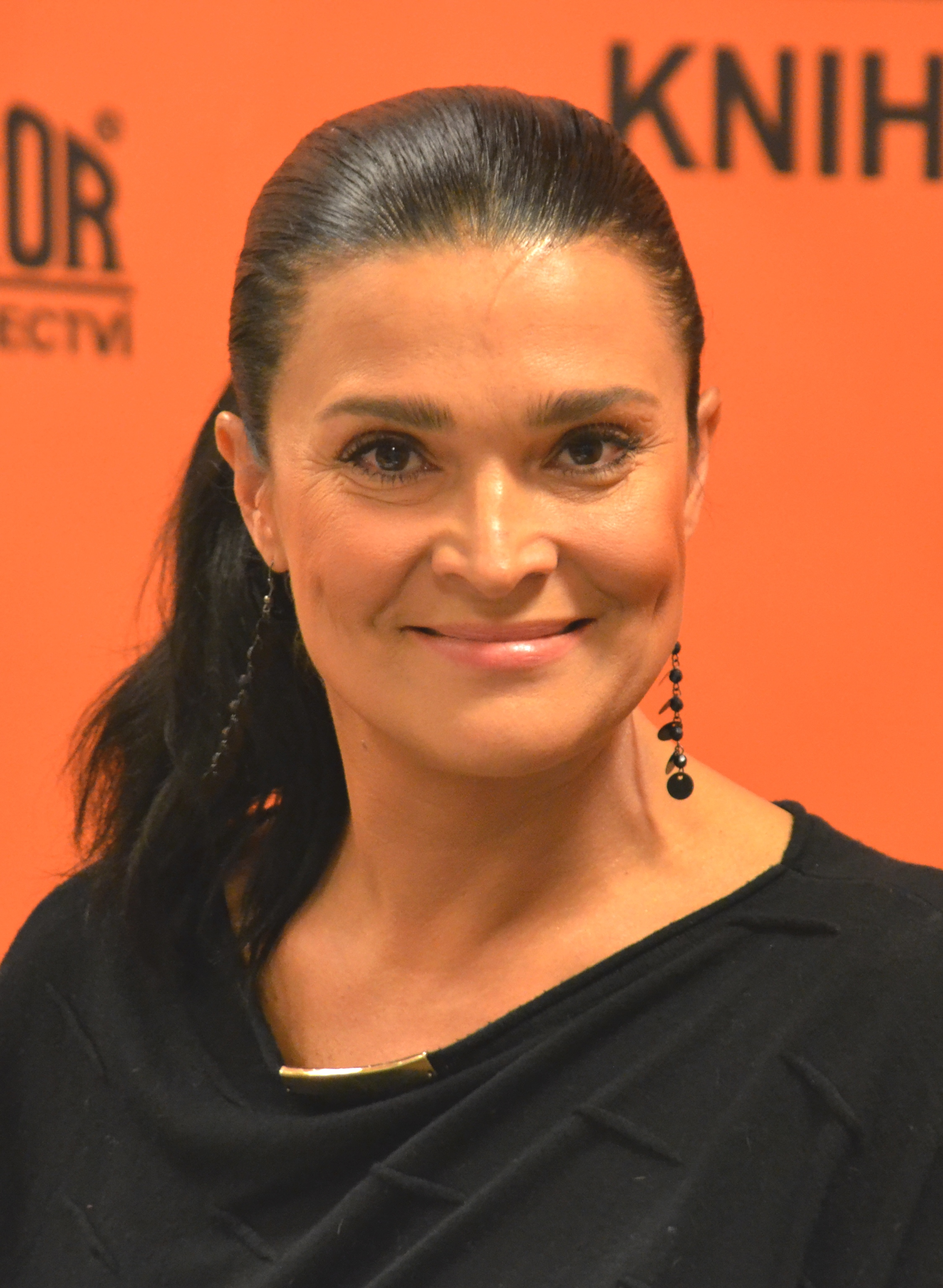
Mahulena Bočanová

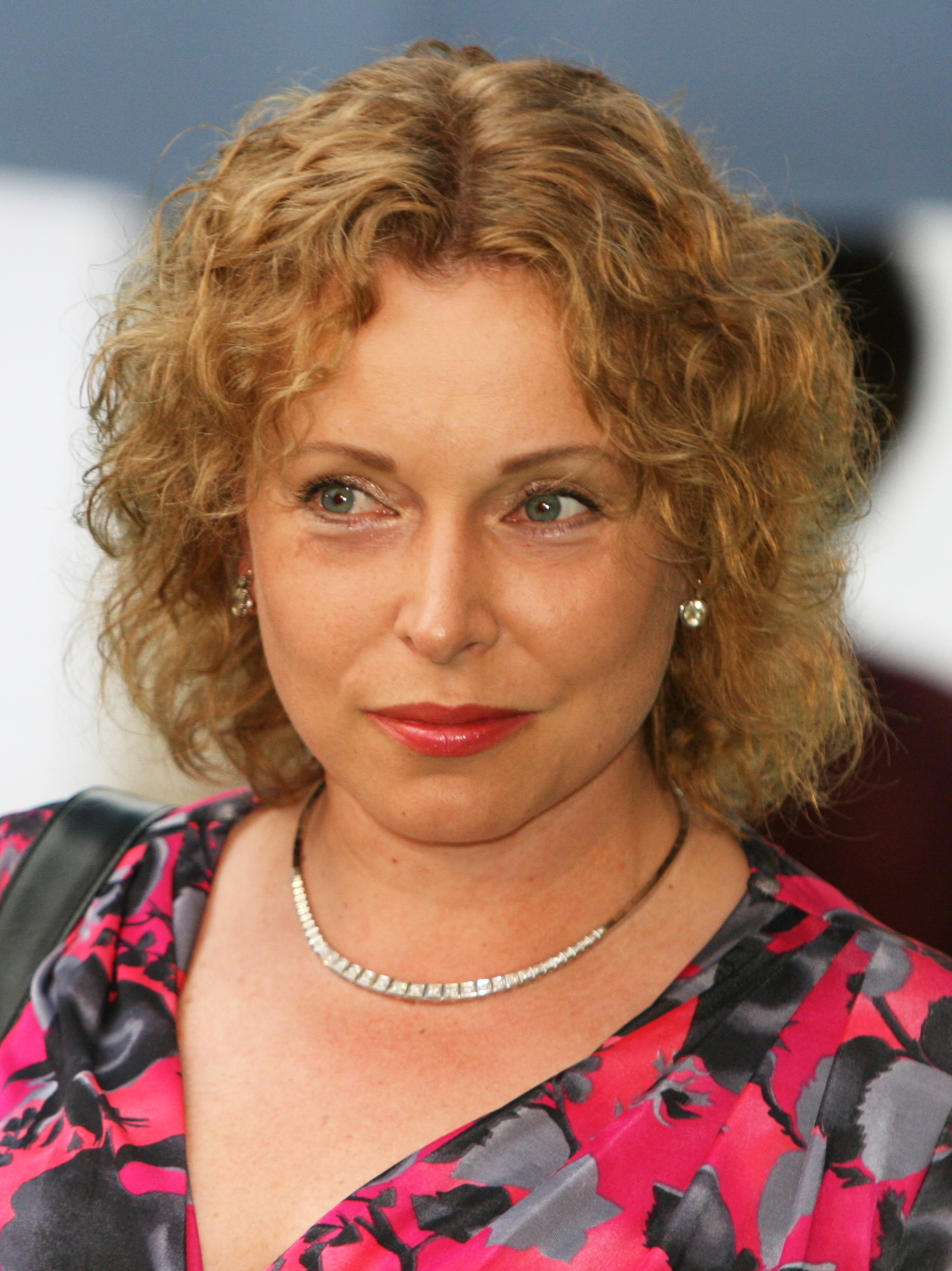
Petra Buzková

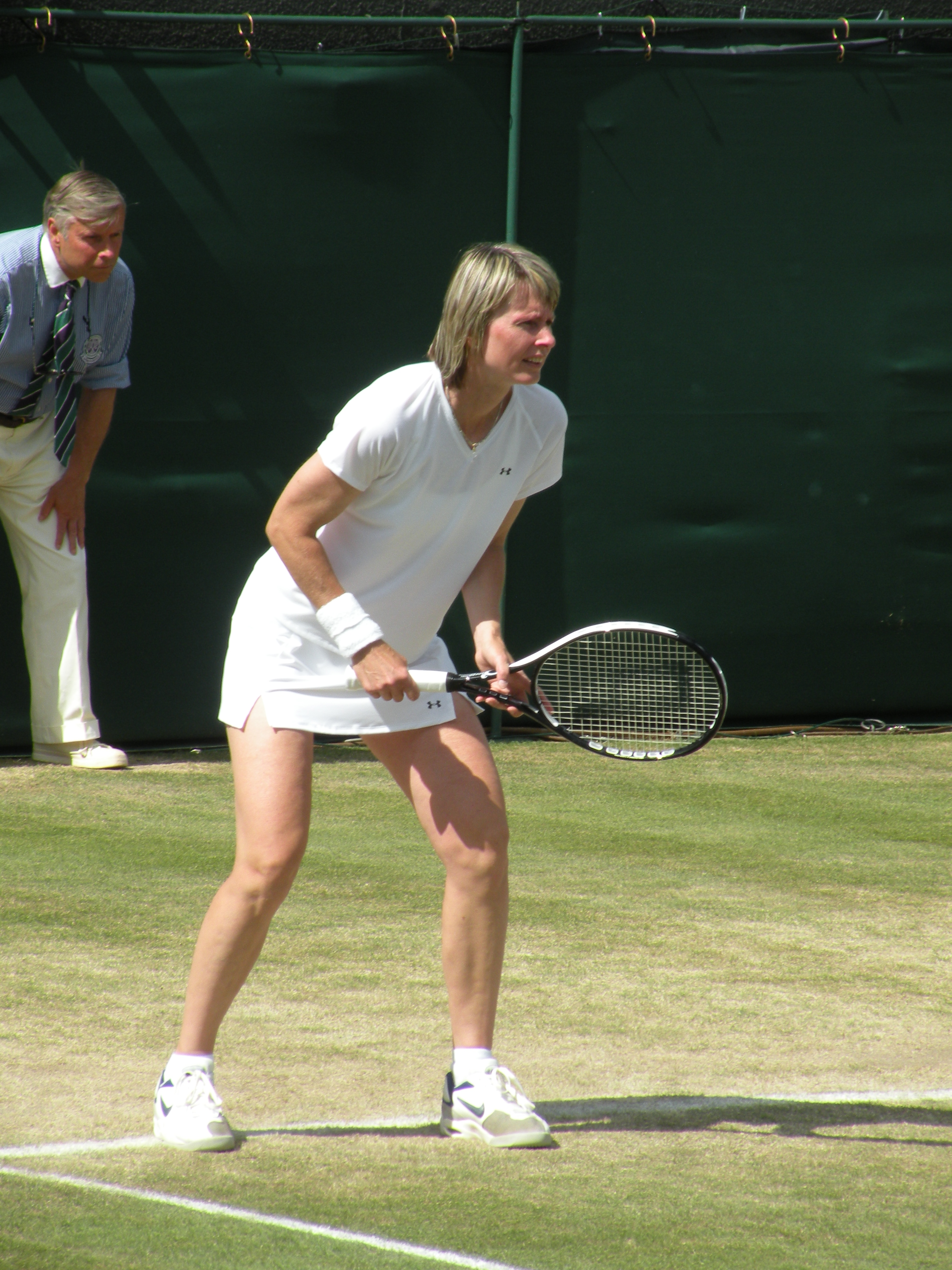
Helena Suková

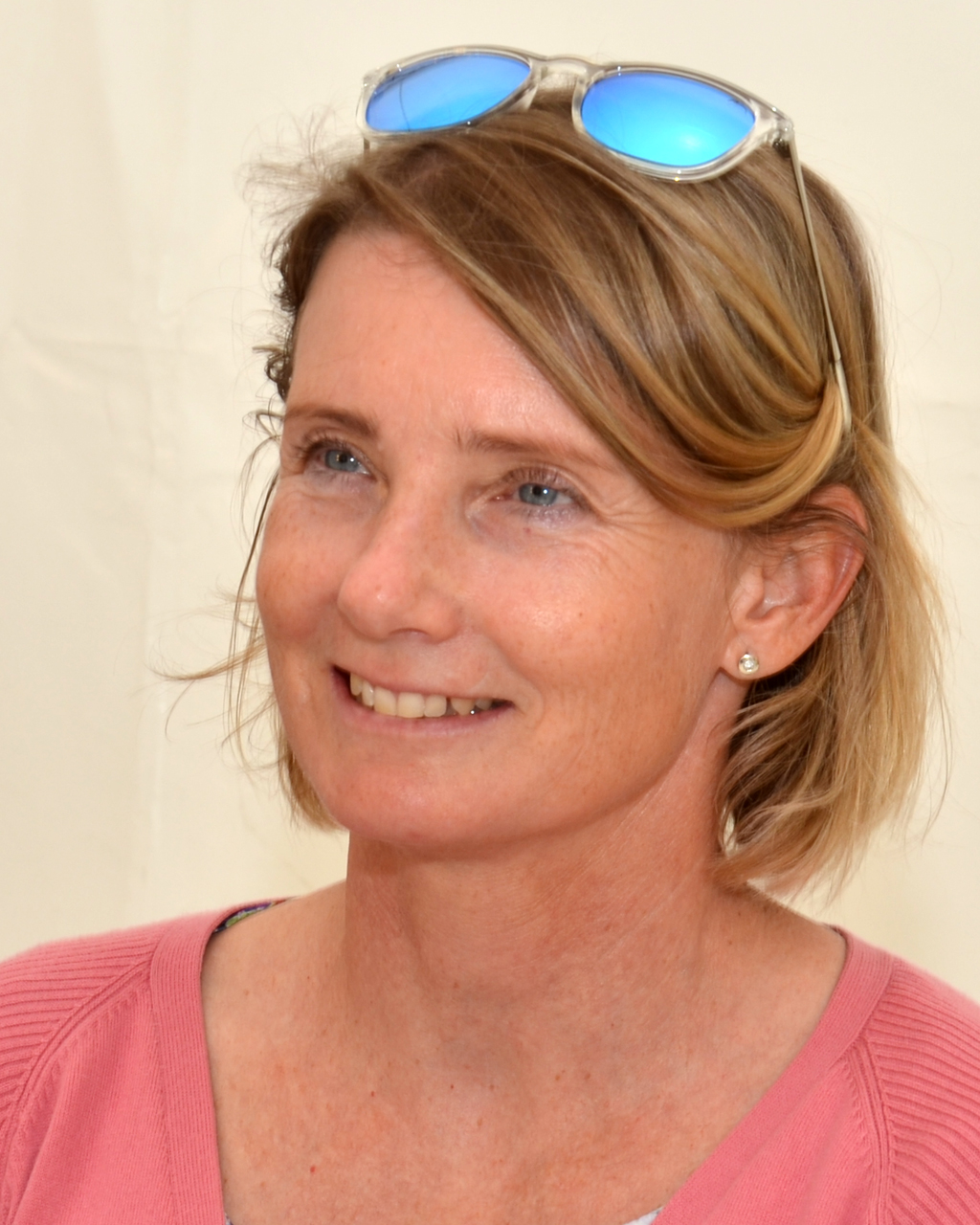
Štěpánka Hilgertová

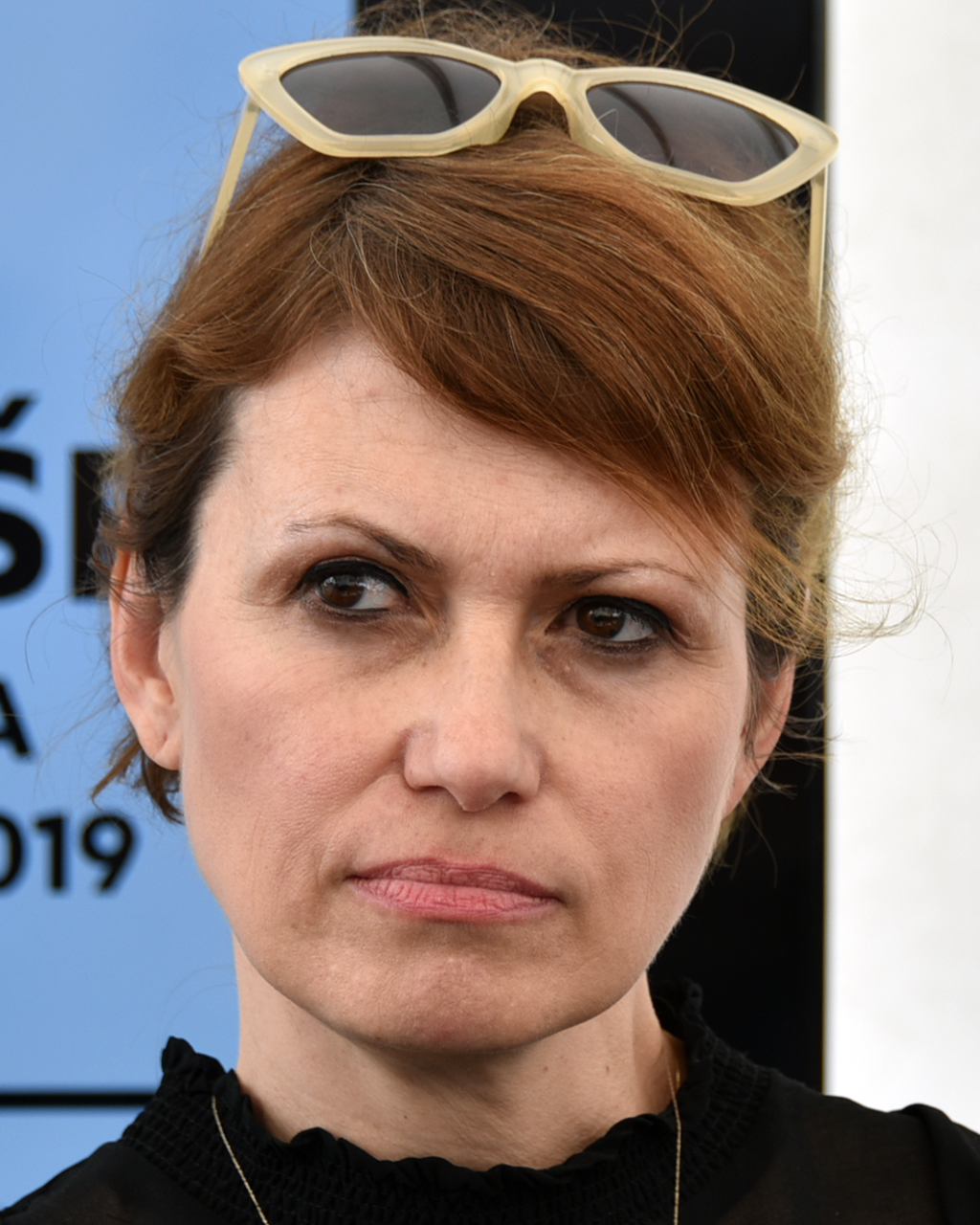
Bianca Bellová, spisovatelka

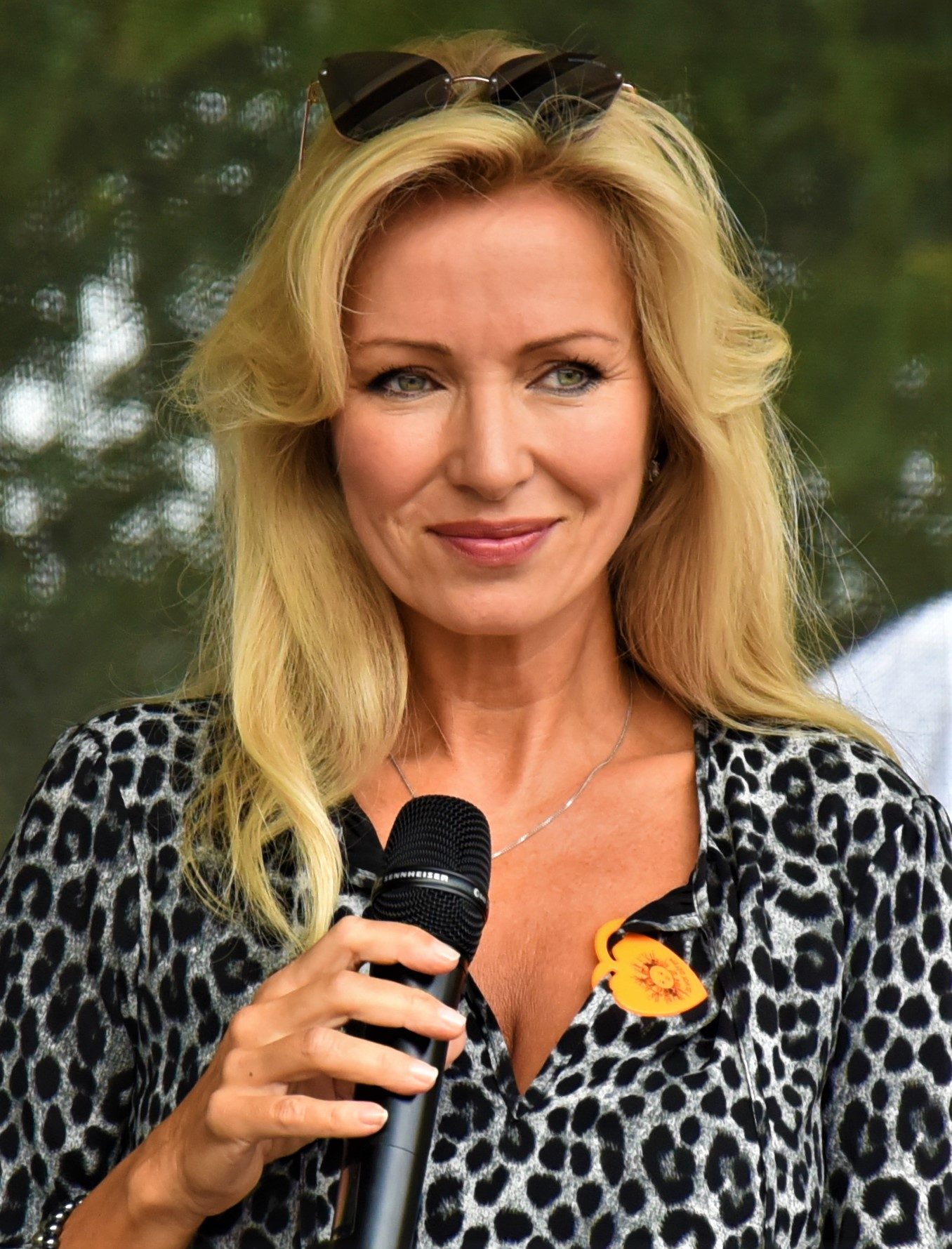
Kateřina Brožová, herečka a zpěvačka

- Jaroslav Dušek, filmový a divadelní herec
- Marek Hlavica, novinář, odborník na komunikaci a hudebník
- Michaela Pavlátová, animátorka
- Jaroslav Pížl, spisovatel a hudebník
- Alexandr Vondra, politik
- Veronika Žilková, provd. Stropnická, herečka

1962
- Vlastimil Henych, též Vlasta, metalový baskytarista a zpěvák (Törr)
- Robert Hugo, hudebník a hudební teoretik v oblasti barokní hudby
- Klára Hůrková, česko-německá spisovatelka
- Tomáš Jelínek, hokejista
- Jan Jeřábek, písničkář, grafolog a psychoterapeut
- Viktor Karlík, malíř, grafik, autor plastik a objektů, spoluzakladatel a redaktor Revolver Revue
- Janek Ledecký, populární hudebník a zpěvák, otec Ester a Jonáše Ledeckých
- Hana Mandlíková, československá a od roku 1988 australská profesionální tenistka, patřila mezi nejlepší hráčky světa
- Johana Munzarová, herečka, dcera Naděždy Munzarové a Luďka Munzara
- Irena Obermannová, spisovatelka, scenáristka a dramaturgyně, matka Rozálie a Bereniky Kohoutových
- Pavel Svoboda, politik
- Jáchym Topol, spisovatel
- Lukáš Vaculík, herec
- Michal Viewegh, spisovatel a publicista

1963
- Barbara „Bára“ Basiková, popová a rocková zpěvačka
- Pavel Bém, politik a lékař
- Stanislava Coufalová, herečka
- Hana Heřmánková, roz. Vávrová, moderátorka, bývalá TV hlasatelka a divadelní manželka Karla Heřmánka
- Ivana Chýlková, roz. Jánská, filmová a divadelní herečka
- Lenka Karfíková, katolická teoložka, filosofka, překladatelka a editorka
- Viktor Kožený, česko-irský pseudopodnikatel, podvodník přezd. „pirát z Prahy“
- František Kreuzmann mladší, divadelní a filmový herec, syn Aleny Kreuzmannové
- Jiří Matoušek († 2015), matematik
- Daniel Micka, spisovatel a překladatel
- Ivan Pilip, ekonom a politik, bývalý ministr školství, mládeže a tělovýchovy a ministr financí
- Jan Pinkava, česko-britský animátor, režisér a scenárista, syn Václava Pinkavy
- Magdalena Reifová, herečka, zpěvačka a moderátorka, bývalá dětská herečka
- Herbert Slavík, fotograf, manžel Terezy Brodské
- Jiří Šedivý, politik a diplomat, syn Jaroslava Šedivého
- Milan Šrejber, tenista
- Jan Zahradil, politik
- Monika Žáková, herečka a zpěvačka

1964
- Igor Bauersima, švýcarský dramatik a režisér
- Alexander Baumann, kanadský plavec a olympijský medailista
- Jana Bobošíková, politička
- Petr Bříza, hokejový brankář a funkcionář
- Jakob Hlasek, vl. jm. Jakub Hlášek, česko-švýcarský tenista
- P.B.CH., vl. jm. Petr Břetislav Chovanec, je baskytarista a zpěvák (skupiny Lucie a Wanastowi Vjecy)
- Katerina Janouch, roz. Janouchová, švédsky publikující spisovatelka a novinářka česko-ruského původu, autorka literatury se sexuologickou tematikou
- Veronika Jeníková, herečka
- Frank Kortan, malíř
- Zdeněk Kub, baskytarista
- Michal Lobkowicz, politik, poslanec, ministr obrany, člen šlechtického rodu Lobkoviců
- Lucie Lomová, výtvarnice, známá především jako autorka komiksů
- Petr Malásek, klavírista a skladatel
- Vojtěch Petráček, jaderný fyzik a rektor ČVUT
- Petr Placák, pseud. Petr Zmrzlík, spisovatel, textař, historik, publicista, český monarchista
- Miloš Pokorný, zpěvák, bavič a moderátor kolega Romana Ondráčka (Těžkej Pokondr)
- Ivan Trojan, divadelní, filmový, televizní a dabingový herec
- Michal Wernisch, pseud. Ewald Murrer, básník, prozaik, žurnalista a výtvarník, syn Ivana Wernische
- Richard Žemlička, hokejista

1965
- Petr Augustin Beneš, CSsR, římskokatolický řeholník a kněz
- Michal Bílek, fotbalista a trenér
- Petra Buzková, politička
- Michal Dočekal, režisér
- David Eben, hudebník a historik hudby (Bratři Ebenové)
- Petr Ježek, politik
- Václav Kopta, herec a hudebník
- Petr Kozák, orientační běžec
- Petr Lébl († 1999), režisér, scénograf, herec, výtvarník a umělecký šéf Divadla Na zábradlí
- Jan Macháček, novinář, hudebník a bývalý disident signatář Charty 77
- Pavel Mayer, německý podnikatel a politik
- Terezie Pokorná, publicistka, teatroložka a filmová kritička, překladatelka, editorka a šéfredaktorka Revolver Revue
- Angelo Purgert, portrétní fotograf
- Filip Renč, herec, scenárista a režisér
- Jiří Sgall, informatik a matematik, ředitel Informatického ústavu Univerzity Karlovy, syn Petra Sgalla a Květuše Sgallové
- Helena Suková, tenistka
- Michal Šanda, spisovatel
- Ruth Šormová, též Rút Šormová, sociální pracovnice a speciální pedagožka, politička
- Blanka Šrůmová, zpěvačka-skladatelka, textařka
- Filip Topol († 2013), zpěvák, písničkář a klavírista
- Michael Viktořík, známý též pod pseudonymem Vrtulník Michael V., DJ a hudebník, od roku 1989 působící ve skupině J.A.R.

1966
- Petr Barna, krasobruslař
- Günter Bittengel, fotbalista a trenér
- Viktorie Čermáková, herečka a divadelní režisérka
- Richard Genzer, také též Geňa je filmový a divadelní herec, komik, moderátor, zpěvák, tanečník a bavič
- Lou Fanánek Hagen, vl. jm. František Moravec, je hudební skladatel, zpěvák a frontman skupiny Tři sestry
- Zdeněk Izer (* 1966), komik, bavič, imitátor a moderátor
- Petr Jarchovský, scenárista a dramaturg
- Dominika Kolowrat-Krakowská, správkyně pozůstalosti šlechtického rodu Krakovských z Kolovrat po Františku Tomášovi Kolowratu-Krakowském
- Vladimír Mlynář, bývalý novinář a politik, poslanec, ministr
- Ondřej Müller, nakladatel, překladatel
- David Nykl, kanadský herec
- Hayato Okamura, pokřtěný jako Josef, česko-japonský tlumočník, bratr Tomia Okamury a architekta Osamu Okamury
- Roman Ondráček, zpěvák, bavič, moderátor. Působí společně se svým kolegou Milošem Pokorným v kapele Těžkej Pokondr
- Jan Potměšil, herec, syn pedagoga Jaroslava Potměšila
- Stanislav Přibyl, katolický kněz, vysokoškolský pedagog a teolog, odborník na církevní právo
- František Štorm, písmomalíř
- Adriana Tarábková, herečka

1967
- Martin Barták, lékař a politik, v letech 2009–2010 ministr obrany
- Mahulena Bočanová, herečka
- David Černý, provokativní umělec a sochař
- Jan Hřebejk, režisér a scenárista
- Lukáš Hurník, hudební skladatel
- Robert Kodym, rockový zpěvák, skladatel, textař a kytarista, zakládající člen kapel Lucie a Wanastowi Vjecy
- Jan Kuklík, právník a právní historik, vysokoškolský pedagog, děkan Právnické fakulty Univerzity Karlovy v Praze, syn Jana Kuklíka st.
- Martin Pulpit, fotbalista a trenér
- Jiří Straka, malíř a Sinolog
- Cyril Suk, tenista
- Dušan Uhrin mladší, fotbalista a trenér
- Dana Vávrová († 2009), česko-německá filmová herečka a režisérka, sestra Hany Heřmánkové
- Petr Vizina, novinář a hudebník
- Petr Zelenka, dramatik, scenárista a režisér

1968
- Václav Bartuška, diplomat, politik a publicista, manžel Kateřiny Englichové
- Marek Benda, politik, poslanec, předseda poslaneckého klubu ODS, syn disidenta Václava Bendy
- Tereza Brodská, herečka, dcera Vlastimila Brodského a Jany Brejchové
- Kateřina Brožová, herečka, zpěvačka a moderátorka
- Senta Čermáková, manažerka (firmy Hewlett-Packard, Deloitte ad.)
- Michal Dlouhý, herec, bratr Vladimíra Dlouhého
- Petr Henych, rockový kytarista
- Štěpánka Hilgertová, kánoistka
- Tomáš Holý († 1990), herec a dětská hvězda
- Daniel Hůlka, operní a muzikálový zpěvák (baryton) a herec
- Vanda Hybnerová, herečka, dcera Borise Hybnera, exmanželka herce Saši Rašilova
- Petr Korda, tenista
- František Kučera, hokejista
- Štěpán Kučera, kameraman, syn Jaroslava Kučery a Věry Chytilové
- Pavel Kuka, fotbalista
- Michaela Kuklová, herečka a modelka
- Daniel Landa, zpěvák a herec
- Miroslav Singer, ekonom, v letech 2010–2016 guvernér České národní banky

1969
- Dolly Buster, pornoherečka
- Marek Černoch, politik, moderátor a zpěvák, pilot dopravních letadel, v letech 2013 až 2017 poslanec Poslanecké sněmovny PČR
- Filip Dienstbier, český právník, soudce Nejvyššího soudu
- Kateřina Englichová, harfenistka, manželka diplomata Václava Bartušky
- Stanislav Gross (1969–2015), politik
- Pavel Klusák, hudební publicista
- Tomas Kotík, sochař a hudebník českého původu, žijící v New Yorku, prapravnuk T. G. Masaryka a pravnuk Herberta G. Masaryka
- Petr Kouba, fotbalista a trenér
- Lubomír Lízal, ekonom, člen bankovní rady České národní banky
- David Ondříček, režisér a producent
- Martin Pěnička, fotbalista
- Barbora Srncová, herečka a malířka, dcera Jiřího a Emmy Srncových
- Pavel Svoboda, politik, poslanec
- Olga Šípková, roz. Svatoňová, sportovkyně a podnikatelka
- František Veselý, fotbalista

1970
- Petr Bakalář, publicista a psycholog
- Bianca Bellová (* 1970), česko-bulharská spisovatelka
- Jana Boušková, česká harfenistka a hudební pedagožka
- Saša Gedeon, filmový režisér a scenárista
- Patrik Hezucký, moderátor, herec
- Jan Hlaváč, spisovatel, scenárista, publicista a nakladatel
- Roman Hogen, fotbalista
- Pavel Hynek, hokejový trenér
- Barbora Kodetová Šporclová, herečka, dcera Jiřího Kodeta
- Petra Neomillnerová, knižní recenzentka
- Jiří Novotný, fotbalista
- Lukáš Pollert, kanoista
- Veronika Válková, pseud. Adam Andres, spisovatelka fantasy
- Pavel Vízner, tenista

#### 1971 až 1980
1971
- Halina Bertramová, klavíristka
- Andrea Češková, politička

Gabriela Demeterová, houslistka a violistka

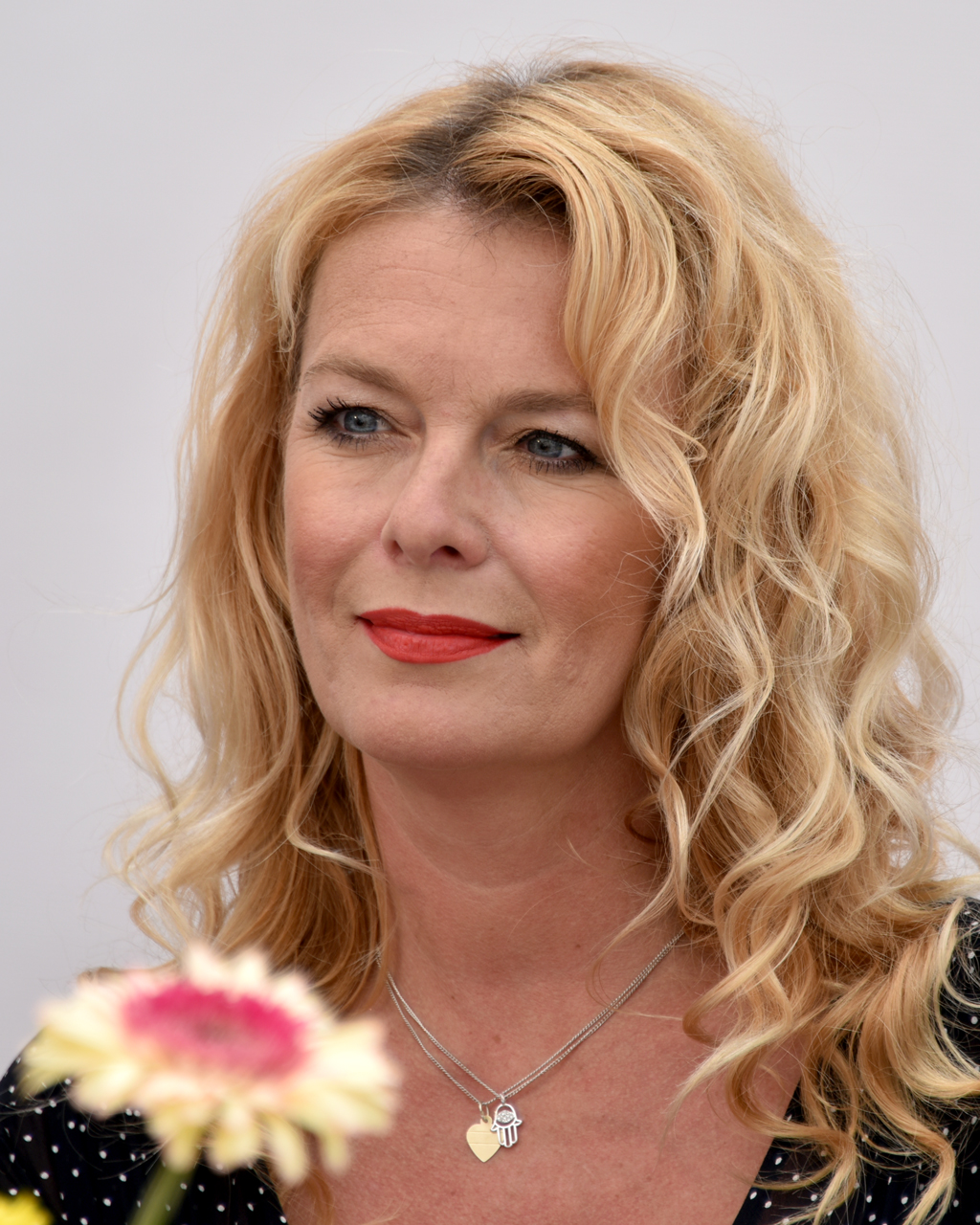
Lucie Benešová

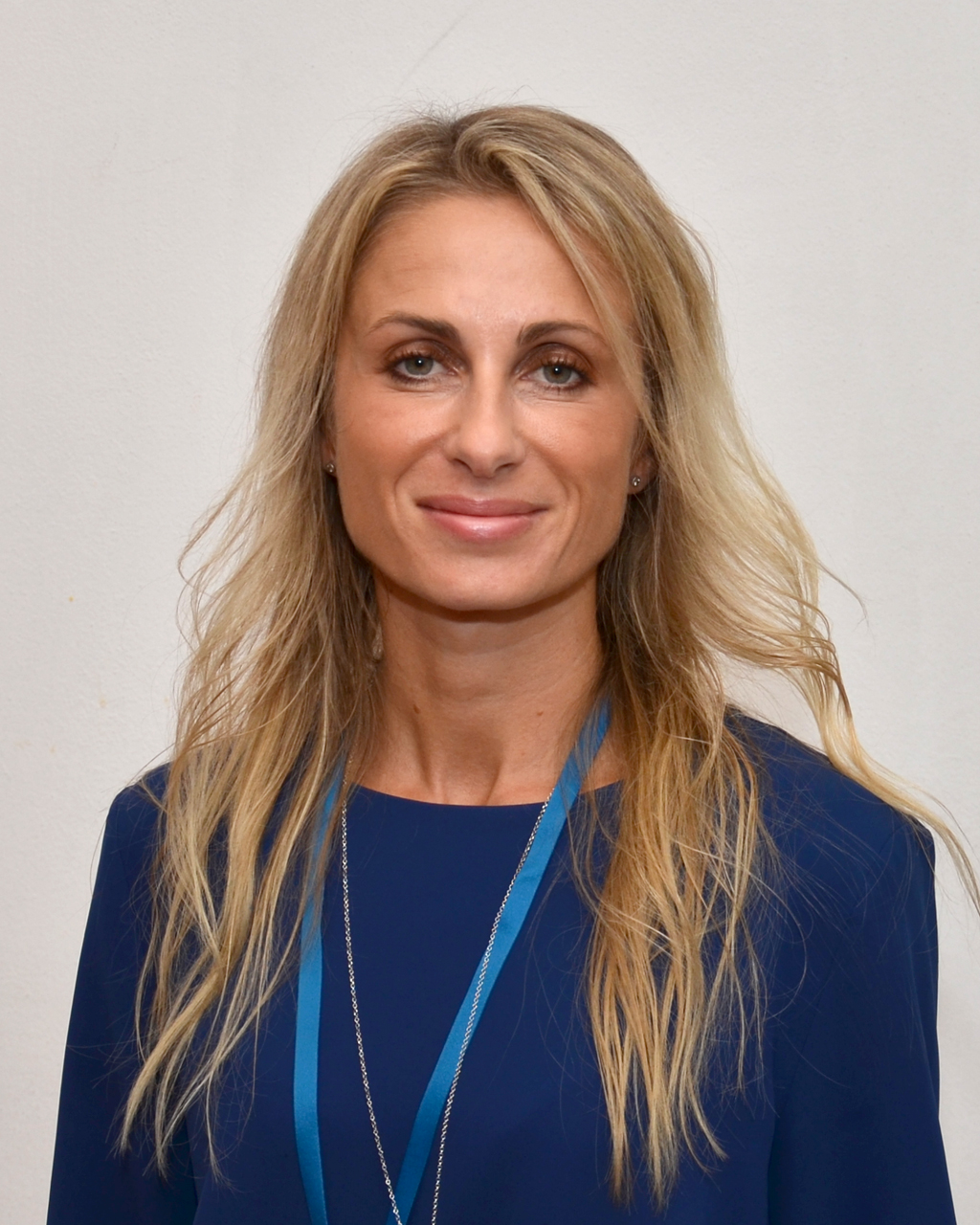
Dita Charanzová

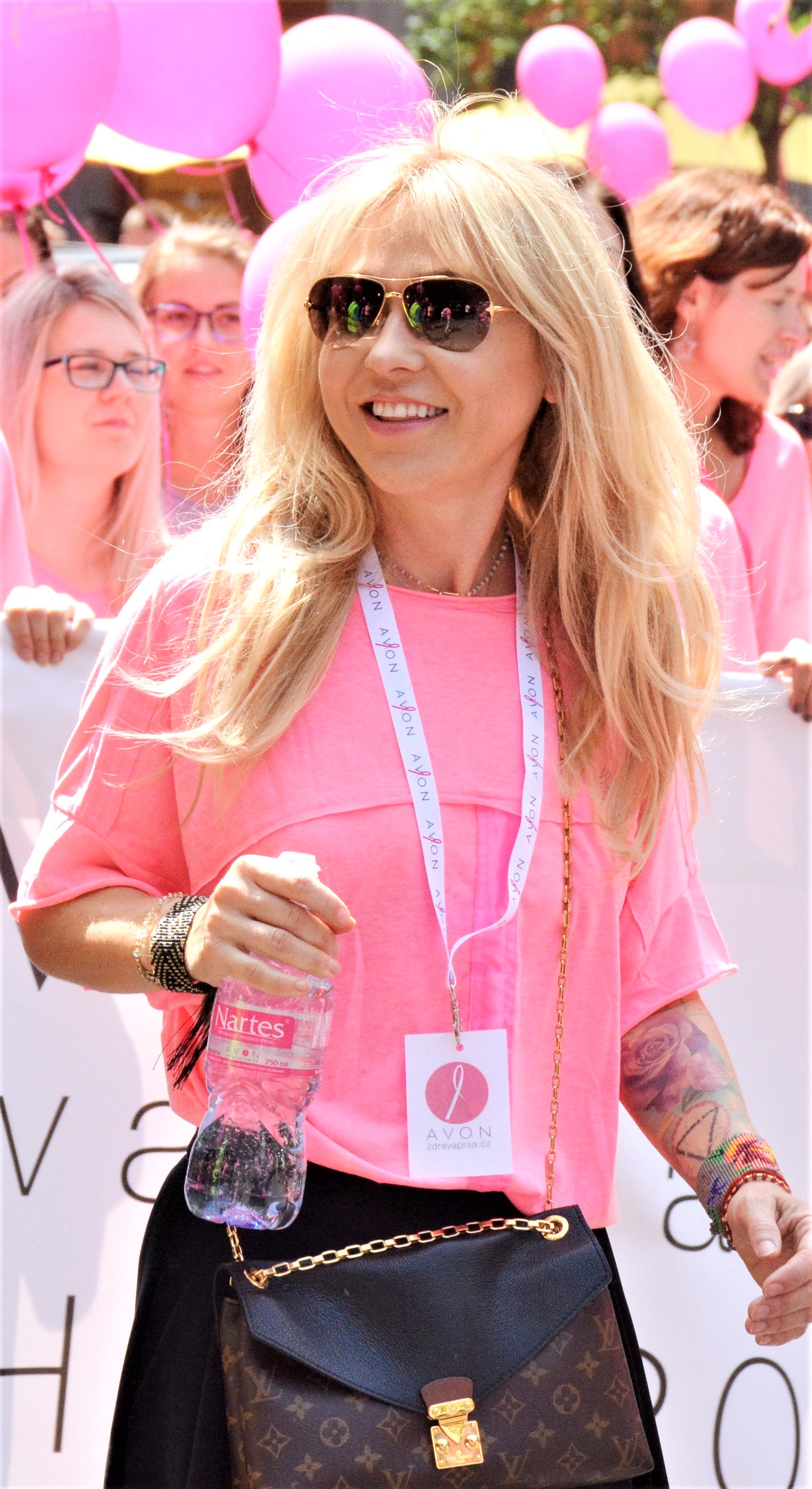
Kateřina Kaira Hrachovcová

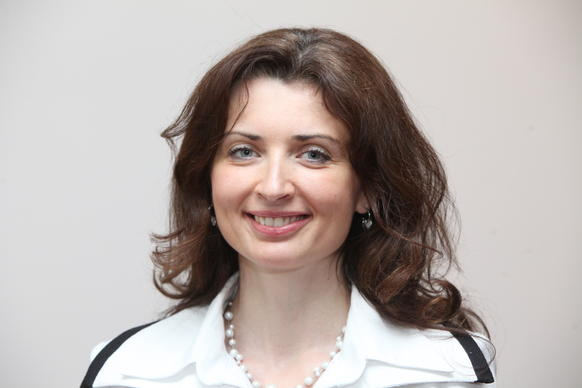
Monika Šimůnková, právnička

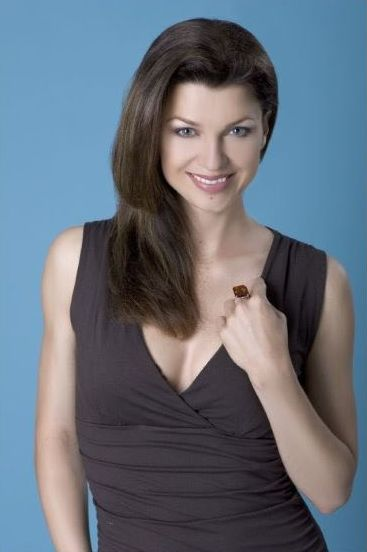
Elen Černá, modelka a moderátorka

- Gabriela Demeterová, houslová a violová virtuózka
- Ondřej Macek, hudebník, cembalista (Hof-Musici), hudební vědec a badatel
- Barbora Munzarová, herečka, dcera Jany Hlaváčové a Luďka Munzara
- Pavel Němec, právník a politik, poslanec Poslanecké sněmovny, ministr pro místní rozvoj a ministr spravedlnosti, místopředseda vlády
- Klára Pollertová-Trojanová, herečka, manželka Ivana Trojana, sestra Lukáše Pollerta
- Stanislav Přibyl, římskokatolický kněz a řeholník
- Štěpán Smetáček, rockový bubeník (skupiny Arakain, Vitacit, Die el. Eleffant!?, Wanastowi Vjecy, Lucie ad.), vnuk Václava Smetáčka
- Kamila Špráchalová, filmová a divadelní herečka
- Daniel Vacek, tenista
- Pavlína Wolfová, roz. Spálená, redaktorka a moderátorka, dcera Pavlíny Filipovské, vnučka Františka Filipovského
- Petr Zídek, historik a novinář

1972
- Žaneta Fuchsová, dětská herečka
- Markéta Hrubešová, provd. Kraus, herečka, modelka, moderátorka
- Ester Janečková, roz. Křížková, herečka a televizní či rozhlasová moderátorka
- Tobiáš Jirous, spisovatel, prozaik, herec a hudebník
- Sabina Laurinová, herečka a moderátorka, dcera Františka Laurina
- Vendula Pizingerová, dříve Svobodová, roz. Václava Horová, prezidentka Kapky naděje, manželka Karla Svobody
- Vendula Prager-Rytířová, herečka, tanečnice, loutkářka, choreografka a divadelní pedagožka
- Saša Rašilov mladší, herec
- Miloš Slabý, házenkářský brankář
- Andrea Strnadová, tenistka
- Monika Šimůnková, právnička
- Halka Třešňáková, herečka a choreografka, dcera Vlasty Třešňáka
- Pavla Vykopalová, sopranistka
- Jan Županič, historik šlechtických elit Rakouské monarchie a dějiny Habsburské říše, syn Ladislava Županiče a Jany Drbohlavové

1973
- Jiří Strach, filmový režisér a herec
- Vít Bárta, podnikatel a politik
- Alice Bendová, roz. Veselá, modelka, herečka a moderátorka
- Patrik Berger, fotbalista
- Petra Čumplová, házenkářka
- Klára Doležalová Maksimović, moderátorka a herečka
- Petr Gabriel, fotbalista
- Hynek Glos, fotograf
- Matěj Homola, zpěvák a kytarista, s bratrem Janem Homolou hraje ve skupině Wohnout
- Tomáš Hunal, fotbalista
- Marek Kincl, fotbalista
- Jan Koller, fotbalový útočník, český reprezentant
- Antonín Mlejnský, fotbalista
- Jan Pavel, básník a prozaik
- Marika Pečená, česká sbormistryně a barokní hudebnice
- Martin Preiss, herec, syn Viktora a Jany Preissových
- Lukáš Rittstein, sochař, syn Michaela Rittsteina
- Sabina Slonková, novinářka
- Zuzana Stivínová mladší, herečka, zpěvačka a šansoniérka, dcera Jiřího Stivína, sestra Adama Stivína
- Michal Sup, hokejista

1974
- Petr Beneš, plážový volejbalista
- Lucie Benešová, herečka
- Radek Černý, fotbalový brankář
- Jakub Dovalil, fotbalista a trenér
- Kateřina Kaira Hrachovcová, provd. Herčíková, herečka a moderátorka
- Tomáš Chalupa, podnikatel, bývalý novinář a politik
- Marta Jandová / Marta Verner, hudebnice, dcera Petra Jandy
- Martin Pechlát, herec
- Tereza Pergnerová, moderátorka, zpěvačka a herečka
- Tomáš Poštulka, fotbalový brankář

1975
- Robert Bárta, objektový a instalační umělec
- Elen Černá, provd. Valentová, moderátorka a modelka, manželka Aleše Valenty
- Lenka Geislerová, výtvarnice, zpěvačka a rapperka, sestra Anny a Ester Geislerových
- Dita Charanzová, politička a diplomatka
- Matěj Hádek, herec, bratr Kryštofa Hádka
- Pavel Horváth, fotbalista
- Martin Hyský, fotbalista
- Antonín Kinský, fotbalista
- Petr Mach, politik
- Martin Mišík, přezd. Maťo, hudebník a výtvarník, syn Vladimíra Mišíka
- Bára Nesvadbová, vl. jm. Barbara, spisovatelka a novinářka
- Petr Pála, tenista
- Karolína Peake, roz. Kvačková, politička a právnička
- Martin Poustka, fotbalový trenér
- Linda Rybová, filmová a divadelní herečka a modelka
- Ondřej Sosenka, závodní cyklista
- Miroslav Srnka, hudební skladatel a muzikolog
- Tomáš Vlasák, hokejista
- Michal Vorel, fotbalový brankář

1976
- Andrea Absolonová († 2004), sportovkyně, pornoherečka a fotomodelka
- Jaroslav Bednář, hokejista
- Jan Berger mladší, česko-švýcarský fotbalista, syn Jana Bergera st.
- Tereza Engelová, novinářka a moderátorka
- Anna Geislerová, filmová herečka, spisovatelka a modelka, sestra Ester a Lenky Geislerových
- Jan Hlaváč, hokejista
- Jaroslav Hlinka, hokejista
- Jan Homola, hudebník (Wohnout), výtvarník, fotograf a průkopník českého skateboardingu
- Marko Ivanović, dirigent a hudební skladatel
- Tereza Kostková, herečka a moderátorka, dcera herce Petra Kostky a herečky Carmen Mayerové
- Laďka Něrgešová, herečka a moderátorka, manželka Jaroslava Plesla
- David Peter, vrchní rabín v Praze
- Adéla Pollertová, sportovkyně a baletka, sólistka Hamburského baletu a baletu Národního divadla v Praze
- Václav Rašilov, herec
- Jakub Sommer, filmový režisér, kameraman a scenárista, syn Olgy Sommerové
- Jan Teplý ml., herec, syn Jana Teplého
- Markéta Zehrerová, muzikálová zpěvačka a herečka

1977
- Kateřina García, česko-španělská zpěvačka (skupiny Dún an Doras, Garcia)
- Michal Jagelka, dabér, moderátor a herec
- Petr Kadlec, hokejista
- Kateřina Klasnová, novinářka a politička
- Tomáš Klinka, fotbalista
- Marcel Lička, fotbalista
- Kateřina Lojdová, herečka
- Roman Málek, hokejový brankář
- Petr Mikšíček, kulturní vědec, fotograf a spisovatel
- Pavel Novotný, pornoherec
- Pavel Pergl, fotbalista
- Adam Petrouš, fotbalista
- Karel Pilař, hokejista
- Filip Rajmont, herec
- Jiří Rosický, fotbalista, syn Jiřího Rosického, bratr Tomáše Rosického
- Tereza Slouková, populární a muzikálová zpěvačka
- Adam Stivín, hudebník hrající na basovou kytaru, syn Jiřího Stivína
- Luděk Stracený, fotbalista
- Ilona Švihlíková, ekonomka, vysokoškolská učitelka

1978
- Jiří Burian, hudebník, producent, DJ a moderátor, syn Jana Buriana a vnuk E. F. Buriana
- Tatiana Dyková (Vilhelmová), filmová a divadelní herečka
- Petra Faltýnová, modelka, 2. česká vicemiss
- Jakub Fischer, statistik, děkan Fakulty informatiky a statistiky Vysoké školy ekonomické
- Lenka Háječková, volejbalistka a plážová volejbalistka
- Jan Hejda, hokejista
- Eliška Kaplický Fuchsová, filmová producentka, zastupitelka Hlavního města Prahy, vdova po Janu Kaplickém
- Jean-Gaspard Páleníček, česko-francouzský spisovatel, překladatel a kurátor, vnuk Josefa Páleníčka
- Dominik Renč, hudební skladatel
- Matěj Ruppert, zpěvák (skupina Monkey Business)
- Alena Šeredová, fotomodelka
- Šimon Voseček, hudební skladatel
- Jan Wintr, právník, právní teoretik a vysokoškolský pedagog

1979
- Jiří Ovčáček, tiskový mluvčí prezidenta republiky a ředitel tiskového odboru Pražského hradu
- Jana Fabiánová, zpěvačka, herečka, textařka, tanečnice, módní návrhářka, dcera Nadi Urbánkové
- Jan Hernych, tenista
- Kristina Höschlová, lékařka a záchranářka se specializací na horskou medicínu, dcera Cyrila Höschla a Jitky Štenclové
- Petra Hůlová, spisovatelka
- Denisa Chládková, tenistka
- Klára Issová, filmová a divadelní herečka, sestřenice Marthy Issové
- Martin Jiránek, fotbalista
- Eva Jiřička, umělkyně, videoartistka a performenka
- Zdeněk Klauda, hudební skladatel a muzikolog
- Klára Lidová, tanečnice, herečka a choreografka
- Václav Kočí, hokejista
- Martina Novotná, volejbalistka
- Pavel Novotný, basketbalista
- Robert Pelikán, advokát, politik (ministr spravedlnosti ČR), poslanec
- Anna Polívková, herečka, dcera Bolka Polívky a Evelyny Steinmarové
- Michal Pospíšil, fotbalista
- Ondřej Škoch, zpěvák, baskytarista, kytarista, hudební skladatel a producent (skupina Chinaski)
- Xindl X, vl. jm. Ondřej Ládek, písničkář
- Lukáš Zelenka, fotbalista

1980

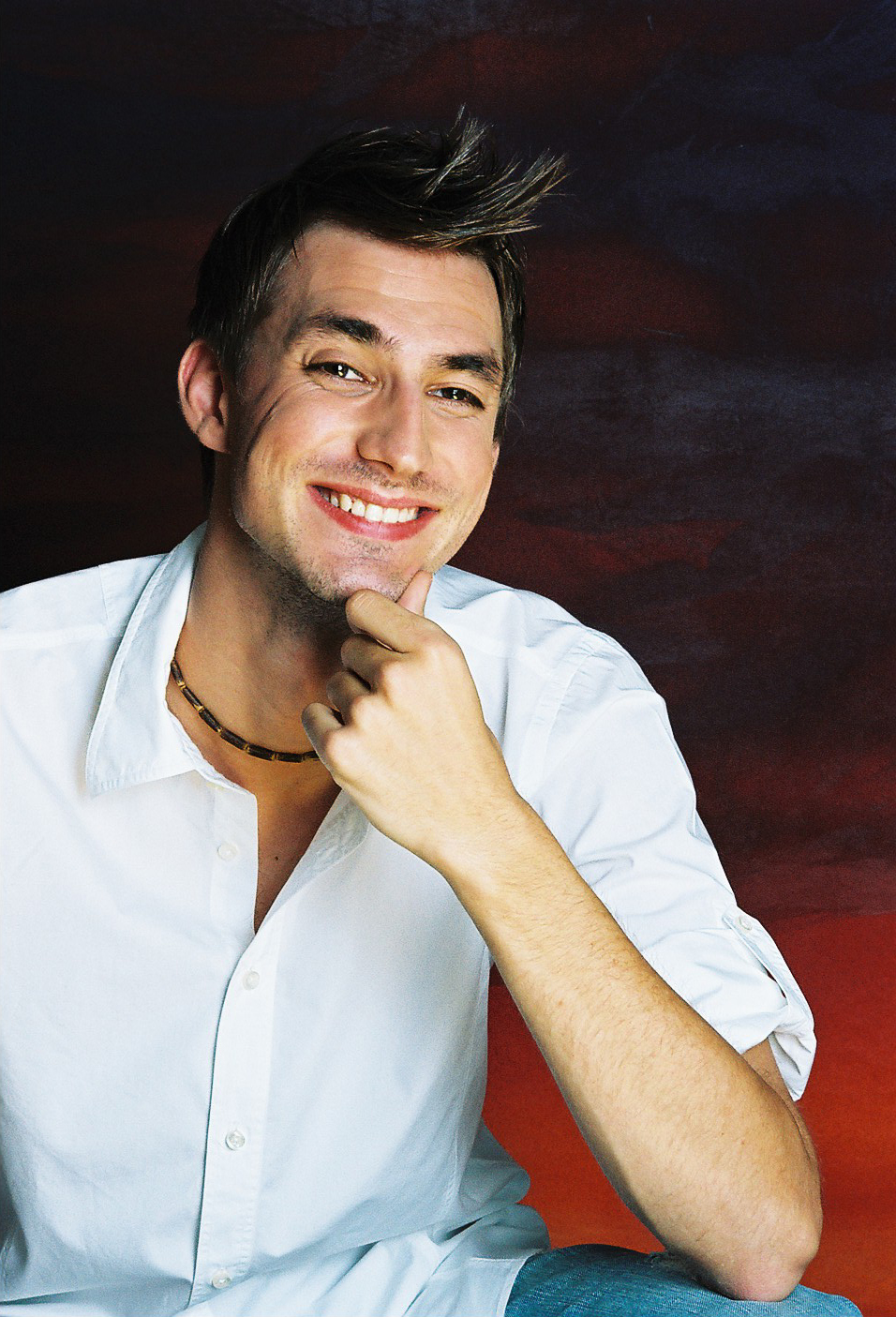
Hudebník Daniel Barták

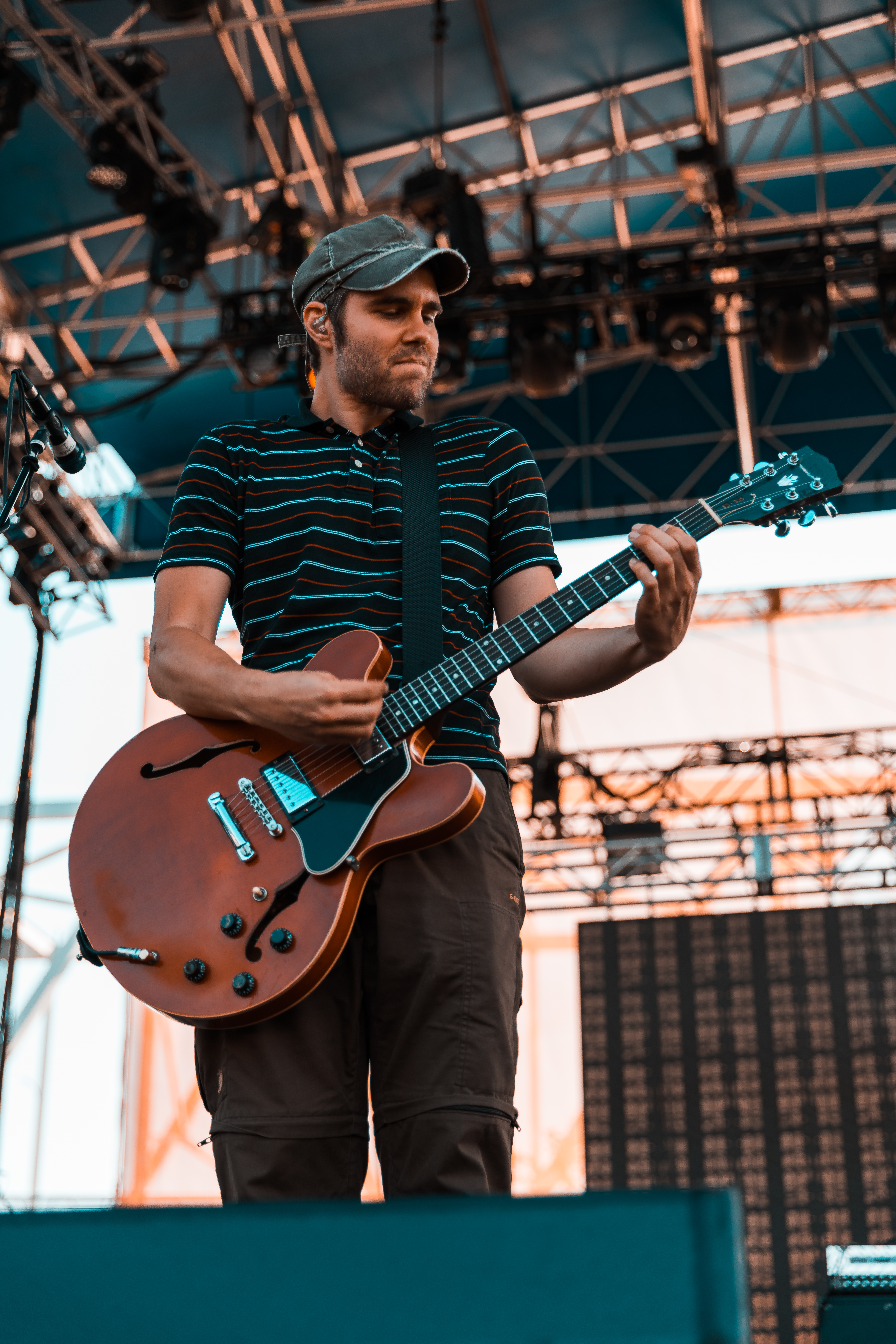
Tomas Kalnoky, hudebník

- Lejla Abbasová, moderátorka, tanečnice, modelka, aktivistka, herečka a bývalá mluvčí ministra pro lidská práva a národnostní menšiny
- Daniel Barták, herec, hudební skladatel, zpěvák a klavírista
- Václav "Noid" Bárta, pův. Václav Bárta, rockový zpěvák, hudební skladatel, textař a herec
- Hana Blažíková, sopranistka a harfenistka
- Libor Bouček, moderátor, dabér a příležitostný herec
- David Dorůžka, jazzový kytarista, syn Petra Dorůžky a vnuk Lubomíra Dorůžky
- Vít Klusák, filmový režisér, syn Emila Viklického a Jany Klusákové, nevlastní bratr Pavla Klusáka
- Lukáš Kovanda, ekonom a autor ekonomické literatury, kromě jiného také raný popularizátor bitcoinu
- Angel Krstev, hokejista
- Tomáš Klouček, hokejista
- David Kraus, zpěvák, herec, textař a skladatel.
- Adam Novák, herec (Bylo nás pět) a scénograf, bratr Štěpána a Sandry Novákové
- Tomáš Rosický, fotbalista, syn Jiřího Rosického, bratr Jiřího Rosického
- Jana Šteflíčková, písničkářka, kytaristka a herečka (Studio Ypsilon)
- Zuzana Vejvodová, herečka

#### 1981 až 1990
1981

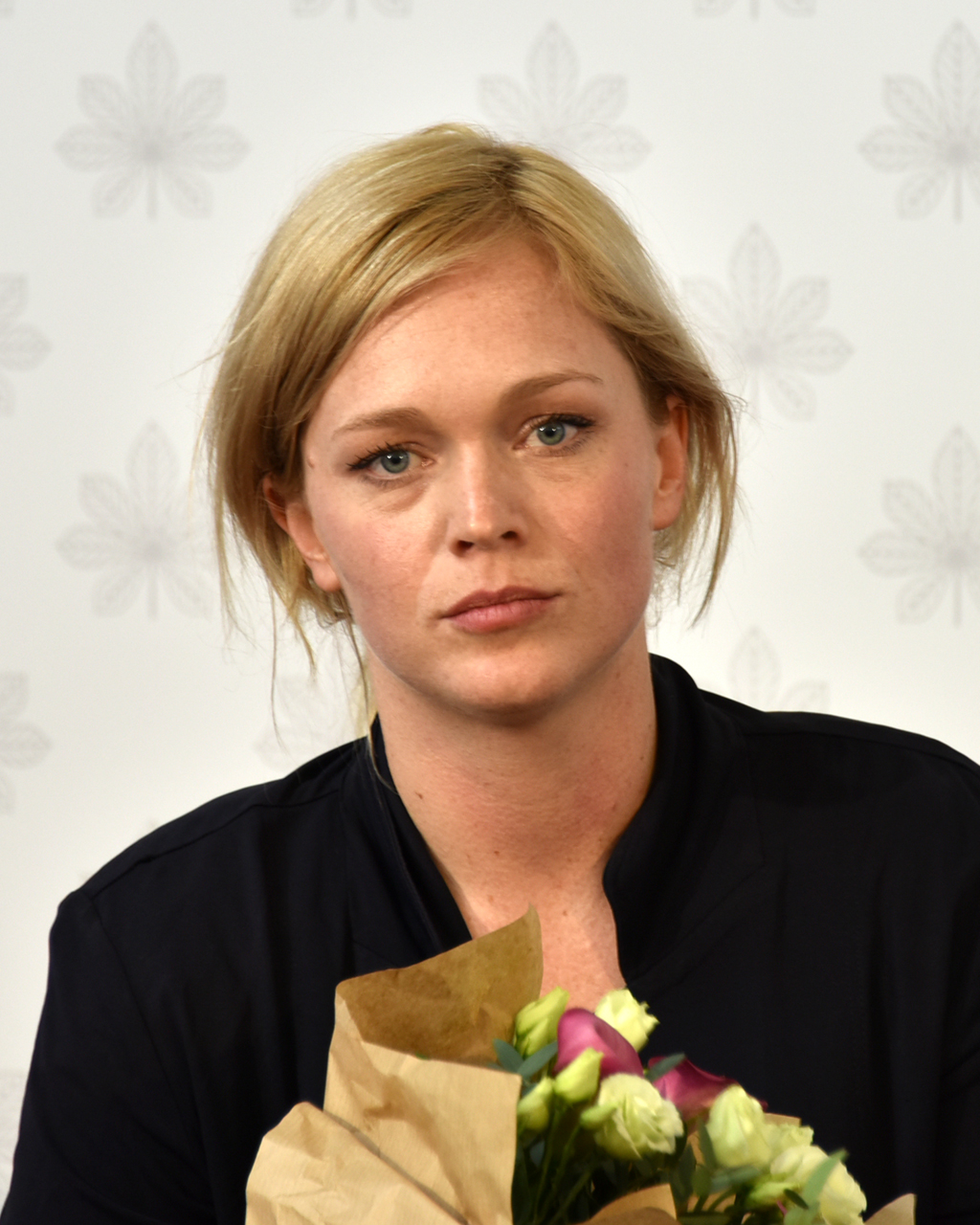
Ester Geislerová

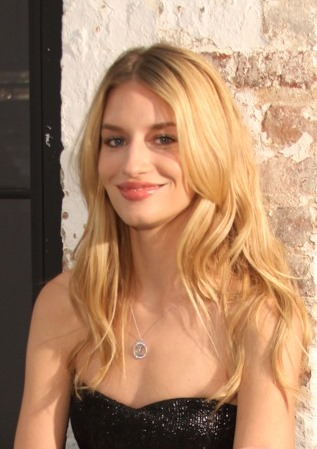
Linda Vojtová

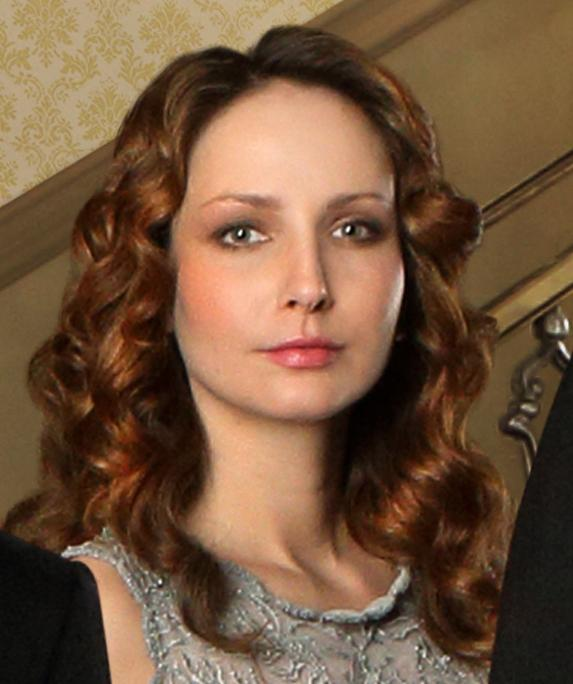
Veronika Arichteva (dříve Nová), herečka

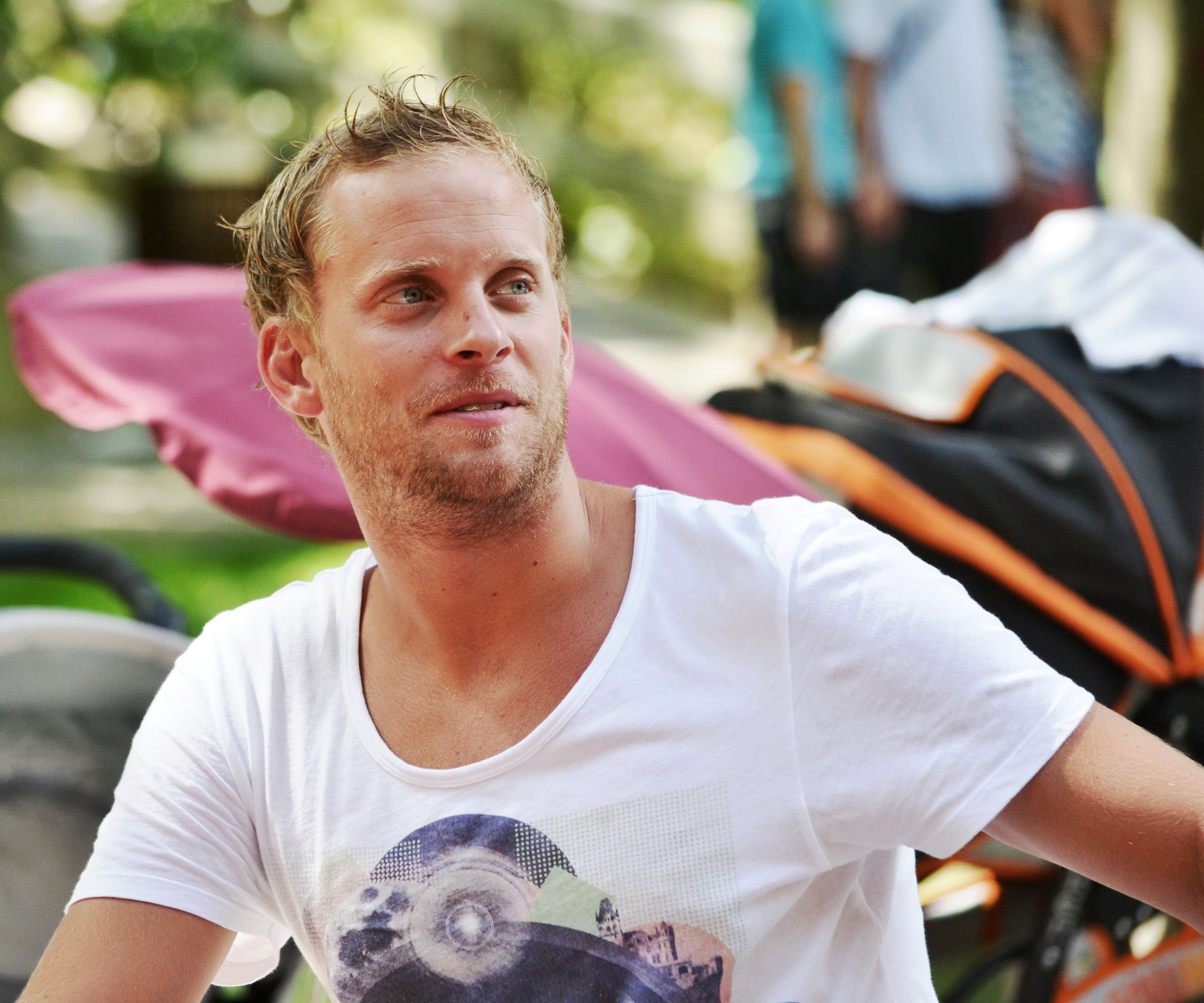
Jakub Prachař, herec, hudebník a moderátor

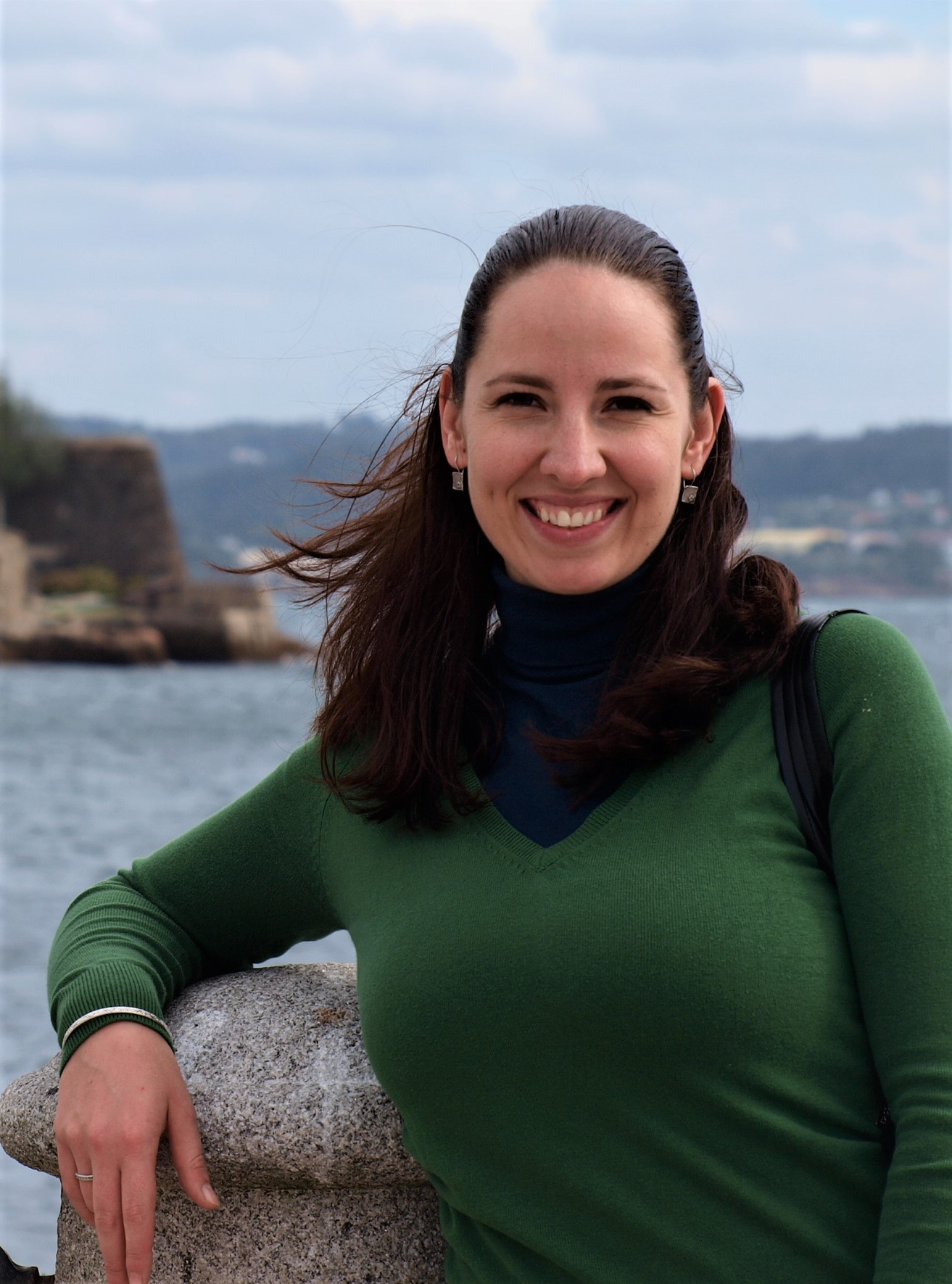
Olga Vít Krumpholzová, zpěvačka

- Ondřej Brousek, herec, hudebník, skladatel a režisér
- Caylian Curtis, pornoherečka
- Tomáš Duba, hokejový brankář
- Tomáš Hübschman, fotbalista
- Martha Issová, herečka, dcera herečky Lenky Termerové a filmového režiséra Morise Issy, sestřenice Kláry Issové
- David Kočí, hokejista
- Roman Kodet, historik a japanolog
- Olga Vít Krumpholzová, operní a koncertní zpěvačka
- Přemysl Kšica varhaník, syn Josefa Kšicy mladšího
- Tomáš Pešír, fotbalista
- Vladimír Škultéty, filmový herec a režisér
- Jakub Vágner, rybář-světový rekordman v rybolovu, cestovatel, syn Karla Vágnera
- Gipsy CZ, vl. jm Radoslav (Radek) Banga (* 1982), rapper (skupina Gipsy.cz)

1982
- Kryštof Hádek, herec, bratr Matěje Hádka
- Adam Kraus, herec a divadelní režisér, syna Jana a Jany Krausových
- Zuzka Light, roz. Zuzana Majorová, fitness sportovkyně, youtuberka
- Tomáš Netík, hokejista
- Sandra Nováková, herečka, sestra českého herce Adama Nováka
- Dominika Weiss Hošková, violoncellistka, dcera Jiřího Hoška
- Klára Koukalová (Zakopalová), tenistka

1983
- Roman Bednář, fotbalista
- Jiří Bílek, fotbalista
- Tereza Černochová, zpěvačka, dcera Karla Černocha a nevlastní sestra Marka Černocha
- Jan Gemrot, malíř
- Tomáš Jun, fotbalista
- Karolína Kaiserová, herečka, dcera Oldřicha Kaisera a Nadi Konvalinkové
- Martin Kolář, fotbalista
- Jan Maxián, herec a hudebník
- Milan Petržela, fotbalista
- Jakub Prachař, herec, hudebník a moderátor
- František Raboň, závodní cyklista
- František Soukup, hudební skladatel a textař, syn Gabriely Osvaldové a Ondřeje Soukupa
- David Střihavka, fotbalista
- Matěj Stropnický, politik a filmový herec
- Jakub Tylman, violoncellista
- Hana Vagnerová, herečka

1984
- Ester Geislerová, herečka a vizuální umělkyně, sestra Anny a Lenky Geislerových
- Jakub Klepiš, hokejista
- Natálie Kocábová, spisovatelka, scenáristka a zpěvačka, dcera Michaela Kocába
- Štěpán Kučera, fotbalista
- Petr Mikolanda, fotbalista
- Ivo Minář, tenista
- Filip Salaquarda, závodník
- Olga Špátová, dokumentaristka
- Petr Vančura je filmový a divadelní herec a moderátor
- Ladislav Volešák, fotbalista

1985
- Tomáš Berger, fotbalista, syn Jana Bergera
- Roman Červenka, hokejista
- Ondřej Cikán, spisovatel
- Vojtěch Dyk, herec a hudebník (Nightwork), syn Radka Pytlíka
- Agáta Prachařová, roz. Hanychová, modelka
- Jan Holenda, fotbalista
- Lucie Hradecká, tenistka
- Tomáš Jamník, violoncellista
- Rozálie Kohoutová, režisérka dokumentárních filmů, dcera Ireny Obermannové
- Daniel Kolář, fotbalista
- David Navara, šachový mistr
- Lukáš Pešek, motocyklový závodník
- Daniel Pudil, fotbalista
- Matouš Ruml, herec
- David Svoboda, moderní pětibojař a olympijský vítěz
- Linda Vojtová, topmodelka, vítězka světového finále soutěže Elite Model Look 2000

1986
- Veronika Arichteva, roz. Nová, herečka
- Kryštof Krýzl, závodní lyžař
- Radek Smoleňák, hokejista

1987

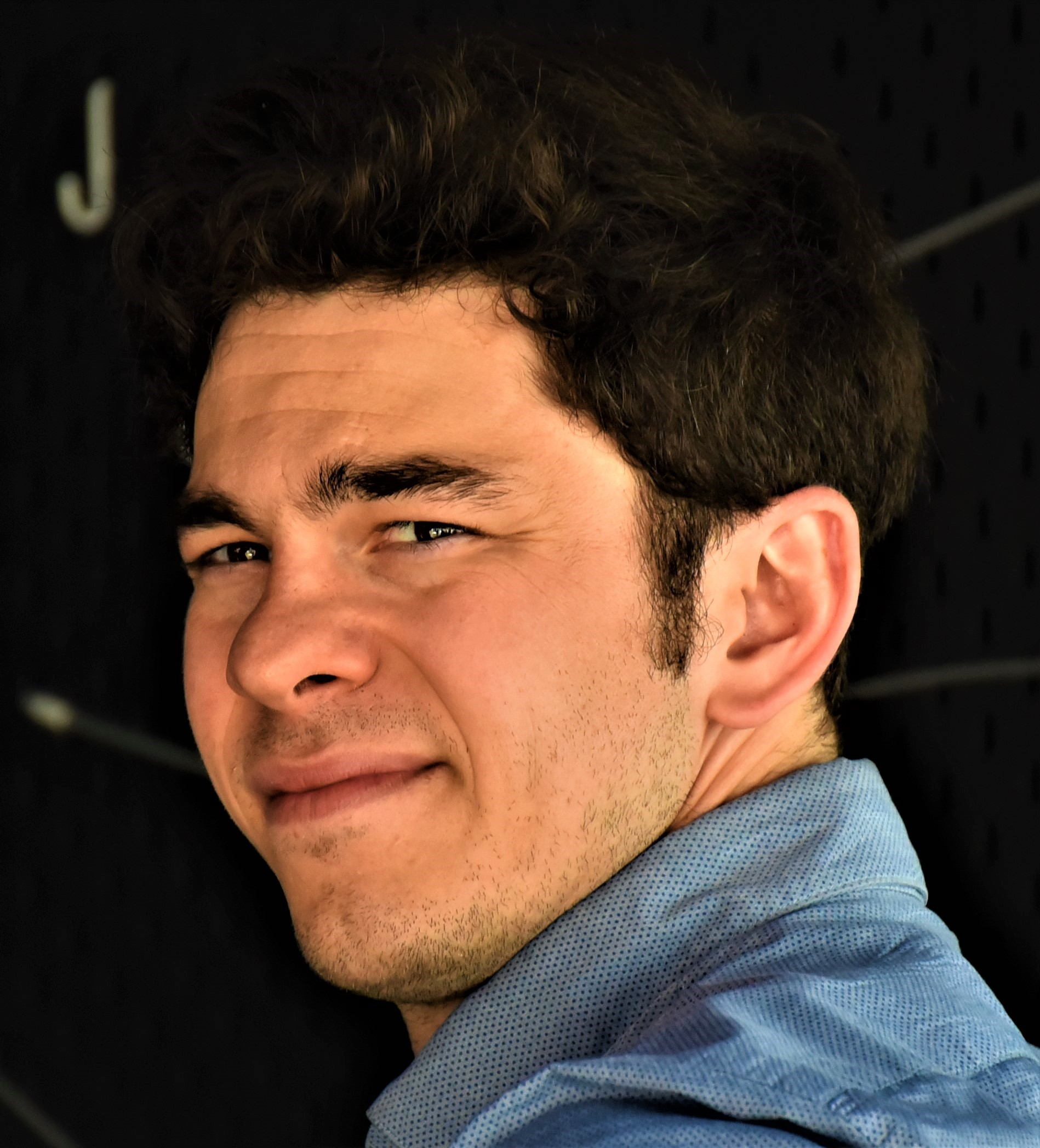
Herec Marek Adamczyk

- Marek Adamczyk, divadelní a filmový herec, vnuk Karla Krause
- Jan Charouz, automobilový závodník
- Tomáš Jablonský, fotbalista
- Jiří Jeslínek, fotbalista
- Dominik Rodinger, fotbalový brankář
- Jan Šimůnek, fotbalista
- Michal Švec, fotbalista

1988
- Martina Bárta, zpěvačka a hornistka
- Jan Cina, herec
- Milan Černý, fotbalista
- Marcel Gecov, fotbalista
- Eliška Klučinová, atletka
- Vojta Kotek, rodným jm. Vojtěch , herec, dabingový herec a režisér
- Zuzana Marková, operní sólistka-sopranistka
- Radim Nečas mladší, fotbalista
- Markéta Sluková, plážová volejbalistka
- Emma Smetana, herečka, moderátorka
- Marek Suchý, fotbalista

1989

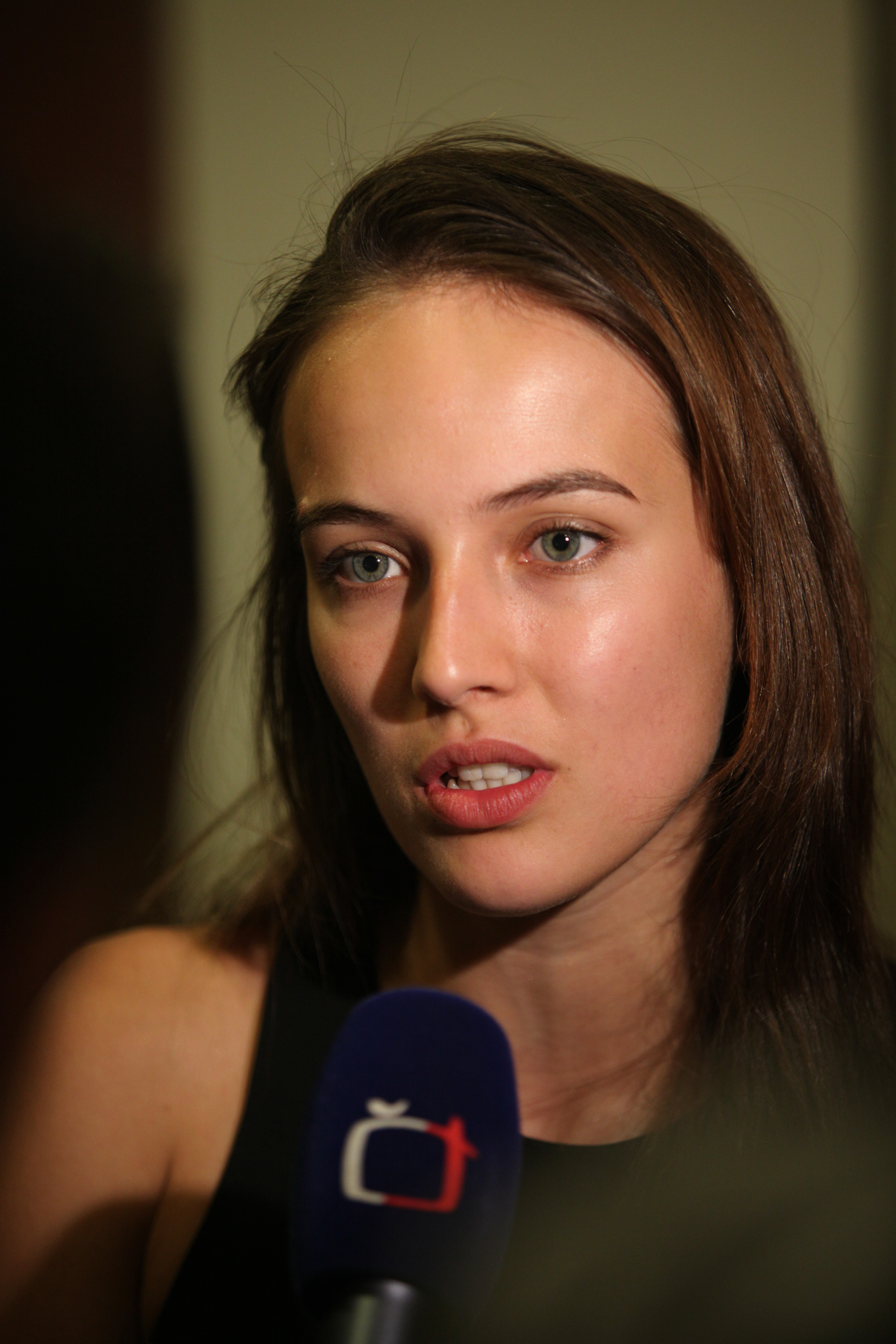
Tereza Ramba (Voříšková), herečka

- Karel Heřmánek mladší, herec, syn Karla Heřmánka
- Lukáš Klánský, klavírista, syn Ivana Klánského
- Jana Knedlíková, házenkářka
- Jan Morávek, fotbalista
- Tomáš Necid, fotbalista
- Tereza Ramba, roz. Voříšková, je filmová a divadelní herečka, sestra Sáry Voříškové
- Lukáš Vácha, fotbalista

1990
- Jan Chramosta, fotbalista
- Josef Hušbauer, fotbalista
- Nikol Kouklová, herečka a modelka
- Eliška Křenková, herečka
- Štěpán Novotný, hokejista
- Jakub Štáfek, herec
- Marek Štěch, fotbalista
- Jakub Vadlejch, oštěpař
- Josef Vágner, zpěvák a herec, syn Karla Vágnera

#### Po roce 1991

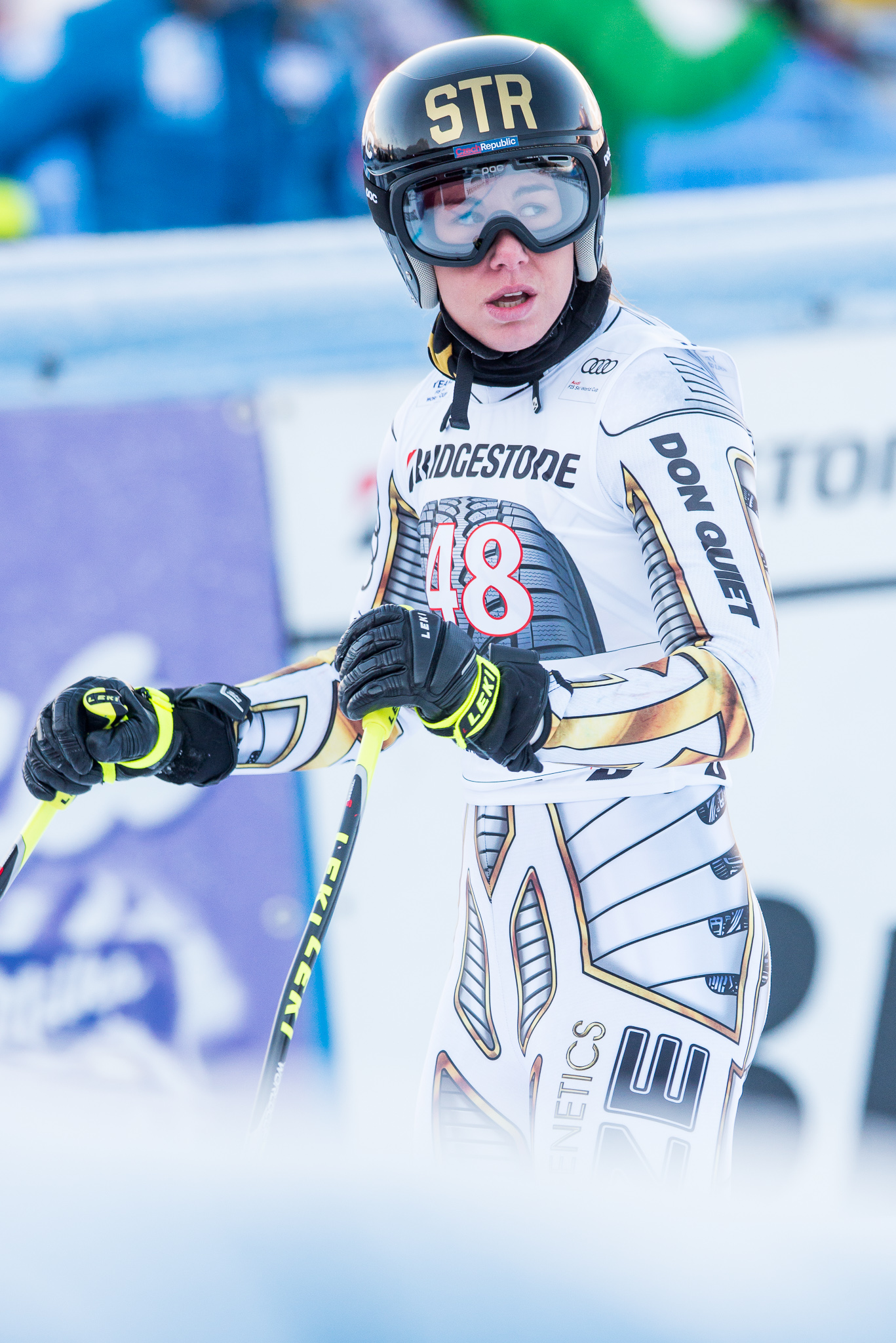
Ester Ledecká

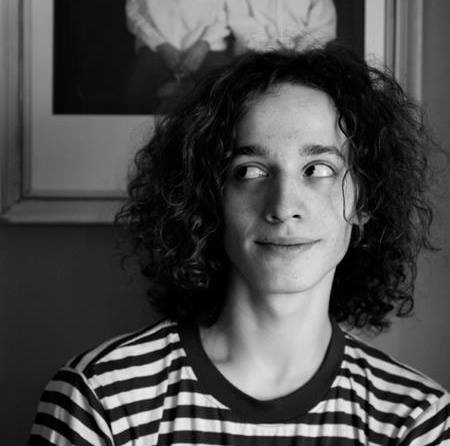
Jan Battěk, herec

- Alžběta Kubíčková, roz. Michalová (* 1991), básnířka a divadelní dramaturgyně
- Matěj Paprčiak (* 1991), fotbalista
- Jan Battěk (* 1992), herec
- Antonín Fantiš (* 1992), fotbalista
- Pavel Kadeřábek (* 1992), fotbalista
- Václav Kadlec (* 1992), fotbalista
- Berenika Kohoutová, dříve Čecháková (* 1991), herečka, zpěvačka, dabérka, bloggerka a spisovatelka, dcera Ireny Obermannové
- Vojtěch Mozík (* 1992), hokejista
- Tereza Vágnerová (* 1992), muzikálová zpěvačka, dcera Karla Vágnera
- Sára Voříšková (* 1992), herečka, sestra Terezy Ramba (Voříškové)
- Jonáš Ledecký (* 1993), výtvarník, komiksový kreslíř a hudebník, syn Janka Ledeckého a bratr Ester Ledecké
- Anna Kameníková, roz. Linhartová (* 1994), herečka, spisovatelka, dcera Jitky Asterové
- Dominik Simon (* 1994), hokejista
- Andrea Bezděková (* 1995), tanečnice, modelka a vítězka soutěže krásy Česká Miss 2016
- Ester Ledecká (* 1995), snowboardistka a závodní lyžařka-sjezdařka, dvojnásobná olympijská vítězka
- Patrik Schick (* 1996), fotbalista
- Adam Mišík (* 1997), zpěvák, kytarista a herec, syn Vladimíra Mišíka
- Zdeněk Piškula (* 1998), herec